# ダグラス・マッカーサー
ダグラス・マッカーサー（英語: Douglas MacArthur、1880年1月26日 - 1964年4月5日）は、アメリカ合衆国の陸軍軍人。ウェストポイントアメリカ陸軍士官学校を首席で卒業し、その後は、セオドア・ルーズベルト大統領軍事顧問補佐官、陸軍長官副官・広報班長、ウェストポイントアメリカ陸軍士官学校長、アメリカ陸軍参謀総長などアメリカ陸軍の要職を歴任した。
戦争でも勇名を轟かせ、第一次世界大戦と第二次世界大戦（太平洋戦争）に従軍して、抜群の戦功を挙げていった。特に太平洋戦争では、大戦序盤のフィリピンの戦いで大日本帝国軍に敗れオーストラリアに撤退し、敵前逃亡の汚名を着せられたが、「I shall return（私は必ず帰ってくる）」の約束を果たし、日本軍からフィリピンを奪還して「アメリカ合衆国が生んだ最も有能な軍人」としての勇名をほしいままにした。
太平洋戦争終戦後は連合国軍最高司令官として日本に進駐し、昭和天皇・マッカーサー会見を経て、日本の実質的な支配者として、経済、政治、社会の抜本的な変革を指揮し、日本国憲法の起草にも大きな影響を及ぼした。冷戦の激化により開戦となった朝鮮戦争でも、マッカーサーは国連軍を率いて仁川上陸作戦を敢行し、朝鮮人民軍を追い詰めたが、中国人民志願軍の参戦により敗退し、38度線を挟んでの膠着状態となり、この後の朝鮮半島の情勢にも大きな影響を与えた。朝鮮戦争の勝利を目的に、ハリー・S・トルーマン大統領の方針に反して、核兵器の使用や中国本土への攻撃を強く主張し続けたが、トルーマンの怒りを買い、全軍職から解任された。アメリカ帰国後は大統領を目指したが、元部下のドワイト・D・アイゼンハワーに敗れたことで実現せず、天下りでレミントンランドの会長職に就き、1964年4月5日、ワシントンD.C.で死去した。

## 青年期

### 生い立ち

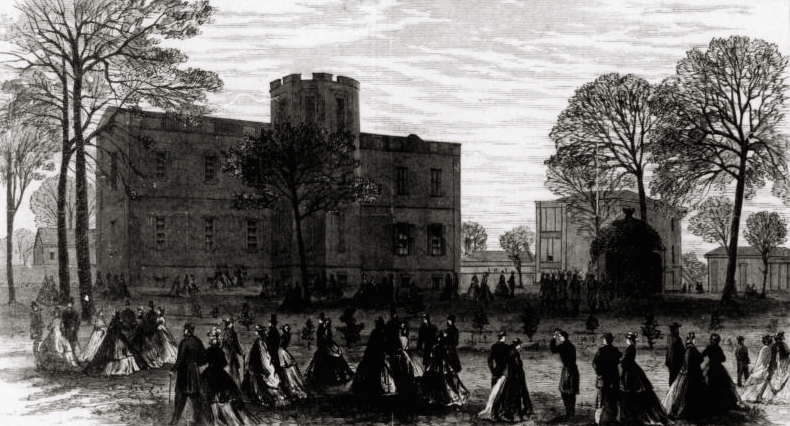
マッカーサーが誕生した当時のリトルロック兵舎

1880年1月26日、アーカンソー州リトルロックに誕生する。マッカーサー家は元々はスコットランド貴族の血筋で名門家系であった。キャンベル氏族の流れを汲み、スコットランド独立戦争でロバート1世に与して広大な領土を得たが、その後は領主同士の勢力争いに敗れ、没落したと伝えられている。1828年、当時少年だった祖父のアーサー・マッカーサー・シニアは家族に連れられてスコットランドからアメリカに移民し、マッカーサー家はアメリカ国民となった。
父のアーサー・マッカーサー・ジュニアは16歳の頃に南北戦争に従軍した根っからの軍人であり、南北戦争が終わって一旦は除隊し、祖父と同様に法律の勉強をしたが長続きせず、1866年には軍に再入隊している。1875年にニューオーリンズのジャクソン兵舎に勤務時に、ヴァージニア州ノーフォーク生まれでボルチモアの富裕な綿花業者の娘であったメアリー・ピンクニー・ハーディと結婚し、1880年に軍人である父の任地であったアーカンソー州リトルロックの兵器庫の兵営でマッカーサー家の三男としてダグラス・マッカーサーが誕生した。この頃は西部開拓時代の末期で、インディアンとの戦いのため、西部地区のあちらこちらに軍の砦が築かれており、マッカーサーが生まれて5か月の時、一家はニューメキシコ州のウィンゲート砦に向かうこととなったが、その地で1883年に次男のマルコムが病死している。マルコムの病死は母のメアリーに大きな衝撃を与え、残る2人の息子で特に三男ダグラスを溺愛するようになった。次いでフォート・セルデンの砦に父のアーサーが転属となり、家族も付いていった。そのためダグラスは、幼少期のほとんどを軍の砦の中で生活することとなった。
その後も一家は全国の任地を転々とするが、1898年4月に米西戦争が始まると父のアーサーは准将となり、スペインの植民地であったフィリピンに出征し、マッカーサー家とフィリピンの深い縁の始まりとなった。戦争が終わり、フィリピンがスペインよりアメリカに割譲されると、少将に昇進して師団長になっていた父のアーサーはその後に始まった米比戦争でも活躍し、在フィリピンのアメリカ軍司令官に昇進した。しかし、1892年に兄のアーサーはアナポリス海軍兵学校に入学し、1896年には海軍少尉として任官し、弟ダグラスもウェストポイント陸軍士官学校を目指し勉強中だったことから、家族はフィリピンに付いていかなかった。

### ウェストポイント陸軍士官学校入学

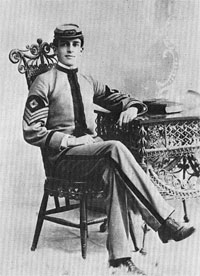
西テキサス士官学校在学時のマッカーサー、1895年頃の写真

1896年、マッカーサーは西テキサス士官学校卒業後、ウェストポイントのアメリカ陸軍士官学校受験に必要な大統領や有力議員の推薦状が得られなかったため、母メアリーと共に有力政治家のコネが得られるマッカーサー家の地元ミルウォーキーに帰り、母メアリーが伝手を通じて手紙を書いたところ、下院議員シオボルド・オーチェンの推薦を得ることに成功した。その後、ウェストサイド高等学校に入学、1年半もの期間受験勉強したが、その受験勉強の方法は、後のマッカーサーを彷彿させるものであった。マッカーサーは試験という難関から失敗の可能性を抽出すると、それを1つ1つ取り除いていくという勉強方法をとり、目標を楽々と達成した。この受験勉強でマッカーサーは「周到な準備こそは成功と勝利のカギ」という教訓を学び、それは今後の軍人人生に大いに役立つものとなった。戦略的な受験勉強は奏功し、マッカーサーは1899年6月に750点満点中700点の高得点でトップ入学した。
しかし、マッカーサーは受験勉強期間中もガリ勉に終始していたわけでなく、年相応のロマンスも経験していた。マッカーサーはジョン・レンドラム・ミッチェル上院議員の娘に片思いし、彼女を口説くために、「うるわしき西部の娘よ、何より愛する君、君はなにゆえに我を愛さざるや？」という自作した詩を懐に忍ばせて、ミッチェル上院議員の家の周りをうろつくようになった。しかし、当時のマッカーサーはまったくモテず、ミッチェル上院議員の娘から相手にされることはなかった。これはマッカーサー個人の問題より、当時のアメリカでは軍服を颯爽とまとった軍人が若い女性の羨望の的であり、若い将校が休暇でミルウォーキーに帰ってくると、若い女性は軍人の周りに集まり、その中にはミッチェル上院議員の娘もいた。まだウェストポイントに入学していなかったマッカーサーは、他の平服を着た民間人と一緒にそれを横目で見ながらこそこそと隠れていなければならず、マッカーサーは「今度戦争があったら、絶対に前線で戦ってやるぞ」と心の中で誓っていた。
そんな息子を溺愛して心配する母のメアリーは、マッカーサーがウェストポイントに入学すると、わざわざ学校の近くのクラニーズ・ホテルに移り住み、息子の学園生活に目を光らせることとした。その監視は学業だけではなく私生活にまで及び、マッカーサーを女性から遠ざけるのに抜け目がなかった。その過保護ぶりは教官も周知の事実となり、ある日マッカーサーがメアリーの目を盗んでダンスホールで女性とキスをしているところを教官に見つかったことがあったが、ばつの悪い思いをしていたマッカーサーに対して教官は笑顔で「マッカーサー君おめでとう」とだけ言って去っていった。結局メアリーはマッカーサーが卒業するまで離れなかったため、「士官学校の歴史で初めて母親と一緒に卒業した」とからかわれることとなった。
当時のウェストポイントは旧態依然とした組織であり、上級生による下級生へのしごきという名のいじめが横行していた。父親が有名で、母親が近くのホテルに常駐し付き添っているという目立つ存在であったマッカーサーは、特に念入りにいじめられた。そのいじめは、長いウェストポイントの歴史の中で100以上も考案され、主なものでは「ボクシング選手による鉄拳制裁」「割れたガラスの上に膝をついて前屈させる」「火傷する熱さの蒸し風呂責め」「ささくれだった板の上を全裸でスライディングさせる」など凄まじいものであった。そのいじめが行われる兵舎は生徒たちから「野獣兵舎」と呼ばれていた。マッカーサーはいじめを受け続け、最後は痙攣を起こして失神した。マッカーサーは失神で済んだが、新入生の中でいじめによる死亡者が出て問題化することになった。報道によって社会問題化したことを重く見たウィリアム・マッキンリー大統領がウエストポイントに徹底した調査を命じ、数か月後に軍法会議が開廷された。激しいいじめを受けたマッカーサーも証人として呼ばれたが、マッカーサーは命令どおり証言すれば全校生徒から軽蔑される一方で、命令を拒否すればウエストポイントから追放されるという窮地に追い込まれることとなった。マッカーサーは熟考したあげく、既に罪を認めた上級生の名前のみ証言し、他の証言は拒否した。結局この事件は、罪を認めた生徒は一旦退学処分となったが、親族に有力者のコネがある生徒はまもなく復学し、またマッカーサーも父親アーサーが現役の将軍であったため証言拒否が問題視されることはなかった。しかし、窮地を機転と不屈の精神で乗り切ったマッカーサーは、多くの生徒から信頼を得ることができた。
在学中は成績抜群で、4年の在学期間中、3年は成績トップであったが、勉強だけではなくスポーツにも熱心であった。マッカーサーは最も好きなスポーツはフットボールであったが、当時の体格は身長が180cmに対し体重が63.5㎏しかなく、この痩せ型の体型ではフットボール部に入部すらできない懸念があったので、マッカーサーは痩せ型の自分でも活躍できるスポーツとして野球を選び、自らで野球部を立ち上げた。しかし、決して野球が巧いわけではなく、打撃が苦手で、守備でも右翼手としては役には立たなかった。しかし、頭脳プレーに秀でており、選球眼もよく、セーフティーバントで相手投手を揺さぶるなどして高い出塁率を誇って、試合では活躍し、チームメイトからは「不退転のダグ」と呼ばれるようになった。1901年5月18日には、ウェストポイント対アナポリスのアメリカ陸海軍対抗戦にマッカーサーはスターティングメンバーとして出場し、2打席凡退後の3打席目で得意の選球眼で四球を選んで出塁すると、後の選手のタイムリーヒットで決勝のホームベースを踏んだ。マッカーサーはこれらの活躍で、レター表彰（ウェストポイントの略称であるArmyの頭文字Aをジャケットやジャージなどに刺繍できる権利）を受けたが、この表彰により、マッカーサーは死の直前までAの文字が刺繍されたウェストポイントの長い灰色のバスローブを愛用し続けた。しかし野球に熱中するあまり成績が落ちたため、4年生には野球をきっぱりと止め、1903年6月に在学期間中の2,470点満点のうち2,424.2点の得点率98.14%という成績を収め、94名の生徒の首席で卒業した。このマッカーサー以上の成績で卒業した者はこれまで2名しかいない（ロバート・リーがそのうちの一人である）。卒業後は陸軍少尉に任官した。

### 陸軍入隊

少佐時代のマッカーサー、撮影日不明

当時のアメリカ陸軍では工兵隊がエリート・グループとみなされていたので、マッカーサーは工兵隊を志願して第3工兵大隊所属となり、アメリカの植民地であったフィリピンに配属された。長いフィリピン生活の始まりであった。1905年に父が日露戦争の観戦任務のための駐日アメリカ合衆国大使館付き武官となった。マッカーサーも副官として日本の東京で勤務した。マッカーサーは日露戦争を観戦したと自らの回想記に書いているが、彼が日本に到着したのは1905年10月で、ポーツマス条約調印後であり、これは、マッカーサーの回想によくある過大な記述であったものと思われ、回想記の版が重なるといつの間にかその記述は削除されている。その後マッカーサーと家族は日本を出発し、中国や東南アジアを経由してインドまで8か月かけて、各国の軍事基地を視察旅行しており、この時の経験がマッカーサーの後の軍歴に大きな影響を与えることになった。また、この旅行の際に日本で東郷平八郎・大山巌・乃木希典・黒木為楨ら日露戦争で活躍した司令官たちと面談し、永久に消えることがない感銘を受けたとしている。
その後、アメリカに帰国したマッカーサーは、1906年9月にセオドア・ルーズベルトの要請で、大統領軍事顧問の補佐官に任じられた。マッカーサーの手際のよい仕事ぶりを高く評価したルーズベルトはマッカーサーに「中尉、君は素晴らしい外交官だ。君は大使になるべきだ」と称賛の言葉をかけている。順調な軍歴を歩んでいたマッカーサーであったが、1907年8月にミルウォーキーの地区工兵隊に配属されると、ミルウォーキーに在住していた裕福な家庭の娘ファニーベル・ヴァン・ダイク・スチュワートに心を奪われ、軍務に身が入っていないことを上官のウィリアム・V・ジャドソン少佐に見抜かれてしまい、ジャドソンは工兵隊司令官に対して「学習意欲に欠け」「勤務時間を無視して私が許容範囲と考える時間を超過して持ち場に戻らず」「マッカーサー中尉の勤務態度は満足いくものではなかった」と報告している。この報告に対してマッカーサーは激しく抗議したが、マッカーサーがミルウォーキーにいた期間は軍務に全く関心を持たず、スチュワートを口説くことだけに関心が集中していたことは事実であり、この人事評価は工兵隊司令部に是認された。これまで順調であったマッカーサーの軍歴の初めての躓きであり、結局は、ここまで入れ込んだ恋愛も実らず、今までの人生で遭遇したことのない大失敗に直面したこととなった。自分の経歴への悪影響を懸念したマッカーサーは一念発起し、自分の評価を挽回するため工兵隊のマニュアル「軍事的破壊」を作成し工兵部隊の指揮官に提出したところ、このマニュアルは陸軍訓練学校の教材に採用されることとなった。このマニュアルによって挫折からわずか半年後にマッカーサーは挫折を克服し、第3工兵隊の副官及び工兵訓練学校の教官に任命されるなど再び高い評価を受けることとなったという。
多少の挫折を味わいながらも、順調に軍での昇進を重ねるマッカーサーであったが、母親メアリーの過保護ぶりは、マッカーサーの生活を常時監視していたウエストポイント通学時とあまり変わることはなく、1909年に夫アーサーが軍を退役した際には、マッカーサーの職業軍人としての将来を憂いて、鉄道王エドワード・ヘンリー・ハリマンに「陸軍よりもっと出世が約束される仕事に就かせたい、貴方の壮大な企業のどこかで雇ってはもらえないだろうか」という手紙も送っている。
その後、マッカーサーは1911年2月に大尉に昇進したが、1912年9月に父のアーサーが重い脳卒中でこの世を去った。尊敬していた父の死はマッカーサーに大きな衝撃を与え、マッカーサーはこの後生涯に渡って父の写真を持ち歩いていた。夫の死に大きなショックを受けたマッカーサーの母のメアリーは体調を崩して故郷ボルチモア病院に通院していたが、マッカーサーは少しでも側にいてやりたいと考えて、陸軍に異動願いを出していた。当時のアメリカ陸軍参謀総長は レオナルド・ウッド であったが、ウッドはかつて父アーサーの部下として勤務した経験があり、アーサーに大きな恩義を感じていたため、わざわざ陸軍省に省庁間の調整という新しい部署を作ってマッカーサーを異動させた。ワシントンに着任したマッカーサーは定期的に母を見舞うことができた。また、ウッドはマッカーサーの勤務報告書に自ら「とりわけ知的で有能な士官」と記すなど、高く評価したため、この後、急速に出世街道を進んでいくこととなった。

## 第一次世界大戦〜戦間期

### タンピコ事件
1910年11月に始まったメキシコ革命でビクトリアーノ・ウエルタ将軍が権力を掌握したが、ウエルタ政権を承認しないアメリカのウッドロウ・ウィルソン大統領と対立することとなったため、ウエルタに忠誠を誓うメキシコ兵がアメリカ軍の海兵隊兵士を拘束し、タンピコ事件が発生した。アメリカはメキシコに兵士の解放・事件への謝罪・星条旗に対する21発の礼砲を要求したが、メキシコは兵士の解放と現地司令官の謝罪には応じたが礼砲は拒否した。憤慨したウィルソンは大西洋艦隊第1艦隊司令フランク・F・フレッチャーにベラクルスの占領を命じた（アメリカ合衆国によるベラクルス占領）。
激しい市街戦により占領したベラクルスに レオナルド・ウッド 参謀総長は増援を送り込んだが、歩兵第2師団の第5旅団に偵察要員として、当時大尉であったマッカーサーを帯同させた。マッカーサーの任務は「作戦行動に有益なあらゆる情報を入手する」といった情報収集が主な任務であったが、マッカーサーはベラクルスに到着した第5旅団が輸送力不足により動きが取れないことを知り、メキシコ軍の蒸気機関車を奪取することを思い立った。マッカーサーはメキシコ人の鉄道労働者数人を買収すると、単身でベラクルスより65キロメートル離れたアルバラードまで潜入、内通者の支援により3両の蒸気機関車の奪取に成功した。その後、マッカーサー自身の証言では追撃してきた騎馬隊と激しい銃撃戦の上、マッカーサーは3発も銃弾が軍服を貫通するも無傷で騎馬隊を撃退し、見事にベラクルスまで機関車を持ち帰ってきた。マッカーサーはこの活躍により当然名誉勲章がもらえるものと期待していたが、第5旅団の旅団長がそのような命令を下していないと証言したこと、また銃撃戦の件も内通者のメキシコ人以外に証人はおらず信頼性に乏しいことより、名誉勲章の授与は見送られる事になり、マッカーサーは失望することとなった。
後の傲岸不遜な印象とは異なり、この頃のマッカーサーは上官に対する巧みなお世辞のテクニックを駆使していた。上記の蒸気機関車奪取事件では、上官ウッドへの報告書に、ウッドの作戦指揮に対し、恭しい美辞麗句での賞賛を重ねたうえ、「必ずや貴方をホワイトハウスという終着点に導くでしょう」との歯が浮くようなお世辞で締めている。ウッドもマッカーサーにとくに目をかけて、名誉勲章叙勲の申請を行っている。上記の通り、マッカーサーはこの事件での名誉勲章の授賞はできなかったが、この事件に従軍したことにより、臨機応変さ、地形を読み取る眼識、個人としての勇気を全軍に示し、さらに上官に対する巧みな阿り方を習得することとなった。これらは後のマッカーサーの軍人人生での大きな財産となった。

### 第一次世界大戦

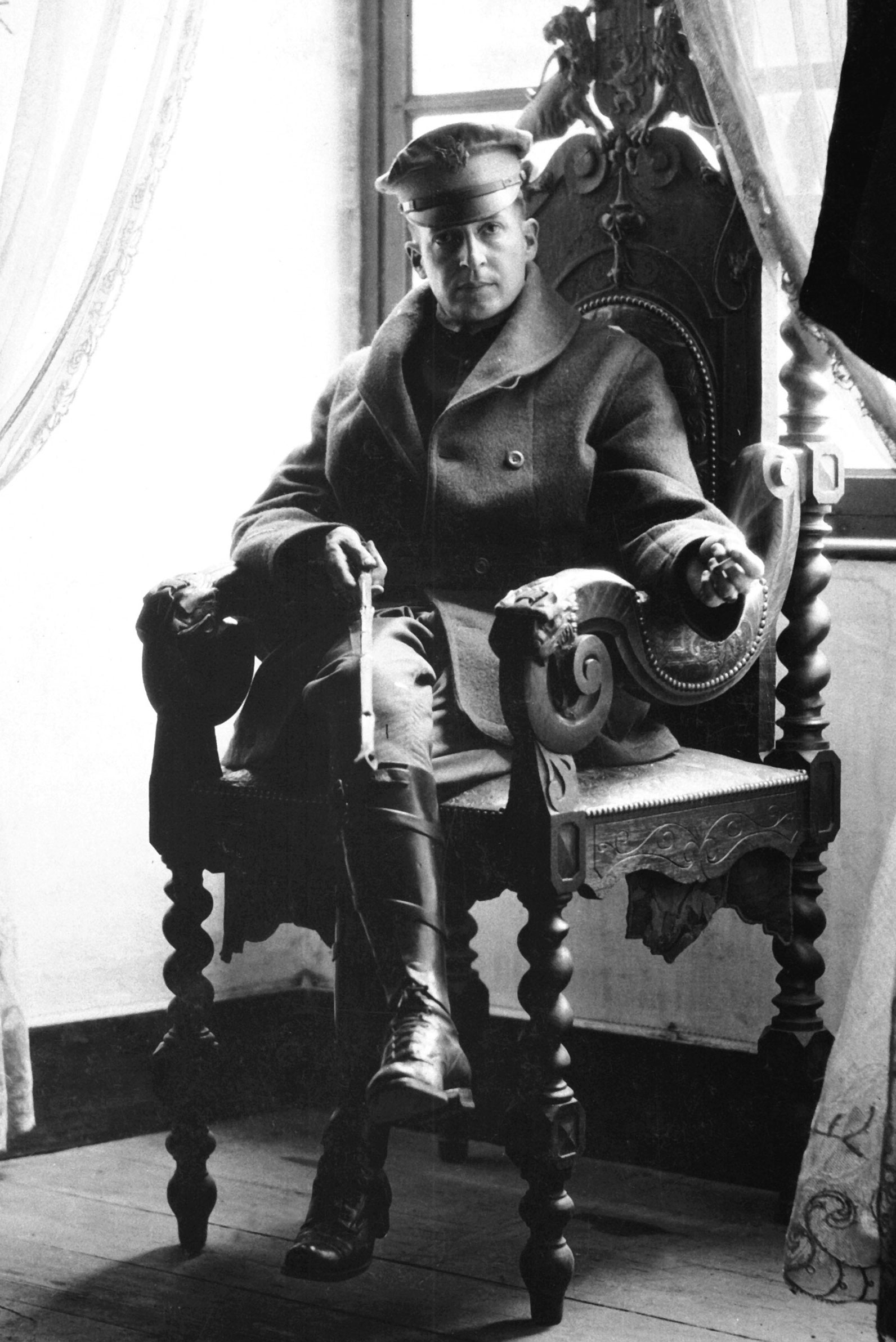
1918年、第一次世界大戦中のフランス。レインボー師団司令部で。

タンピコ事件従軍の後、マッカーサーは陸軍省に戻り、陸軍長官副官・広報班長に就いた。1917年4月にアメリカがイギリス・フランス・日本などとともに連合国の一国として第一次世界大戦に参戦することが決まった。アメリカは戦争準備のため、急きょ1917年5月に選抜徴兵法を制定したが、徴兵部隊が訓練を終えて戦場に派遣されるには1年は必要と思われた。
マッカーサーはニュートン・ディール・ベイカー陸軍長官と共にホワイトハウスへ行って、ウィルソンに「全米26州の州兵を強化して市民軍としてヨーロッパに派遣すべき」と提案した。ウィルソンはベイカーとマッカーサーの提案を採用しその実行を指示したが、どの州の部隊を最初にフランスに派遣すべきかが悩ましい問題として浮上した。ベイカーは州兵局長ウィリアム・A・マン准将とマッカーサーに意見を求めたが、マッカーサーは単独の州ではなくいくつかの州の部隊で師団を編成することを提案し、その提案に賛成したマンが「全26州の部隊で編成してはどうか」と補足すると、マッカーサーは「それはいいですね、そうすれば師団は全国に虹のようにかかることになります」と言った。ベイカーはその案を採用し第42師団を編成した。師団長にはマン、そして少佐だったマッカーサーを二階級特進させ大佐とし参謀長に任命した。戦争に参加したくてたまらず、知り合いの記者に「真の昇進はフランスに行った者に与えられるであろう」と思いのたけを打ち明けていたマッカーサーには希望どおりの人事であった。第42師団は「レインボー師団」と呼ばれることになった。
第42師団は1918年2月に西部戦線に参戦した。マッカーサーが手塩にかけて育成した兵士は勇猛に戦い、多くの死傷者を出しながらも活躍した。アメリカが第一次世界大戦でフランスに派遣した部隊の中では、正規軍と海兵隊で編成された精鋭部隊歩兵第2師団に次ぐ貢献度とされた。マッカーサーも参謀長であるにもかかわらず、前線に出たがった。正規の軍装は身に着けず、ヘルメットを被らず常に軍帽を着用し、分厚いタートルネックのセーターに母メアリーが編んだ2mもある長いマフラーを首に巻き、光沢のあるカーフブーツを履いて、武器の代わりに乗馬鞭か杖を握りしめているという目立つ格好であった。これはマッカーサーのセルフプロデュースであり、意図的に自分を危険に晒し、ヘルメットやガスマスクなどの防御装備を付けず、わざと他の将校がしてない奇抜な恰好で人の注意を引こうとしていた。マッカーサーは極めてセルフプロデュース能力に長けており、第二次世界大戦では、タートルネックセーターや乗馬鞭を、コーンパイプやサングラスへと時代に応じて変化させていった。
マッカーサーは格好だけではなく、実際に戦場においてはその勇猛果敢さを周囲に強く印象付けている。1918年2月に第42師団はフランスのリュネヴィル地区でドイツ軍と交戦したが、当時第42師団はフランス第7軍の指揮下にあり、マッカーサーは軍司令官のジョルジュ・ド・バゼレール少将に「敵を見ずに戦うことはできません」とフランス軍夜襲部隊への同行を申し出た。バゼレールから許可をもらうと、マッカーサーは副官を連れ、フランス軍兵士から鉄条網を切断するための工具を借りて、フランス軍突撃部隊と一緒にドイツ軍塹壕に突撃した。ドイツ軍も激しく反撃し、マッカーサーの一団に容赦なく機銃掃射や砲弾が浴びせられたが、マッカーサーは怯むことなく戦い続け、夜が明ける頃にはマッカーサーと突撃部隊はドイツ軍塹壕を占領し、多数の捕虜を獲得する大勝利を収めていた。マッカーサー自身もドイツ軍の前線指揮官であった大佐を捕虜にし、持っていた乗馬鞭で追い立てながら連れてきた。マッカーサーの豪胆ぶりにフランス兵もすっかり感心し、帰ってきたマッカーサーは握手攻めにあい、コニャックやアブサンが振舞われた。
3月に入ってもマッカーサーの勇名は轟き続けた。追い詰められたドイツ軍は激しい反撃に転じていたが、第42師団はドイツ軍の息の根を止めるべく積極果敢な攻撃を仕掛けていた。当然にその先頭には常にマッカーサーがいて、マッカーサーは攻撃が開始されると誰よりも早く塹壕に掛けられた梯子を上り、周囲に敵味方両軍の砲弾がさく裂する中、最大速度でドイツ軍塹壕目指し突撃した。やがて、勇猛な指揮官を見習って、部下兵士たちはマッカーサーを取り囲むようにして突撃し、その勢いにドイツ軍は圧倒された。しかし、マッカーサーはやみくもに突撃しているのではなく、部隊長にその場で臨機応変に適切な指示を与え、戦場全体の動きもよく把握していた。次々と勝利を重ねるマッカーサーに対し、初代師団長のマンが体調不良のために、第2代目の師団長を任じられていたチャールズ・メノハー少将は、マスコミの取材に対して「マッカーサー大佐はアメリカ陸軍の中で最も優れた士官であり、また最も人気のある士官でもある」と最大級の賛辞を述べ、その「冷静かつ著しい勇気に」対し、殊勲十字章の叙勲を申請し、認められている。もはやマッカーサーの勇猛さと伊達男ぶりはアメリカ全軍に轟きつつあり「アメリカ陸軍のダルタニャン」や「アメリカ軍のジョージ・ブライアン・ブランメル」などとも呼ばれていた。
遅れて参戦したアメリカ軍は続々と増援をヨーロッパ大陸に送り込んでいた。第一次世界大戦では歴史上始めて戦争に戦車が投入されたが、アメリカ陸軍初の戦車部隊である第304戦車旅団も参戦し、サン・ミシェルの戦いでは第42師団を支援したが、この戦いのさいマッカーサーはインフルエンザに罹患しており、高熱を発していたのにもかかわらず、銃剣付きの小銃を握ると、いつものように銃弾の飛び交う中を最前線に飛び出して行った。やがて、マッカーサーは砲弾が飛びかうなかを全く臆せず小高い丘に登ると、そこから戦闘指揮を続けた。第304戦車旅団の指揮官はジョージ・S・パットン大佐であり、パットンもやせ我慢でマッカーサーの近くに居続けたが、やがて近くで砲弾がさく裂し、思わずパットンは怯んでしまった。その様子を見たマッカーサーはパットンに「心配ないよ大佐」「君に砲弾が当たったら、その音は決して君が聞くことはないさ」としかめっ面で話しかけている。パットンはマッカーサーの勇敢さにすっかりと感服し、妻に宛てた手紙に「マッカーサーこそ、私が今まで会ったなかでもっとも勇敢な男だ」と書いている。
マッカーサーはその後、第42師団の第84旅団の旅団長（准将）に昇進し、1918年9月から開始された、第一世界大戦最後の激戦となるムーズ・アルゴンヌ攻勢にも参戦した。第42師団にはドイツ軍の重要拠点コード・ド・シャティヨンの攻略が命じられていたが、いつもの通り最前線で戦い続けるマッカーサーは2回もドイツ軍の毒ガス攻撃を受けて、特に2回目は症状がひどく、横になって嘔吐し続けていたが、それでも最前線を後にしようとはしなかった。コード・ド・シャティヨンにはドイツ軍が構築したコンクリート製のトーチカが230か所もあり、激しく攻撃を続ける第84旅団は大損害を被った。マッカーサーは分厚いドイツ軍の鉄条網の薄くなっている地区から攻撃しようと考えて、いつものように少数の部下を率いて自ら偵察に出たが、途中でマッカーサーの偵察隊はドイツ軍の砲撃と毒ガスを浴びてしまった。マッカーサーは間一髪砲弾でできた弾痕に転がり込んで無事であったが、しばらく経ってドイツ軍の攻撃が弱まってから、周囲でマッカーサーと同じように伏せていた部下兵士と脱出しようとして、兵士を揺り動かしたが、マッカーサー以外の兵士は全員絶命していた。マッカーサーは傷一つ負っておらず、この幸運を神に感謝しながら戻って行った。
第42師団は苦闘の末、コード・ド・シャティヨンを攻略したが、師団の1/3にあたる4,000人もの兵士が死傷した。ヨーロッパ派遣軍（AEF）の総司令官はジョン・パーシングであったが、父アーサーが在フィリピンのアメリカ軍司令官だったころに、当時大尉であったパーシングの面倒をみていたこともあって、マッカーサーには目をかけており、第42師団長のメノハーの昇進で空いた師団長のポストへの任命と、少将への昇進を軍中央に申請した。パーシングとマッカーサーはときに作戦指導の方針で意見が相違することがあり、マッカーサーが雄弁なことを知っていたパーシングは議論することを避けて「口出しするな！」と一喝したこともあって、両者の不仲説が長年取り沙汰されてきたが、それを証明する証拠はない。ただし、パーシングは叙勲に対してはなぜか慎重であり、文句のない活躍をして、これまで戦場において2回負傷し、外国の勲章も含めて15個の勲章を受章してきたマッカーサーへの名誉勲章の授与の推薦は見送った。マッカーサーはタンピコ事件に続いて名誉勲章を逃すことになった。
休戦が成立すると、マッカーサーはドイツ都市のジンツィッヒに進駐した。休戦によって軍の人事が平時に戻ったため、少将への昇進は凍結され、師団長からも解任されて第84旅団長に戻った。ドイツの主要都市はドイツ革命の嵐が吹き荒れていたが、ジンツィッヒは平穏であり、マッカーサーは激戦で疲労困憊した身体を休めることができた。毒ガスの後遺症による喉の炎症にも悩まされたが、どうにか完治した。占領任務といっても特にすることもなく、マッカーサーはマスコミをはじめとした人脈づくりに勤しんでいた。そのなかにはイギリス皇太子もおり、皇太子がドイツが将来的に復活してまた戦争を引き起こすのではないかと懸念していると、マッカーサーは「私たちはこのたびドイツを打ち負かしました。この次もまた打ち負かすことができます」と胸をはっている。

### 二度のフィリピン勤務

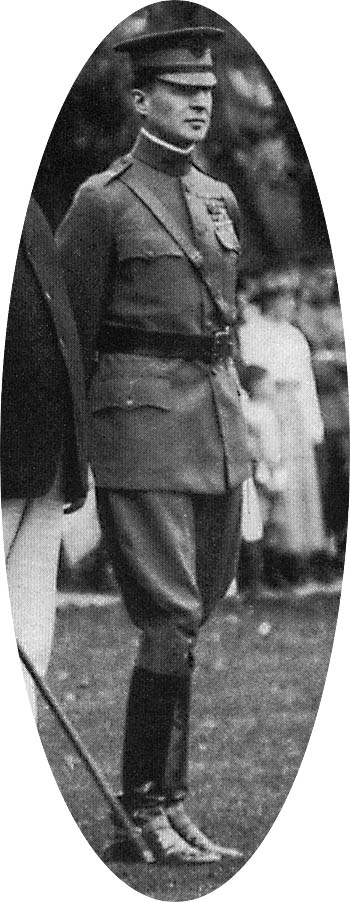
陸軍士官学校の校長に就任したマッカーサー

1919年4月にアメリカに帰国したマッカーサーは、母校である陸軍士官学校の校長に就任した（1919年 - 1922年）。当時39歳と若かったマッカーサーは辣腕を振るい、士官学校の古い体質を改革して現代的な軍人を育成する場へと変貌させた。マッカーサーが在学中に痛めつけられたしごきの悪習も完全に廃止され、しごきの舞台となっていた野獣兵舎も閉鎖した。代わりに競技スポーツに力をいれ、競技種目を3種目（野球・フットボール・バスケットボール）から17種目に増やし、全員参加の校内競技大会を開催することで団結心が養われた。その指導方針は厳格であり、当時の生徒は「泥酔した生徒が沢山いる部屋にマッカーサーが入ってくると、5分もしないうちに全員の心が石のように正気にかえった。こんなことができたのは世界中でマッカーサーただ一人であっただろう」と回想している。マッカーサーはその指導方針で士官候補生の間では不人気であり、ある日、士官候補生数人がマッカーサーに抗議にきたことがあったが、マッカーサーは候補生らの言い分を聞いた後に「日本との戦争は不可避である。その時になればアメリカは専門的な訓練を積んだ士官が必要となる。ウェストポイントが有能な士官の輩出という使命をどれだけ果たしたかが戦争の帰趨を決することになる」と言って聞かせると、候補生らは納得して、それ以降は不満を言わずに指導に従った。
その後、1922年に縁の深いフィリピンのマニラ軍管区司令官に任命され着任する。その際、同年結婚した最初の妻ルイーズ・クロムウェル・ブルックスを伴ってのフィリピン行きとなった。ルイーズは大富豪の娘で社交界の花と呼ばれていたため、2人の結婚は「軍神と百万長者の結婚」と騒がれた。この人事については、ルイーズがパーシング参謀総長の元愛人であり、それを奪ったマッカーサーに対する私怨の人事と新聞に書きたてられ、パーシングはわざわざ新聞紙面上で否定せざるを得なくなった。しかし、当時パーシングはルイーズと別れ20歳のルーマニア女性と交際しており、ルイーズはパーシングと別れた後、パーシングの副官ジョン・キュークマイヤーを含む数人の軍人と関係するなど恋多き女性であった。
このフィリピン勤務でマッカーサーは、後のフィリピン・コモンウェルス（独立準備政府）初代大統領マニュエル・ケソンなどフィリピンに人脈を作ることができた。翌1923年には関東大震災が発生、マッカーサーはフィリピンより日本への救援物資輸送の指揮をとっている。これらの功績が認められ、1925年にアメリカ陸軍史上最年少となる44歳での少将への昇進を果たし、米国本土へ転属となった。
少将になったマッカーサーに最初に命じられた任務は、友人であるウィリアム・ミッチェルの軍法会議であった。ミッチェルは航空主兵論の熱心な論者で、自分の理論の正しさを示すため、旧式戦艦や標的艦を航空機の爆撃により撃沈するデモンストレーションを行ない、第一次世界大戦中にアメリカに空軍の基盤となるべきものが作られたにもかかわらず、政府がその後の空軍力の発展を怠ったとして、厳しく批判していた。軍に対してもハワイ、オアフ島の防空体制を嘲笑う意見を公表したり、軍が航空隊の要求する予算を承認しないのは犯罪行為に等しい、などと過激な発言を繰り返し、この歯に衣を着せぬ発言が『軍への信頼を失墜させ』『軍の秩序と規律に有害な行為』とみなされ、軍法会議にかけられることとなったのである。マッカーサーは、父アーサーとミッチェルの父親が同僚であった関係で、ミッチェルと少年時代から友達付き合いをしており、この軍法会議の判事となる任務が「私が受けた命令の中で一番やりきれない命令」と言っている。マッカーサーは判事の中で唯一「無罪」の票を投じたがミッチェルは有罪となり1926年に除隊した。その後、ミッチェルの予言どおり航空機の時代が到来したが、その時には死後10年後であり、ようやくミッチェルはその先見の明が認められ、1946年に名誉回復され、少将の階級と議会名誉黄金勲章が遺贈された。
1928年のアムステルダムオリンピックではアメリカ選手団団長となったが、アムステルダムで新聞記者に囲まれた際「我々がここへ来たのはお上品に敗けるためではない。我々は勝つために来たのだ。それも決定的に勝つために」と答えた。しかし、マッカーサーの意気込みどおりとはならず、アメリカは前回のパリオリンピックの金メダル45個から22個に半減し、前評判の割には成績は振るわなかった。アメリカ国民の失望は大きく、選手団に連日非難の声が寄せられた。この大会では日本が躍進し、史上初の金メダルを2個獲得している。金メダルを三段跳で獲得した織田幹雄は終戦時に、その折のアメリカ選手団団長のマッカーサーが占領軍の最高司令官であったことに驚いたという。
マッカーサーがオリンピックでアムステルダムにいた頃、妻ルイーズがアメリカにて複数の男性と浮気をしていたと新聞のゴシップ欄で報じられた。ルイーズは新婚当初は知人を通じ、当時の陸軍長官ジョン・ウィンゲイト・ウィークスに、「ダグラスが昇進できるように一肌脱いでほしい、工作費はいくら請求してくれてもよい」と働きかけるほど、夫マッカーサーに尽くそうとしていたが、華美な生活を求めたルイーズとマッカーサーは性格が合わず、1929年には離婚が成立している。ルイーズとの夫婦生活での話は後にゴシップ化し、面白おかしくマスコミに取り上げられてマッカーサーを悩ませることになる。
離婚のごたごたで傷心のマッカーサーに、在フィリピン・アメリカ陸軍司令官として再度フィリピン勤務が命じられたが、マッカーサーはこの異動を「私にとってこれほどよろこばしい任務はなかった」と歓迎している。マッカーサーは当時のアメリカ人としては先進的で、アジア人に対する差別意識が少なく、ケソンらフィリピン人エリートと対等に付き合い友情を深めた。また、アメリカ陸軍フィリピン人部隊（フィリピン・スカウト）の待遇を改善し、強化を図っている。この当時は日本が急速に勢力を伸ばし、フィリピンにも日本人の農業労働者や商売人が多数移民してきており、マッカーサーは脅威に感じて防衛力の強化が必要と考えていたが、アメリカ本国はフィリピン防衛に消極的で、フィリピンには17,000名の兵力と19機の航空機しかなく、マッカーサーはワシントンに「嘆かわしいほどに弱体」と強く抗議している。ケソンはこのようにフィリピンに対して親身なマッカーサーに共感し、ヘンリー・スティムソンの後任のフィリピン総督に就任することを願った。マッカーサーも、かつて父アーサーも就任した総督の座を希望しており、ケソンらに依頼しフィリピンよりマッカーサーの推薦状を送らせている。しかし工作は実らず、総督には前陸軍長官のドワイト・フィリー・デイヴィスが就任した。
私生活では、1929年にマニラで混血の女優エリザベス・イザベル・クーパーとの交際が始まったが、マッカーサー49歳に対し、イザベルは当時16歳であった。

### 陸軍参謀総長
1930年、大統領ハーバート・フーヴァーにより、アメリカ陸軍最年少の50歳で参謀総長に任命された。このポストは大将職であるため、一時的に大将に昇進した。1933年から副官には、後の大統領ドワイト・D・アイゼンハワーが付き、マッカーサーとアイゼンハワーの長くて有名な関係が始まった。アイゼンハワーはウェストポイントを平均的な成績で卒業していたが、英語力に極めて優れており、分かりやすく、構成のしっかりした、印象的な報告書を作成することに長けていた。アイゼンハワーはパーシングの回顧録記述の手伝いをし、第一次世界大戦におけるアメリカ陸軍の主要な公式報告書の多くを執筆した。マッカーサーはこうしたアイゼンハワーの才能を報告書を通じて知ると、参謀本部の年次報告書などの重要な報告書作成任務のために抜擢したのであった。マッカーサーはアイゼンハワーが提出してきた報告書に、自らが直筆した称賛の手紙を入れて返した。アイゼンハワーはその手紙に感動して母親に見せたが、母親はさらに感激してマッカーサーの手紙を額に入れて飾っていた。
前年の「暗黒の木曜日」に端を発した世界恐慌により、陸軍にも軍縮の圧力が押し寄せていたが、マッカーサーは議会など軍縮を求める勢力を「平和主義者とその同衾者」と呼び、それらは共産主義に毒されていると断じ、激しい敵意をむき出しにしていた。当時、アメリカ陸軍は世界で17番目の規模しかなく、ポルトガル陸軍やギリシャ陸軍と変わらなくなっていた。また兵器も旧式であり、火砲は第一次世界大戦時に使用したものが中心で、戦車は12両しかなかった。しかし議会はさらなる軍事費削減をせまり、マッカーサーの参謀総長在任時の主な仕事は、この小さい軍隊の規模を守ることになった。

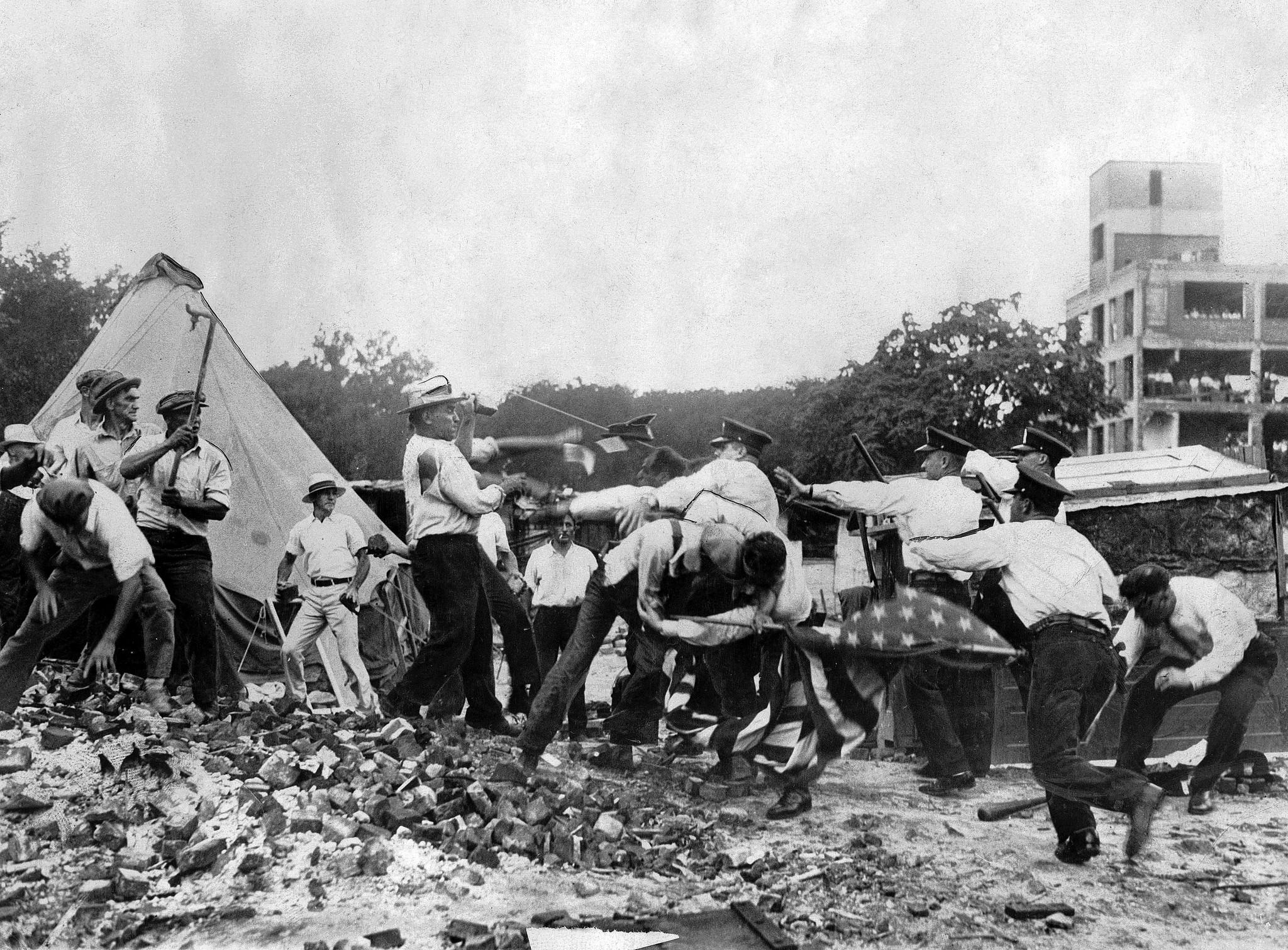
ボーナスアーミーのデモ隊を排除する警官隊

1932年に、退役軍人の団体が恩給前払いを求めてワシントンD.C.に居座る事件（ボーナスアーミー）が発生した。全国から集まった退役軍人とその家族は一時、22,000名にも上った。特に思想性もない草の根運動であったが、マッカーサーは、ボーナスアーミーは共産主義者に扇動され、連邦政府に対する革命行動を煽っている、と根拠のない非難をおこなった。退役軍人らはテント村を作ってワシントンD.Cに居座ったが、帰りの交通費の支給などの懐柔策で、少しずつであるが解散して行った。しかし、フーヴァーやマッカーサーが我慢強く待ったのにもかかわらず10,000名が残ったため、業を煮やしたフーヴァー大統領が警察と軍に、デモ隊の排除を命令した。マッカーサーはジョージ・パットン少佐が指揮する歩兵、騎兵、機械化部隊合計1,000名の部隊を投入し、非武装で無抵抗の退役軍人らを追い散らしたが、副官のアイゼンハワーらの忠告も聞かず、フーヴァーからの命令に反し、アナコスティア川を渡河して退役軍人らのテント村を焼き払い、退役軍人らに数名の死者と多数の負傷者を生じさせた。マッカーサーは夜の記者会見で、「革命のエーテルで鼓舞された暴徒を鎮圧した」と鎮圧行動は正当であると主張したが、やりすぎという非難の声は日増に高まることとなった。
マッカーサーは自分への非難の沈静化を図るため、ボーナスアーミーでの対応で非難する記事を書いたジャーナリストのドルビー・ピアソンとロバート・S・アレンに対し、名誉棄損の訴訟を起こすが、かえってジャーナリストらを敵に回すことになり、ピアソンらは当時関係が破局していたマッカーサーの恋人イザベルの存在を調べ上げると、マッカーサーが大統領や陸軍長官など目上に対して侮辱的な言動をしていたことや、私生活についての情報をイザベルより入手している。その後、マッカーサーとピアソンらは名誉棄損の訴訟を取り下げる代わりに、スキャンダルとして記事にしないことやイザベルに慰謝料を払うことで和解している。
フーヴァーはボーナスアーミーでの対応の不手際や、恐慌に対する有効な政策をとれなかったため、フランクリン・ルーズベルトに大統領選で歴史的大敗を喫して政界を去ったが、ルーズベルトもフーヴァーと同様に、不況対策と称して軍事予算削減の方針であった。マッカーサーはルーズベルトに「大統領は国の安全を脅かしている、アメリカが次の戦争に負けて兵隊たちが死ぬ前に言う呪いの言葉は大統領の名前だ」と辞任覚悟で詰め寄るが、結局陸軍予算は削減された。マッカーサーはルーズベルトが進めるニューディール政策には終始反対の姿勢であったが、ルーズベルトがニューディール政策の一つとして行った CCC（市民保全部隊）による失業者救済に対し、陸軍の組織力や指導力を活用して協力し、初期の成功に大きく貢献している。
この頃のマッカーサーは公私ともに行き詰まりを感じて、自信喪失に苦しんでおり、時々自殺をほのめかすときがあった。その度に副官のトーマス・ジェファーソン・デービス大尉などがマッカーサーに拳銃を置くように説得したが、ある日、マッカーサーとデービスが公務で一緒に汽車に乗り、その汽車が、マッカーサーの父アーサーが南北戦争時に活躍した戦場の付近を通ったとき、マッカーサーがデービスに「私は陸軍と人生において、出来得る限りのことをやり終え、今や参謀総長としての任期も終わろうとしている。テネシー川の鉄橋を通過するとき、私は列車から飛び降りるつもりだ。ここで私の人生は終わるのだ」と語りかけてきた。このようなやりとりにうんざりしていたデービスは「うまく着水できることを祈ります」と答えると、マッカーサーはばつが悪い思いをしたのか、荒々しくその客車を出て行ったが、後ほどデービスに感情的になっていたと謝罪している。
マッカーサーは史上初の参謀総長再任を希望し、ルーズベルトもまた意見は合わないながらもその能力を高く評価しており、暫定的に1年間、参謀総長の任期を延長している。

### 三度フィリピンへ
1935年に参謀総長を退任して少将の階級に戻り、フィリピン軍の軍事顧問に就任した。アメリカは自国の植民地であるフィリピンを1946年に独立させることを決定したため、フィリピン国民による軍が必要であった。初代大統領にはケソンが予定されていたが、ケソンはマッカーサーの友人であり、軍事顧問の依頼はケソンによるものだった。マッカーサーはケソンから提示された、18,000ドルの給与、15,000ドルの交際費、現地の最高級ホテルでケソンがオーナーとなっていたマニラ・ホテルのスイート・ルームの滞在費に加えて秘密の報酬 という破格の条件から、主に経済的な理由により軍事顧問団への就任を快諾している。
フィリピンには参謀総長時代から引き続いて、ドワイド・D・アイゼンハワーとジェームズ・D・オード両少佐を副官として指名し帯同させた。アイゼンハワーは行きたくないと考えており「参謀総長時代に逆らった私を懲らしめようとして指名した」と感じたと後に語っている。
フィリピン行きの貨客船「プレジデント・フーバー (S.S. President Hoover) 」には2番目の妻となるジーン・マリー・フェアクロスも乗っており、船上で2人は意気投合して、2年後の1937年に結婚している。また、母メアリーも同乗していたが、既に体調を崩しており長旅の疲れもあってか、マッカーサーらがマニラに到着した1か月後に亡くなっている。
1936年2月にマッカーサーは、彼のためにわざわざ設けられたフィリピン陸軍元帥に任命された。副官のアイゼンハワーは、存在もしない軍隊の元帥になるなど馬鹿げていると考え、マッカーサーに任命を断るよう説得したが、聞き入れられなかった。後年ケソンに尋ねたところ、これはマッカーサー自身がケソンに発案したものだった。しかし肝心の軍事力整備は、主に資金難の問題で一向に進まなかった。マッカーサーは50隻の魚雷艇、250機の航空機、40,000名の正規兵と419,300名のゲリラで、攻めてくる日本軍に十分対抗できると夢想していたが、実際にアイゼンハワーら副官が軍事力整備のために2,500万ドルの防衛予算が必要と提言すると、ケソンとマッカーサーは800万ドルに削れと命じ、1941年には100万ドルになっていた。
軍には金はなかったが、マッカーサー個人はアメリカ資本の在フィリピン企業に投資を行い、多額の利益を得ていた。1936年1月17日にはマニラでアメリカ系フリーメイソンに加盟、600名のマスターが参加したという。3月13日には第14階級（薔薇十字高級階級結社）に異例昇進した。
1937年12月にマッカーサーは陸軍を退官する歳となり、アメリカ本土への帰還を望んだが、新しい受け入れ先が見つからなかった。そこでケソンがコモンウェルスで軍事顧問として直接雇用すると申し出て、そのままフィリピンに残ることとなった。アイゼンハワーら副官もそのまま留任となった。1938年1月にマッカーサーが軍事力整備の成果を見せるために、マニラで大規模な軍事パレードを計画した。アイゼンハワーら副官は、その費用負担で軍事予算が破産する、とマッカーサーを諫めるも聞き入れず、副官らにパレードの準備を命令した。それを聞きつけたケソンが、自分の許可なしに計画を進めていたことに激怒してマッカーサーに文句を言うと、マッカーサーは自分はそんな命令をした覚えがない、とアイゼンハワーらに責任を転嫁した。このことで、マッカーサーとアメリカ軍の軍事顧問幕僚たちとの決裂は決定的となり、アイゼンハワーは友人オードの航空事故死もあり、フィリピンを去る決意をした。1939年に第二次世界大戦が開戦すると、アメリカ本国に異動を申し出て、後に連合国遠征軍最高司令部 (Supreme Headquarters Allied Expeditionary Force) 最高司令官となった。アイゼンハワーの後任にはリチャード・サザランド大佐が就いた。

## 太平洋戦争

### 現役復帰

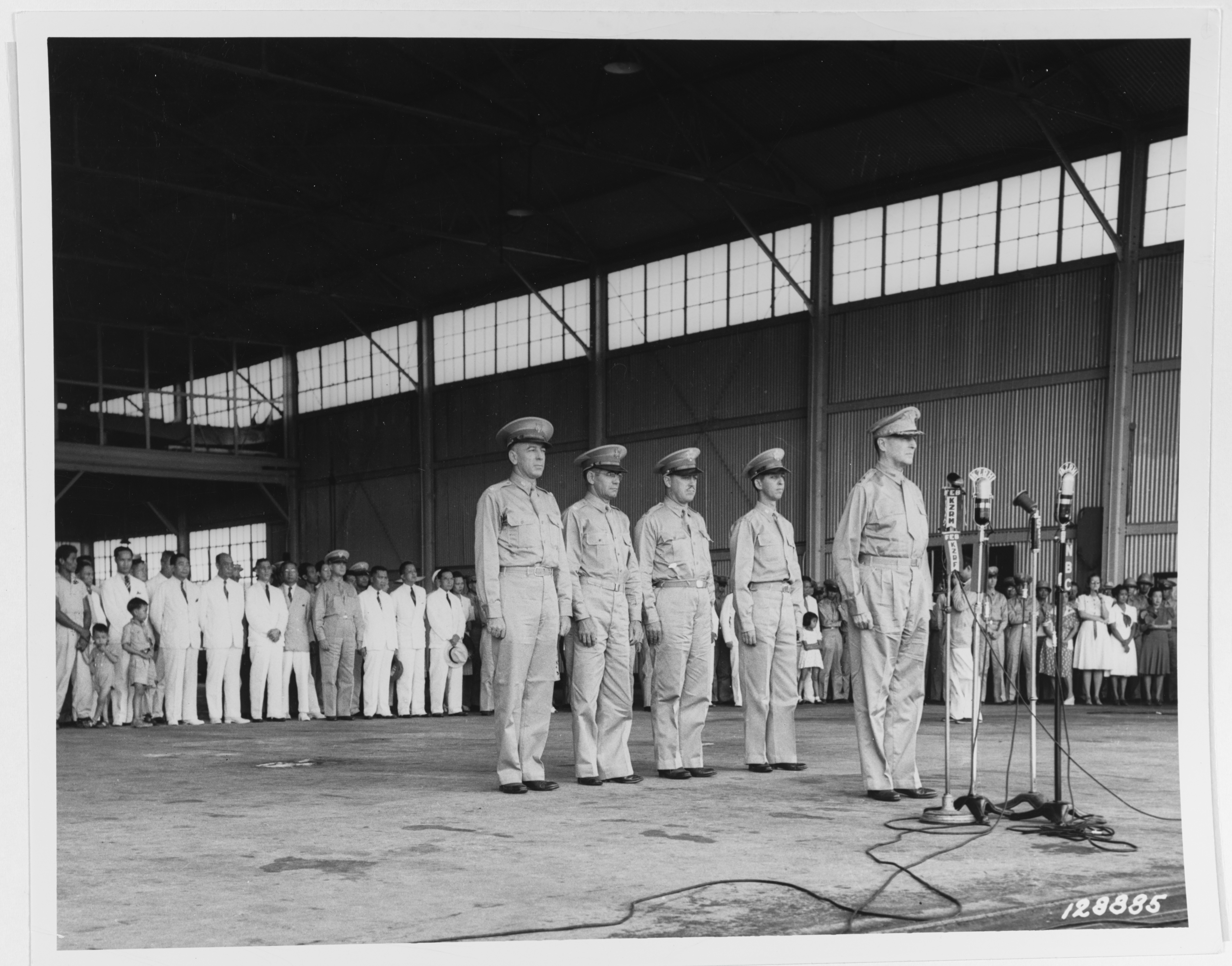
フィリピン国内の基地で演説を行うマッカーサー

第二次世界大戦が始まってからも主に予算不足が原因で、フィリピン軍は強化が進まなかったが、日独伊三国同盟が締結され、日本軍による仏印進駐が行われると、ルーズベルトは強硬な手段を取り、石油の禁輸と日本の在米資産を凍結し、日米通商航海条約の失効もあって極東情勢は一気に緊張した。継続的な日米交渉による打開策模索の努力も続けられたが、日本との戦争となった場合、フィリピンの現戦力ではオレンジ計画を行うのは困難であるとワシントンは認識し、急遽フィリピンの戦力増強が図られることとなった。マッカーサーもその流れの中で、1941年7月にルーズベルトの要請を受け、中将として現役に復帰（7月26日付で少将として召集、翌日付で中将に昇進、12月18日に大将に昇進）した。それで在フィリピンのアメリカ軍とフィリピン軍を統合したアメリカ極東陸軍の司令官となった。
それまでフィリピンに無関心であったワシントンであったが、ジョージ・マーシャル陸軍参謀総長は「フィリピンの防衛はアメリカの国策である」と宣言し、アメリカ本国より18,000名の最新装備の州兵部隊を増援に送るとマッカーサーに伝えたが、マッカーサーは増援よりもフィリピン軍歩兵の装備の充実をマーシャルに要請し了承された。またアメリカ陸軍航空隊が『空飛ぶ要塞』と誇っていた新兵器の大型爆撃機B-17の集中配備を計画した。陸軍航空隊司令ヘンリー・アーノルド少将は「手に入り次第、B-17をできるだけ多くフィリピンに送れ」と命令し、計画では74機のB-17を配備し、フィリピンは世界のどこよりも重爆撃機の戦力が集中している地域となる予定であった。他にも急降下爆撃機A-24、戦闘機P-40など、当時のハワイよりも多い207機の航空機増援が約束され、その増援一覧表を持ってマニラを訪れたルイス・ブレアトン少将に、マッカーサーは興奮のあまり机から跳び上がり抱き付いたほどであった。
マーシャルはB-17を過信するあまり日本軍航空機を過少評価しており、「戦争が始まればB-17はただちに日本の海軍基地を攻撃し、日本の紙の諸都市を焼き払う」と言明している。B-17にはフィリピンと日本を往復する航続距離は無かったが、爆撃機隊は日本爆撃後、ソビエト連邦のウラジオストクまで飛んで、フィリピンとウラジオストクを連続往復して日本を爆撃すればいいと楽観的に考えていた。その楽観論はマッカーサーも全く同じで「12月半ばには陸軍省はフィリピンは安泰であると考えるに至るであろう（中略）アメリカの高高度を飛行する爆撃隊は速やかに日本に大打撃を与えることができる。もし日本との戦争が始まれば、アメリカ海軍は大して必要がなくなる。アメリカの爆撃隊は殆ど単独で勝利の攻勢を展開できる」という予想を述べているが、この自軍への過信と敵への油断は後にマッカーサーへ災いとして降りかかることになった。
また同時に、海軍のアジア艦隊の増強も図られ、潜水艦23隻が送られることとなり、アメリカ海軍で最大の潜水艦隊となった。アジア艦隊司令長官は、マッカーサーの知り合いでもあったトーマス・C・ハートであったが、マッカーサーは自分が中将なのにハートが大将なのが気に入らなかったという。そのためマッカーサーは「Small fleet, Big Admiral（＝小さな艦隊のくせに海軍大将）」と、ハートやアジア艦隊を揶揄していた。
マッカーサーは戦力の充実により、従来の戦術を大きく転換することとした。現状のペースで戦力増強が進めば1942年4月には20万人のフィリピン軍の動員ができ、マーシャルの約束どおり航空機と戦車が配備されれば、上陸してくる日本軍を海岸で阻止できるという目論みに基づく計画であった。当初のオレンジ計画では内陸での防衛戦を計画しており、物資や食糧は有事の際には強固に陣地化されているバターン半島に集結する予定であったが、マッカーサーの新計画では水際撃滅の積極的な防衛戦となるため、物資は海岸により近い平地に集結させられることとなった。この転換は後に、マッカーサーとアメリカ軍・フィリピン軍兵士を苦しめることとなったが、マッカーサーの作戦変更の提案にマーシャルは同意した。もっとも重要な首都マニラを中心とするルソン島北部にはジョナサン・ウェインライト少将率いるフィリピン軍4個師団が配置された。日本軍の侵攻の可能性が一番高い地域であったが、ウェインライトが守らなければいけない海岸線の長さは480kmの長さに達しており、任された兵力では到底戦力不足であった。しかし、マッカーサーはウェインライトに「どんな犠牲を払っても海岸線を死守し、絶対に後退はするな」と命じていた。
マッカーサーが戦力の充実により防衛の自信を深めていたのとは裏腹に、フィリピン軍の状況は不十分であった。マッカーサーらが3年半も訓練してきたものの、その訓練は個々の兵士の訓練に止まり部隊としての訓練はほとんどなされていなかった。師団単位の訓練や砲兵などの他兵科との共同訓練の経験はほとんど無かった。兵士のほとんどが人生で初めて革靴を履いた為、多くの兵士が足を痛めており、テニス・シューズや裸足で行軍する兵士も多かった。また各フィリピン軍師団には部隊を訓練する為、数十人のアメリカ軍士官と100名の下士官が配属されていたが、フィリピン兵は英語をほとんど話せないためコミュニケーションが十分に取れなかった。また、フィリピン兵同士も部族が違えば言語が通じなかった。マッカーサーはフィリピン軍の実力に幻想を抱いては無かったが、陸軍が約束した大量の増援物資が到着し、部隊を訓練する時間が十分に取れればフィリピンの防衛は可能と思い始めていた。実際に1941年11月の時点で10万トンの増援物資がフィリピンに向かっており、100万トンがフィリピンへ輸送されるためアメリカ西海岸の埠頭に山積みされていた。

### 開戦

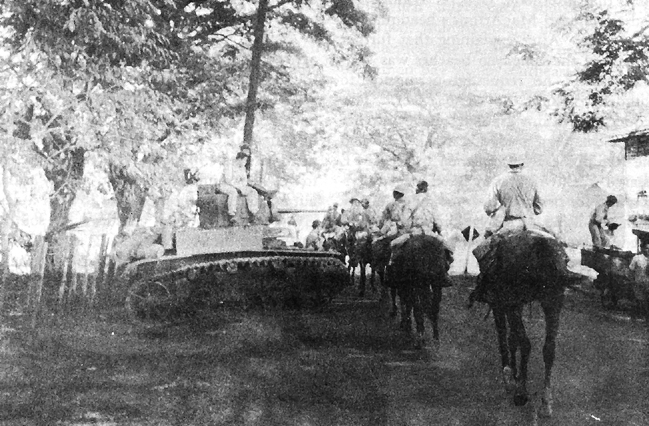
上陸した日本軍を迎え撃つ第26騎兵連隊のM3軽戦車とフィリピン・スカウト

1941年12月8日、日本軍がイギリス領マラヤで開戦、次いでハワイ州の真珠湾などに対して攻撃をおこない太平洋戦争が始まった。
12月8日フィリピン時間で3時30分に副官のサザーランドはラジオで真珠湾の攻撃を知りマッカーサーに報告、ワシントンからも3時40分にマッカーサー宛て電話があったが、マッカーサーは真珠湾で日本軍が撃退されると考え、その報告を待ち時間を無駄に浪費した。その間、アメリカ極東空軍の司令に就任していたブレアトン少将が、B-17をすぐに発進させ、台湾にある日本軍基地に先制攻撃をかけるべきと2回も提案したがマッカーサーはそのたびに却下した。
夜が明けた8時から、ブレアトンの命令によりB-17は日本軍の攻撃を避ける為に空中待機していたが、ブレアトンの3回目の提案でようやくマッカーサーが台湾攻撃を許可したため、B-17は11時からクラークフィールドに着陸し爆弾を搭載しはじめた。B-17全機となる35機と大半の戦闘機が飛行場に並んだ12時30分に日本軍の海軍航空隊の零戦84機と一式陸上攻撃機・九六式陸上攻撃機合計106機がクラークフィールドとイバフィールドを襲撃した。不意を突かれたかたちとなったアメリカ軍は数機の戦闘機を離陸させるのがやっとであったが、その離陸した戦闘機もほとんどが撃墜され、陸攻の爆撃と零戦による機銃掃射で次々と撃破されていった。この攻撃でB-17を18機、P-40とP-35の戦闘機58機、その他32機、合計108機を失い、初日で航空戦力が半減する事となった。その後も日本軍による航空攻撃は続けられ、12月13日には残存機は20機以下となり、アメリカ極東空軍は何ら成果を上げる事なく壊滅した。
台湾の日本軍はフィリピンからの爆撃に備えており、マッカーサーには攻撃できるチャンスもあったが、判断を誤って満足に戦うこともなくフィリピンの航空戦力を壊滅させてしまった。マッカーサーは自分の判断の誤りを最期まで認めることはなく、晩年に至るまで零戦は台湾ではなくフィリピン近海の空母から出撃したと言い張り続けた。また、ブレアトンからの出撃の提案も、副官のサザーランドにされたもので自分は聞いていなかったとも主張し、仮に出撃したとしても、戦闘機の護衛をまともにつけることはできなかったので自殺行為になったとも主張した。しかし、攻撃するという決断ができなかったとしても、虎の子のB-17をクラークフィールド上空に退避飛行させるという無駄な行動ではなく、日本軍から攻撃されなかったミンダナオ島の飛行場に退避させる命令をしていれば、こうも簡単に撃破されることはなかったはずであり、このマッカーサーの重大な判断ミスによって、アメリカ軍とマッカーサー自身がやがて手ひどい報いを受けることとなってしまった。
マーシャルの約束していた兵力増強にはほど遠かったが、マッカーサーは優勢な航空兵力と15万の米比軍で上陸する日本軍を叩きのめせると自信を持っていた。しかし、頼みの航空戦力は序盤であっさり壊滅してしまい、日本軍が12月10日にルソン島北部のアバリとビガン、12日には南部のレガスピに上陸してきた。マッカーサーはマニラから遠く離れたこれらの地域への上陸は、近いうちに行われる大規模上陸作戦の支援目的と判断して警戒を強化した。マッカーサーは日本軍主力の上陸を12月28日頃と予想していたが、本間雅晴中将率いる第14軍主力は、マッカーサーの予想より6日も早い22日朝にリンガエン湾から上陸してきた。上陸してきた第14軍は第16師団と第48師団の2個師団だが、既に一部の部隊がルソン島北部に上陸しており、9個師団を有するルソン島防衛軍に対しては強力な部隊には見えなかったが、上陸してきた日本軍を海岸で迎え撃ったアメリカ軍とフィリピン軍は、訓練不足でもろくも敗れ去り、我先に逃げ出した。怒濤の勢いで進軍してくる日本軍に対してマッカーサーは、勝敗は決したと悟ると自分の考案した水際作戦を諦め、当初のオレンジ計画に戻すこととし、マニラを放棄してバターン半島とコレヒドール島で籠城するように命じた。
12月23日、アメリカ軍司令部はマッカーサーのマニラ退去を発表。マッカーサーはマニュエル・ケソン大統領に対しても退去勧告を行い、12月26日、フィリピン政府もマニラを去ることを決定した。
ウェインライトの巧みな退却戦により、バターン半島にほとんどの戦力が軽微な損害で退却できたが、一方でマッカーサーの作戦により平地に集結させていた食糧や物資の輸送が、マッカーサー司令部の命令不徹底やケソンの不手際などでうまくいかず、設置されていた兵站基地には食糧や物資やそれを輸送するトラックまでが溢れていたが、これをほとんど輸送することができず日本軍に接収されてしまった。その内のひとつ、中部ルソン平野にあったカバナチュアン物資集積所だけでも米が5,000万ブッシェルもあったが、これは米比全軍の4年分の食糧にあたる量であった。

### コレヒドール島に追い詰められる

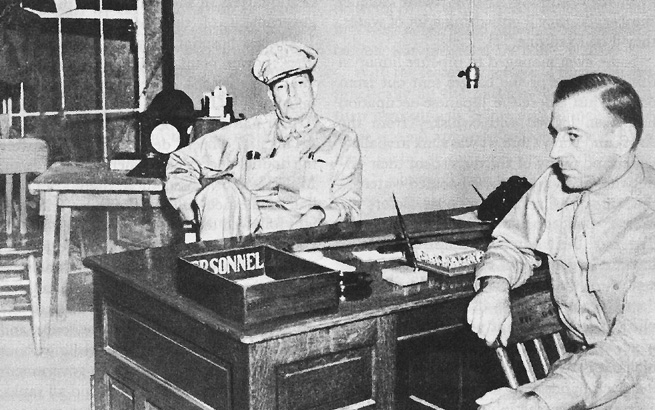
コレヒドール島マリンタトンネル内のマッカーサー、右は副官のサザランド

バターン半島には、オレンジ計画により40,000名の兵士が半年間持ち堪えられるだけの物資が蓄積されていたが、全く想定外の10万人以上のアメリカ軍・フィリピン軍兵士と避難民が立て籠もることとなった。マッカーサーは少しでも長く食糧をもたせるため、食糧の配給を半分にすることを命じたが、これでも4か月はもたないと思われた。進撃を続ける日本軍は第14軍主力がリンガエン湾に上陸してわずか11日後の1942年1月2日に、無防備都市宣言をしていたマニラを占領した。本間中将はマッカーサーが滞在していたマニラ・ホテルの最上階に日章旗を掲げさせたが、それを双眼鏡で確認したマッカーサーは、居宅としていたスイートルームの玄関ホールに飾っていた、父アーサーが1905年に明治天皇から授与された花瓶に、本間中将は気が付いて頭を下げるんだろうか？と考えて含み笑いをした。
マッカーサーはマニラ陥落後、米比軍がバターン半島に撤退を完了した1月6日の前に、コレヒドール島のマリンタ・トンネル内に設けられた地下司令部に、妻ジーンと子供のアーサー・マッカーサー4世を連れて移動したが、コレヒドール島守備隊ムーア司令の奨めにもかかわらず、住居は地下壕内ではなく地上にあったバンガロー風の宿舎とした。幕僚らは日本軍の爆撃の目標になると翻意を促したがマッカーサーは聞き入れなかった。マッカーサーは日本軍の空襲があると防空壕にも入らず、悠然と爆撃の様子を観察していた。ある時にはマッカーサーの近くで爆弾が爆発し、マッカーサーを庇った従卒の軍曹が身代わりとなって負傷することもあった。一緒にマリンタ・トンネルに撤退してきたケソンはそんなマッカーサーの様子を見て無謀だと詰ったが、マッカーサーは「司令官は必要な時に危険をおかさなければいけないこともある。部下に身をもって範を示すためだ」と答えている。
しかし、多くの兵士は、安全なコレヒドールに籠って前線にも出てこないマッカーサーを「Dugout Doug（壕に籠ったまま出てこないダグラス）」というあだ名を付けて揶揄しており、歌まで作られて兵士の間で流行していた。
ダグアウト・ダグ・マッカーサー 岩の上に寝そべって震えてる。
どんな爆撃機にも突然のショックにも安全だって言うのにさ。
ダグアウト・ダグ・マッカーサーはバターンで一番うまいもの食っている。
兵隊は飢え死にしようってのにさ。—リパブリック讃歌の替え歌
専用機にバターン号と名付けるなどバターン半島を特別な地としていたマッカーサーであったが、実際にコレヒドール要塞から出てバターン半島に来たのは1回しかなかった。
マッカーサーは日本軍の戦力を過大に評価しており、6個師団が上陸してきたと考えていたが、実際は2個師団相当の40,000名であった。一方で、日本軍は逆にアメリカ・フィリピン軍を過小評価しており、残存兵力を25,000名と見積もっていたが、実際は80,000名以上の兵員がバターンとコレヒドールに立て籠もっていた。当初から、第14軍の2個師団の内、主力の機械化師団第48師団は、フィリピン攻略後に蘭印作戦に転戦する計画であったが、バターン半島にアメリカ・フィリピン軍が立て籠もったのにもかかわらず、大本営は戦力の過小評価に基づき、計画どおり第48師団を蘭印作戦に引き抜いてしまった。本間中将も戦力を過少評価していたので、1942年1月から第65旅団でバターン半島に攻撃をかけたが、敵が予想外に多く反撃が激烈であったため、大損害を被って撃退されている。その後、日本軍はバターンとコレヒドールに激しい砲撃と爆撃を加えたが、地上軍による攻撃は3週間も休止することとなった。
その間、日本軍との戦いより飢餓との戦いに明け暮れるバターン半島の米比軍は、収穫期前の米と軍用馬を食べ尽くし、さらに野生の鹿と猿も食料とし絶滅させてしまった。マッカーサーらは「2か月にわたって日本陸軍を相手に『善戦』している」とアメリカ本国では「英雄」として派手に宣伝され、生まれた男の子に「ダグラス」と名付ける親が続出したが、実際にはアメリカ軍は各地で日本軍に完全に圧倒され、救援の来ない戦いに苦しみ、このままではマッカーサー自ら捕虜になりかねない状態であった。ワシントンではフィリピンの対応に苦慮しており、洪水のように戦況報告や援軍要請の電文を打電してくるマッカーサーを冷ややかに見ていた。特にマッカーサーをよく知るアイゼンハワーは「色々な意味でマッカーサーはかつてないほど大きなベイビーになっている。しかし我々は彼をして戦わせるように仕向けている」と当時の日記に書き記している。
しかしその当時、バターン半島とコレヒドール島は攻勢を強める枢軸国に対する唯一の抵抗拠点となっており、イギリス首相ウィンストン・チャーチルが「マッカーサー将軍指揮下の弱小なアメリカ軍が見せた驚くべき勇気と戦いぶりに称賛の言葉を送りたい」と議会で演説するなど注目されていた。ワシントンも様々な救援策を検討し、12月28日にはフィリピンに向けてルーズベルトが「私はフィリピン国民に厳粛に誓う、諸君らの自由は保持され、独立は達成され、回復されるであろう。アメリカは兵力と資材の全てを賭けて誓う」と打電し、マッカーサーとケソンは狂喜したが、実際には重巡ペンサコーラに護衛されマニラへ大量の火砲などの物資を運んでいた輸送船団が、危険を避けてオーストラリアに向かわされるなど、救援策は具体的には何もなされなかった。

### フィリピン脱出命令

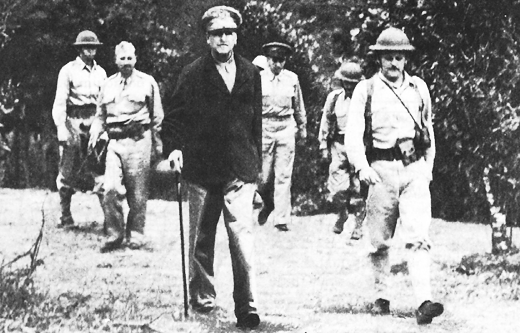
バターン半島の前線視察中のマッカーサー

マッカーサーがコレヒドールに撤退した頃には、ハートのアジア艦隊は既にフィリピンを離れオランダ領東インドに撤退し、太平洋艦隊主力も真珠湾で受けた損害が大きすぎてフィリピン救出は不可能であり、ルーズベルトと軍首脳はフィリピンはもう失われたものと諦めていた。マーシャルはマッカーサーが死ぬよりも日本軍の捕虜となることを案じていたが、それはマッカーサーがアメリカ国内で英雄視され、連日マッカーサーを救出せよという声が新聞紙面上を賑わしており、捕虜になった場合、国民や兵士の士気に悪い影響が生じるとともに、アメリカ陸軍に永遠の恥辱をもたらすと懸念があったからである。しかしマッカーサーは降伏する気はなく、1942年1月10日に本間中将から受け取った降伏勧告の書簡を黙殺しているが、それはアメリカ本国からの支援があると固く信じていたからであった。フィリピンへの支援を行う気が無いマーシャルら陸軍省は、この時点でマッカーサーをオーストラリアに逃がすことを考え始め、2月4日にマッカーサーにオーストラリアで新しい司令部を設置するように打診したがマッカーサーはこれを拒否、逆に海軍が太平洋西方で攻勢に出て、日本軍の封鎖を突破するように要請している。
コレヒドールの要塞に逃げ込んでしばらくすると、ケソンはルーズベルトがフィリピンを救援するつもりがない事を知って気を病み、マッカーサーに「この戦争は日本と米国の戦いだ。フィリピン兵士に武器を置いて降伏するよう表明する。日米はフィリピンの中立を承認してほしい」と申し出た。マッカーサーはこの申し出をルーズベルトに報告するのを躊躇ったが、アメリカ本国がフィリピンを救援するつもりがないのなら、軍事的観点からこのケソンの申し出はアメリカにとって失うものは何もないと判断し、ルーズベルトに報告した。しかしこの報告を聞いたルーズベルトは迅速かつ強烈な「アメリカは抵抗の可能性ある限り（フィリピンから）国旗を降ろすつもりはない」という返事をケソンに行い、マッカーサーへはマーシャルを通じて「ケソンをフィリピンより退避させよ」との指示がなされた。
マッカーサーはケソン大統領に脱出を促すと共に、軍事顧問就任時に約束した秘密の報酬の支払いを要求した。話し合いの結果、マッカーサー50万ドル、副官らに14万ドル支払われる事となり、2月13日にお金を受け取る側のマッカーサー自らが副官サザーランドに命じ、マッカーサーらに64万ドルをフィリピンの国庫より支払うとするフィリピン・コモンウェルス行政命令第1号を作らせ、2月15日、ケソンはニューヨークのチェース・ナショナル銀行のフィリピン政府の口座からケミカル・ナショナル銀行のマッカーサーの個人口座に50万ドルを振り込む手続きをした。ケソンは2月20日にアメリカ軍の潜水艦ソードフィッシュでコレヒドールから脱出した。
ケソンは後に空路でアメリカ・ワシントンに向かい、かつてのマッカーサーの副官アイゼンハワーと再会し、マッカーサーらに大金を渡したようにアイゼンハワーにも功労金という名目で6万ドルを渡そうとしたが、アイゼンハワーは断固として拒否している。ケソンはその後、レイテへの進攻直前の1944年8月にニューヨークで病死し二度とフィリピンの土を踏むことは無かった。
ルーズベルトはマッカーサーに降伏の権限は与えていたが、陸軍省が画策していたオーストラリアへの脱出は考えていなかった。ある日の記者会見で「マッカーサー将軍にフィリピンから脱出を命じ全軍の指揮権を与える考えはないのか」との記者の質問に「いや私はそうは思わない、それは良く事情を知らない者が言うことだ」と否定的な回答をしている。これはルーズベルトの「そうすることは白人が極東では完全に面子を失うこととなる。白人兵士たるもの、戦うもので、逃げ出すことなどできない」という考えに基づくものであった。
最終的にルーズベルトが考えを変えたのは、日本軍の快進撃で直接の脅威を受けることとなったオーストラリアが北アフリカ戦線に送っている3個師団の代わりに、アメリカがオーストラリアの防衛を支援して欲しいとチャーチルからの要請があり、その司令官としてチャーチルがマッカーサーを指名したためである。1942年2月21日、ルーズベルトはチャーチルからの求めや、マーシャルら陸軍の説得を受け入れマッカーサーにオーストラリアへ脱出するよう命じた。マッカーサーは「私と私の家族は部隊と運命を共にすることを決意した」と命令違反を犯し軍籍を返上して義勇兵として戦おうとも考えたが、いったんオーストラリアに退き、援軍を連れてフィリピンに救援に戻って来ようという考えに落ち着き、ルーズベルトの命令を受けることとしたとこのときを振り返っている。
しかし、上述の通りマッカーサーは、フィリピンで討ち死にしようと考えていたのであれば、つかうあてもないはずの大金をケソンに対して請求しており、マッカーサーが早くからフィリピン脱出を計画し、「守備隊と運命を共有する」意志がなかったことは明白であった。元部下のアイゼンハワーはルーズベルトのマッカーサー脱出命令には否定的であり、マスコミの偏向報道もあり、実際の戦況とはかけ離れて、マッカーサーの奮闘が現実離れしてよりドラマチックに国民に流布されていると感じ、これ以上、マッカーサーに劇的な使命を与えてしまえば、マッカーサーに対する世論を「脚光をこよなく愛することによって破滅に至りかねない」状況まで押し上げかねないと懸念していた。マッカーサーを熟知しているアイゼンハワーの懸念通り、マッカーサーは自分の脱出をより劇的に演出するため、まずはルーズベルトの命令を2日も遅れて受領すると、「心の準備ができるまで脱出を延期する」と主張し、それから1か月近くも音沙汰がなかった。

### I shall return.

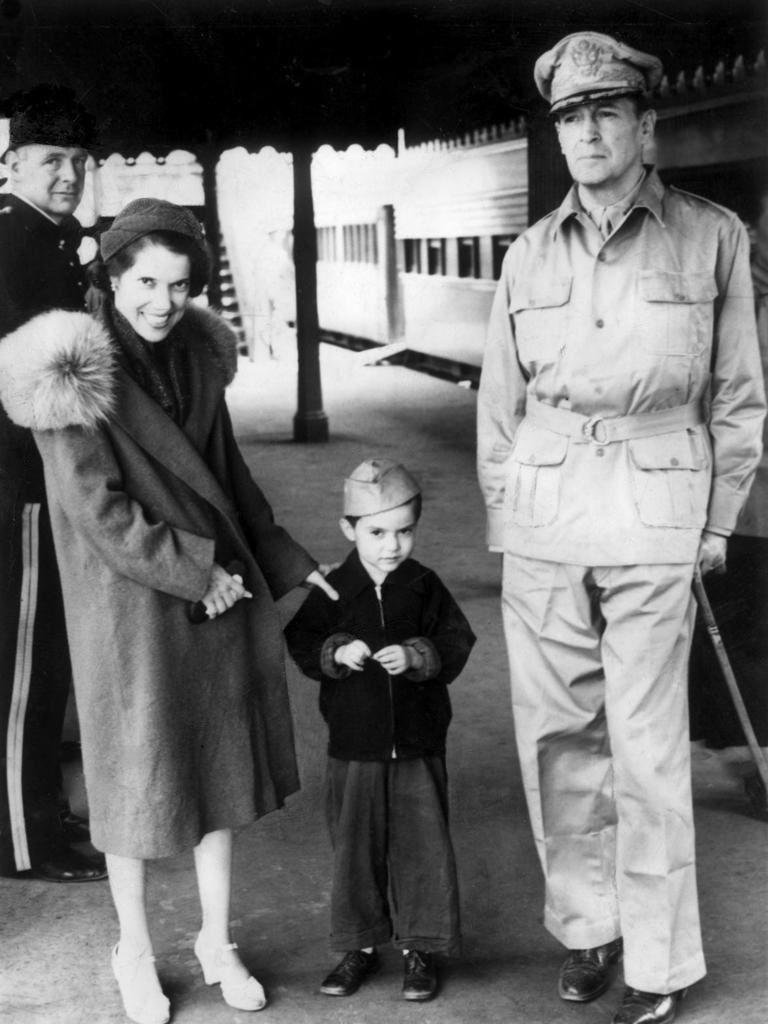
オーストラリアに脱出した直後のマッカーサー一家

マッカーサーが脱出を画策している間にも戦局は悪化する一方で、飢餓と疫病に加えアメリカ・フィリピン軍の兵士を苦しめたのは、日本軍の絶え間ない砲撃による睡眠不足であった。もはやバターンの兵士すべてが病人となったと言っても過言ではなかったが、マッカーサーの司令部は嘘の勝利の情報をアメリカのマスコミに流し続けた。12月10日のビガン上陸作戦時にアメリカ軍のB-17が軽巡洋艦名取を爆撃し至近弾を得たが、B-17が撃墜されたためその戦果が戦艦榛名撃沈、さらに架空の戦艦ヒラヌマを撃沈したと誤認して報告されると、マッカーサー司令部はこの情報に飛び付き大々的に宣伝した。その誤報を信じたルーズベルトによって、戦死した攻撃機のパイロットコリン・ケリー大尉には殊勲十字章が授与されるなど、マッカーサー司令部は継続して「ジャップに大損害を与えた」と公表してきたが、3月8日には全世界に向けたラジオ放送で「ルソン島攻略の日本軍司令官本間雅晴は敗北のために面目を失い、ハラキリナイフでハラキリして死にかけている」と声明を出し、さらにその後「マッカーサー大将はフィリピンにおける日本軍の総司令官本間雅晴中将はハラキリしたとの報告を繰り返し受け取った。同報告によると同中将の葬儀は2月26日にマニラで執行された」と公式声明を発表した。さらに翌日には「フィリピンにおける日本軍の新しい司令官は山下奉文である」と嘘の後任まで発表する念の入れようであった。
マッカーサーによる虚偽の戦果発表と、演出のためのフィリピン脱出延期は、マッカーサーの目論見通り、アメリカのマスコミによって大々的に報道され、アメリカ国内での「マッカーサー熱」はピークに達していた。これには、この時点で優勢な枢軸国軍を食い止めていたのは、連合軍のなかでもマッカーサー率いるアメリカ軍だけであるという事実も後押ししていた。アメリカの新聞は挙って、マッカーサーが日本の戦争機構をただ一人で撃ち砕いてしまった「ルソンのライオン」だとか「太平洋の英雄」などと名付けて持ち上げ続けた。政治家も党派を超えてマッカーサーを称賛し、共和党上院議員の重鎮アーサー・ヴァンデンバーグなどは、「もし将軍が生きて脱出できれば、私は将軍を次の大統領選挙候補者として推薦したいと思う」と述べたほどであった。
世論工作を続けながらもマッカーサーは脱出の準備を進めていた。コレヒドールにはアメリカ海軍の潜水艦が少量の食糧と弾薬を運んできた帰りに、大量の傷病者を脱出させることもなく金や銀を運び出していた。先に脱出に成功したケソンのようにその潜水艦に同乗するのが一番安全な脱出法であったが、マッカーサーは生まれついての閉所恐怖症であり、脱出方法は自分で決めさせてほしいとマーシャルに申し出し許可された。マッカーサーは、家族や幕僚達と共に魚雷艇でミンダナオ島に脱出する事とした。3月11日にマッカーサーと家族と使用人アー・チューが搭乗するPT-41とマッカーサーの幕僚（陸軍将校13名、海軍将校2名、技術下士官1名）が分乗する他3隻の魚雷艇はミンダナオ島に向かった。一緒に脱出した幕僚は『バターン・ギャング（またはバターン・ボーイズ）』と呼ばれ、この脱出行の後からマッカーサーが朝鮮戦争で更迭されるまで、マッカーサーの厚い信頼と寵愛を受け重用されることとなった。ルーズベルトが脱出を命じたのはマッカーサーとその家族だけで、幕僚らの脱出は厳密にいえば命令違反であったが、マーシャルは後にその事実を知って「驚いた」と言っただけで不問としている。
魚雷艇隊は800kmの危険な航海を無事に成し遂げ、ミンダナオ島陸軍司令官ウィリアム・シャープ准将の出迎えを受けたが、航海中にマッカーサーは手荷物を失い、到着時に所持していた荷物は就寝用のマットレスだけであった。ミンダナオ島には急造されたデルモンテ飛行場があり、マッカーサーはここからボーイングB-17でオーストラリアまで脱出する計画であったが、オーストラリアのアメリカ陸軍航空隊司令ジョージ・ブレット中将が遣したB-17は整備が行き届いておらず、出発した4機の内2機が故障、1機が墜落し、日本軍との空中戦で損傷した1機がようやく到着したというありさまで、とても無事にオーストラリアに飛行できないと考えたマッカーサーは、マーシャルにアメリカ本土かハワイから新品のB-17を3機追加で遣すように懇願した結果、オーストラリアで海軍の管理下にあったB-17が3機追加派遣されることとなった。その3機も1機が故障したため、3月16日に2機がデルモンテに到着した。その2機にコレヒドールを脱出した一行と、先に脱出していたケソンが合流し詰め込まれた。乗り込んだ時のマッカーサーの荷物はコレヒドール脱出時より持ってきた就寝用マットレス1枚だけであったが、後にこのマットレスに金貨が詰め込まれていたという噂が広がることとなった。
オーストラリアまで10時間かけて飛行した後、一行は列車で移動し、3月20日にオーストラリアのアデレード駅に到着すると、マッカーサーは集まった報道陣に向けて次のように宣言した。
この日本軍の攻撃を前にした敵前逃亡は、マッカーサーの軍歴の数少ない失態となり、後に「10万余りの将兵を捨てて逃げた卑怯者」と言われた。また、「I shall return.」は当時のアメリカ兵の間では「敵前逃亡」の意味で使われた。マッカーサーはこの屈辱を決して忘れることはなかった。日本においても、朝日新聞が紙面にて「マックアーサー、遂に豪州へ遁走す」などと大々的に報じて煽るなど、「敵前逃亡」として嘲られた。
オーストラリアで南西太平洋方面の連合国軍総司令官に就任したマッカーサーは、オーストラリアにはフィリピン救援どころか、オーストラリア本国すら防衛できるか疑わしい程度の戦力しかないと知り愕然とした。その時のマッカーサーの様子を、懇意にしていたジャーナリストのクラーク・リーは「死んだように顔が青ざめ、膝はガクガクし、唇はピクピク痙攣していた。長い間黙ってから、哀れな声でつぶやいた。「神よあわれみたまえ」」と回想している。
フィリピン救援は絶望的であったが、マッカーサーはオーストラリアに脱出しても、全フィリピン防衛の指揮権を、残してきたウェインライトに渡すことはせず、6,400kmも離れたオーストラリアから現実離れした命令を送り続けた。それでも、いよいよバターンが日本軍に対して降伏しそうとの報告を受けたマッカーサーは、ウェインライトに「いかなる条件でも降伏するな、食糧・物資がなくなったら、敵軍を攻撃して食糧・物資奪取せよ。それで情勢は逆転できる。それができなければ残存部隊は山岳地帯に逃げ込みゲリラ戦を展開せよ。その時は私は作戦指揮のため、よろこんでフィリピンに戻るつもりである」という現実離れした命令を打電するとマーシャルに申し出たが、却下されている。アメリカ陸軍省はウェインライトを中将に昇格させ、脱出したマッカーサーに代わって全フィリピン軍の指揮を任せようとしたが、フィリピンは複雑なアメリカ陸軍の司令部機構により、南西太平洋方面連合軍最高司令官（Commander IN Chief, SouthWest Pacific Area 略称 CINCSWPA）に新たに任命されたマッカーサーの指揮下になったため、マッカーサーは結局、フィリピン全土が陥落するまで命令を送り続けた。

### フィリピン陥落

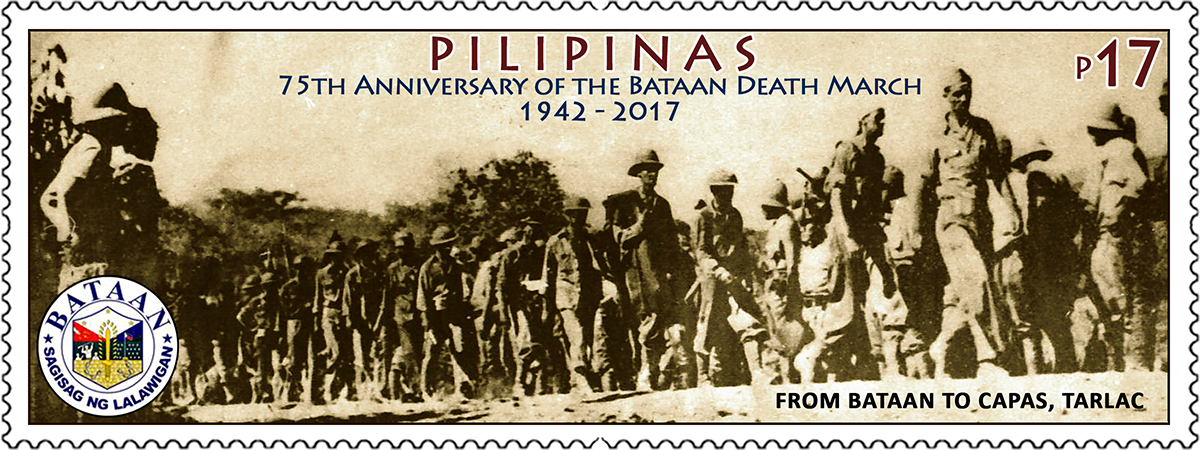
フィリピンで2017年に発行されたバターン死の行進75周年記念切手

日本軍第14軍は第4師団と香港の戦いで活躍した第1砲兵隊の増援を得ると総攻撃を開始し、4月9日にバターン半島守備部隊長エドワード・P・キング少将が降伏すると、マッカーサーは混乱し、怒り、困惑した。軍主力が潰えたウェインライトもなすすべなく、5月6日に降伏した。それを許さないマッカーサーは、残るミンダナオ島守備隊のシャープ准将に徹底抗戦を指示するが、シャープはウェインライトの全軍降伏のラジオ放送に従い降伏し、フィリピン守備隊全軍が降伏した。結局、フィリピンが日本軍の計画を超過して、5か月間も攻略に時間を要したのは、マッカーサーの作戦指揮が優れていたのではなく、大本営のアメリカ・フィリピン軍の戦力過少評価により第14軍主力の第48師団がバターン半島攻撃前に蘭印に引き抜かれたのが一番大きな要因となった。マッカーサーは戦後に自身の回顧録などでバターン半島を長期間持ち堪えた戦略的意義を強調していたが、日本軍の大本営は“袋のネズミ”となったバターン半島の攻略を急いで大きな損害を被る必要はないと判断していただけで、実際にバターン半島を早く攻略しなかったことによる戦略的な支障はほとんどなかった。
マッカーサーはこの降伏に激怒し、マッカーサー脱出後も苦しい戦いを続けてきたウェインライトらを許さなかった。ウェインライトについては、終戦後にヘンリー・スティムソン陸軍長官やマーシャルの執り成しもあり、降伏式典に同席させ、名誉勲章叙勲も認めたが、キングらについては終戦後もマッカーサーが赦さなかったため、昇進することもなく終戦直後に退役を余儀なくされている。部下の指揮官に激怒したマッカーサーであったが、このフィリピンの戦いにおいてマッカーサーは、過大戦果認識に基づく大げさな戦況報告、そのあてもないのに援軍が到着しつつあるという嘘の主張、司令部を前線のバターン半島ではなく、前線から遠く離れた安全なコレヒドール島のマリンタトンネルに置いて前線視察すら殆どしなかったこと、また、アメリカ海軍との無用な対立などで部下兵士の戦意を阻喪させ、却って防衛力を低下させるような振る舞いしかしていなかった。
アメリカ軍は兵力では圧倒的に少なかった日本軍に敗北し、バターンで日本軍に降伏したアメリカ極東軍将兵は76,000名にもなり、『戦史上でアメリカ軍が被った最悪の敗北』と言われ、多くのアメリカ人のなかに長く苦痛の記憶として残ることとなった。勝利した日本軍であったが、バターン攻撃当初からバターンに籠ったアメリカ極東軍の兵士数を把握できておらず、予想外の捕虜に対し食糧も運搬手段も準備できていなかった。また、降伏した将兵はマッカーサーの「絶対に降伏するな」という死守命令により、飢餓と病気で消耗しきっていたが、司令官の本間はそういう事情を十分知らされていない中で、バターン半島最南部からマニラ北方のサンフェルナンドまで90kmを徒歩で移動するという捕虜輸送計画を承認した。
徒歩移動中に消耗しきった捕虜たちは、マラリア、疲労、飢餓と日本兵の暴行や処刑で7,000名〜10,000名が死ぬこととなり、後にアメリカで『Bataan Death March（バターン死の行進）』と称されて、日本への敵愾心を煽ることとなった。マッカーサーは、数か月後に輸送中に脱出した兵士より『バターン死の行進』を聞かされると「近代の戦争で、名誉ある軍職をこれほど汚した国はかつてない。正義というものをこれほど野蛮にふみにじった者に対して、適当な機会に裁きを求めることは、今後の私の聖なる義務だと私は心得ている」という声明を発表するよう報道陣に命じたが、アメリカ本国の情報統制により、『バターン死の行進』をアメリカ国民が知ったのは、1944年1月27日にライフ誌の記事に掲載されてからであった。マッカーサーはこの情報統制に対し憤りを覚えたとしているが、この後、戦争が激化するにつれ、マッカーサー自らも情報統制するようになっていった。
マッカーサーに完勝した本間であったが、フィリピンから逃亡したことについて、全く意外とは感じておらず、取り逃がしたこと悔やんではいなかった。そしてマッカーサーをよき好敵手と感じ、部下に「マッカーサーは相当の軍人であり、政治的手腕もある男だ。彼と戦ったことは私の名誉であり、満足している」と高く評価していたが、当のマッカーサーはこの敗北を屈辱と感じ、その屈辱感を持ち続けており、本間はいずれこのことを思い知らされる時がくることとなる。
オランダ領東インドに後退し、連合国軍艦隊と米英蘭豪（ABDA）艦隊を編成していたハートのアジア艦隊も1942年2月27日から3月1日のスラバヤ沖海戦・バタビア沖海戦で壊滅し、マッカーサーがオーストラリアに到着するまでにオランダ領東インドも日本軍に占領されていた。マッカーサーは敗戦について様々な理由づけをしたが、アメリカと連合国がフィリピンと西太平洋で惨敗したという事実は覆るものではなかった。しかし、アメリカ本国でのマッカーサーの評判は、アメリカ国民の愛国心の琴線に強く触れたこと、また、真珠湾以降のアメリカと連合国がこうむった多大の損害に向けられたアメリカ人の激怒とも結びつき、アメリカ史上もっとも痛烈な敗北を喫した敗将にも拘わらず、英雄として熱狂的に支持された。その様子を見たルーズベルトは驚きながらも、マッカーサーの宣伝価値が戦争遂行に大きく役に立つと認識し利用することとし、1942年4月1日に名誉勲章を授与している。

### 反攻開始

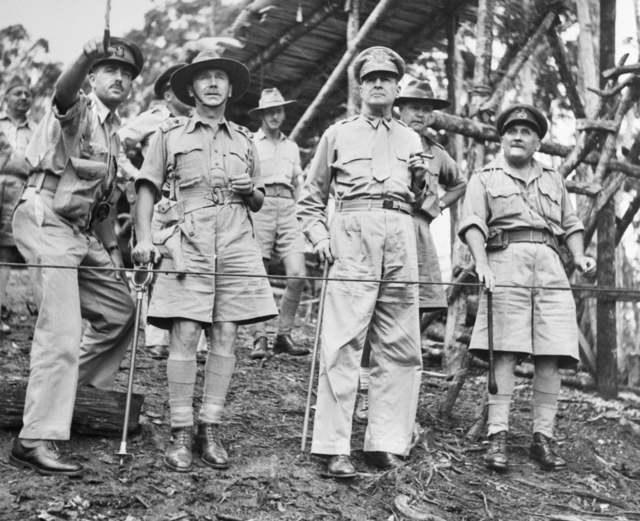
ニューギニアでオーストラリア軍チャールズ・スプリー大佐から説明を受ける、エドモンド・ヘリング中将（オーストラリア軍）、マッカーサー、アーサー・サミュエル・アレン少将（オーストラリア軍）

1942年4月18日、南西太平洋方面のアメリカ軍、オーストラリア軍、イギリス軍、オランダ軍を指揮する連合国軍南西太平洋方面最高司令官に任命され、日本の降伏文書調印の日までその地位にあった。
1943年3月のビスマルク海海戦（いわゆるダンピール海峡の悲劇）の勝利の報を聞き、第5航空軍司令官ジョージ・ケニーによれば、「彼があれほど喜んだのは、ほかには見たことがない」というぐらいに狂喜乱舞した。そうかと思えば、同方面の海軍部隊（後の第7艦隊）のトップ交代（マッカーサーの要求による）の際、「後任としてトーマス・C・キンケイドが就任する」という発表を聞くと、自分に何の相談もなく勝手に決められた人事だということで激怒した。
マッカーサーは連合軍の豊富な空・海戦力をうまく活用し、日本軍の守備が固いところを回避して包囲し、補給路を断って、日本軍が飢餓で弱体化するのを待った。マッカーサーは陸海空の統合作戦を『三次元の戦略構想』、正面攻撃を避け日本軍の脆弱な所を攻撃する戦法を『リープフロッギング（蛙飛び）作戦』と呼んでいた。日本軍は空・海でのたび重なる敗戦に戦力を消耗し、制空権・制海権を失っていたため、マッカーサーの戦術に対抗できず、マッカーサーの思惑どおり、ニューギニアの戦いでは多くの餓死者・病死者を出すこととなった。この勝利は、フィリピンの敗戦で損なわれていたマッカーサーの指揮能力に対する評価と名声を大いに高めた。
やがて、戦局が連合軍側に有利になると、軍の指揮権が、マッカーサー率いるアメリカ陸軍が主力の連合国南西太平洋軍（SWPA）と、チェスター・ニミッツ提督率いるアメリカ海軍、アメリカ海兵隊主力の連合国太平洋軍（POA）の2つに分権されている太平洋戦域の指揮権を、かつての部下のアイゼンハワーが、連合国遠征軍最高司令部総司令官として全指揮権を掌握しているヨーロッパ戦線のようにするべきであると主張した。さらにマッカーサーは、自分がその指揮権を統括して、一本化した戦力によってニューブリテン島攻略を起点とした反攻計画「エルクトロン計画」を提案したが、栄誉を独占しようというマッカーサーを警戒していたアーネスト・キング海軍作戦部長が強硬に反対し、結局太平洋の連合軍の指揮権の一本化はならず、1943年5月にワシントンで開催された、ルーズベルトとイギリス首相ウィンストン・チャーチルによる「トライデント会議」によって、太平洋は従来どおり連合国南西太平洋軍と連合国太平洋軍が2方面で対日反攻作戦を展開していくことが決定された。
反攻ルートについては、バターンの戦いの屈辱を早くはらしたいとして、フィリピンの奪還を急ぐマッカーサーが、ニューギニアからフィリピンという比較的大きい陸地を進攻することによって、陸上飛行基地が全作戦線を支援可能となることや、マッカーサーがこれまで行ってきたリープフロッギング（蛙飛び）作戦によって損害を減らすことができると主張していたのに対して、ニミッツは、従来からのアメリカ海軍の対日戦のドクトリンであるオレンジ計画に基づき、太平洋中央の海路による進撃を主張し、マッカーサーに対しては、陸路を進撃することは、海路での進撃と比較して、長い弱い交通線での進撃や補給となって、戦力の不経済な使用となることや、日本本土侵攻には遠回りとなるうえ、進撃路が容易に予知されるので日本軍に兵力の集中を許してしまうこと、また、進撃路となるニューギニアなどには感染症が蔓延しており、兵士を危険に晒すことになると反論した。
アメリカ統合参謀本部は、双方の主張を取り上げて、マッカーサーはビスマルク諸島とニューギニアを前進しミンダナオを攻略、一方でニミッツは、ギルバート諸島を攻略、次いで西方に転じて、クェゼリン、エニウェトク、グアム、サイパン、ペリリューへと前進し、両軍はルソン島か台湾で一本になると決められ、8月のケベック会談において作戦案をチャーチルも承諾した。連合軍の基本方針は、まずはナチス・ドイツを打ち破ることを優先し、それまでは太平洋戦線での積極的な攻勢は控えるというもので、投入される戦力や物資はヨーロッパ70％に対して太平洋30％と決められていたが、マッカーサーやキングが、日本軍の手強さと太平洋戦線の重要性をルーズベルトに説いて、ヨーロッパと太平洋の戦力や物資の不均衡さは改善されており、このような大規模な2方面作戦を行うことが可能となっていた。なおもマッカーサーは、中部太平洋には日本軍が要塞化している島がいくつもあって、アメリカ軍に多大な出血を強いることになるため、自分に戦力を集中すべきと食い下がったが、ニミッツは、ニューギニアを主戦線とすると空母部隊が日本軍の陸上基地からの攻撃の危険に晒されると反論した。このニミッツの反論には空母をマッカーサーの指揮下には絶対に置かないという強い意志もはたらいており容易に議論はまとまらなかった。
キングは、マリアナ諸島が日本本土と南方の日本軍基地とを結ぶ後方連絡線の中間に位置し、フィリピンや南方資源地帯に至る経済的な生命線の東翼を担う日本にとっての太平洋の鍵で、これを攻略できれば、その後さらに西方（日本方面）にある台湾や中国本土への侵攻基地となるうえ、日本本土を封鎖して経済的に息の根を止めることもできると考え、マリアナが戦争の戦略的な要になると評価しており、その攻略を急ぐべきだと考えていた。アメリカ陸軍でも、アメリカ陸軍航空軍司令官ヘンリー・ハップ・アーノルド将軍が、新鋭戦略爆撃機B-29による日本本土空襲の基地としてマリアナの確保を願っていた。既に中国本土から日本本土を空襲するマッターホルン作戦が検討されていたが、中国からではB-29の航続距離をもってしても九州を爆撃するのが精いっぱいであり、日本本土全てを出撃圏内に収めることができるマリアナはアーノルドにとって絶好の位置であった。また、中国内のB-29前進基地への補給には、補給量が限られる空路に頼らざるを得ないのと比較すると、マリアナへは海路で大量の物資を安定的に補給できるのも、この案が推奨された大きな理由のひとつとなった。そこでアーノルドは連合軍首脳が集まったケベック会議で、マリアナからの日本本土空襲計画となる「日本を撃破するための航空攻撃計画」を提案しているが、ここでは採択までには至らなかった。
アーノルドらの動きを警戒したマッカーサーは、真珠湾から3,000マイル、もっとも近いアメリカ軍の基地エニウェトクからでも1,000マイルの大遠征作戦となるマリアナ侵攻作戦に不安を抱いていたニミッツを抱き込んで、マリアナ攻略の断念を主張した。アーノルドと同じアメリカ陸軍航空軍所属ながらマッカーサーの腹心でもあった極東空軍(Far East Air Force, FEAF)司令官ジョージ・ケニー少将もマッカーサーの肩を持ち「マリアナからでは戦闘機の護衛が不可能であり、護衛がなければB-29は高高度からの爆撃を余儀なくされ、精度はお粗末になるだろう。こうした空襲は『曲芸』以外の何物でもない」と上官でもあるアーノルドの作戦計画を嘲笑うかのような反論を行った。
キングとアーノルドは互いに目的は異なるとはいえ、同じマリアナ攻略を検討していることを知ると接近し、両名はフィリピンへの早期侵攻を主張するマッカーサーに理解を示していた陸軍参謀総長マーシャルに、マリアナの戦略的価値を説き続けついには納得させた。キング自身の計画では、マリアナをB-29の拠点として活用することは主たる作戦目的ではなく、キングが自らの計画を推し進めるべく、陸軍航空軍を味方にするために付け加えられたのに過ぎなかったが、キングとアーノルドという陸海軍の有力者が、最終的な目的は異なるとは言え手を結んだことは、自分の戦線優先を主張するマッカーサーや、ナチスドイツ打倒優先を主張するチャーチルによって停滞していた太平洋戦線戦略計画立案の停滞状況を打破することとなり、1943年12月のカイロ会談において、1944年10月のマリアナの攻略と、アーノルドの「日本を撃破するための航空攻撃計画」も承認され会議文書に「日本本土戦略爆撃のために戦略爆撃部隊をグアムとテニアン、サイパンに設置する」という文言が織り込まれて、マリアナからの日本本土空襲が決定された。
その後も、マッカーサーはマリアナの攻略より自分が担当する西太平洋戦域に戦力を集中すべきであるという主張を変えなかったので、1944年3月にアメリカ統合参謀本部はワシントンで太平洋における戦略論争に決着をつけるための会議を開催した。その会議では、マッカーサーの代理で会議に出席していたサザーランドには、統合参謀本部の方針に従って西太平洋方面での限定的な攻勢を進めることという勧告がなされるとともに、マリアナ侵攻のフォレージャー作戦（掠奪者作戦）を1944年6月に前倒しすることが決定された。
アメリカ統合参謀本部の決定に激怒したマッカーサーであったが、ニューギニア作戦の集大成と、ニミッツによるフォレージャー作戦支援の航空基地確保のため、ニューギニア西部のビアク島攻略を決めた。ビアク島には日本軍が設営した飛行場があり、マリアナ攻略の航空支援基地として重要な位置にあった。1944年5月27日に第6軍 司令官ウォルター・クルーガー中将率いる大部隊がビアク島に上陸しビアク島の戦いが始まった。しかし、海岸を見下ろす台地に構築された日本軍の洞窟陣地は、連合軍支援艦隊の艦砲射撃にも耐えて、逆に上陸部隊に集中砲火を浴びせて大損害を被らせた。その後、ビアク守備隊支隊長の歩兵第222連隊長葛目直幸大佐は、上陸部隊をさらに内陸に引き込んで、構築した陣地で迎え撃つこととした。第41歩兵師団師団長ホレース・フラー少将は日本軍の作戦を見抜いて、慎重に進撃することとしたが、マリアナ作戦が迫っているのに、ビアク島の攻略が遅遅として進まないことでニミッツに対して恥をかくと考えたマッカーサーは、クルーガーを通じてフラーを急かした。その後もビアク島守備隊は満足な支援も受けられない中で、指揮官の葛目の巧みな作戦指揮もあって敢闘、マッカーサーの命令で、早期攻略のため日本軍陣地を正面攻撃していたアメリカ軍に痛撃を与えて長い期間足止めし、ついに6月14日、苦戦を続けるフラーに激怒したマッカーサーは、フラーを上陸部隊司令官と第41歩兵師団師団長から更迭した。しかし、師団長を挿げ替えても戦況が大きく好転することはなく、ビアク島の飛行場が稼働し始めたのは6月22日になり、サイパンの戦いにもマリアナ沖海戦にも間に合わなかった。ビアク島攻略後にマッカーサーはフラーの名誉を回復させるため功労勲章を授与したが、ビアク島の戦いはマッカーサーにとっても、フラーにとっても敗戦に近いような後味の悪い戦いとなった。

### フィリピンへの帰還

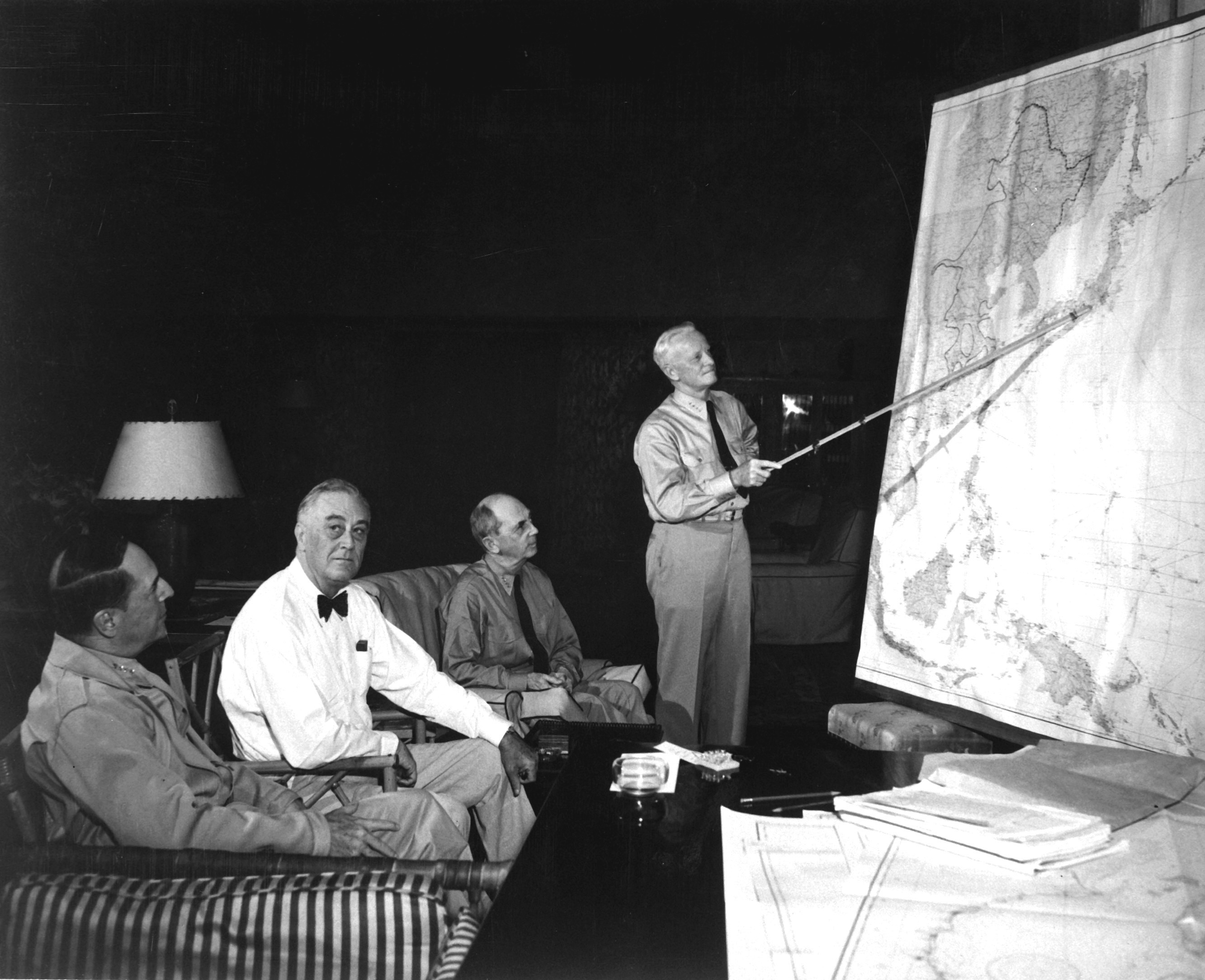
ハワイで開催されたフィリピン迂回の是非についての作戦会議、左からマッカーサー、ルーズベルト、合衆国陸海軍最高司令官（大統領）付参謀長ウィリアム・リーヒ、説明しているのがニミッツ

一旦はマッカーサーに、ミンダナオ島からルソン島へとフィリピンの奪還を認めていたアメリカ統合参謀本部であったが、ニミッツがマリアナを確保したことにより、アメリカ陸海軍の意見が再び割れ始めた。キングは、マリアナを確保したことによってフィリピンは遥かに低い軍事的優先順位となり、フィリピンは迂回して海と空から封鎖するだけで十分であると主張した。同じ陸軍でもアーノルドは、台湾にB-29の基地を置きたいとして海軍のキング側に立ったので、板挟みとなったマーシャルはマッカーサーに、「個人的感情とフィリピンの政情に対する考慮」が戦略的な判断に影響を及ぼさないようにと苦言を呈するほどであった。
フィリピン迂回の流れに危機感を覚えたマッカーサーは、マスコミを利用してアメリカ国民の愛国心に訴える策を講じた。アメリカの多くの新聞が長期政権を維持し4選すら狙っている民主党のルーズベルトに批判的で、共和党びいきとなっており、共和党寄りのマッカーサーを褒め称える論調を掲げる一方で、民主党のルーズベルトに対しては、一日も早く戦争に勝利するためもっとよい手を打つべきなどと批判的な報道をし、ルーズベルト人気に水をさしていた。マッカーサーは新聞等を通じ「1942年に撃破された我々の孤立無援な部隊の仇をうつことができる」「我々には果たせねばならない崇高な国民的義務がある」などと主張し、自分がフィリピンを解放しない場合にはアメリカ本国でルーズベルトに対し「極度の反感」を引き起こすに違いないと警告した。このようなマッカーサーの主張に対して陸軍参謀総長のマーシャルは「個人的感情とフィリピンに対する政治的考慮が、対日戦の早期終結という崇高な目的を押しつぶすことのないよう注意しなければならない」「フィリピンの一部あるいは全部を迂回することは、フィリピンを放棄することと同義ではなく、連合軍が早期に日本軍を撃破すればそれだけマニラの解放は早くなろう」とマッカーサーに手紙を書き送っている。1944年6月から開始されたニミッツによるマリアナ諸島の攻略戦は、サイパンの戦い、グアムの戦い、テニアンの戦いの激戦を経てアメリカ軍の勝利に終わったが、アメリカ軍の被った損害も大きかったため、マッカーサーや共和党支持の保守系の新聞は、フィリピン攻撃は最小限のアメリカ人の犠牲で同じ戦略的利点を獲得すると主張した。マッカーサーに心酔する『バターン・ギャング』で固められた幕僚たちも不平不満を並べ立てて、国務省や統合参謀本部やときにはルーズベルト大統領までを非難した。
マッカーサーの思惑どおり、アメリカ軍内でフィリピン攻略について賛同するものも増えて、太平洋方面の前線指揮官らはマッカーサーに賛同していた。一方でキング、マーシャル、アーノルドはフィリピン迂回を譲らず、アメリカ軍内の意見も真っ二つに割れていた。ルーズベルトはこのような状況に業を煮やして、マッカーサーとニミッツに直接意見を聞いて方針を決めることとし、1944年7月26日に両名をハワイに召喚した。ニミッツは自分の上官であるキングの意見を代弁することとなったが、ニミッツ自身は考えがまとまっていなかったため、作戦説明は迫力を欠くものとなり、マッカーサーの独壇場となった。マッカーサーは何度も「道義的」や「徳義」や「恥辱」という言葉を使い、フィリピン奪還を軍事的問題としてより道義的な問題として捉えているということが鮮明となった。さらにマッカーサーはキングが主張するフィリピンを迂回して台湾を攻略するという作戦よりは、フィリピン攻略のほうが期間が短く、損害も少ないと主張した。ルーズベルトは「ダグラス、ルソン攻撃は我々に耐えられないくらい大きな犠牲を必要とするよ」と指摘したが、マッカーサーは強くそれを否定した。そのあとルーズベルトとマッカーサーは10分ほど二人きりとなったが、その時マッカーサーは1944年の大統領選を見据えて、「アメリカ国民の激しい怒りは貴方への反対票となって跳ね返ってくる」と脅している。ルーズベルトはマッカーサーが一方的に捲し立てた3時間もの弁舌に疲労困憊し、同行した医師にアスピリンを2錠処方してもらうと「私にあんなこと言う男は今までいなかった。マッカーサー以外にはな」と語っている。マッカーサーもルーズベルトの肉体的な衰えに驚いており、「彼の頭は上下に揺れ、口は幾分ひらいたままだった」と観察し、「次の任期まではもたない」と予想していたが、事実そのとおりとなった。翌日も引き続き会談は続けられ、会談終了後に海軍が準備した楽団、歌手、フラダンスによるショーにルーズベルトから誘われたマッカーサーではあったが、すぐに前線に戻らないといけないと断り、ハワイを発とうとしたときに、ルーズベルトから呼び止められ「ダグラス、君の勝ちだ。私の方はキングとやりあわなければらないな」とフィリピン攻略を了承した。かつての卓越した雄弁家も、肉体の衰えもあって完全に舞台負けした形となった。

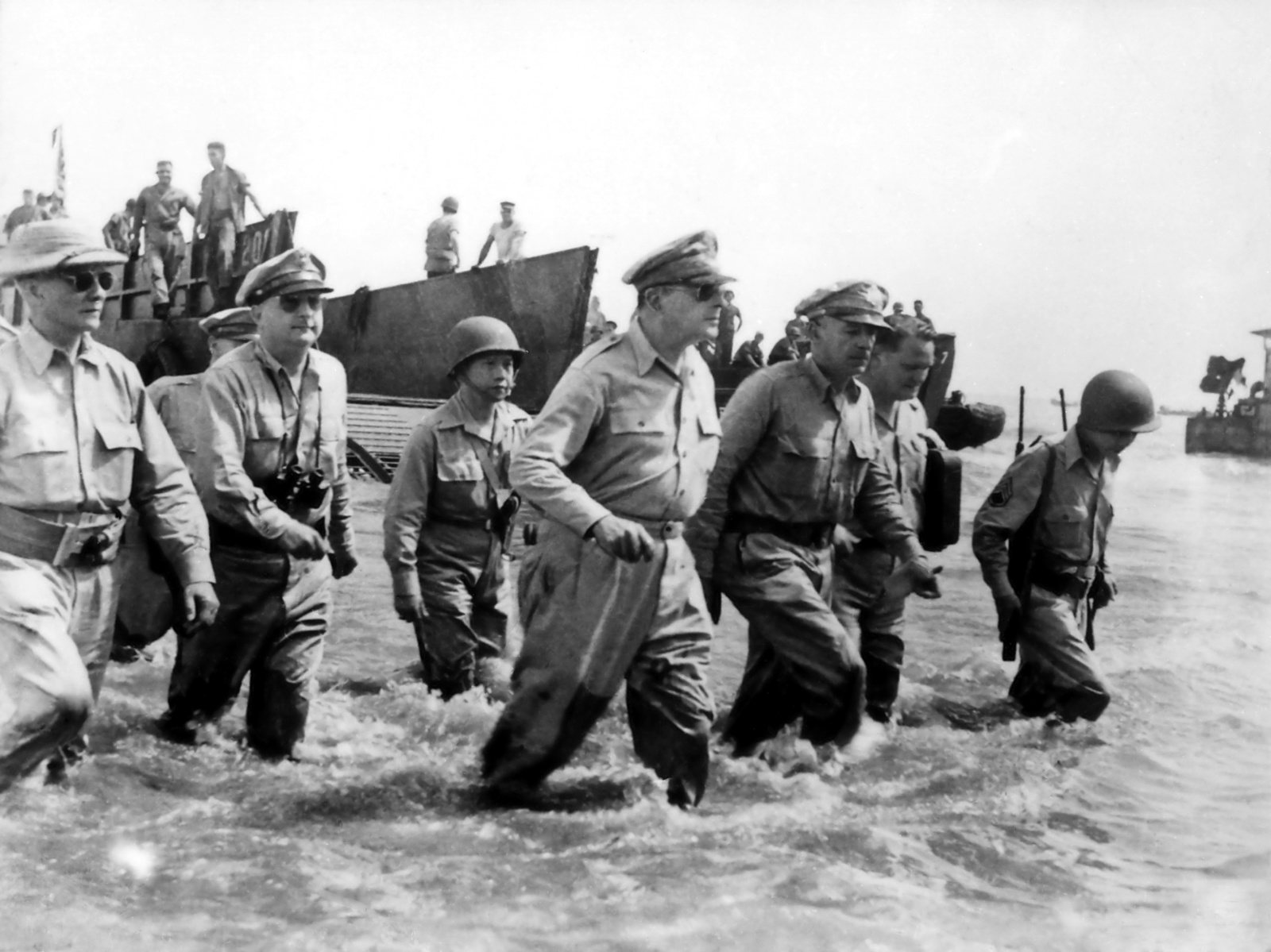
レイテ島に再上陸を果たすマッカーサー

ルーズベルトの方針決定により統合参謀本部はマッカーサーにフィリピン攻略作戦を承認した。海軍はフィリピンでマッカーサーを援護したあとは台湾を迂回し、その後沖縄を攻略すると決められた。マッカーサーはまずは日本軍の兵力の少ないレイテ島を攻略してその後のフィリピン全土解放の足掛かりとする計画であった。マッカーサーはレイテに20,000人の日本軍が配備されているとみていたが、その後に増援を送ってくると考えて、今までの太平洋戦域では最大規模の兵力となる174,000名の兵員と700隻の艦艇と多数の航空機を準備することとした。この頃には、ノルマンディー上陸作戦の成功でヨーロッパの戦局は最終段階に入ったものと見なされて、ルーズベルトやチャーチルといった連合国の指導者たちは太平洋の戦局に重大な関心を持つようになっており、膨大な戦力の準備が必要であったマッカーサーにとっては追い風となった。事前にレイテの航空基地はウィリアム・ハルゼー・ジュニア中将率いる第38任務部隊の艦載機に散々叩かれており、1944年10月20日にアメリカ軍は大きな抵抗を受けることなくレイテ島に上陸した。マッカーサーも同日にセルヒオ・オスメニャとともにレイテに上陸したが、上陸用舟艇で海岸に近づいたマッカーサーは、待ちきれないように接岸する前に海に飛び降りて足を濡らしながらフィリピンへの帰還を果たした。
この時撮影された、レイテ島に上陸するマッカーサーの著名な写真は、当時フィリピンでも宣伝に活用されたが、これは実際に最初に上陸した時のものではなく、翌日に再現した状況を撮影したものである。
マッカーサーが上陸した地点では桟橋が破壊されており海中を歩いて上陸するしかなかったが、この時撮影された写真を見たマッカーサーは、海から歩いて上陸するという劇的な情景の視覚効果に着目し、再び上陸シーンを撮影させた。アメリカ国立公文書館には、この時に船上から撮影された映像が残されており、その中でマッカーサーは一度上陸するものの自らNGを出し、戻ってサングラスをかけ直した後、再度撮影を行う様子が記録されている。
マッカーサーは日本軍の狙撃兵が潜む中で戦場を見て回り、狙撃されたこともあったが、弾を避けるために伏せることもしなかったという。10月23日には旗艦としていた軽巡ナッシュビルの通信設備を使って、演説をフィリピン国民に向けて放送した。その演説の出だしは「フィリピン国民諸君、私は帰ってきた」であったが、興奮のあまり手が震え声が上ずったため、一息入れた後に演説を再開した。日本の軍政の失敗による貧困や飢餓に苦しめられていた多くのフィリピン国民は、熱狂的にマッカーサーの帰還を歓迎した。マッカーサーはその夜には司令部をナッシュビルから、レイテ島で大規模なプランテーションを経営していたアメリカ人事業家の豪邸に移したが、この豪邸は日本軍が司令官用のクラブとして使用していたため、敷地内に電気や換気扇や家具まで完備した塹壕が作られていた。前線司令部としては相応しい設備であったが、マッカーサーは前回フィリピンで戦った際に部下将兵から名付けられた「Dugout Doug（壕に籠ったまま出てこないダグラス）」というあだ名を知っており、また揶揄されることを嫌い「埋めて平らにしてしまうのだ」と命じている。

### マッカーサーの危機

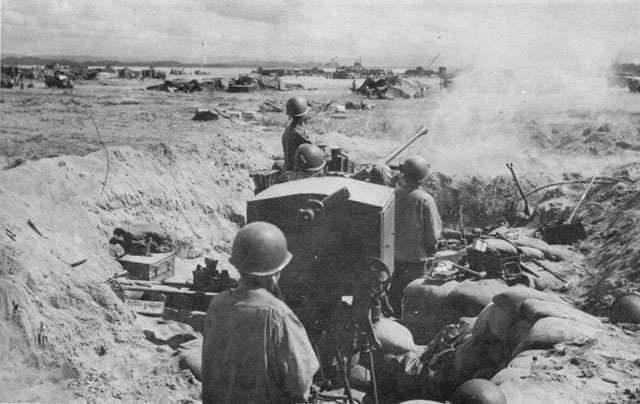
タクロバン飛行場で来襲した日本軍機に向かって対空射撃するアメリカ軍対空機銃

その後のレイテ島の戦いでは、日本軍は台湾沖航空戦の過大戦果の虚報に騙され、大本営の横やりで現地の司令官山下奉文の反対を押し切り、レイテを決戦場としてアメリカ軍に決戦を挑むこととし、捷一号作戦を発動した。連合艦隊の主力がアメリカ輸送艦隊を撃滅、次いで陸軍はルソン島より順次増援をレイテに派遣し、上陸軍を撃滅しようという作戦だった。対するアメリカ軍は、海軍の指揮系統が分割され、主力の機動部隊第38任務部隊を擁する第3艦隊はニミッツの指揮下、主に真珠湾攻撃で損傷して修理された戦艦や巡洋艦が配備された第7艦隊がマッカーサーの指揮下となっており、この両艦隊は同じアメリカ海軍でありながら連携を欠いていた。レイテ湾に向けて進撃してくる日本軍艦隊に対して、第3艦隊司令官のハルゼーはあてにできないので、第7艦隊司令官のトーマス・C・キンケイドは、単独で日本軍艦隊を迎え撃つべく、マッカーサーが旗艦として使用しているナッシュビルを艦隊に合流させてほしいと要請した。マッカーサーは応諾したが「私はこれまで大きな海戦に参加したことがないので、それを見るのを楽しみにしているのだ」と自分がナッシュビルに乗艦したまま日本軍との海戦を観戦するという条件をつけた。しかしキンケイドやマッカーサーの幕僚の猛反対もあって観戦は断念し、ナッシュビルはマッカーサーを下したのちジェシー・B・オルデンドルフ少将の指揮下で西村祥治中将率いる第一遊撃部隊第三部隊（通称：西村艦隊）をスリガオ海峡で迎え撃つこととなった。激しいスリガオ海峡海戦のすえ、西村艦隊は壊滅したが、次は主力の第一遊撃部隊（通称：栗田艦隊）が、激しい第38任務部隊による航空攻撃を受けつつもレイテ湾に接近してきた。その頃ハルゼーは小沢治三郎中将の囮作戦にひっかかり、小沢の空母艦隊を日本海軍の主力と誤認し、その引導を渡すべく追撃していたが、連携のまずさから第7艦隊のキンケイドはそのことを知らず、栗田艦隊は妨害を受けることなく無防備のサンベルナルジノ海峡を通過した。
マッカーサーはこの時ナッシュビルに幕僚らと乗艦していたが、栗田艦隊の接近を知るとマッカーサー司令部には絶望感が蔓延し、先任海軍参謀のレイ.ターバック大佐は「我々は弾丸も撃ち尽くしたも同然な状態にあり、魚雷もつかってしまい、燃料の残りは少なく、状況は絶望的である」と当日の日記に記している。マッカーサーはニミッツにハルゼーの引き返しを要請する電文を3回も打ち、ニミッツはマッカーサーの要請に応えてハルゼーに「WHERE IS RPT WHERE IS TASK FORCE THIRTY FOUR RR THE WORLD WONDERS（第34任務部隊は何処にありや 何処にありや。全世界は知らんと欲す）」という電文を打ったがハルゼーには届かず、最後にはニミッツがマッカーサーにハルゼーに直接連絡してほしいとお願いする始末であった。ここでも指揮権の不統一が大きな災いをまねくところであったが、栗田艦隊はその後サマール島沖でクリフトン・スプレイグ少将指揮の第77任務部隊第4群第3集団の護衛空母群（コードネーム"タフィ3"）と戦うと、レイテ湾を目の前にして引き返してしまったため、マッカーサーの危機は去った。その夜マッカーサーは幕僚と夕食を共にしたが、幕僚は自分らを危機に陥れたハルゼーに対する非難を始め、「大馬鹿野郎」や「あのろくでなしハルゼー」など罵ったが、それを聞いていたマッカーサーは激怒し握った拳でテーブルを叩くと大声で「ブル（ハルゼーのあだ名）にはもう構うな。彼は私の中では未だに勇気ある提督なのだ」と擁護している。
マッカーサーの苦境はなおも続いた。日本陸軍の富永恭次中将率いる第4航空軍が連合艦隊の突入に呼応して、日本陸軍としては太平洋戦争最大規模の積極的な航空作戦を行った。アメリカ軍はレイテ島上陸直後に占領したタクロバン飛行場に第5空軍を進出させて、強力な航空支援体制を確立しようとしていたが、そこに富永は攻撃を集中した。
マッカーサーがわざわざ地下壕を埋めさせた司令部兼住居はそのタクロバン飛行場近隣にあり、建物はタクロバン市街では大変目立つものであったため、第4航空軍の攻撃機がしばしば攻撃目標としたが、マッカーサーは敢えて避難することはしなかった。日本軍の爆弾がマッカーサー寝室の隣の部屋に命中したこともあったが、幸運にも不発弾であった。また低空飛行する日本軍機に向けて発射した76㎜高射砲の砲弾1発が、マッカーサーの寝室の壁をぶち抜いたあとソファの上に落ちてきたが、それも不発弾であった。また、軽爆撃機がマッカーサーが在室していた部屋に機銃掃射を加えてきて、うち2発がマッカーサーの頭上45cmにあった梁に命中したこともあった。マッカーサーが司令部幕僚を招集して作戦会議を開催した際にも、しばしば日本軍の爆弾が庭で爆発したり、急降下爆撃機が真っすぐ向かってくることもあって、副官のコートニー・ホイットニー少将らマッカーサーの幕僚は床に伏せたい気分にかられたが、マッカーサーが微動だにしなかったので、やむなくマッカーサーに忖度してやせ我慢を強いられている。富永はマッカーサーら連合軍司令部を一挙に爆砕する好機に恵まれて、実際に司令部至近の建物ではアメリカ軍従軍記者2名と、フィリピン人の使用人12名が爆撃で死亡し、司令部の建物も爆弾や機銃掃射で穴だらけになるなど、あと一歩のところまで迫っていたが、結局その好機を活かすことはできなかった。
このように、第4航空軍の奮闘もあって、少なくとも11月上旬までは、日本軍がレイテ島上の制空権を確保していた。アメリカ陸軍の公刊戦史においても、10月27日の夕刻から払暁までの間に11回も日本軍機による攻撃があって、タクロバンは撃破されて炎上するアメリカ軍機によって赤々と輝いていたと記述され、第4航空軍の航空作戦を、太平洋における連合軍の反攻開始以来、こんなに多く、しかも長期間にわたり、夜間攻撃ばかりでなく昼間空襲にアメリカ軍がさらされたのはこの時が初めてであった。と評している。また、富永は上空支援が不十分であったアメリカ軍の上陸拠点へも攻撃し、11月の第1週には、揚陸したばかりの約4,000トンの燃料・弾薬を爆砕し、上陸したアメリカ軍の補給線を脅かした。第4航空軍の空からの猛攻に苦戦を続ける状況を憂慮したトーマス・C・キンケイド中将は、「敵航空兵力は驚くほど早く立ち直っており、上陸拠点に対する航空攻撃は事実上歯止めがきかず、陸軍の命運を握る補給線を締め上げる危険がある。アメリカ陸軍航空隊の強力な影響力を確立するのが遅れれば、レイテ作戦全体が危機に瀕する」と考えて、この後に予定されていたルソン島上陸作戦については、「戦史上めったに類を見ない大惨事を招きかねません」と作戦の中止をマッカーサーに求めたが、マッカーサーがその進言を聞き入れることはなかった。
マッカーサーの副官の1人であるチャールズ・ウィロビー准将は、戦後にこのときの苦境を振り返って、タクロバン飛行場に日本軍機の執拗な攻撃が続き、1度の攻撃で｢P-38｣が27機も地上で撃破され、毎夜のように弾薬集積所や燃料タンクが爆発し、飛行場以外でもマッカーサーの司令部兼居宅やウォルター・クルーガー中将の司令部も爆撃されたと著書に記述しており、第4航空軍による航空攻撃と、連合艦隊によるレイテ湾突入作戦は、構想において素晴らしく、規模において雄大なものであったと称賛し、マッカーサー軍が最大の危機に瀕したと回想している。マッカーサーも「切羽詰まった日本軍は、虎の子の大艦隊を繰り出して、レイテの侵入を撃退し、フィリピン防衛態勢を守り抜こうという一大博打に乗り出してきた。アメリカ軍部隊をレイテの海岸から追い落とそうという日本軍の決意は、実際に成功の一歩手前までいった」「豊田提督が立てた計画は、みごとな着想に基づいたすばらしく大きい規模のものだった」「連合軍の拠点がこれほど激しく、継続的に、効果的な日本軍の空襲にさらされたことはかつてなかった」と自らの最大の危機を振り返っている。
その後、日本軍は多号作戦により、レイテ島に第26師団や第1師団などの増援を送り込み、連合軍に決戦を挑んだ。マッカーサーは当初の分析よりも遥かに多い日本軍の戦力に苦戦を強いられることとなり、ルソン島への上陸計画を延期して予備兵力をレイテに投入せざるを得なくなったが、レイテ沖海戦で連合艦隊が惨敗、第4航空軍も積極的な航空作戦による消耗に戦力補充が追い付かず、戦力が増強される一方の連合軍に対抗できなくなると、制空権を奪われた日本軍は多号作戦の輸送艦が次々と撃沈され、レイテ島は孤立していった。そして、マッカーサーはレイテ島を一気に攻略すべく、多号作戦の日本軍の揚陸港になっていたオルモック湾への上陸作戦を命じた。オルモック湾内のデポジト付近の海岸に上陸したアメリカ陸軍第77歩兵師団はオルモック市街に向けて前進を開始した。背後に上陸され虚を突かれた形となった日本軍であったが、体勢を立て直すと激しく抵抗し、第77歩兵師団は上陸後の25日間で死傷者2,226名を出すなど苦戦を強いられたが、この上陸作戦でレイテ島の戦いの大勢は決した。

### フィリピン奪還・汚名返上

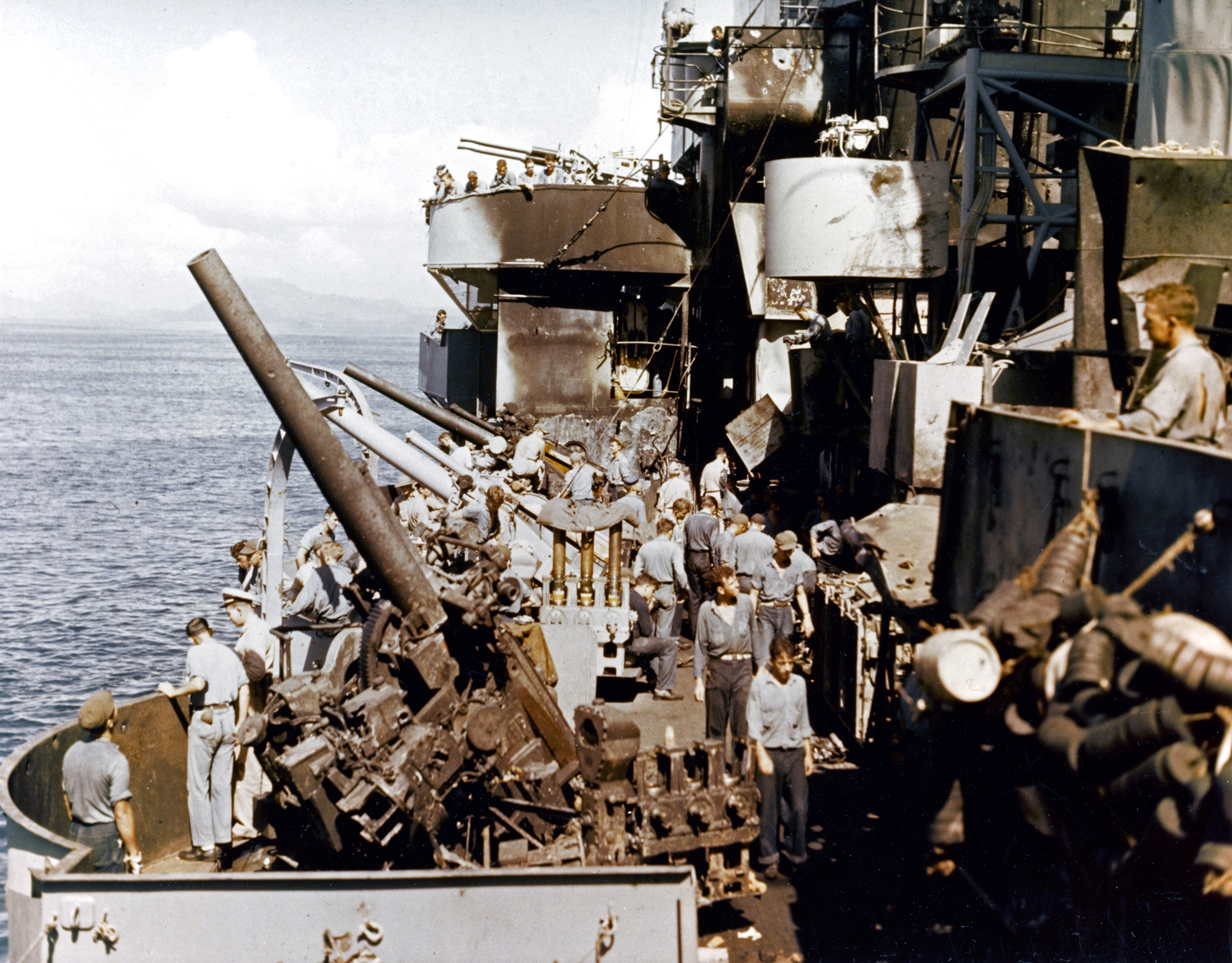
特攻機の命中で大火災を生じたマッカーサーの旗艦であった軽巡洋艦ナッシュビル

レイテを攻略したマッカーサーは、念願のルソン島奪還作戦を開始した。旗艦の軽巡洋艦ボイシに座乗したマッカーサーは、1945年1月4日に800隻の上陸艦隊と支援艦隊を率い、1941年に本間中将が上陸してきたリンガエン湾を目指して進撃を開始したが、そのマッカーサーの艦隊に立ちはだかったのが特別攻撃隊の特攻機や特殊潜航艇であった。マッカーサーの旗艦であったナッシュビルもルソン島攻略に先立つミンドロ島の戦いで特攻機の攻撃を受け、323名の大量の死傷者を出して大破していたが、その時、マッカーサーは乗艦しておらず、ミンドロ島攻略部隊を率いていたアーサー・D・ストラブル少将の幕僚らが多数死傷している。特にマッカーサーに衝撃を与えたのは、戦艦ニューメキシコに特攻機が命中して、ルソン島上陸作戦を観戦するためニューメキシコに乗艦していたイギリス軍ハーバード・ラムズデン中将が戦死したことであり、ラムズデンとマッカーサーは40年来の知人で、その死を悼んだ。
特攻機の攻撃は激しさを増して、護衛空母オマニー・ベイ を撃沈、ほか多数の艦船を撃沈破しマッカーサーを不安に陥れたが、特攻機の攻撃が戦闘艦艇に集中しているのを見ると、側近軍医ロジャー・O・エグバーグに「奴らは我々の軍艦を狙っているが、ほとんどの軍艦は一撃をくらっても、あるいは何発もの攻撃を受けても耐えうるだろう。しかし、もし奴らが我々の兵員輸送船をこれほど猛烈に攻撃してきたら、我々は引き返すしかないだろう」と述べている。マッカーサーの旗艦ボイシも特攻機に再三攻撃されており、マッカーサーはその様子を興味深く見ていたが、しばらくすると戦闘中であるにもかかわらず昼寝のために船室に籠ってしまった。爆発音などの喧騒の中で熟睡しているマッカーサーの脈をとったエグバーグは、脈が全く平常であったことに驚いている。やがて眼が覚めたマッカーサーは、エグバーグからの戦闘中にどうして眠れるのか？という質問に対して「私は数時間戦闘のようすを見ていた。そして現場の状況が分かったのだ。私がすべきことは何もなかったからちょっと眠ろうと思ったのだ」と答えている。しかし、そのマッカーサーをセブ島から出撃した特殊潜航艇「甲標的」が狙っていた。甲標的は1月5日午後3時少し過ぎにボイシを発見すると2発の魚雷を発射した。発射された魚雷は正確にボイシに向かっていたが、並航していた軽巡洋艦フェニックスが発見、素早くボイシに発光信号で知らせ、ボイシは緊急で回避運動を行い辛うじて魚雷を避けることができた。フェニックスが雷跡を発見できなければ、ボイシが撃沈されていた可能性が高く、レイテ島に続きマッカーサーは強運にも命拾いしたことになった。
ルソン島に上陸したアメリカ軍に対して、レイテで戦力を消耗した日本軍は海岸線での決戦を避け、山岳地帯での遅滞戦術をとることとした。司令官の山下は首都マニラを戦闘に巻き込まないために防衛を諦め、守備隊にも撤退命令を出したが、陸海軍の作戦不統一でそれは履行されず、海軍陸戦隊を中心とする日本軍14,000名がマニラに立て籠もった。マニラ奪還に焦るマッカーサーは、戦闘開始直後の2月5日にアメリカ軍のマニラ入城を宣言し、「敵の壊滅は間近である」とも言い放った。しかし、これはマッカーサーのパフォーマンスに過ぎす、海軍守備隊司令官岩淵三次少将率いる日本軍守備隊は、マニラ都心のイントラムロスの城塞を要塞化して激しく抵抗していた。
アメリカ軍はマニラを完全に包囲しており、退路を断たれた日本軍は激しく抵抗した。マッカーサーは山下によるマニラの無防備都市宣言を期待して、マニラで戦勝パレードを行うつもりであり、重砲の砲撃の制限的な運用に加えて、空爆については「友好国及び連合国市民がいる市街に対する空襲は論外である。この種の爆撃の不正確さは、非戦闘市民数千人の死を招くことに疑念の余地はない」と許可しなかった。しかし、このマッカーサーが言う“非戦闘市民”のなかには、マニラに残されていた数千人の日本人住民は含まれていなかった。マッカーサーは当然にマニラに多数の日本人住民がいることを知ってはいたが、ルソン島上陸直後に「死んだジャップだけが良いジャップだ」と言明したように日本人住民の安全について全く考慮することはなかった。
しかし、要塞化されたイントラムロスを攻めあぐねた司令官のオスカー・グリズワルド中将はマッカーサーに空爆と重砲砲撃の解禁を要請した。目論見が外れたマッカーサーは、空爆は許可しなかったものの重砲による砲撃は許可したので、今まで太平洋戦線で行われた最大規模の重砲による砲撃がマニラ市街全域に浴びせられ、その様子はマニラ市街にピナトゥボ山が現れて大噴火をおこしたようなものだったという。アメリカ軍の砲撃は驚くほど正確に一定の距離間隔を置いて、あたかも市街に絨毯を敷くように撃ち込まれてきたので、フィリピン人はおろか、マニラの高級住宅街に居住していたスペイン人、ドイツ人、ユダヤ人といった白人たちも砲雨にさらされながら、喚き、泣け叫び、右往左往しながら砲弾に斃れていった。マッカーサーの眼中になかった日本人住民はさらに悲惨な目にあっており、マニラで犠牲となった日本人住民の人数すら判明しておらず、安全地帯とされ7,000人もの避難民が逃げ込んでいたフィリピン総合病院ですら、日本人の生還者はフィリピン人看護婦フェ・ロンキーヨに看護されていたマニラの貿易商大沢清のただ一人であった。
マニラでは激しい砲撃と市街戦の末、住宅地の80%、工場の75%、商業施設はほぼ全てが破壊された。日本アメリカ両軍に多数の死傷者が生じたが、もっとも被害を被ったのはマニラ市民となった。追い詰められた日本兵は虐殺や強姦などの残虐行為に及び、フィリピン人の他に同盟国であったドイツ人や中立国のスペイン人などの白人も日本兵の残虐行為の対象となった。特にフィリピン人については、アメリカ軍が支援したユサッフェ・ゲリラとフクバラハップ・ゲリラがマニラ市街で武力蜂起し、既に日本軍に対する攻撃や日本人市民の殺戮を開始しており、日本軍の攻撃対象となっていた。武装ゲリラの跳梁に悩む日本軍であったが、ゲリラとその一般市民の区別がつかず、「女子供もゲリラになっている。戦場にいる者は日本人を除いて全員処刑される」と命令が前線部隊から出されるなど、老若男女構わず殺害した。そして戦況が逼迫し日本軍守備隊の組織が崩壊すると日本兵の残虐さもエスカレートして、略奪、放火、強姦、拷問、虐殺などが横行することとなった。
マッカーサーは自分の目論見が外れ、マニラで起こしてしまった悲劇からは徹底的に目をそらし続けた。マニラ市内になかなか入ろうとせず、日本軍による虐殺や自らの砲撃によるフィリピン人らの惨状をマスコミに公表しようともしなかった。マッカーサーは、戦闘も峠を越した2月23日になってようやく瓦礫の山と化したマニラ市内に装甲列車で乗り付けた。そして戦前に居宅としていたマニラ・ホテルを訪れたが、かつての優雅な建物は火災で全焼しており、日本軍指揮官の野口勝三陸軍大佐（野口支隊長）の遺体が玄関前に転がっていた。階段を上って自分の居室にも入ったが、マッカーサーの私物は何も残っておらず、マニラを脱出するときに持ち出すことができなかった、明治天皇から父アーサーに贈られた花瓶も粉々になっていた。マッカーサーはこのときを「私はめちゃめちゃになった愛する我が家の悲痛を最後の酸っぱいひとかけらまで味わいつくしていた」と感傷的に振り返っている。
マニラにおけるフィリピン人の犠牲は10万人以上にも達した。特に多くの犠牲者を出すこととなった日本軍のゲリラ討伐を、マッカーサーは「強力で無慈悲な戦力が野蛮な手段に訴えた」「軍人は敵味方問わず、弱き者、無武装の者を守る義務を持っている……（日本軍が犯した）犯罪は軍人の職業を汚し、文明の汚点となり」と激しく非難したが、その無武装で弱き者を武装させたのはマッカーサーであり、戦後にこの罪を問われて戦犯となった山下の裁判では、山下の弁護側から、マッカーサーの父アーサーがフィリピンのアメリカ軍の司令官であった時にフィリピンの独立運動をアメリカが弾圧した時の例を出され「血なまぐさい『フィリピンの反乱』の期間、フィリピンを鎮圧するために、アメリカ人が考案し用いられた方法を、日本軍は模倣したようなものである」「アメリカ軍の討伐隊の指揮官スミス准将は「小銃を持てる者は全て殺せ」という命令を出した」と指摘され、マッカーサーは激怒している。一方で、犠牲者の40％以上を占めたアメリカ軍の砲撃について批判することはタブーとされて、フィリピン人はその犠牲を受忍せざるを得なかった。

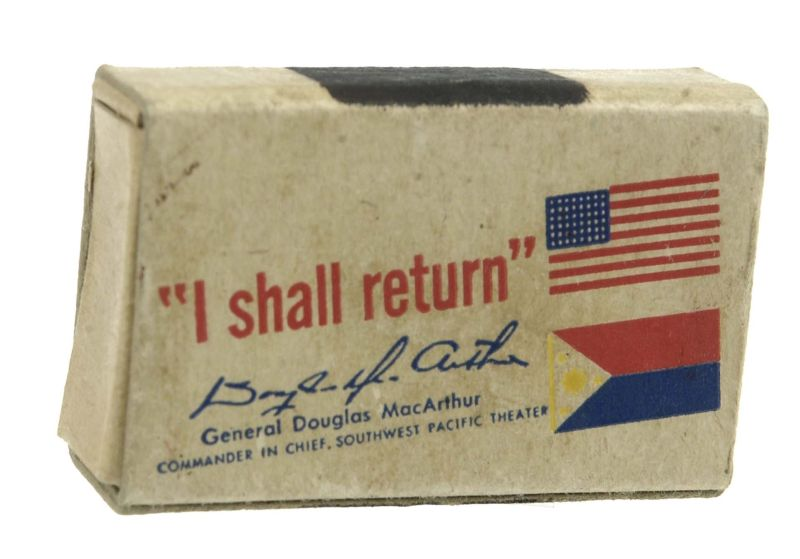
アメリカ軍がフィリピン人に配布した「I shall return」のロゴが入ったタバコ

日本軍はその後も圧倒的な火力のアメリカ軍と、数十万人にも膨れ上がったフィリピン・ゲリラに圧倒されながら絶望的な戦いを続け、ここでも大量の餓死者・病死者を出し、ルソン島山中に孤立することとなった。ニューギニアの戦いに続き、マッカーサーは決定的な勝利を掴み、その名声や威光はさらに高まった。しかし、フィリピン奪還をルーズベルトに直訴した際に、大きな損害を懸念したルーズベルトに対しマッカーサーは「大統領閣下、私の出す損害はこれまで以上に大きなものとはなりません……よい指揮官は大きな損失を出しません」と豪語していたが、アメリカ軍の第二次世界大戦の戦いの中では最大級の人的損害となる、戦闘での死傷79,104名、戦病や戦闘外での負傷93,422名 という大きな損失を被った上に、何よりもマッカーサーが軍の一部と認定し多大な武器や物資を援助し、「フィリピン戦において我々はほとんどあらゆるフィリピンの市町村で強力な歴戦の兵力の支援を受けており、この兵力は我が戦線が前進するにつれて敵の後方に大打撃を加える態勢にあり、同時に軍事目標に近接して無数の大きい地点を確保して我が空挺部隊が降下した場合には、ただちに保護と援助を与えてくれる」「私はこれら戦史にもまれな、偉大な輝かしい成果を生んだ素晴らしい精神力を、ここに公に認めて感謝の意を表する」「北ルソンのゲリラ隊は優に第一線の1個師団の価値があった」などとアメリカ軍と共に戦い、その功績を大きく評価していたフィリピン・ゲリラや、ゲリラを支援していたフィリピン国民の損失は甚大であった。しかし、「アメリカ軍17個師団で日本軍23個師団を打ち破り、日本軍の人的損失と比較すると我が方の損害は少なかった」と回顧録で自賛するマッカーサーには、フィリピン人民の被った損失は頭になかった。
6月28日にマッカーサーはルソン島での戦闘の終結宣言を行ない、「アメリカ史上もっとも激しく血なまぐさい戦いの一つ……約103,475km2の面積と800万人の人口を擁するルソン島全域はついに解放された」と振り返ったが、結局はその後も日本軍の残存部隊はルソン島の山岳地帯で抵抗を続け、アメリカ陸軍第6軍の3個師団は終戦までルソン島に足止めされることとなった。
フィリピン戦中の12月に、マッカーサーは元帥に昇進している（アメリカ陸軍内の先任順位では、参謀総長のジョージ・マーシャル元帥に次ぎ2番目）。

### チェスター・ニミッツとの主導権争い

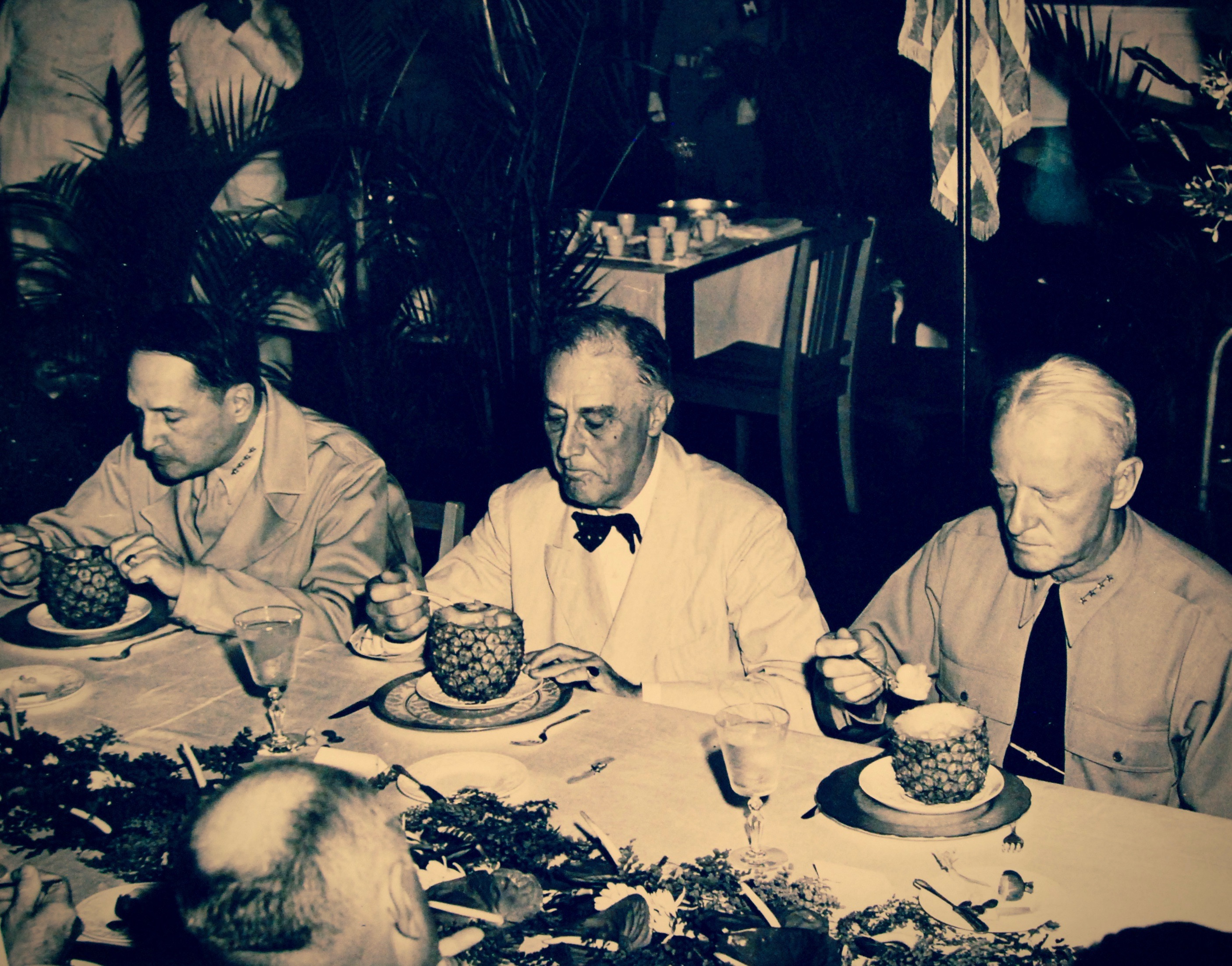
食事を共にするマッカーサー（左）とニミッツ（右）真ん中はルーズベルト

もう一人の太平洋戦域における軍司令となった太平洋方面軍司令官ニミッツが硫黄島の戦いの激戦を制し、沖縄に向かっていた頃、次の日本本土進攻作戦の総司令官を誰にするかで悶着が起きていた。重病により死の淵にあったルーズベルトの命令で、陸海軍で調整を続けていたが決着を見ず、結局マッカーサーの西太平洋方面軍とニミッツの太平洋方面軍を統合し、全陸軍をマッカーサー、全海軍をニミッツ、戦略爆撃軍をカーチス・ルメイがそれぞれ指揮し、三者間で緊密に連携を取るという玉虫色の結論でいったんは同意を見た。
しかし、マッカーサーとそのシンパはこの決定に納得しておらず、硫黄島の戦いでニミッツが大損害を被ったことをアメリカ陸軍のロビイストが必要以上に煽り、マッカーサーの権限拡大への世論誘導に利用しようとした。マッカーサーがフィリピンで失った兵員数は、硫黄島での損害を遥かに上回っていたのにもかかわらず、あたかもマッカーサーが有能なように喧伝されて、ニミッツの指揮能力に対しての批判が激化していた。
マッカーサーの熱狂的な信奉者でもあるウィリアム・ランドルフ・ハーストは、自分が経営するハースト・コーポレーション社系列のサンフランシスコ・エグザミナー紙で｢マッカーサー将軍の作戦では、このような事はなかった｣などと事実と反する記事を載せ、その記事で｢マッカーサー将軍は、アメリカ最高の戦略家で最も成功した戦略家である｣｢太平洋戦争でマッカーサー将軍のような戦略家を持ったことは、アメリカにとって幸運であった｣｢しかしなぜ、マッカーサー将軍をもっと重用しないのか。そして、なぜアメリカ軍は尊い命を必要以上に失うことなく、多くの戦いに勝つことができる軍事的天才を、最高度に利用しないのか｣と褒めちぎった。なお、マッカーサー自身は硫黄島と沖縄の戦略的な重要性を全く理解しておらず「これらの島は敵を敗北させるために必要ない」「これらの島はどれも、島自体には我々の主要な前進基地になれるような利点はない」と述べている。
この記事に対して多くの海兵隊員は激怒し、休暇でアメリカ国内にいた海兵隊員100人余りがサンフランシスコ・エグザミナー紙の編集部に乱入して、編集長に記事の撤回と謝罪文の掲載を要求した。編集長は社主ハーストの命令によって仕方なくこのような記事を載せたと白状し、海兵隊員はハーストへ謝罪を要求しようとしたが、そこに通報で警察と海兵隊の警邏隊が駆けつけて、一同は解散させられた。しかし、この乱入によって海兵隊員たちが何らかの罪に問われることはなかった。その後、サンフランシスコ・クロニクル紙がマッカーサーとニミッツの作戦を比較する論調に対する批判の記事を掲載し、｢アメリカ海兵隊、あるいは世界各地の戦場で戦っているどの軍でも、アメリカ本国で批判の的にたたされようとしているとき、本紙はだまっていられない｣という立場を表明して、アメリカ海軍や海兵隊を擁護した。ちなみにサンフランシスコ・クロニクル紙の社主タッカーの一人息子であった二ヨン・R・タッカーは海兵中尉として硫黄島の戦いで戦死している。
1945年4月12日にルーズベルトが死去すると、さらにマッカーサーは激しく自分の権限強化を主張した。ジェームズ・フォレスタル海軍長官によれば、マッカーサー側より日本本土進攻に際しては海軍は海上援護任務に限定し、マッカーサーに空陸全戦力の指揮権を与えるように要求してきたのに対し、当然、海軍と戦略爆撃軍は激しく抵抗した。マッカーサーは海軍の頑なな態度を見て「海軍が狙っているのは、戦争が終わったら陸軍に国内の防備をさせて、海軍が海外の良いところを独り占めする気だ」「海軍は陸軍の手を借りずに日本に勝とうとしている」などと疑っていた。結局マッカーサーの強い申し出にもニミッツは屈せず、マッカーサーはこの要求を取り下げた。

### ダウンフォール作戦

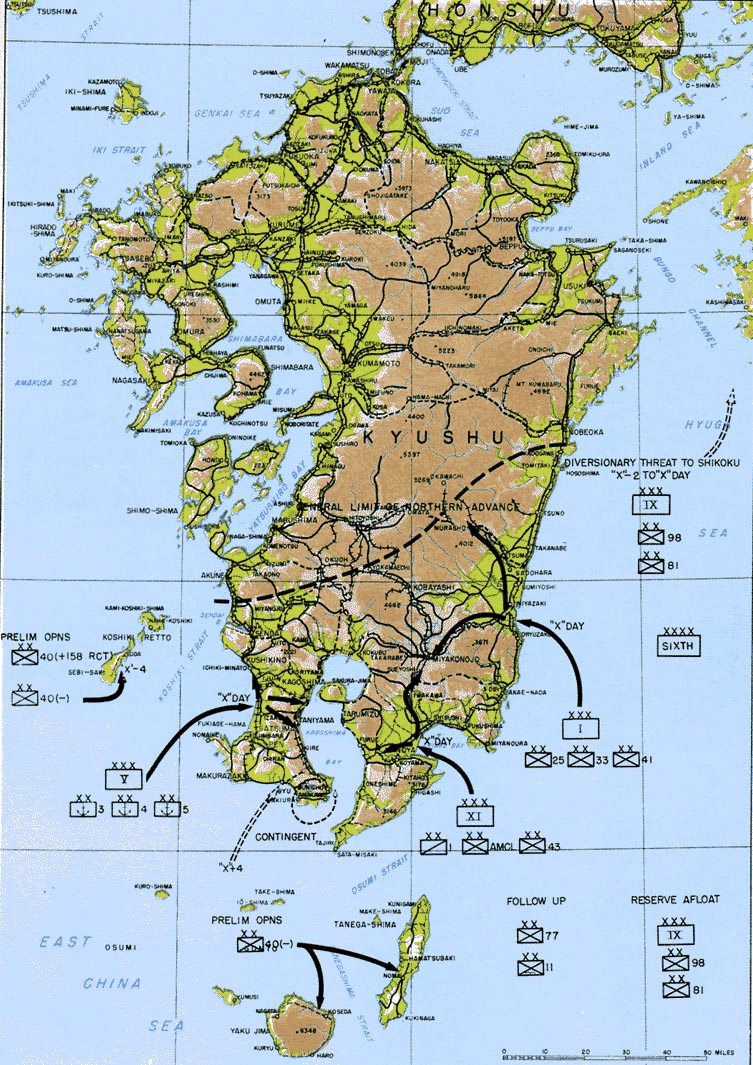
南九州侵攻作戦「オリンピック作戦」

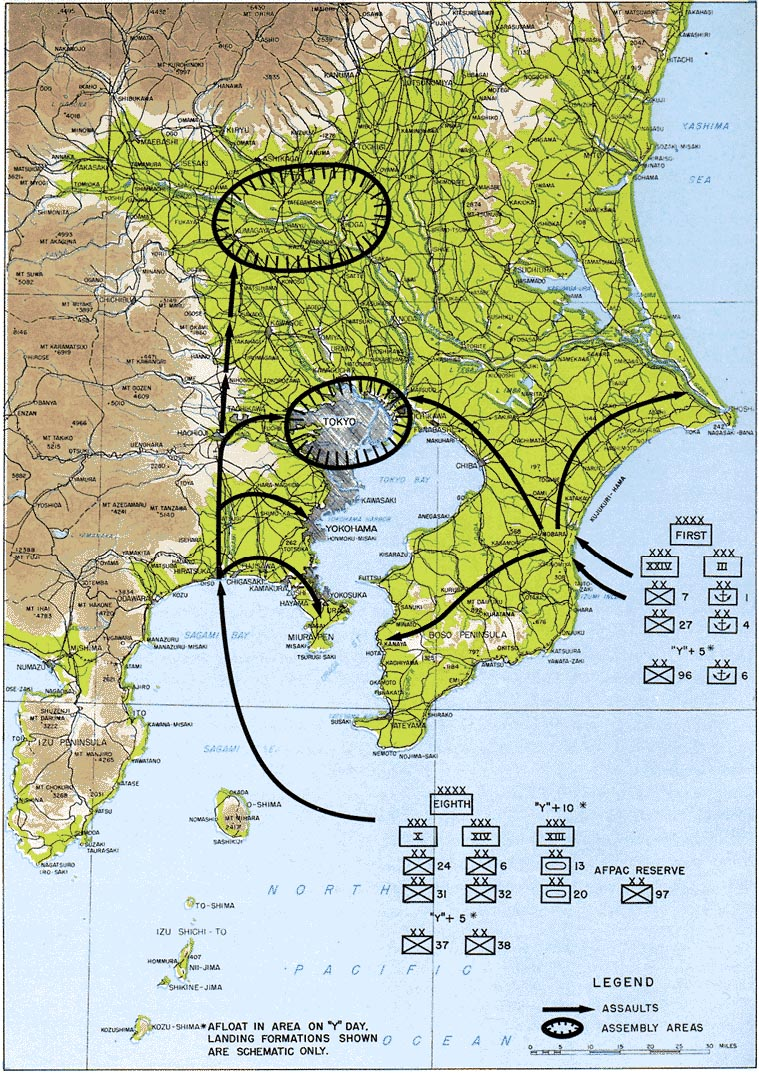
関東侵攻作戦「コロネット作戦」

マッカーサーとニミッツによる指揮権における主導権争いと並行して、日本本土進攻作戦の詳細な作戦計画の作成が進められ、作戦名はダウンフォール作戦という暗号名が付けられた。ダウンフォール作戦は南部九州攻略作戦である「オリンピック作戦」と関東地方攻略作戦である「コロネット作戦」で構成されていたが、急逝したルーズベルトに代わって大統領に昇格したハリー・S・トルーマンは、沖縄戦におけるアメリカ軍のあまりの人的損失に危機感を抱いて、「沖縄戦の二の舞いになるような本土攻略はしたくない」と考えるようになっており、マッカーサーらはトルーマンの懸念を緩和するべく、アメリカ軍の損失予測を過小に報告することとした。日本軍が南九州に歩兵師団3個師団、北部九州に歩兵師団3個師団、戦車2個連隊の合計30万人の兵力を配置しているという情報を得ていたマッカーサーは、連合軍投入予定の兵力が14個師団68万人であることから、連合軍兵力が圧倒しているという前提でも90日間で10万人以上の死傷者が出ると予測していたが、これをルソン島の戦いを参考にしたとして、30日間で31,000人の死傷者に留まると下方修正し、「私はこの作戦は、他に提言されているどんな作戦より、過剰な損耗を避け危険がより少ないものであること……また私はこの作戦は、可能なもののうちもっともその努力と生命において経済的であると考えている……私の意見では、オリンピック作戦を変更すべきであるとの考えが、いささかでも持たれるべきではない」と報告している。
6月18日にトルーマンがホワイトハウスに陸海軍首脳を招集して戦略会議が開催され、オリンピック作戦について議論が交わされたが、その席でもアメリカ軍の死傷者推計が話し合われた。マッカーサーはこの会議に参加してはいなかったが、マッカーサーの過小な損害推計に対して、特に太平洋正面の数々の激戦で、アメリカ海軍や海兵隊は多大な損失を被っていたので、合衆国陸海軍最高司令官（大統領）付参謀長ウィリアム・リーヒ元帥はマッカーサーによる過小推計を一蹴し、沖縄戦での投入兵力に対する死傷率39％を基に、オリンピック作戦での投入兵力約68万 - 76万人の35％の約25万人が死傷するという推計を行った。トルーマンもこの25万人という推計が現実的と判断したが、マンハッタン計画による原子爆弾の完成がまだ見通しの立たない中で、マッカーサーらの思惑どおりオリンピック作戦を承認した。
マッカーサーの下には従来の太平洋のアメリカ陸軍戦力の他に、ドイツを打ち破ったヨーロッパ戦線の精鋭30個師団が向かっていた。オリンピック作戦ではマッカーサーは764,000名ものアメリカ軍上陸部隊を指揮することとなっていたが、ドイツが降伏し、敵がいなくなったヨーロッパ戦線の指揮官らはこぞってマッカーサーにラブコールを送り、太平洋戦線への配属を希望した。なかでもボーナスアーミー事件のときに、マッカーサーの命令で戦車で退役軍人を追い散らした第3軍司令官ジョージ・パットン大将などは「師団長に降格してもいいから作戦に参戦させてくれ」と申し出ている。しかし、彼らの上司であるアイゼンハワーと違い部下の活躍を好まなかったマッカーサーは、ヨーロッパ戦線の指揮官たちは階級が高くなりすぎているとパットンらの申し出を断り、第1軍司令官コートニー・ホッジス大将らごく一部を自分の指揮下に置くこととした。ただし、部下を信頼して作戦を各軍団指揮官に一任していたアイゼンハワーと異なり、自分を軍事の天才と自負していたマッカーサーは作戦の細かいところまで介入していたため、ヨーロッパ戦線では軍団指揮官であった将軍らに「1個の部隊指揮官」として来てほしいと告げていた。アイゼンハワーとウエストポイント士官学校の同期生で親友の第12軍集団司令官オマール・ブラッドレー大将も太平洋戦線での従軍を希望していたが、マッカーサーの「1個の部隊指揮官」条件発言を聞いたアイゼンハワーが激怒し、ブラッドレーは太平洋戦線行きを諦めざるを得なかった。一方でマッカーサーも、アイゼンハワーへの対抗意識からか、太平洋戦線の自分の部下の指揮官たちがヨーロッパ戦線のアイゼンハワーの部下の指揮官よりは優秀であると匂わせる発言をしたり、「ヨーロッパの戦略は愚かにも敵の最強のところに突っ込んでいった」「北アフリカに送られた戦力を自分に与えられていたら3か月でフィリピンを奪還できた」などと現実を無視した批判を行うなど評価が辛辣で、うまくやっていけるかは疑問符がついていた。
その後に、オリンピック作戦の準備が進んでいくと、九州に配置されている日本軍の兵力が、アメリカ軍の当初の分析よりも強大であったことが判明し、損害推定の基となった情報の倍近くの50万名の兵力は配置され、さらに増強も進んでおり、11月までには連合軍に匹敵する68万名に達するものと分析された。太平洋戦域でのアメリカ軍地上部隊の兵員の死傷率は、ヨーロッパ戦域を大きく上回っていたこともあって、オリンピック作戦での上陸戦闘を担う予定であった第6軍は、九州の攻略だけで394,859名の戦死者もしくは復帰不可能な重篤な戦傷者が発生するものと推定し、参謀総長のマーシャルはこの推定を危惧してマッカーサーに上陸地点の再検討を求めたほどであった。
トルーマンがポツダム会談に向かう前に、アメリカ統合参謀本部によって、ダウンフォール作戦全体の現実的な損害の再見積が行われたが、そのなかで、戦争協力を行っていた物理学者ウィリアム・ショックレー（のちにノーベル物理学賞受賞）にも意見を求めたところ、「我々に170万人から400万人の死傷者が出る可能性があり、そのうち40万人から80万人が死亡するでしょう」と回答があっている。マッカーサーもトルーマンへ損害の過小推計を報告した時とは違って、ダウンフォール作戦の成り行きに関しては全く幻想を抱かないようになっており、ヘンリー・スティムソン陸軍長官に対し「アメリカ軍だけでも100万人の死傷者は覚悟しなければいけない」と述べている。
しかし、広島市への原子爆弾投下直前までマッカーサーやニミッツら現場責任者にも詳細を知らされていなかったマンハッタン計画による日本への原子爆弾投下とソ連対日参戦で日本はポツダム宣言を受諾し、「オリンピック作戦」が開始されることはなかった。戦後、マッカーサーは原爆の投下は必要なかったと公言しており、1947年に広島で開催された慰霊祭では「ついには人類を絶滅し、現代社会の物質的構造物を破壊するような手段が手近に与えられるまで発達するだろうという警告である」と原爆に批判的な談話を述べていた。しかし、1950年10月にアメリカで出版された『マッカーサー＝行動の人』という書籍の取材に対して、マッカーサーは「自分は統合参謀本部に対し、広島と長崎はどちらもキリスト教活動の中心だから投下に反対だと言い、代わりに瀬戸内海に落として津波による被害を与えるか、京都に落とすべきと提案した」と話したと記述されている。後日、マッカーサーはGHQのスポークスマンを通じ、そのような発言はしていないと否定しているが、のちの朝鮮戦争では原爆の積極的な使用を主張している。マッカーサーが日本への原爆投下に当時実際に反対したという実質的な証拠は何ら存在しないとされる。

## 連合国軍最高司令官

### 厚木飛行場に進駐

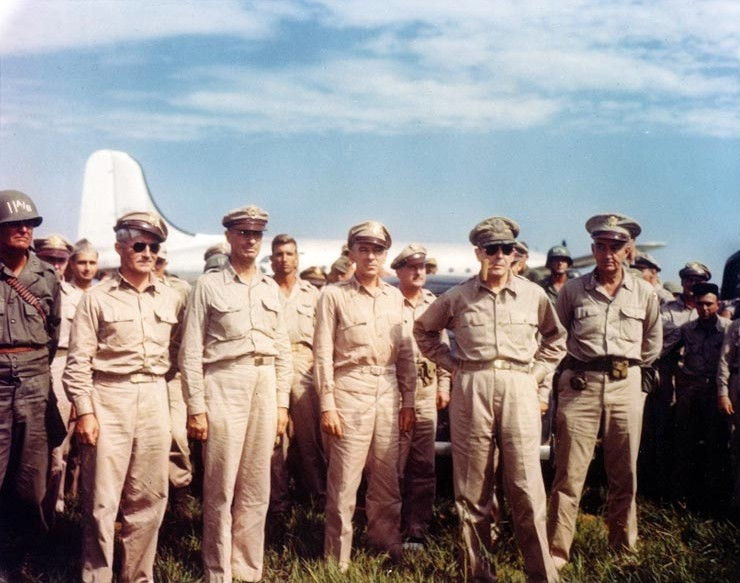
バターン号で厚木海軍飛行場に到着したマッカーサー

1945年8月14日に日本は連合国に対し、ポツダム宣言の受諾を通告した。急逝したルーズベルトの後を継いだハリー・S・トルーマン大統領は、一度も会ったことがないにもかかわらずマッカーサーのことを毛嫌いしており、日本の降伏に立ち会わせたのちに本国に召還して、名誉ある退役をしてもらい、別の誰かに日本占領を任せようとも考えたが、アメリカ国民からの圧倒的人気や、連邦議会にも多くのマッカーサー崇拝者がいたこともあり、全く気が進まなかったが以下の命令を行った。
- 貴官をこれより連合国軍最高司令官[注釈 7] に任命する。貴官は日本の天皇、政府、帝国軍総司令部の、正当に承認された代表者たちに降伏署名文書を要求し、受理するために必要な手続きを踏まれたい。

マッカーサーは、海軍のニミッツがその任に就くと半分諦めていたので、太平洋戦争中にずっと東京への先陣争いをしてきたニミッツに最後に勝利したと、この任命を大いに喜んだ。
マッカーサーの日本への進駐に対しては、8月19日に河辺虎四郎参謀次長を全権とする使節団が、マッカーサーの命令でマニラまで緑十字飛行し入念な打ち合わせが行われた。日本側は10日もらわないと連合軍の進駐を受け入れる準備は整わないと訴えたが、応対したマッカーサーの副官サザーランドからは、5日の猶予しか認められず、8月26日先遣隊進駐、8月28日にマッカーサーが神奈川県の厚木海軍飛行場に進駐すると告げられた。マッカーサー本人は最後まで使節団と会うことはなかったが、これは自分が天皇の権威を引き継ぐ人間になると考えており、自らそのようにふるまえば、日本人がマッカーサーに対して天皇に接するような態度をとるだろうと考えていたからであった。進駐受入委員会の代表者は有末精三中将に決定したが、肝心の厚木には海軍航空隊第三〇二海軍航空隊司令の小園安名大佐が徹底抗戦を宣言して陣取っており、マッカーサーの搭乗機に体当たりをすると広言していた（厚木航空隊事件）。8月19日に小園がマラリアで高熱が出て病床に伏したのを見計らって、8月22日に高松宮宣仁親王が厚木まで出向いて、残る航空隊の士官、将兵らを説得してようやく厚木飛行場は解放された。しかし、解放された厚木飛行場に有末ら受入委員会が乗り込むと、施設は破壊され、滑走路上には燃え残っている航空機が散乱しているという惨状であった。すでに軍の組織は崩壊しており、厚木飛行場の将兵や近隣住民の中でも降伏に不満を抱いている者も多く、有末の命令をまともに聞く者はいなかったので、仕方なく、海軍の工廠員を食事提供の条件で滑走路整備に当たらせたが、作業は遅々として進まず、最後は1,000万円もの大金で業者に外注せざるを得なくなった。
その後、マッカーサー司令部より、先遣隊が28日、マッカーサー本隊が30日に進駐を延期するという知らせが届いたため、日本側はどうにか厚木飛行場の整備を間に合わせることができた。28日には予定どおりにマッカーサーの信頼厚いチァーレス・テンチ大佐を指揮官とする先遣隊が輸送機で厚木飛行場に着地し、有末ら日本側とマッカーサー受け入れの準備を行った。特に問題となったのは、厚木に到着したマッカーサーらが当面の宿舎となる横浜の「ホテルニューグランド」まで移動する輸送手段であった。日本側に準備が命じられたが、空襲での破壊により、まともに使い物になる乗用車があまり残っておらず、日本側はどうにか50台をかき集めたが、中には木炭車やら旧式のトラックが含まれており、先導車は消防車であった。それでも、マッカーサーら司令部幕僚には自決した阿南惟幾陸軍大臣の公用車であったリンカーン・コンチネンタルを含む、閣僚らの高級公用車が準備されたが、8月29日までにそれら高級車は全て先遣隊のアメリカ軍将兵に盗難されてしまった。困惑した有末がテンチに訴えたところ、テンチは即対応して8月30日の午前4時までにすべての公用車を取り戻した。
8月29日に沖縄に到着したマッカーサーは、8月30日の朝に専用機「バターン号」で厚木に向けて5時間の飛行を開始した。マッカーサーに先立ちアメリカ軍第11空挺師団の4,000人の兵士が厚木に乗り込み護衛しているとは言え、つい先日まで徹底抗戦をとなえていた多数の敵兵が待ち受ける敵本土に、わずかな軍勢で乗り込むのは危険だという幕僚の主張もあったが、マッカーサーは日露戦争後に父親アーサーの副官として来日したときの経験により、天皇の命で降伏した日本軍兵士が反乱を起こすわけがないと確信していた。マッカーサーが少数の軍勢により、空路で厚木に乗り込むことを望んだのは、海兵隊の大部隊を率いて日本本土上陸を目指して急行している、ハルゼーら海軍との先陣争いに勝つためと、この戦争でマッカーサーの勇気を示す最後の機会になると考えたからであった。それでも、飛行中は落ち着きなく、バターン号の機内通路を行ったり来たりしながら、思いつくことを副官のコートニー・ホイットニー少将に書き取らせて、強調したい箇所ではコーンパイプを振り回した。それでもしばらくすると座席に座ってうたた寝したが、バターン号が富士山上空に到達すると、ホイットニーがマッカーサーを起こした。マッカーサーは富士山を見下ろすと感嘆して「ああ、なつかしい富士山だ、きれいだなコートニー」とホイットニーに語り掛けたが、その後再び睡眠に入った。
14時05分に予定よりも1時間早くバターン号は厚木に到着した。事前に日本側は政府要人による出迎えを打診したが、マッカーサーはそれを断って、日本側は新聞記者10名だけの出迎え列席が認められており、マッカーサーの動作は常に記者を意識したものとなった。マッカーサーはタラップに踏み出すとすぐには下りず、180度周囲をゆっくりと見回したあとで、その後にタラップを下って厚木の地に降り立った。これは新聞記者の撮影を意識したものと思われ、後に、マッカーサーはこの時に撮影された写真を、出版した自伝に見開き2ページを使って掲載している。日本の新聞記者にも強い印象を与えて、同盟通信社の明峰嘉夫記者は「歌舞伎役者の菊五郎が大見得を切ったよう」と感じたという。マッカーサーは記者団に対して、バターン機内で考えていた以下の第一声を発した。
しかし、派手なことが好きなマッカーサーにしては珍しいことに、進駐初日の公式な動きはこの短い声明のみであり、日本のマスコミの扱いも意外に小さく、朝日新聞はマッカーサー来日の記事は一面ですらなく、紙面の中央ぐらいで、マッカーサーが大見得を切りながらタラップを降りた写真も掲載されなかった。

### 横浜に移動
その後マッカーサー一行は日本側が準備した車両でホテルニューグランドに向かった。ニューグランドは1937年にマッカーサーがジーンとニューヨークで結婚式を挙げたのち、任地のフィリピンに帰る途中に宿泊した思い出のホテルであった。マッカーサーとロバート・アイケルバーガー中将はテンチが取り戻していたリンカーンに乗り込んだが、他の幕僚たちは、日本側がようやくかき集めた木炭自動車も含めたオンボロ車に詰め込まれた。この車種もバラバラな奇妙な車列の先頭には、サイレンが故障して一度鳴らすと鳴りやまない消防車がついた。この奇妙な車列はときどきエンストを起こす車がいたため、わずか32kmの行程をゆっくりと時間をかけて進んで行った。
オンボロ車に揺られるアメリカ軍高級軍人の目を引いたのは、厚木から横浜までの道路の両側に銃剣をつけた小銃を構えて警護にあたっていたのは30,000名を超す日本軍の兵士であった。日本軍兵士はマッカーサーらの車列に背を向けて立っていたが、これまでは、日本軍兵士が行列に顔を向けないのは天皇の行幸のときに限られており、明確にアメリカに恭順の意を示している証拠であった。幕僚らは不測の事態が起こらないか神経を尖らせているなかで、マッカーサーは日本軍兵士が決して天皇の命令に逆らうことはないと確信しており、この光景を楽しんでいた。
やがて車列は横浜に入ったが、そこには一面の焼け野原と瓦礫の山が広がっており、自分たちの軍による仕業であったとはいえ、マッカーサーらは陰鬱な気分となった。街頭にはジーンやアーサーと同世代の日本人母子が路上生活しており、マッカーサーはこの母子たちはどうなるのだろうと胸を痛めるとともに、総力戦の真の恐ろしさと、これから遭遇するであろう日本経済復興の道のりの厳しさを思い知らされた。このような焼け野原のなかではとてもホテルニューグランドが無事とは思えなかったが、奇跡的にホテルニューグランドは戦災を逃れており、ホテル会長の野村洋三が燕尾服の正装で一行を出迎えた。マッカーサーはホテル最上階のスイートルームで一旦休憩をとったのち、ホテルから出された食事をとったが、そこで日本の酷い食糧事情を認識し、これからの自分の仕事の困難さを思い知らされたという。
（#目玉焼き事件を参照）

### 戦艦ミズーリ艦上での降伏調印式

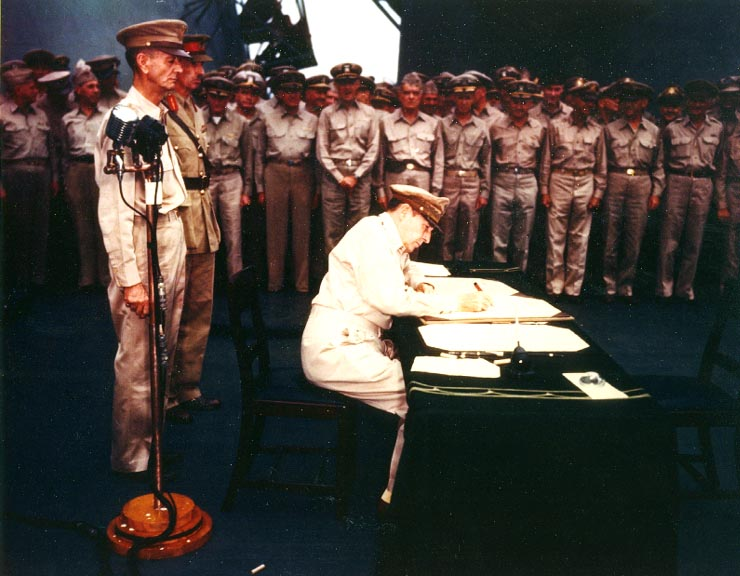
戦艦ミズーリ艦上で降伏文書に署名するマッカーサー、後ろに立っているのは手前がアメリカ軍ウエインライト中将、奥がイギリス軍パーシバル中将

日本の降伏の受け入れ方として、連合軍内でも様々な意見がありイギリス軍総司令のルイス・マウントバッテン伯爵（のちインド総督、海軍元帥）は、昭和天皇がマニラまで来てマッカーサーに降伏すべきと考えていたが、マッカーサーはそのような相手に屈辱を与えるやり方はもはや時代遅れであり、日本人を敗戦に向き合わせるために、威厳に溢れた戦争終結の儀式が必要と考えた。かつて、元部下のアイゼンハワーがドイツの降伏を受け入れるとき、ドイツではなくフランスの地で、報道関係者が誰もいない早朝に、ドイツの将軍らに降伏文書に調印させたが、マッカーサーはそれも全くの間違いと捉え、東京で全世界のメディアが注目し、後世に残す形で降伏調印式をおこなうこととした。
降伏調印式は、9月2日に東京湾上の戦艦ミズーリ艦上で行われることとなった。ミズーリ艦には、マシュー・ペリー提督が日本に開国を要求するため日本に来航した際に、ペリーが座乗した旗艦である外輪式フリゲート艦サスケハナに掲げられていた星条旗と、2つの5つ星の将旗が掲げられていた。通常軍艦には最先任の提督の将旗の1流しか掲げられなかったが、今日はマッカーサーやその幕僚たちの機嫌を損ねないように前例を破ってマッカーサーの将旗も掲げたものであった。まずマッカーサーと幕僚らは、駆逐艦ブキャナンでミズーリに乗り付けた。ミズーリではニミッツとハルゼーに出迎えられて、ハルゼーの居室に案内された。そこで3人はしばし歓談したが、ハルゼーに対しては「ブル」とあだ名で呼びかけるほど打ち解けていたが、ニミッツとはこれまでの激しい主導権争いもあって、よそよそしい雰囲気であった。豪胆なマッカーサーであったが、この日は流石に緊張したのか、歓談の途中でトイレに姿を消すとしばらくその中に籠っていた。周囲が心配していると、トイレの中からマッカーサーが嘔吐している音が聞こえたので、海軍の士官が「軍医を呼んできましょうか」とたずねたところ、マッカーサーは「すぐによくなる」と答えて断った。
日本側代表団は首席全権・重光葵、大本営を代表し梅津美治郎ら全11名で、ミズーリに駆逐艦ランズダウンで乗り換え艦上に立った。ミズーリにはイギリス、カナダ、オランダ、中華民国、オーストラリアなど全9か国の連合国代表の他に、太平洋戦争初期に日本軍の捕虜となって終戦後に解放された、マッカーサーの元部下のウェインライト中将とイギリス軍のアーサー・パーシバル中将も列席した。アメリカ海軍の司令官たちも列席したが、ニミッツは最後まで特攻機を警戒しており、特攻機が突入してもアメリカ軍司令官全員が死傷することを避けるため、レイモンド・スプルーアンス提督と、マーク・ミッチャー中将は離れた場所に列席させた。ミズーリ艦上には世界中のマスコミが集まり、絶好の撮影位置を奪い合っていたが、ソビエト連邦のマスコミは代表のクズマ・デレビヤンコの真後ろに立とうとした。その位置は立ち入り禁止であり、強く指示されても「モスクワから特別に指示されている」と言ってきかなかったので、ミズーリの艦長は屈強な2人の海兵隊員を呼び寄せてソ連側の記者を所定の位置まで引きずっていかせた。緊張する場面で発生したささやかな見世物に、マッカーサーや世界の代表者は面白がって見ていたが、当のデレビヤンコも加わり「すばらしい、すばらしい」と叫びながら嬉しそうに笑っていた。
午前9時にミズーリの砲術長が「総員、気をつけ」と叫ぶと、マッカーサーは甲板上に足を踏み出し、ニミッツとハルゼーが後につづいた。マッカーサーはそのままマイクの放列の前に進み出ると、少し間を措いて、ゆっくりとした大声で演説を開始した。厚木に到着した日は短かめの声明を記者団に述べただけのマッカーサーであったが、この日の演説は長いものとなった。
演説が終わったあと、9時8分にマッカーサーが降伏文書に署名、マッカーサーはこの署名のために5本の万年筆を準備しており、それを全部使って自分の名前をサインした。それらは、ウエインライト、パーシバル、ウェストポイント陸軍士官学校、アナポリス海軍兵学校にそれぞれ贈られる予定となっていたが、残る1本のパーカーのデュオフォールド「ビッグレッド」は妻ジーンへの贈り物であった。その後に日本全権重光が署名しようとしたが、テロにより片足を失っていた重光がもたついたため、見かねたマッカーサーがサザーランドに命じて署名箇所を示させた。その後に梅津、他国の代表が署名を行い、全員が署名し終わったときにマッカーサーは「いまや世界に平和が回復し、神がつねにそれを守ってくださるよう祈ろう。式は終了した。」と宣言した。宣言と同時に1,000機を超す飛行機の轟音が空に鳴り響き、歴史的式典の幕を閉じた。
皇居では昭和天皇が首を長くして降伏調印の報告を待っていたが、重光は参内すると、同行した外務省職員加瀬俊一の作成した報告書を朗読し「仮にわれわれが勝利者であったとしたら、これほどの寛大さで敗者を包容することができただろうか」という報告書の問いに対して昭和天皇は嘆息してうなずくだけであった。加瀬はこのときの昭和天皇の思いを「マッカーサー元帥の高潔なステーツマンシップ、深い人間愛、そして遠大な視野を讃えた加瀬の報告書に昭和天皇は同意した」とマッカーサー司令部に報告している。

### 日本占領方針

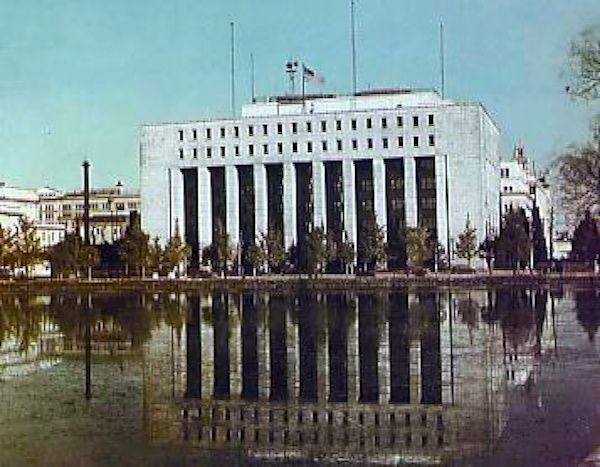
連合国軍最高司令官総司令部が入った第一生命館（1950年頃撮影）

マッカーサーには大統領ハリー・S・トルーマンから、日本においてはほぼ全権に近い権限が与えられていた。連合国最高司令官政治顧問団特別補佐役としてマッカーサーを補佐していたウィリアム・ジョセフ・シーボルドは「物凄い権力だった。アメリカ史上、一人の手にこれほど巨大で絶対的な権力が握られた例はなかった」と評した。9月3日に、連合国軍最高司令官総司令部はトルーマン大統領の布告を受け、「占領下においても日本の主権を認める」としたポツダム宣言を反故にし、「行政・司法・立法の三権を奪い軍政を敷く」という布告を下し、さらに「公用語も英語にする」とした（三布告も参照）。
これに対して重光葵外相は、マッカーサーに「占領軍による軍政は日本の主権を認めたポツダム宣言を逸脱する」、「ドイツと日本は違う。ドイツは政府が壊滅したが日本には政府が存在する」と猛烈に抗議し、布告の即時取り下げを強く要求した。その結果、連合国軍側は即時にトルーマン大統領の布告の即時取り下げを行い、占領政策は日本政府を通した間接統治となった（連合国軍占領下の日本も参照）。
降伏調印式から6日経過した9月8日に、マッカーサーは幕僚を連れてホテルニューグランドを出発して東京に進駐した。東京への進駐式典は開戦以来4年近く閉鎖されていた駐日アメリカ合衆国大使館で開催された。軍楽隊が国歌を奏でるなか、真珠湾攻撃時にワシントンのアメリカ合衆国議会議事堂に掲げられていた星条旗をわざわざアメリカ本国から持ち込み、大使館のポールに掲げるという儀式が執り行われた。
その後、マッカーサーと幕僚は帝国ホテルで昼食会に出席したが、マッカーサーは昼食会の前に、帝国ホテルの犬丸徹三社長が運転する車で都内を案内させている。車が皇居前の第一生命館の前に差し掛かると、マッカーサーは犬丸に「あれはなんだ？」と聞いた。犬丸が「第一生命館です」と答えると、マッカーサーは「そうか」とだけ答えた。昼食会が終わった13時にマッカーサーは幕僚を連れて第一生命館を再度訪れ、入り口から一歩建物内に踏み入れると「これはいい」と言って、第一生命館を自分の司令部とすることに決めている。犬丸は自分とマッカーサーのやり取りが、第一生命館が連合国軍最高司令官総司令部となるきっかけになったと思い込んでいたが、マッカーサーは進駐直後から、連合国軍最高司令官総司令部とする建物を探しており、戦災による破壊を逃れた第一生命館と明治生命館がその候補として選ばれ、9月5日から前日まで、両館にはマッカーサーの幕僚らが何度も訪れて、資料を受け取ったり、第一生命保険矢野一郎常務ら社員から説明を受けるなどの準備をしていた。副官のサザーランドが実見し最終決定する予定であったが、犬丸に案内されて興味を持ったマッカーサーが自ら足を運び、矢野の案内で内部も確認して即決したのであった。もう一つの候補となった明治生命館へは「もういい」といって見に行くこともしなかったが、結果として明治生命館も接収され、アメリカ極東空軍司令部として使用された。
第一生命館は1938年に竣工した皇居に面する地上8階建てのビルで、天皇の上に君臨して日本を支配するマッカーサー総司令官の地位をよく現わしていた。しかし、マッカーサー自身が執務室として選んだ部屋はさほど広くもなく、位置的に皇居を眺めることもできず、階下は食堂であり騒がしい音が響いていた。マッカーサーの幕僚らの方が広くて眺めもいい快適な部屋を使用していたが、マッカーサーがわざわざ部下より質素な執務室としようと考えたのは、強大な権力を有しているが、それを脱ぎ捨てれば飾り気のない武骨な軍人であるということを示そうという意図があったためである。しかし、実際にはマッカーサーの幕僚らにより第一生命には「一番よい部屋を」という要望がなされ、マッカーサーの執務室として準備されたのは第一生命の社長室（当時の社長は石坂泰三）で、壁はすべてアメリカ産のクルミ材、床はナラ・カシ・桜・コクタンなどの寄木細工でできたテューダー朝風の非常に凝った造りとなっており、第一生命館最高の部屋であった。
占領行政について既存の体制の維持となると避けて通れないのが、天皇制の存置（象徴天皇制への移行）と昭和天皇の戦争責任問題であるが、早くも終戦1年6か月前の1944年2月18日の国務省の外交文書『天皇制』で「天皇制に対する最終決定には連合国の意見の一致が必要である」としながらも「日本世論は圧倒的に天皇制廃止に反対である……強権をもって天皇制を廃止し天皇を退位させても、占領政策への効果は疑わしい」と天皇制維持の方向での意見を出している。また1945年に入ると、日本の占領政策を協議する国務・陸・海軍3省調整委員会（SWNCC）において「占領目的に役立つ限り天皇を利用するのが好ましい」「天皇が退位しても明らかな証拠が出ない限りは戦犯裁判にかけるべきではない」という基本認識の元で協議が重ねられ、戦争の完全終結と平穏な日本統治のためには、昭和天皇自身の威信と天皇に対する国民の親愛の情が不可欠との知日派の国務長官代理ジョセフ・グルーらの進言もあり、当面は天皇制は維持して昭和天皇の戦争責任は不問とする方針となった。これはマッカーサーも同意見であったが、ほかの連合国や対日強硬派やアメリカの多くの国民が天皇の戦争責任追及を求めていたため、連合国全体の方針として決定するまでには紆余曲折があった。9月12日には記者会見で「日本は四等国に転落した。二度と強国に復帰することはないだろう」と発言した。
細谷雄一（国際政治学者、慶應義塾大学教授）は、全権を持ったマッカーサーとその側近らにより、日本人に「対米従属」という認識を植え付けられたのではないか、と指摘している。

### 戦争犯罪の追及

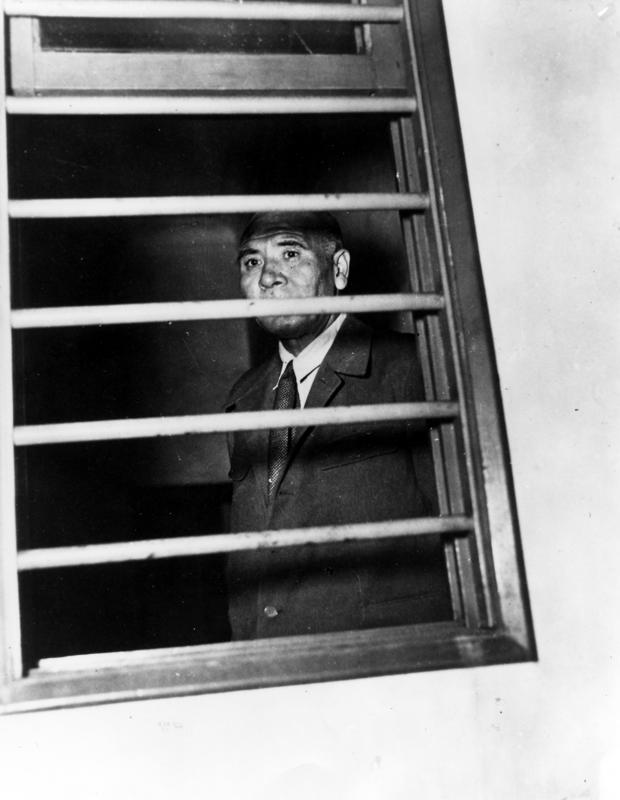
刑務所に収監されている本間雅晴

まずマッカーサーが着手したのは日本軍の武装解除であったが、軍事力のほとんどが壊滅していたドイツ国防軍と異なり、日本軍は内外に154個師団700万名の兵力が残存していた。難航が予想されたが、陸海軍省などの既存組織を利用することにより平穏無事に武装解除は進み、わずか2か月で内地の257万名の武装解除と復員が完了した。
次に優先されたのは戦争犯罪人の逮捕で、終戦前からアメリカ陸軍防諜部隊（略称CIC）がリストを作成、さらに国務省の要求する人物も加え、9月11日には第一次A級戦犯38名の逮捕に踏み切った。しかし東條英機が自殺未遂、小泉親彦と橋田邦彦2名が自殺した。最終的に逮捕したA級戦犯は126名となったが、戦犯逮捕を指揮したCIC部長ソープは、遡及法でA級戦犯を裁くことに疑問を感じ、マッカーサーに「戦犯を亡命させてはどうか？」と提案したことがあったが、マッカーサーは「そうするためには自分は力不足だ、連合軍の連中は血に飢えている」と答えたという。
A級戦犯に同情的だったマッカーサーも、フィリピン戦に関する戦争犯罪訴追にはフィリピン国民に「戦争犯罪人は必ず罰する」と約束しただけに熱心であった。マッカーサー軍をルソン山中に終戦まで足止めし「軍事史上最大の引き伸ばし作戦」を指揮した山下奉文大将と、太平洋戦争序盤にマッカーサーに屈辱を与えた本間雅晴中将の2人の将軍については、戦争終結前から訴追のための準備を行っていた。
山下は1945年9月3日にフィリピンのバギオにて降伏調印式が終わるや否や、そのまま逮捕され投獄された。山下は「一度山を下りたら、敵は二度と釈放はすまい」と覚悟はしていたが、逮捕の罪状であるマニラ大虐殺などの日本軍の残虐行為については把握していなかった。しかしマッカーサーが命じ、西太平洋合衆国陸軍司令官ウィリアム・D・ステイヤー中将が開廷したマニラ軍事法廷は、それまでに判例もなかった、部下がおこなった行為はすべて指揮官の責任に帰するという「指揮官責任論」で死刑判決を下した。死刑判決を下した5人の軍事法廷の裁判官は、マッカーサーやステイヤーの息のかかった法曹経験が全くない職業軍人であり、典型的なカンガルー法廷（似非裁判：法律を無視して行われる私的裁判）であった。参謀長の武藤章中将が、独房とは言え犯罪者のように軍司令官の山下を扱うことに激高して「一国の軍司令官を監獄に入れるとは何事だ」と激しく抗議したが受け入れられることはなかった。
また、マニラについてはその犠牲者の多くが、日本軍の残虐行為ではなくアメリカ軍の砲爆撃の犠牲者であったという指摘もあり、山下に全責任を負わせ、アメリカ軍のおこなったマニラ破壊を日本軍に転嫁するためとの見方もある。山下は拘束されたときから既に自分の運命を達観しており、独房のなかで扇子に墨絵を書いたり、サインを求めてくる多くのアメリカ軍将兵や士官の求めに応じて紙幣にサインしたりして過ごしていたが、開戦の日にあわせるかのように、1945年12月8日
にマニラの軍事法廷で死刑判決を受けた。マッカーサーは山下の絞首刑に際して、より屈辱を味わわせるように「軍服、勲章など軍務に関するものを全て剥ぎ取れ」と命令し、山下は囚人服のままマンゴーの木の傍の死刑台で絞首刑を執行された。
本間についても同様で、本人が十分に把握していなかった、いわゆるバターン死の行進の責任者とされた。マッカーサーが死の行進の責任者を罰することを「聖なる義務」と意気込んでいたことと、マッカーサーを唯一破った軍人であり、なによりその首を欲していたため、マッカーサーにとっては一石二鳥の裁判となった。本間の妻・富士子は、本間の弁護士の1人フランク・コーダ大尉の要請により、本間の人間性の証言のため法廷に立つこととなった。軍事法廷が開廷されているマニラへ出発前に、朝日新聞の取材に対し富士子は「私は決して主人の命乞いに行くという気持ちは毛頭ございません。本間がどういう人間であるか、飾り気のない真実の本間を私の力で全世界の人に多く知って頂きたいのです」と答えていたが、結局は山下裁判と同様にカンガルー法廷により、判決は死刑であった。判決後富士子は、弁護士の一人ファーネス大尉と連れだってマッカーサーに会った。マッカーサーの回想では、富士子は本間の命乞いに来たということにされているが、富士子によると「夫は敵将の前で妻が命乞いをするような事を最も嫌うので命乞いなんかしていない。後世のために裁判記録のコピーがほしいと申し出たが、マッカーサーからは女のくせに口を出すなみたいな事を言われ拒否された」とのことであった。
しかし、富士子の記憶による両者の会話のなかで、「本間は非常に立派な軍人でございます。もし殺されますとこれは世界の損失だと思うのです」や「（マッカーサー）閣下に彼の裁判記録をもう一度全部読んでいただけないでしょうか？」という富士子の申し出を、マッカーサーが本間の命乞いと感じ、また富士子が「死刑の判決は全てここに確認を求めて回ってくるそうでございますが、閣下も大変でございますのね」と皮肉を込めて話したことに対し、マッカーサーが「私の仕事に口を入れないように」と言い放ったのを富士子が傲慢と感じて「女のくせに口を出すな」と言われたと捉えた可能性も指摘されている。本間の死刑判決は山下の絞首刑に対して、軍人としての名誉に配慮した銃殺刑となり、軍服の着用も許された。
かつての“好敵手”に死刑にされた本間であったが、1946年4月3日の死刑執行直前には、牢獄内に通訳や教戒師や警備兵を招き入れて、「僕はバターン半島事件で殺される。私が知りたいことは広島や長崎の数万もの無辜の市民の死はいったい誰の責任なのかということだ。それはマッカーサーなのかトルーマンなのか」と完ぺきな英語で話すと、尻込みする一同に最後に支給されたビールとサンドウィッチをすすめて「私の新しい門出を祝ってください」と言って乾杯した。その後トイレに行き「ああ、米国の配給はみんな外に出してきた」と最後の言葉を言い残したのち銃殺刑に処された。
死刑執行後に富士子は「裁判は正に復讐的なものでした。名目は捕虜虐殺というものでしたが、マッカーサー元帥の輝かしい戦績に負け戦というたった一つの汚点を付けた本間に対する復讐裁判だったのです」と感想を述べている
後にこの裁判は、アメリカ国内でも異論が出され「法と憲法の伝統に照らして、裁判と言えるものではない」「法的手続きをとったリンチ」などとも言われた。1949年に山下の弁護人の内の1人であったA・フランク・リール大尉が山下裁判の真実をアメリカ国民に問うために『山下裁判』という本を出版した。日本でも翻訳出版の動きがあったがGHQが許可せず、日本で出版されたのはGHQの占領が終わった1952年であった。

### 昭和天皇との初会談
GHQは、支配者マッカーサーを全日本国民に知らしめるため、劇的な出来事が必要と考え、昭和天皇の会談を望んでいた。昭和天皇もマッカーサーとの会談を望んでおり、どちらが主導権をとったかは不明であるが、天皇よりアメリカ側に会見を申し出た。マッカーサー個人は「天皇を会談に呼び付ければ日本国民感情を踏みにじることになる……私は待とう、そのうち天皇の方から会いに来るだろう」と考えていたということで、マッカーサーの要望どおり昭和天皇側より会見の申し出があった時には、マッカーサーと幕僚たちは大いに喜び興奮した。昭和天皇からは目立つ第一生命館ではなく、駐日アメリカ大使公邸で会談したいとの申し出であった。しかし日本側の記録によると、外務大臣に就任したばかりの吉田茂が、第一生命館でマッカーサーと面談した際に、マッカーサーが何か言いたそうに「モジモジ」していたので、意を汲んで昭和天皇の訪問を申し出、マッカーサー側から駐日アメリカ大使館を指示されたとのことで、日米で食い違っている。
1945年9月27日、大使館公邸に訪れた昭和天皇をマッカーサーは出迎えはしなかったが、天皇の退出時には、自ら玄関まで天皇を見送るという当初予定になかった行動を取って好意を表した。会談の内容については日本とアメリカ両関係者より、内容の異なる様々な証言がなされており（#昭和天皇との会談を参照）、詳細なやり取りは推測の域を出ないが、マッカーサーと昭和天皇は個人的な信頼関係を築き、その後合計11回にわたって会談を繰り返し、マッカーサーは昭和天皇は日本の占領統治のために絶対に必要な存在であるという認識を深める結果になった。
その際に略装でリラックスしているマッカーサーと、礼服に身を包み緊張して直立不動の昭和天皇が写された写真が翌々日、29日の新聞記事に掲載されたため、当時の国民にショックを与えた。歌人斎藤茂吉は、その日の日記に「ウヌ！マッカーサーノ野郎」と書き込むほどであったが、多くの日本国民はこの写真を見て日本の敗戦を改めて実感し、GHQの目論見どおり、日本の真の支配者は誰なのか思い知らされることとなった。ちなみにその写真を撮影したのは、ジェターノ・フェーレイスである。
連合国軍による占領下の日本では、GHQ/SCAPひいてはマッカーサーの指令は絶対だったため、サラリーマンの間では「マッカーサー将軍の命により」という言葉が流行った。「天皇より偉いマッカーサー」と自虐、あるいは皮肉を込めて呼ばれていた。また、東條英機が横浜の野戦病院（現横浜市立大鳥小学校）に入院している際にマッカーサーが見舞いに訪れ、後に東條は重光葵との会話の中で「米国にも立派な武士道がある」と感激していたという。

### 報道管制
いわゆる『バターン死の行進』のアメリカ本国の報道管制を激しく非難したマッカーサーであったが、日本統治では徹底した報道管制を行っている。バギオで戦犯として山下が逮捕された直後、9月16日の日本の新聞各紙に一斉に「比島日本兵の暴状」という見出しで、フィリピンにおける日本兵の残虐行為に関する記事が掲載された。これはGHQの発表を掲載したもので、山下裁判を前にその意義を日本国民に知らしめ、裁判は正当であるとする周到な世論工作であった。毎日新聞の森正蔵（東京本社社会部長）によれば、これはマッカーサーの司令部から情報局を通じて必ず新聞紙に掲載するようにと命令され、記事にしない新聞は発行部数を抑制すると脅迫されていたという。
実際に朝日新聞はこのGHQの指示について、「今日突如として米軍がこれを発表するに至った真意はどこにあるかということである。（連合軍兵士による）暴行事件の発生と、日本軍の非行の発表とは、何らかの関係があるのではないか」と占領開始以降に頻発していた連合軍兵士による犯罪と、フィリピンにおける日本軍の暴虐行為の報道指示との関連性を疑う論説を記事に入れたところ、マッカーサーは朝日新聞を1945年9月19日と20日の2日間の発行停止処分としている。
その後、マッカーサーと昭和天皇の初面談の際に撮影された写真が掲載された新聞について、内務大臣の山崎巌が畏れ多いとして新聞の販売禁止処分をとったが、連合国軍最高司令官総司令部（SCAPはマッカーサーの職名、最高司令官、つまり彼のこと） の反発を招くことになり、東久邇宮内閣の退陣の理由のひとつともなった。これをきっかけとしてGHQは「新聞と言論の自由に関する新措置」（SCAPIN-66）を指令し、日本政府による検閲を停止させ、GHQが検閲を行うこととし、日本の報道を支配下に置いた。また、連合国と中立国の記者のために日本外国特派員協会の創設を指示した。
マッカーサーの日本のマスコミに対する方針を如実に表しているのは、同盟通信社が行った連合軍に批判的な報道に対し、1945年9月15日にアメリカ陸軍対敵諜報部の民間検閲主任ドナルド・フーバー大佐が、河相達夫情報局総裁、大橋八郎日本放送協会会長、古野伊之助同盟通信社社長を呼びつけて申し渡した通告であるが「元帥は報道の自由に強い関心を持ち、連合軍もそのために戦ってきた。しかし、お前たちは報道の自由を逸脱する行為を行っており、報道の自由に伴う責任を放棄している。従って元帥はより厳しい検閲を指令された。元帥は日本を対等とは見做していないし、日本はまだ文明国入りする資格はない、と考えておられる。この点をよく理解しておけ。新聞、ラジオに対し100%の検閲を実施する。嘘や誤解を招く報道、連合軍に対するいかなる批判も絶対許さない」と強い口調で申し渡している。

### 連合軍占領下の日本
マッカーサーの強力な指導力の下で、五大改革などの日本の民主化が図られ、日本国憲法が公布された。

### 大統領選
連合国軍最高司令官としての任務期間中、マッカーサー自身は1948年の大統領選挙への出馬を望んでいた。しかし、現役軍人は大統領になれないことから、占領行政の早期終結と凱旋帰国を望んだ。そのため、1947年からマッカーサーはたびたび「日本の占領統治は非常にうまく行っている」「日本が軍事国家になる心配はない」などと声明を出し、アメリカ本国へ向かって日本への占領を終わらせるようメッセージを送り続けた。
1948年3月9日、マッカーサーは候補に指名されれば大統領選に出馬する旨を声明した。この声明に最も過敏に反応したのは日本人であった。町々の商店には「マ元帥を大統領に」という垂れ幕が踊ったり、日本の新聞はマッカーサーが大統領に選出されることを期待する文章であふれた。そして、4月のウィスコンシン州の予備選挙でマッカーサーは共和党候補として登録された。
マッカーサーを支持している人物には、軍や政府内の右派を中心に、シカゴ・トリビューン社主のロバート・R・マコーミックや、同じく新聞社主のウィリアム・ランドルフ・ハーストがいた。『ニューヨーク・タイムズ』紙もマッカーサーが有力候補であることを示し、ウィスコンシンでは勝利すると予想していたが、27名の代議士のうちでマッカーサーに投票したのはわずか8名と惨敗、結果はどの州でも1位をとることはできなかった。5月10日には陸軍参謀総長になっていたアイゼンハワーが来日したが、マッカーサーと面談した際に「いかなる軍人もアメリカの大統領になろうなどと野心を起こしてはならない」と釘を刺している。しかしマッカーサーは、そのアイゼンハワーのその忠告に警戒の色を浮かべ、受け入れることはなかった。
6月の共和党大会では、マッカーサーを推すハーストが数百万枚のチラシを準備し、系列の新聞『フィラデルフィア・インクワイアラー』の新聞配達員まで動員し選挙運動をおこない、マッカーサーの応援演説のために、日本軍の捕虜収容所から解放された後も体調不調に苦しむジョナサン・ウェインライトも呼ばれたが、第1回投票で1,094票のうち11票しか取れず、第2回で7票、第3回で0票という惨敗を喫し、結局第1回投票で434票を獲得したトーマス・E・デューイが大統領候補に選出された。
日本では、マッカーサーへの批判記事は検閲されていたため、選挙戦の情勢を正確に伝えることができなかった。『タイム』誌は「マッカーサーを大統領にという声より、それを望まないと言う声の方が大きい」と既に最初のウィスコンシンの惨敗時に報道していたが、日本ではマッカーサーより有力候補者であったアーサー・ヴァンデンバーグやロバート・タフトの影は急激に薄くなっていった、などと事実と反する報道がなされていた。その結果、多くの日本国民が共和党大会での惨敗に驚かされた。その光景を見た『ニューヨーク・タイムズ』は「日本人の驚きは多分、一段と大きかったことだろう。……日本の新聞は検閲によって、アメリカからくるマッカーサー元帥支持の記事以外は、その発表を禁じられていたからである。そのため、マッカーサー元帥にはほとんど反対がいないのだという印象が与えられた」と報じている。
大統領選の結果、大統領に選ばれたのは現職のトルーマンであった。マッカーサーとトルーマンは、太平洋戦争当時から占領行政に至るまで、何かと反りが合わなかった。マッカーサーは大統領への道を閉ざされたが、つまりそれは、もはやアメリカの国民や政治家の視線を気にせずに日本の占領政策を施行できることを意味しており、日本の労働争議の弾圧などを推し進めることとなった。イギリスやソ連、中華民国などの他の連合国はこの時点において、マッカーサーの主導による日本占領に対して異議を唱えることが少なくなっていた。

## 朝鮮戦争

### 第二次世界大戦後の極東情勢

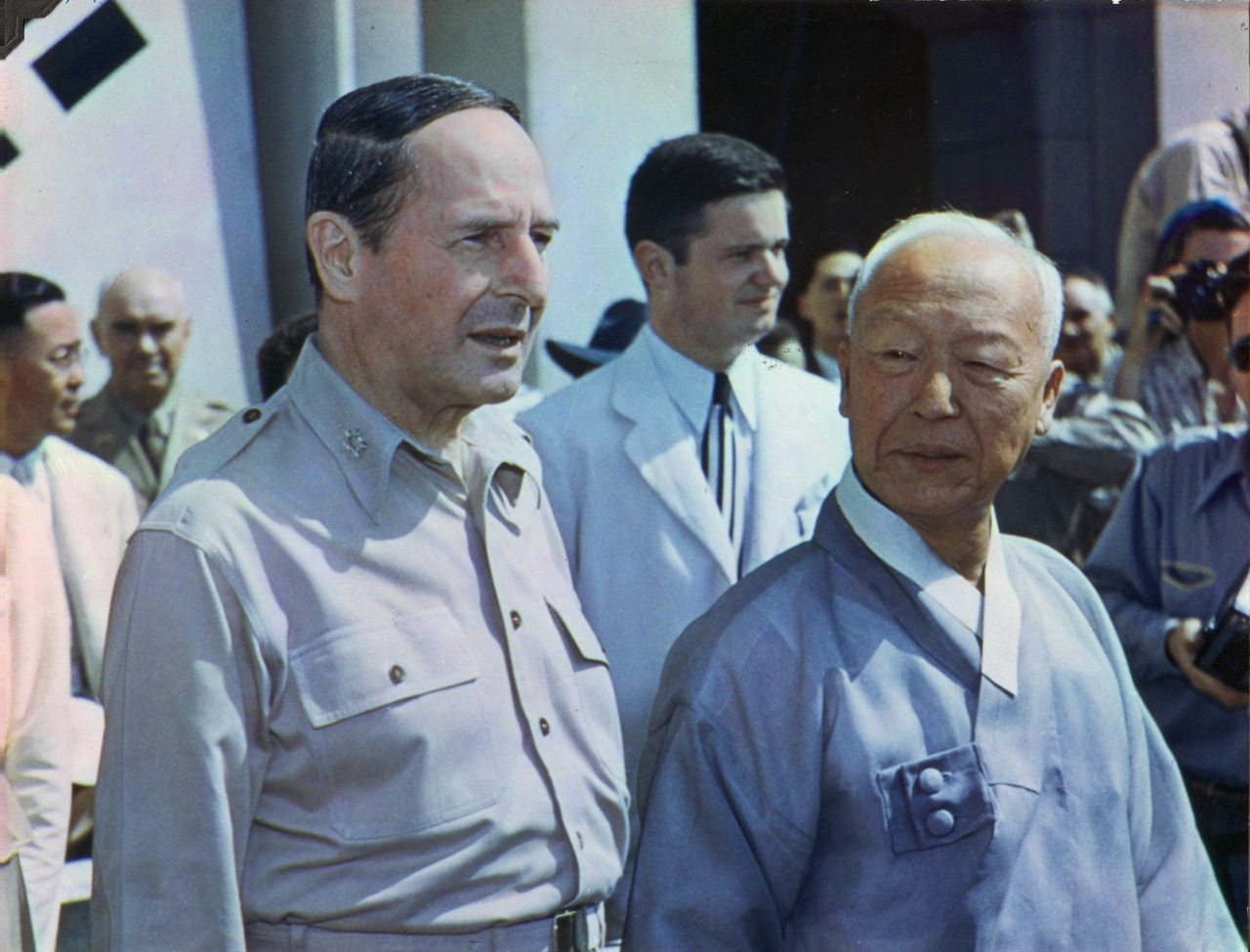
大韓民国の成立式典に列席したマッカーサーと李承晩大統領。

日本での権威を揺るぎないものとしたマッカーサーであったが、アメリカの対極東戦略については蚊帳の外であった。マッカーサーは蔣介石に多大な援助を与え、中国共産党との国共内戦に勝利させ、中国大陸に親米的な政権を確保するという構想を抱いていたが、蔣介石は日中戦争時から、アメリカから多大な援助（現在の金額で約２兆円）を受けていたにもかかわらず、日本軍との全面的な戦争を避け続けて、数千万ドルにも及ぶ援助金を横領したり、受領した武器を敵に流すなど腐敗しきっており、中国民衆の支持を失いつつあった。民衆の支持を受けた中国共産党がたちまち支配圏を拡大していくのを見て、1948年にはトルーマン政権は蔣介石を見限っており、中国国民党を救う努力を放棄しようとしていた。マッカーサーはこのトルーマン政権の対中政策に反対を唱えたが、アメリカの方針が変わることはなく、1949年に北京を失った国民党軍は、1949年年末までには台湾に撤退することとなり、中国本土は中国共産党の毛沢東が掌握することとなった。
共産主義陣営との対立は、日本から解放されたのちに38度線を境界線としてアメリカとソ連が統治していた朝鮮半島でも顕在化することとなり、1948年8月15日、アメリカの後ろ盾で李承晩が大韓民国の成立を宣言。それに対しソ連から多大な援助を受けていた金日成が9月9日に朝鮮民主主義人民共和国を成立させた。マッカーサーは日本統治期間中にほとんど東京を出ることがなかったにもかかわらず、大韓民国の成立式典にわざわざ列席し、李承晩との親密さをアピールしたが、トルーマン政権の対朝鮮政策は対国民党政策と同様に消極的なものであった。朝鮮半島はアメリカの防衛線を構成する一部分とは見なされておらず、アメリカ軍統合参謀本部は「朝鮮の占領軍と基地とを維持するうえで、戦略上の関心が少ない」と国務省に通告するほどであった。
成立式典に列席して韓国との関係をアピールしたマッカーサーであったが、朝鮮情勢についてはトルーマンと同様にあまり関心はなかった。在朝鮮アメリカ軍司令官ジョン・リード・ホッジは度々マッカーサーに韓国に肩入れしてほしいと懇願していたが、マッカーサーの返事は「本職（マッカーサー）は貴職（ホッジ）に聡明な助言をおこなえるほどには現地の情勢に通じていない」という素っ気ないものであった。業を煮やしたホッジが東京にマッカーサーに面会しに来たことがあったが、マッカーサーはホッジを何時間も待たせた挙句「私は韓国に足跡を残さない、それは国務省の管轄だ」と韓国の面倒は自分で見よと命じている。マッカーサーは李承晩らに、大韓民国の成立式典で「貴国とは1882年以来、友人である」、「アメリカは韓国が攻撃された際には、カリフォルニア同様に防衛するであろう」とホワイトハウスに相談することもなくリップサービスをおこなっていたが、マッカーサーの約束とは裏腹に朝鮮半島からは順次アメリカ軍部隊の撤収が進められ、1949年には480名の軍事顧問団のみとなっていた。そして、マッカーサー自身も、韓国成立式典で韓国の防衛を約束したわずか半年後の1949年3月1日の記者会見で、共産主義に対する防衛線を、アラスカから日本を経てフィリピンに至る線という見解を示し、朝鮮半島の防衛については言及しなかった。
アメリカ軍の軍事顧問団に指導された韓国軍兵士は、街頭や農村からかき集められた若者たちで、未熟で文字も読めない者も多く、アメリカ軍の第二次世界大戦当時の旧式兵器をあてがわれて満足に訓練も受けていなかった。アメリカ軍の軍事顧問団の将校らは、そんな惨状をアメリカ本国やマッカーサーに報告すると昇進に響くことを恐れて、韓国軍はアジア最高であるとか、韓国軍は面目を一新し兵士の装備は人民軍より優れていると虚偽の報告を行った。その頃の1950年1月12日にディーン・アチソン国務長官が、「アメリカが責任を持つ防衛ラインは、フィリピン - 沖縄 - 日本 - アリューシャン列島までである。それ以外の地域は責任を持たない」と発言している（「アチソンライン」）。これはマッカーサーの1949年3月1日の記者会見での言及とほぼ同じ見解であったが、トルーマン政権中枢の見解でもあり、北朝鮮による韓国侵攻にきっかけを与えることとなった。アメリカ軍事顧問団の虚偽の報告を信じていたアメリカ本国やマッカーサーであったが、北朝鮮軍侵攻10日前の1950年6月15日になってようやく、ペンタゴン内部で韓国軍は辛うじて存在できる水準でしかないとする報告が表となっている。しかし、すでに遅きに失していた。

### 北朝鮮による奇襲攻撃
第二次世界大戦後に南北（韓国と北朝鮮）に分割独立した朝鮮半島において、1950年6月25日に、ソ連のヨシフ・スターリンの許可を受けた金日成率いる朝鮮人民軍（北朝鮮軍）が韓国に侵攻を開始し、朝鮮戦争が勃発した。
当時マッカーサーは、中央情報局（CIA）やマッカーサー麾下の諜報機関（Z機関）から、北朝鮮の南進準備の報告が再三なされていたにもかかわらず、「朝鮮半島では軍事行動は発生しない」と信じ、真剣に検討しようとはしていなかった。北朝鮮軍が侵攻してきた6月25日にマッカーサーにその報告がなされたが、マッカーサーは全く慌てることもなく「これはおそらく威力偵察にすぎないだろう。ワシントンが邪魔さえしなければ、私は片腕を後ろ手にしばった状態でもこれを処理してみせる」と来日していたジョン・フォスター・ダレス国務長官顧問らに語っている。事態が飲み込めないマッカーサーは翌6月26日に韓国駐在大使ジョン・ジョセフ・ムチオがアメリカ人の婦女子と子供の韓国からの即時撤収を命じたことに対し、「撤収は時期尚早で朝鮮でパニックを起こすいわれはない」と苦言を呈している。ダレスら国務省の面々には韓国軍の潰走の情報が続々と入ってきており、あまりにマッカーサーらGHQの呑気さに懸念を抱いたダレスは、マッカーサーに韓国軍の惨状を報告すると、ようやくマッカーサーは事態を飲み込めたのか、詳しく調べてみると回答している。ダレスに同行していた国務省のジョン・ムーア・アリソンはそんなマッカーサーらのこの時の状況を「国務省の代表がアメリカ軍最高司令官にその裏庭で何が起きているかを教える羽目になろうとは、アメリカ史上世にも稀なことだったろう」と呆れて回想している。
6月27日にダレスらはアメリカに帰国するため羽田空港に向かったが、そこにわずか2日前に北朝鮮の威力偵察を片腕で処理すると自信満々で語っていたときと変わり果てたマッカーサーがやってきた。マッカーサーは酷く気落ちした様子で「朝鮮全土が失われた。われわれが唯一できるのは、人々を安全に出国させることだ」と語ったが、ダレスとアリソンはその風貌の変化に驚き「わたしはこの朝のマッカーサー将軍ほど落魄し孤影悄然とした男を見たことがない」と後にアリソンは回想している。
6月28日にソウルが北朝鮮軍に占領された。わずかの期間で韓国の首都が占領されてしまったことに驚き、事の深刻さを再認識したマッカーサーは、6月29日に東京の羽田空港より専用機の「バターン号」で水原に飛んだが、この時点で韓国軍の死傷率は50%に上ると報告されていた。マッカーサーはソウル南方32kmに着陸し、漢江をこえて炎上するソウルを眺めたが、その近くを何千という負傷した韓国軍兵士が敗走していた。マッカーサーは漢江で北朝鮮軍を支えきれると気休めを言ったが、アメリカ軍が存在しなければ韓国が崩壊することはあきらかだった。マッカーサーは日本に戻るとトルーマンに、地上軍本格投入の第一段階として連隊規模のアメリカ地上部隊を現地に派遣したいと申し出をし、トルーマンは即時に許可した。この時点でトルーマンはマッカーサーに第8軍の他に、投入可能な全兵力の使用を許可することを決めており、マッカーサーもまずは日本から2個師団を投入する計画であった。7月7日、国際連合安全保障理事会決議84 により、北朝鮮に対抗するため、アメリカが統一指揮を執る国連軍の編成が決議され、7月8日に、マッカーサーは国連軍司令官に任命された。国連軍（United Nations Command、UNC）には、イギリス軍やオーストラリア軍を中心としたイギリス連邦軍や、ベルギー軍など16か国の軍が参加している。

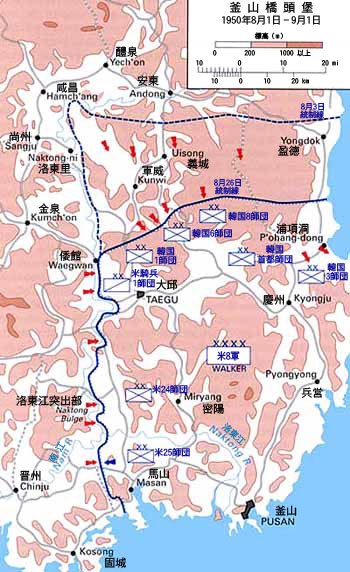
1950年8月の釜山橋頭堡周辺の戦況

しかし、第二次世界大戦終結後に大幅に軍事費を削減していたアメリカ軍の戦力の低下は著しかった。ひどい資金不足で砲兵部隊は弾薬不足で満足な訓練もしておらず、フォート・ルイス基地などでは、トイレットペーパーは1回の用便につき2枚までと命じられるほどであった。しかし、この惨状でもマッカーサーら軍の首脳は、第二次世界大戦での記憶から、アメリカ軍を過大評価しており、アメリカ軍が介入すれば兵力で圧倒的に勝る北朝鮮軍の侵略を終わらせるのにさほど手間は取るまいと夢想していた。熊本県より釜山に空輸された、アメリカ軍の先遣部隊ブラッド・スミス中佐率いるスミス特殊任務部隊（通称スミス支隊）が7月4日に北朝鮮軍と初めて戦闘した。T-34戦車多数を投入してきた北朝鮮軍に対して、スミス支隊は60mm（ 2.36inch）バズーカで対抗したものの役に立たず、スミス支隊は壊滅した。（烏山の戦い）その後に到着した第24歩兵師団の本隊も苦戦が続き、ついには師団長のウィリアム・F・ディーン少将が北朝鮮軍の捕虜となってしまった。
第8軍司令官ウォルトン・ウォーカー中将はマッカーサーに信頼されておらず冷遇されており、優秀な士官が日本に派遣されると、第8軍からマッカーサーが自分の参謀に掠め取ったので、第8軍には優秀な士官が少なかった。朝鮮戦争開戦時の第8軍の9名の連隊長を国防長官ジョージ・マーシャルが評価したところ、朝鮮半島の厳しい環境で、体力的にも能力的にも十分な指揮が執れる優秀な連隊長と評価されたのはたった1名で、他は55歳以下47歳までの高齢で指揮能力に疑問符がつく連隊長で占められていた。壊滅した第24師団は、士官の他、兵、装備に至るまで国の残り物を受け入れている最弱で最低の師団と見られていた。師団の士官のひとりは「兵員は定数割れし、装備は劣悪、訓練は不足したあんな部隊（第24師団）が投入されたのは残念であり、犯罪に近い」とまで後に述懐している。
マッカーサーは、第24師団が惨敗を続けていた7月上旬に、統合参謀本部に11個大隊の増援を要求したが、兵力不足であったアメリカ軍は兵力不足を補うために兵士の確保を強引な手段で行った。まずは日本で犯罪を犯して、アメリカの重営倉に護送される予定の兵士らに「朝鮮で戦えば、犯罪記録は帳消しにする」という選択肢が与えられた。またアメリカ国内では、第二次世界大戦が終わり普通の生活に戻っていた海兵隊員を、かつての契約に基づき再召集している。召集された海兵隊員は予備役に志願しておらず、自分らは一般市民と考えていたので再召集可能と知って愕然とした。強引に招集した兵士を6週間訓練して朝鮮に送るという計画であったが、時間がないため、朝鮮に到着したら10日間訓練するという話になり、それがさらに3日に短縮され、結局は訓練をほとんど受けずに前線に送られた。国連軍が押されている間に、アメリカ軍工兵部長ガソリン・デイヴィットソン准将が、釜山を中心とする朝鮮半島東南端の半円形の防御陣地を構築した（釜山橋頭堡）。ウォーカーはその防衛線まで国連軍を撤退させるとマッカーサーに報告すると、翌朝マッカーサーが日本から視察に訪れ、ウォーカーに対して「君が望むだけ偵察できるし、塹壕が掘りたいと望めば工兵を動員することができる。しかしこの地点から退却する命令を下すのは私である。この命令にはダンケルクの要素はない。釜山への後退は認められない」と釜山橋頭堡の死守を命じた。ウォーカーはそのマッカーサーの命令を受けて部下将兵らに「ダンケルクもバターンもない（中略）我々は最後の一兵まで戦わねばならない。捕虜になることは死よりも罪が重い。我々はチームとして一丸となって敵に当たろうではないか。一人が死ねば全員も運命をともにしよう。陣地を敵に渡す者は他の数千人の戦友の死にたいして責任をとらねばならぬ。師団全員に徹底させよ。我々はこの線を死守するのだ。我々は勝利を収めるのだ」といういわゆる「Stand or Die」（陣地固守か死か）命令を発している。

### 仁川上陸作戦

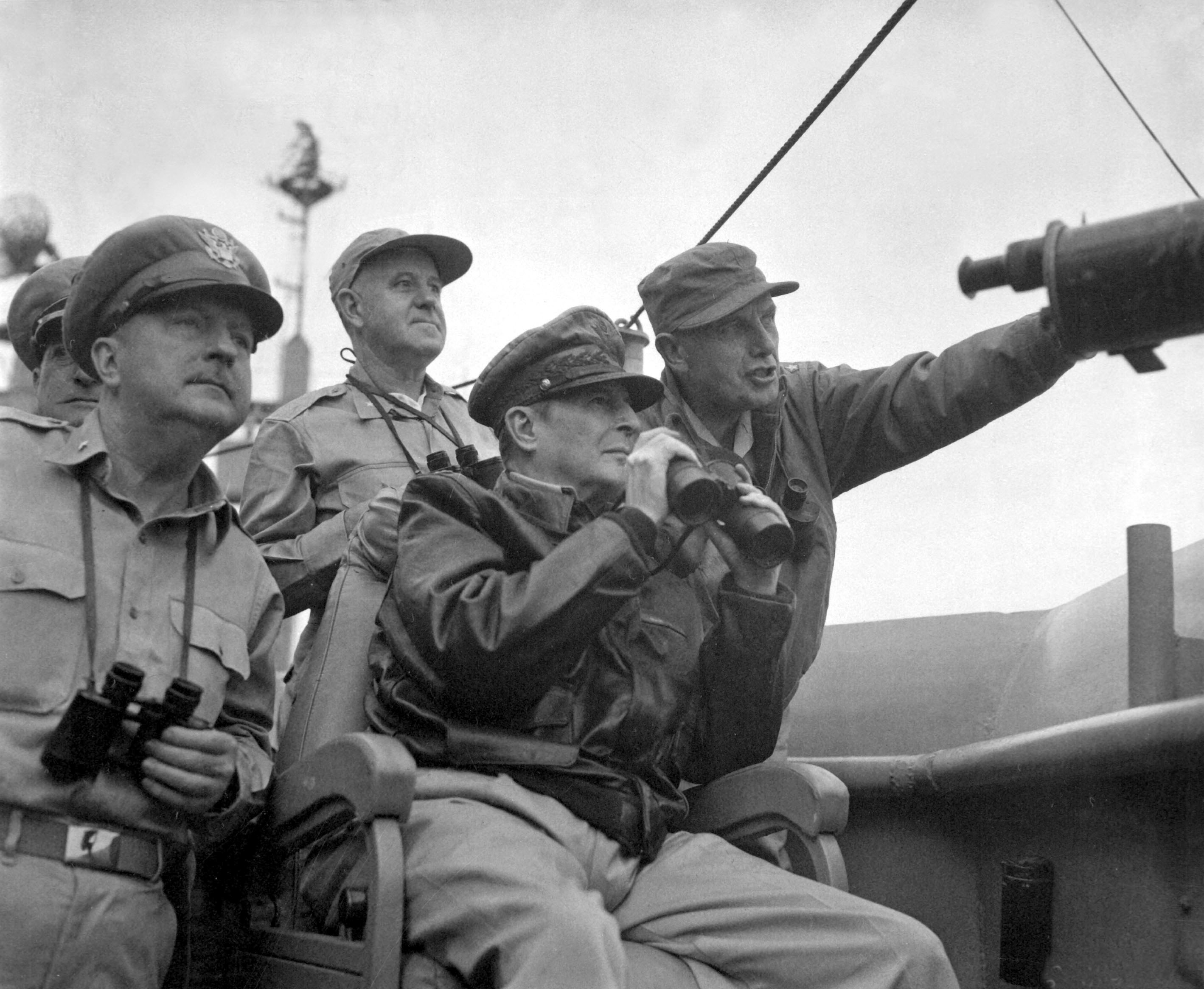
揚陸指揮艦マウント・マッキンリー艦上で仁川上陸作戦の指揮を執るマッカーサー

8月に入ると北朝鮮軍の電撃的侵攻に対して、韓国軍と在韓アメリカ軍、イギリス軍を中心とした国連軍は押されて、釜山橋頭堡に押し込まれることとなってしまった（釜山橋頭堡の戦い）。しかし国連軍は撤退続きで防衛線が大幅に縮小されたおかげで、通信線・補給線が安定し、兵力の集中がはかれるようになり、北朝鮮軍の進撃は停滞していた。アメリカ本土より第2歩兵師団や第1海兵臨時旅団といった精鋭が釜山橋頭堡に送られて北朝鮮軍と激戦を繰り広げた。アメリカ軍が日増しに戦力を増強させていくのに対し、北朝鮮軍は激戦で大損害を受けて戦力差はなくなりつつあった。特に北朝鮮軍は、アメリカ軍の優勢な空軍力と火砲に対する対策がお粗末で、道路での移動にこだわり空爆のいい餌食となり、道路一面に大量の黒焦げの遺体と車輌の残骸を散乱させていた。
マッカーサーは1942年に日本軍の猛攻でコレヒドール島に立て籠もっていたときに、バターンに戦力を集中している日本軍の背後にアメリカ軍部隊を逆上陸させ背後を突けば勝利できると夢想し、参謀総長のマーシャルにその作戦を提案したが、その時は実現は不可能だった。マッカーサーは、バターンでは夢想にすぎなかった神業が今度は実現可能だと思い立つとその準備を始めた。7月10日にラミュエル・C・シェパード・Jr海兵隊総司令が東京に訪れた際に、マッカーサーは朝鮮半島の地図で仁川（インチョン）を持っていたパイプで叩きながら、「私は第1海兵師団を自分の指揮下におきたい」「ここ（仁川）に彼ら（第1海兵師団）を上陸させる」とシェパードに告げている。太平洋戦争で活躍した海兵隊であったが、戦後の軍事費削減の影響を大きく受けて存続すら危ぶまれており、出番をひどく求めていたため、シェパードはマッカーサーの提案にとびつき、9月1日までには海兵隊1個師団を準備すると約束した。
アメリカ統合参謀本部議長オマール・ブラッドレーは大規模な水陸両用作戦には消極的で、マッカーサーの度重なる作戦要求になかなか許可を出さなかったが、マッカーサーは「北朝鮮軍に2正面作戦を強いる」「敵の補給・通信網を切断できる」「大きな港を奪ってソウルを奪還できる」などと敵に大打撃を与えうると熱心に説き、統合参謀本部は折れて一旦は同意した。しかし、マッカーサーから上陸予定地点を告げられると、統合参謀本部の面々は唖然として声を失った。仁川はソウルに近く、北朝鮮軍の大兵力が配置されている懸念もあるうえ、自然環境的にも、潮の流れが速くまた潮の干満の差も激しい為、上陸作戦に適さず、上陸中に敵の大兵力に攻撃されれば大損害を被ることが懸念された。8月23日にワシントンから陸軍参謀総長ジョーゼフ・ロートン・コリンズと海軍作戦部長フォレスト・シャーマン、ハワイからは太平洋艦隊司令長官アーサー・W・ラドフォードと海兵隊のシェパードが来日し、仁川の上陸について会議がおこなわれた。コリンズとシャーマンは上陸地点を仁川より南方の群山にすることを提案したが、マッカーサーは群山では敵軍の背後を突くことができず、包囲することができないと断じ、太平洋戦争中は海軍と延々と意見の対立をしてきたことは忘れたかのように「私の海軍への信頼は海軍自身を上回るかもしれない」「海軍は過去、私を失望させたこともなかったし、今回もないだろう」と海軍を褒め称え仁川上陸への賛同を求めた。その後、マッカーサーが「これが倍率5,000倍のギャンブルであることは承知しています。しかし私はよくこうした賭けをしてきたのです」「私は仁川に上陸し、奴らを粉砕してみせる」と発言すると、参加者は反論することもなく、畏れによる静寂が会議室を覆った。会議はマッカーサー主導で進み、とある将校は「マッカーサーの催眠術にかかった」と後で気が付くこととなった。
この会議の4日後に統合参謀本部から「朝鮮西岸への陸海軍による転回行動の準備と実施に同意する。上陸地点は敵の防衛が弱い場合は仁川に、または仁川の南の上陸に適した海浜とする」という、会議の席では唯一慎重であった陸軍のコリンズによる慎重論が盛り込まれた命令電文が届いた。しかし、統合参謀本部は自分らの保身を考えて上陸予定日8日前の9月7日になってから、マッカーサーの「倍率5,000倍」という予想を問題視したのか「予定の作戦の実現の可能性と成功の確率についての貴下の予想を伝えてもらいたい」という電文をマッカーサーに送っている。マッカーサーは即座に「作戦の実現可能性について、私はまったく疑問をもっていない」と回答したところ、ブラッドレーはその回答をトルーマンに報告し「貴下の計画を承認する。大統領にもそう伝えてある」と簡潔な電文をマッカーサーに返した。マッカーサーはこのトルーマンとブラッドレーの行動を見て、「この作戦が失敗した場合のアリバイ作りをしている」と考えて、骨の髄までぞっとしたと後年語っている。
統合参謀本部は作戦が開始されるまで機密保持を厳重にしていたが、GHQの機密保持はお粗末であったうえ、当時の日本の港湾の警備は貧弱でスパイ天国となっており、アメリカ軍が大規模な水陸両用作戦を計画していることは中国に筒抜けであった。そこで毛沢東は参謀の雷英夫にアメリカ軍の企図と次の攻撃地点を探らせた。雷はあらゆる情報を検証のうえで上陸予想地点を6か所に絞り込んだがそのなかで仁川が一番可能性が高いと毛に報告した。毛は周恩来を通じ金日成に警告している。また、北朝鮮にいたソ連軍の軍事顧問数名も金に仁川にアメリカ軍が上陸する可能性を指摘したが、金はこれらの助言を無視した。
マッカーサーは佐世保に向かい、司令船となるAGC（揚陸指揮艦）のマウント・マッキンリーに乗艦すると、仁川に向けて出港した。その後には7か国261隻の大艦隊が続いた。艦隊は途中台風に遭遇したが、9月14日にマウント・マッキンリーは仁川沖に到着した。マッカーサーが到着する前までに仁川港周辺は、先に到着した巡洋艦や駆逐艦による艦砲射撃や空母艦載機による空襲で徹底的に叩かれていた。もっとも念入りに叩かれたのは仁川港の入り口に位置する月尾島であったが、金は中国やソ連の警告にもかかわらず仁川周辺に警備隊程度の小兵力しか配置しておらず、月尾島にも350人の守備隊しか配置されていなかった。9月15日の早朝5時40分に海兵第1師団の部隊が重要拠点月尾島に上陸したが、たった10名の負傷者を出したのみで占領された。損害が予想に反して軽微であったと知らされたマッカーサーは喜びを隠し切れず、参謀らに「それよりもっと多くの者が交通事故で死んでいる」と得意げに語ると、海軍と海兵隊に向け「今朝くらい光り輝く海軍と海兵隊はこれまで見たことがない」と電文を打たせ、自分は幕僚らとコーヒーを飲んだ。
月尾島攻略後も、ブラッドレーやコリンズの懸念に反して仁川上陸作戦は大成功に終わった。作戦はマッカーサーの計画よりもはるかに順調に進み、初日の海兵隊の戦死者はたった20名であった。戦局は一気に逆転しマッカーサーの名声と人気を大きく高めた。見事に上陸を成功させた国連軍は金浦飛行場とソウルを奪還するために前進した。北朝鮮軍は仁川をあっさり放棄した代わりに、ソウルを防衛する覚悟で、首都を要塞化していた。マッカーサーは仁川に上陸すると国連軍は5日でソウルを奪還すると宣言したが、北朝鮮軍の猛烈な抵抗で2週間を要した。国連軍がソウル全域を占領すると、北朝鮮軍は13万人の捕虜を残して敗走していった。マッカーサーは9月29日に得意満面で金浦飛行場に降り立つと、正午にソウルの国会議事堂で開かれた式典にのぞみ「ソウルが韓国政府の所在地として回復された」と劇的な宣言を行った。マッカーサーから「行政責任の遂行」を求められた李承晩は涙を流しながら、韓国全国民を代表して「我々はあなたを崇拝します。あなたを民族の救世主として敬愛します」と述べた。マッカーサーはこの日もソウルに宿泊することはなく、午後には東京に帰ったが、長い軍歴での最大の勝利で、今までで最高の栄光を手にしたと感じていた。

### トルーマンとの会談

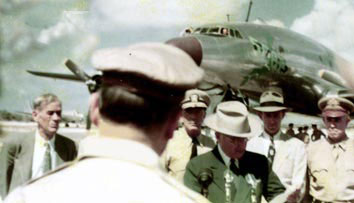
ウエーク島でトルーマンを迎えるマッカーサー

仁川上陸作戦の大成功によりマッカーサーの自信は肥大化し、その誇大な戦況報告にワシントンも引きずられ、統合参謀本部は国連決議を待たず、9月28日付で北朝鮮での軍事行動を許可した。戦争目的が「北朝鮮軍の侵略の阻止」から「北朝鮮軍の壊滅」にエスカレートしたのである。国防長官ジョージ・マーシャルはマッカーサーに「38度線以北に前進することに関して、貴下には戦略的・戦術的に何の妨げもないものと考えていただきたい」と極秘電を打つと、マッカーサーは「敵が降伏するまで、朝鮮全土が我が軍事作戦に開かれているものと理解する」と回答している。しかし、中ソの全面介入を恐れるトルーマンは、「陸海軍はいずれの場合も国境を越えてはならない」「国境付近では韓国軍以外の部隊は使用しない」「中国東北部およびソ連領域への空海からの攻撃を禁止する」という制限を設けた。中ソの全面介入の防止の他にも、ホイト・ヴァンデンバーグアメリカ空軍参謀総長は、空軍の作戦域を拡大することで自然・戦闘損失で空軍力を消耗し、その補充のために2年間はヨーロッパ方面の防空力が裸になると考え、国防総省もその考えを支持し、マッカーサーにも伝えられた。しかしこの作戦制限は、全面戦争で勝利することが信条のマッカーサーには、束縛以外の何物にも感じられなかった。
10月15日にウェーク島で、トルーマンとマッカーサーは朝鮮戦争について協議を行った。トルーマンは大統領に就任して5年半が経過していたが、まだマッカーサーと会ったことがなく、2度にわたりマッカーサーに帰国を促したが、マッカーサーはトルーマンの命令を断っていた。しかし、仁川上陸作戦で高まっていたマッカーサーの国民的人気を11月の中間選挙に利用しようと考えたトルーマンは、自らマッカーサーとの会談を持ちかけ、帰国を渋るマッカーサーのために会談場所は本土の外でよいと申し出た。トルーマン側はハワイを希望していたが、マッカーサーは夜の飛行機が苦手で遠くには行きたくないと渋り、結局トルーマン側が折れて、ワシントンから7,500km、東京からは3,000kmのウェーク島が会談場所となった。
トルーマンが大いに妥協したにもかかわらず、マッカーサーはこの会談を不愉快に思っており、ウェーク島に向かう途中もあからさまに機嫌が悪かった。同乗していた韓国駐在大使ジョン・ジョセフ・ムチオに、「（トルーマンの）政治的理由のためにこんな遠くまで呼び出されて時間の無駄だ」と不満をもらし、トルーマンが自分の所（東京）まで来てしかるべきだと考えていた。マッカーサーは周囲の配慮で、会談前に睡眠をとってもらおうとトルーマン機が到着する12時間も前にウエーク島に到着していたが、苛立っていたので殆ど睡眠できなかった。
2人の不仲を強調する意図で、トルーマンの機を先に着陸させるために島の上空でマッカーサー機が旋回し、わざと会談に1時間遅れて到着したためトルーマンが激怒して「最高司令官を待たせるようなことを二度とするな。わかったか」と一喝したなどのエピソードが流布されているが、これは作り話である。しかし、マッカーサーがトルーマンに対して礼儀をわきまえなかったのは事実であり、通常の慣習であれば軍の最高司令官たる大統領を迎えるときは、大統領が乗り物（この時は飛行機）から降りる際に出迎える高級軍人は準備万端で待機しておかなければならなかったが、マッカーサーはわざと少し離れた場所に停車してあるジープに座って待っており、トルーマン機が着陸して、トルーマンが据えられたタラップに現れたところを見計らってジープから降りてトルーマンに向けて歩き出している。そのため、マッカーサーがトルーマンのところに到着したのは、タラップから地上に降り立ったのとほぼ同時となった。マッカーサーはさらに、通常であれば敬礼で出迎えなければならないのに対し、トルーマンに握手を求めている。トルーマンはマッカーサーの非礼さに不快感を覚えたが、ここは笑顔で応じて「ずっと会いたいと思っておりました」と話しかけている。
2人はウエーク島にある唯一の高級車であったシボレーに乗って、会談会場の航空会社事務所に向かった。トルーマンはごく普通の常識人で、相手が誰でもじっくりと話し込めば必ずうまくいくと思っており、また自分の交渉術にも多少の自信があって面と向かえば、相手の考えを大体読むことはできたし、誠実に対応すれば必ず相手も応じてくれると考えて、実際にアイゼンハワーやブラッドレーのような将軍たちとは意思の疎通ができていたが、マッカーサーはトルーマンの想定外の存在であった。マッカーサーは席に着くと周囲に構わずにパイプに煙草の葉をつめ始めたが、火をつける前に目の前のトルーマンに気が付いて、申し訳程度に「煙草は嫌ではないですか？」とたずねた。そこでトルーマンがジョークを交えて「問題ありません。おそらく私は、アメリカでもっとも顔に煙草の煙を吹きつけられています」と答えると、マッカーサーは遠慮することなく多くの煙草を吸い、狭くて暑苦しい会議室にはパイプ煙草の強い匂いが充満した。
その後の会談ではマッカーサーが、「どんな事態になっても中共軍は介入しない」「戦争は感謝祭までに終わり、兵士はクリスマスまでには帰国できる」と言い切った。さらに「最初の1、2か月の間に彼らが参戦していたら、それは決定的だったが、我々はもはや彼らの参戦を恐れていない」「彼らには空軍力はないが、我が方は朝鮮半島にいくつも空軍基地を有している。中共軍が平壌に迫っても大規模殺戮になるだけだろう」とも付け加えた。このマッカーサーの楽観的な予想は、トルーマン側の高官が連れてきていた女性秘書に正確に記録されており、後にマッカーサーを追い詰めることとなる。トルーマンは「きわめて満足すべき愉快な会談だった」と社交辞令を言い残して機上の人となったが、本心ではマッカーサーの不遜な態度に不信感を強め、またマッカーサーの方もよりトルーマンへの敵意を強め、破局は秒読みとなった。

### 中国人民志願軍の参戦

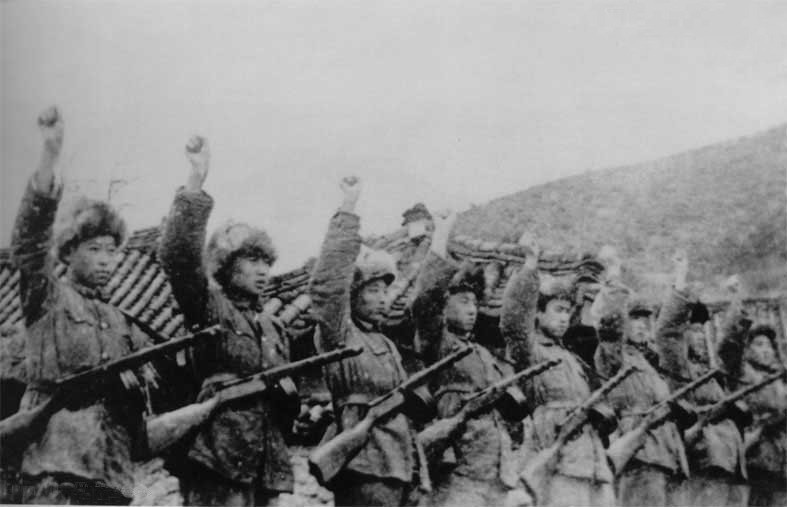
ソ連製の装備で武装する「抗美援朝義勇軍」

その後もマッカーサーは「中華人民共和国による参戦はない」と信じていたこともあり、補給線が伸びるのも構わずに中華人民共和国との国境の鴨緑江にまで迫った。先にソ連に地上軍派遣を要請して断られていた金日成は、1950年9月30日に中国大使館で開催された中華人民共和国建国1周年レセプションに出席し、その席で中国の部隊派遣を要請し、さらに自ら毛沢東に部隊派遣の要請の手紙を書くと、その手紙を朴憲永に託して北京に飛ばした。毛沢東はすぐに行動を起こし、10月2日に中国共産党中央政治局常務委員会を招集すると「一日の遅れが将来にとって決定的要因になる」「部隊を送るかどうかが問題ではなく、いつ送るか、誰が司令官になるかだ」と政治委員らに説いた。政治委員らも、アメリカ軍が鴨緑江に到達すれば川を渡って中国に侵攻してくる、それを阻止するには部隊派遣をする必要がある、との考えに傾き、毛沢東の決断どおり部隊派遣を決め、10月8日に金日成に通知した。ただしアメリカとの全面衝突を避けるため、中華人民共和国の国軍である中国人民解放軍から組織するが、形式上は義勇兵とした「中国人民志願軍」（抗美援朝義勇軍）の派遣とした。毛沢東はヨシフ・スターリンに航空支援を要請するが、スターリンはアメリカとの直接対決を望んでおらず、毛沢東に中国国内での上空支援と武器・物資の支援のみに留めるものにすると返答している。中国軍の指揮官となった彭徳懐は、ソ連の航空支援なしでは作戦に不安を感じていたが、部隊派遣は毛沢東の強い意思で予定どおり行われることとなった。さらに毛沢東は北朝鮮軍の指揮権も彭徳懐に一任することと決め、戦争は中国の指揮下に置かれることとなった。
10月10日に約18万人の中国野戦第4軍が鴨緑江を越えて北朝鮮入りし、その数は後に30万人まで膨れ上がった。マッカーサーはこの危険な兆候を察知していたが、敵の意図を読み取ることが出来ず、一層攻撃的になった。当初はトルーマンの指示どおり、国境付近での部隊使用を韓国軍のみとするため、中朝国境から40から60マイル（64kmから97km）離れた場所を韓国軍以外の国連軍の最深到達点と決めたが、10月17日にはトルーマンの指示を破り、その最深到達点を中間点に変え、さらに国境深く前進するように各部隊司令官に命令した。中朝国境に近づけば近づくほど地形は急峻となり、補給が困難となっていったが、マッカーサーはその事実を軽視した。マッカーサーのこの作戦指揮は、毛沢東の思うつぼであった。かつて毛沢東が参謀の雷英夫にマッカーサーの人物について尋ね、雷英夫が「傲慢と強情で有名です」と回答すると、毛沢東は「それであれば好都合だ、傲慢な敵を負かすのは簡単だ」と満足げに答えたということがあったが、いまや中国が望むのはさらにマッカーサーが北上を命令し、補給ラインが危険なまでに伸びきることであった。しかし中国の罠にはまるようなマッカーサーの命令違反に、表立って反対の声は出なかった。マッカーサーの圧倒的な名声にアメリカ軍内でも畏敬の念が強かったこと、また強情なマッカーサーに意見するのは無益だという諦めの気持ちもあったという。そのような中でも副参謀長のマシュー・リッジウェイは異論を唱えたが、意見が取り上げられることはなかった。
待ち受ける中国人民志願軍の大軍は、降り積もる雪とその自然環境を巧みに利用し、アメリカ軍に気づかれることなく接近することに成功した。S.L.Aマーシャルはその見事な組織力を『影無き幽霊』と形容し「その兵力、位置、どこに第一撃を加えてくるかの秘密は完全に保たれていて、二重に武装しているに等しかった」と賞している。10月26日には韓国軍と中国軍の小競り合いがあり、中国兵の18名を捕虜にし、救援に駆けつけたアメリカ軍第1海兵師団は中国軍の戦車を撃破している。またアメリカ第8軍司令ウォルトン・ウォーカー中将は非常に優秀な中国軍部隊が国境付近に存在することを敏感に感じ取っており、慎重に進撃していたが、これらの情報が重要視されることはなかった。というのも連合国軍最高司令官総司令部参謀第2部（G2）部長チャールズ・ウィロビーらマッカーサーの幕僚らは、マッカーサーの先入観に疑いを挟むような報告を最小限に留め、マッカーサーに正確な情報が届かなかったことも一因であった。通常の指揮官であればできるだけ多くの正確な情報を欲しがるが、マッカーサーは情報報告が自分の行おうとしていることに完全に融合しているのを望んでいた。ウィロビーらはマッカーサーの性格を熟知しており、マッカーサーがやろうとしている鴨緑江への最後の進撃を妨害するような情報をそのまま上げることはせず、慎重に細工された情報をマッカーサーに報告していたため、マッカーサーに正確な情報が届いていなかった。そのため、新聞各紙が先に中国軍の不穏な動きを察知し記事にしたが、GHQはワシントンに「確認されていない」と楽観的な報告をしている。
そのような状況下で、11月1日に中国人民志願軍が韓国軍第二軍団に襲いかかった、韓国軍3個師団は装備を放棄して全面的に敗走した。朝鮮半島は国境に近づくほど北に広がっているため、国境に向けて進撃していたアメリカ第8軍と第10軍の間はかなり開いていた。その第8軍の右翼に展開していた韓国軍が崩壊すると、中国人民志願軍は笛や喇叭を鳴らしながら第8軍の側面に突撃してきた。第8軍は人海戦術の前に、たちまち大損害を被った。マッカーサーは中国軍の大攻勢開始の報告を受けていたが、中国が本格的に介入してきたのかどうか判断することが出来ず、自分自身で混乱していることを認めた。そのため、前線部隊への的確な指示が遅れ、その間に各部隊は大きな損害を被ることとなった。戦況の深刻さをようやく認識したマッカーサーは国防総省に「これまで当司令部はできる限りのことをしてきたが、いまや事態はその権限と力を超えるとこまで来ている」「われわれは全く新しい戦争に直面している」といささかヒステリックな打電を行っている。

### 解任

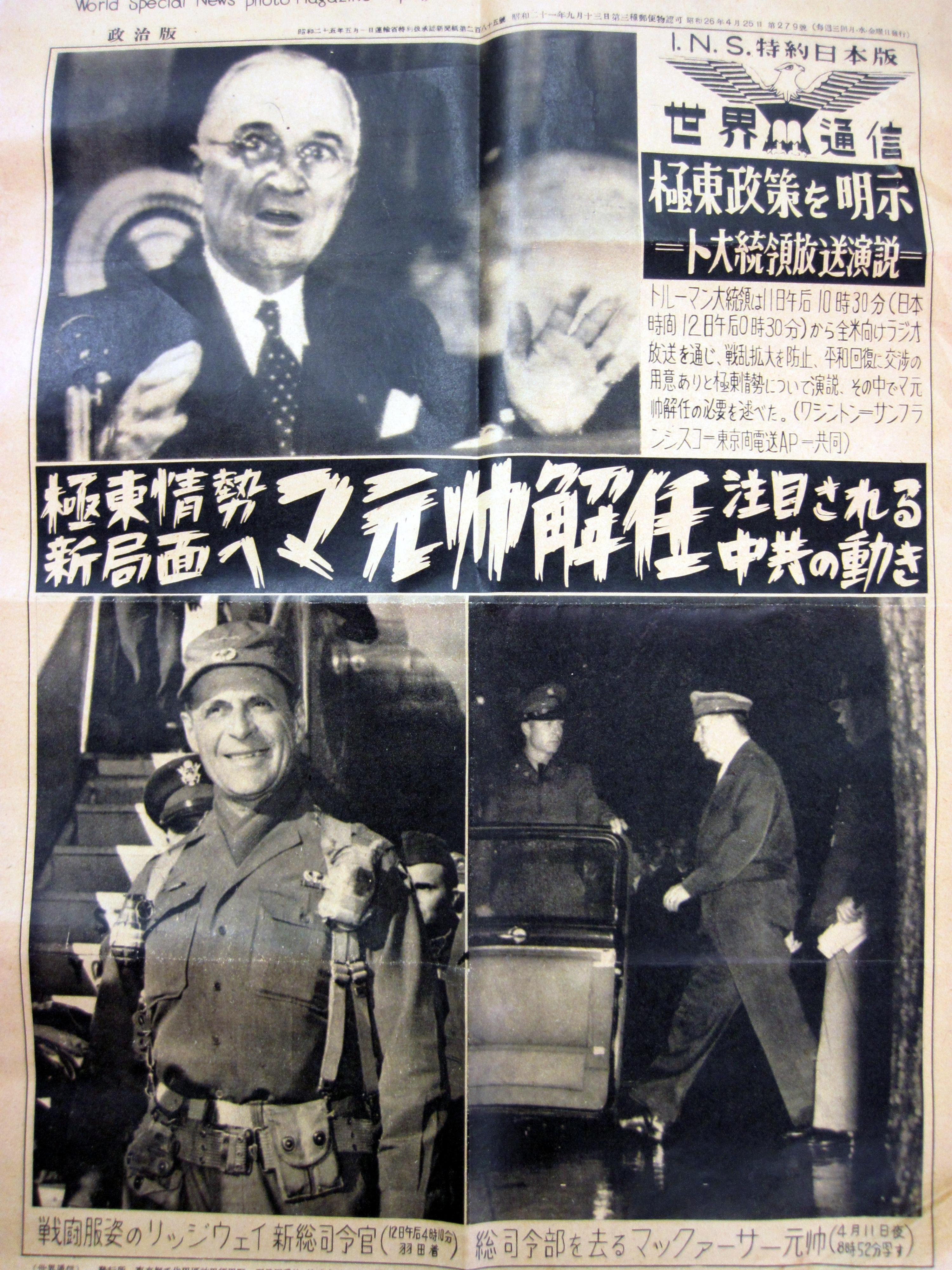
マッカーサー（右下）の解任を知らせる世界通信・政治版。

11月28日になって、ようやくマッカーサーは軍司令に撤退する許可を与え、第8軍は平壌を放棄し、その後38度線の後方に撤退した。巧みに撤退戦を指揮していた第8軍司令官のウォルトン・ウォーカー中将であったが、12月23日、部隊巡回中に軍用ジープで交通事故死した。マッカーサーはその報を聞くと、以前から決めていたとおり、即座に後任として参謀本部副参謀長マシュー・リッジウェイ中将を推薦した。急遽アメリカから東京に飛んだリッジウェイは、12月26日にマッカーサーと面談した。マッカーサーは「マット、君が良いと思ったことをやりたまえ」とマッカーサーの持っていた戦術上の全指揮権と権限をリッジウェイに与えた。リッジウェイはマッカーサーの過ちを繰り返さないために、即座に前線に飛んで部隊の状況を確認したが、想像以上に酷い状況で、敗北主義が蔓延し、士気は低下し、指揮官らは有意義な情報を全く持たないというありさまだった。リッジウェイは軍の立て直しを精力的に行ったが、中国人民志願軍の勢いは止まらず、1951年1月2日はソウルに迫ってきた。リッジウェイはソウルの防衛を諦め撤退を命じ、1月4日にソウルは中国人民志願軍に占領されることとなった。
義勇軍側の人海戦術に押され、マッカーサーとワシントンは共にパニック状態に陥っていた。マッカーサーは大規模な増援と、原爆使用も含めた中国東北部空爆を主張したが、第二次世界大戦後に常備軍の大幅な縮小を行ない、ヨーロッパで冷戦が進みソ連と向き合うアメリカに、大規模な増援を送る余裕はなかった。中国東北部への爆撃は戦争の拡大をまねき、また原爆については、朝鮮の地勢と集約目標がないため現実的ではないと否決された。マッカーサーは雑誌のインタビューに答える形で「中国東北部に対する空襲の禁止は、史上かつてないハンディキャップである」と作戦に制限を設けているトルーマンをこき下ろし、また中国軍に追われ敗走しているのにもかかわらず「戦術的な撤退であり、敗走などと広く宣伝されているのは全くのナンセンスだ」と嘯いた。トルーマンは激怒し、ワシントン中枢のマッカーサーへの幻滅感は増していった。マッカーサーからの批判に激怒したトルーマンは、統合参謀本部に命じてマッカーサーに対し、公式的な意見表明をする場合は上級機関の了承を得るようにと指示させたが、マッカーサーはこの指示を無視し、その後も政治的な発言を繰り返した。
ソウルから撤退したリッジウェイであったが、撤退はそこまでで、国連軍を立ち直らせると、1月26日には戦争の主導権を奪い返すための反転攻勢サンダーボルト作戦を開始し、中国の義勇軍の攻勢を押し留めた。マッカーサーはこの時点で中国が全面的に介入してきていると考え、ワシントンに再度前の話を蒸し返し、「国連軍が蹂躙されないためには、中国沿岸を封鎖し、艦砲射撃と空爆で戦争遂行に必要な工業力を破壊」することと国民党軍を参戦させるなど、中国との全面戦争突入を主張した。しかしトルーマンの方針は、日本か台湾が脅かされれば対中国の本格的作戦に突入するが、それ以外では紛争は朝鮮半島の中に限定するとの意向であり、マッカーサーをたしなめるような長文の返答をしている。参謀総長オマール・ブラッドレーはマッカーサーの戦争拡大要求は、戦争の状況よりむしろ「自分のような軍事的天才を虚仮にした中国紅軍の将軍たちへの報復」に関係があると推測していた。
しかし、リッジウェイは現有通常戦力でも韓国を確保することは十分可能であると判断しており、中国軍の第3期攻勢を撃破すると2か月で失地を取り戻し、1951年3月には中国軍を38度線まで押し返した。戦況の回復はリッジウエイの作戦指揮によるもので、マッカーサーの出番はなかったため、それを不服と思ったマッカーサーは脚光を浴びるためか、東京から幕僚と報道陣を連れて前線を訪れた。しかしある時、リッジウェイが計画した作戦開始前にマッカーサーが前線に訪れて報道陣に作戦の開始時期を漏らしてしまい、リッジウェイから自重してほしいとたしなめられている。マッカーサーの軍歴の中で、真っ向から部下に反抗されたのはこれが初めてであった。リッジウェイは自伝でマッカーサーを「自分でやったのではない行為に対しても、名誉を主張してそれを受けたがる」と評している。
ワシントンは、この時点では朝鮮半島の武力統一には興味を示さず、アメリカ軍部隊を撤退させられるような合意を熱望していた。一方マッカーサーは、リッジウェイの成功が明らかになると、自分の存在感をアピールするためか「中国を1年間で屈服させる新しい構想」を策定したとシーボルドに話している。のちにこれは「最長でも10日で戦勝できる」に短縮された。その構想とは、戦後マッカーサーが語ったところによれば、満州に50個もの原爆を投下し中ソの空軍力を壊滅させた後、海兵隊と中国国民党軍合計50万名で中国軍の背後に上陸して補給路を断ち、38度線から進撃してきた第八軍と中朝軍を包囲殲滅、その後に日本海から黄海まで朝鮮半島を横断して放射性コバルトを散布し、中ソ軍の侵入を防ぐというもので、この戦略により60年間は朝鮮半島は安定が保てるとしていた。
また、後年リッジウェイは「マッカーサーは、中国東北部の空軍基地と工業地帯を原爆と空爆で破壊した後は残りの工業地帯も破壊し、共産主義支配の打破を目指していた」「ソ連は参戦してこないと考えていたが、もし参戦して来たらソ連攻撃のための措置も取った」と推察している。この考えに基づきマッカーサーは、何度目になるかわからない原爆の前線への移送と使用許可をトルーマンに求めたが、トルーマンは返事を保留した。
マッカーサーへの返答前に、トルーマンは朝鮮問題解決の道を開くため停戦を呼びかけることとし、3月20日に統合参謀本部を通じてマッカーサーにもその内容が伝えられた。トルーマンとの対決姿勢を鮮明にしていたマッカーサーは、この停戦工作を妨害してトルーマンを足元からひっくり返そうと画策、1951年3月24日に一軍司令官としては異例の「国連軍は制限下においても中国軍を圧倒し、中国は朝鮮制圧は不可能なことが明らかになった」「中共が軍事的崩壊の瀬戸際に追い込まれていることを痛感できているはず」「私は敵の司令官といつでも会談する用意がある」などの「軍事的情勢判断」を発表したが、これは中国への実質的な「最後通牒」に等しく、中国を強く刺激した。また、野党共和党の保守派の重鎮ジョーゼフ・ウィリアム・マーティン・ジュニア前下院議長からマッカーサーに宛てた、台湾の国民党兵力を利用する提案とトルーマン政権のヨーロッパ重視政策への批判の手紙に対し、マッカーサーがマーティンの意見への賛同とトルーマン政権批判の返事を出していたことが明らかになり、一軍司令官が国の政策に口を出した明白なシビリアン・コントロール違反が相次いで行われた。これは、1950年12月にトルーマンが統合参謀本部を通じて指示した「公式的な意見表明は上級機関の了承を得てから」にも反し、トルーマンは「私はもはや彼の不服従に我慢できなくなった」と激怒した。
また、この頃になるとイギリスなどの同盟国は、マッカーサーが中国との全面戦争を望んでいるがトルーマンはマッカーサーをコントロールできていない、との懸念が寄せられ、「アメリカの政治的判断と指導者の質」に対するヨーロッパ同盟国の信頼は低下していた。もはやマッカーサーを全く信頼していなかったトルーマンは、マッカーサーの解任を決意した。
4月6日から9日にかけてトルーマンは、国務長官ディーン・アチソン、国防長官ジョージ・マーシャル、参謀総長オマール・ブラッドレーらと、マッカーサーの扱いについて協議した。メンバーはマッカーサーの解任は当然と考えていたが、それを実施するもっとも賢明な方法について話し合われた。また皮肉にもこの頃にマッカーサーの構想を後押しするように、中国軍が中国東北部に兵力を増強し、ソ連軍も極東に原爆も搭載できる戦略爆撃機を含む航空機500機を配備、中国東北部には最新レーダー設備も設置し、日本海に潜水艦を大規模集結し始めた。これらの脅威に対抗すべく、やむなくマッカーサーの申し出どおり4月6日に原爆9個をグアムに移送する決定をしている。しかし、マッカーサーが早まった決断をしないよう強く警戒し、移送はマッカーサーには知らせず、また原爆はマッカーサーの指揮下にはおかず戦略空軍の指揮下に置くという保険をかけている。
4月10日、ホワイトハウスは記者会見の準備をしていたが、その情報が事前に漏れ、トルーマン政権に批判的だった『シカゴ・トリビューン』が翌朝の朝刊に記事にするという情報を知ったブラッドレーが、マッカーサーが罷免される前に辞任するかも知れないとトルーマンに告げると、トルーマンは感情を露わにして「あの野郎が私に辞表をたたきつけるようなことはさせない、私が奴をくびにしてやるのだ」とブラッドレーに言った。トルーマンは4月11日深夜0時56分に異例の記者会見を行い、マッカーサー解任を発表した。解任の理由は「国策問題について全面的で活発な討論を行うのは、我が民主主義の立憲主義に欠くことができないことであるが、軍司令官が法律ならびに憲法に規定された方式で出される政策と指令の支配をうけねばならぬということは、基本的問題である」とシビリアン・コントロール違反が直接の理由とされた。
日本時間では午後にこの報は日本に達したが、マッカーサーはそのとき妻のジーンと共に、来日した上院議員ウォーレン・マグナソンとノースウエスト航空社長のスターンズと会食をしていたが、ラジオでマッカーサー解任のニュースを聞いた副官のシドニー・ハフ大佐は電話でジーンにその情報を伝えた。その後、ブラッドレーから発信された「将軍あての重要な電報」が通信隊より茶色の軍用封筒に入った状態でハフの手元に届いた。その封筒の表には赤いスタンプで「マッカーサーへの指示」という文字が記してあった。ハフはマッカーサーが居住していたアメリカ大使公邸にこの封筒を持って行ったが、マッカーサーの寝室の前にいたジーンがその封筒を受け取り、寝室のマッカーサーに黙って渡した。内容を読み終えたマッカーサーはしばらく沈黙していたが、やがて夫人に向かって「ジーニー、やっと帰れるよ」と言った。
その電報にはトルーマンよりの解任の命令の他、「指揮権はマシュー・B・リッジウェイ陸軍大将に移譲されたい。あなたは好きな場所に望みどおりの旅行を行うために必要な命令を出すことが許される」とも記しており、突然の解任劇にも冷静だったマッカーサーは、フィリピンと南太平洋とオーストラリアをゆっくり回ろうとも考えたが、かつて参謀総長として仕えた元大統領のハーバート・フーヴァーから国際電話があり、既に共和党の実力者とも連絡を取り合っていたフーヴァーは「トルーマンやマーシャルや、やつらの宣伝屋が君の名声を汚さないうちに、一日も早く帰国したまえ」と忠告している。共和党は、マッカーサーが帰国後に両院合同会議で演説することを民主党支配であった上下両院で了承させ、さらにマッカーサーの解任問題を通じてトルーマン政権を弾劾することも考えていた。アメリカ本国の政権争いに担ぎ出されることとなったマッカーサーであったが、腹心であったGHQのウィリアム・ジョセフ・シーボルド外交局長には本心をさらけ出しており、「（マッカーサーの）心を傷つけられるのは、大統領の選んだやり方にある。陸軍に52年も我が身を捧げたあと、公然たる辱めを受けるとはあまりに残酷である」とトルーマンに対する不満を述べ、それを涙を浮かべながら聞いていたシーボルトは「彼（マッカーサー）のすることを目にし、言うことを聞いているのがこのときほどつらいことはなかった」と述べている。

### 帰国
フーヴァーの忠告どおり直接帰国することとしたマッカーサーは、4月16日にリッジウェイに業務を引継いで東京国際空港へ向かったが、その際には沿道に20万人の日本人が詰めかけ、『毎日新聞』と『朝日新聞』はマッカーサーに感謝する文章を掲載した。マッカーサーも感傷に浸っていたのか、沿道の見送りを「200万人の日本人が沿道にびっしりと並んで手を振り」と自らの回顧録に誇張して書いている。しかし、沿道に並んだ学生らは学校からの指示による動員であったという証言もある。
首相の吉田茂は「貴方が、我々の地から慌ただしく、何の前触れもなく出発されるのを見て、私がどれだけ衝撃を受けたか、どれだけ悲しんだか、貴方に告げる言葉もありません」という別れを悲しむ手紙をマッカーサーに渡し、4月16日には衆参両議院がマッカーサーに感謝決議文を贈呈すると決議し、東京都議会や日本経済団体連合会も感謝文を発表している。
マッカーサーは空港で日米要人列席の簡単な歓送式の後に、愛機バターン号で日本を離れた。同乗していたマッカーサーと一緒に辞任したコートニー・ホイットニー前民政局局長へ「日本をもう一度見られるのは、長い長い先のことだろうな」と語ったが、実際にマッカーサーが再度日本を訪れたのは1961年にフィリピンから独立15周年の記念式典に国賓として招かれた際、フィリピンに向かう途中で所沢基地に休憩に立ち寄り、帰りに横田基地で1泊した時であったので、11年後となった。しかしセレモニーもなく、ほとんどの日本人が知らないままでの再来日（最後の来日）であった。マッカーサーと副官らの49トンにも達する家具、43個の貨物、3台の自動車はアメリカ海軍の艦船が公費で東京からマンハッタンに輸送している。
マッカーサーが帰国した後も、5月に入って吉田内閣は、マッカーサーに「名誉国民」の称号を与える「終身国賓に関する法律案」を閣議決定し、政府以外でも「マッカーサー記念館」を建設しようという動きがあった。マッカーサーにこの計画に対する考えを打診したところ、ホイットニーを通じて「元帥はこの申し出について大変光栄に思っている」という返事が送られている。

## 退任後

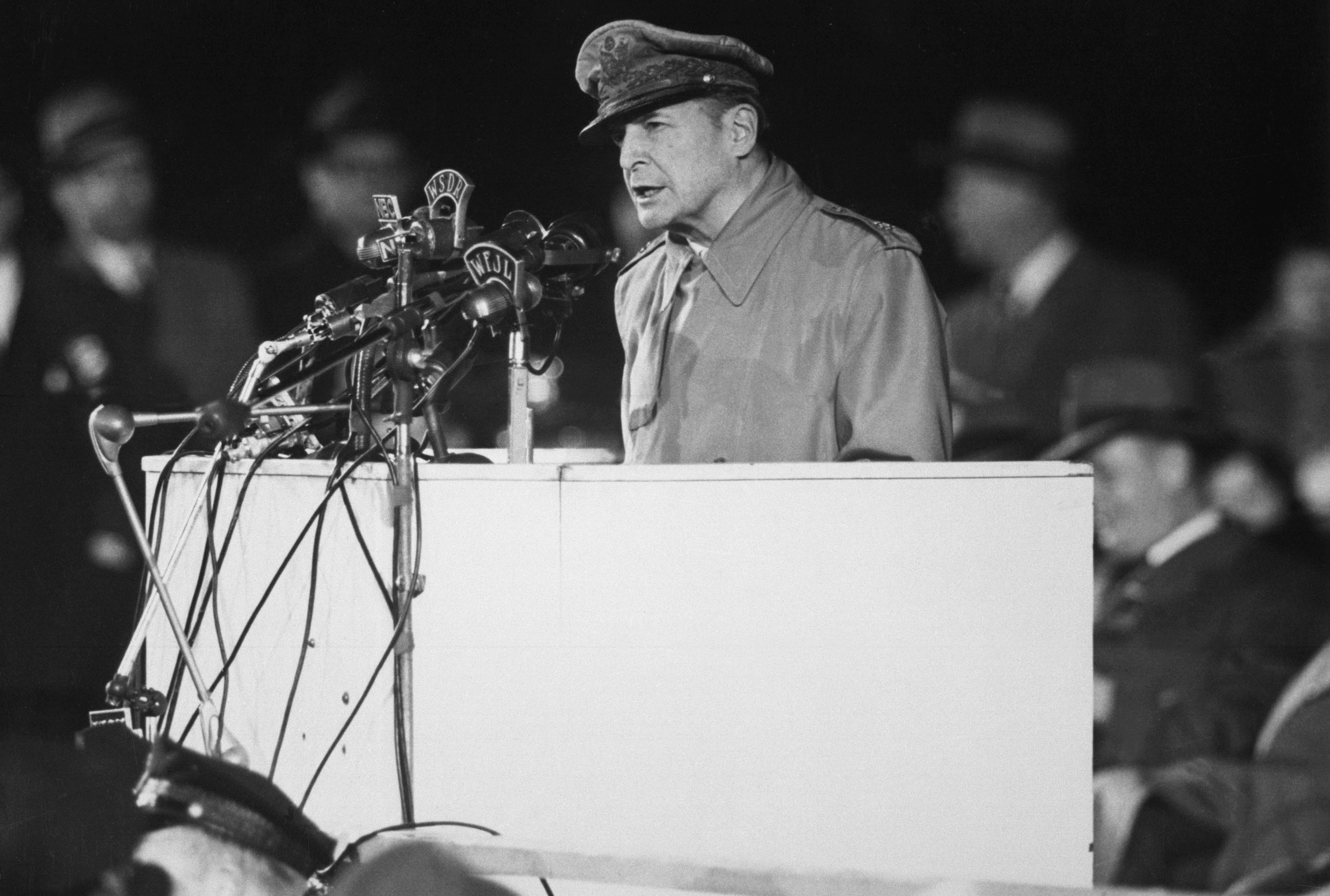
退任演説を行うマッカーサー

### 退任
1951年4月19日、ワシントンD.C.の上下院の合同会議に出席したマッカーサーは、退任演説を行った。最後に、ウェストポイントに自身が在籍していた当時（19世紀末）、兵士の間で流行していた風刺歌のフレーズを引用して、「老兵は死なず、ただ消え去るのみ」と述べ、有名になった。
元となった「歌」には何通りかの歌詞がある。要約すると
遠くにある古ぼけた食堂で、俺たちは1日3度、豚と豆だけ食う。ビーフステーキなんて絶対出ない。畜生、砂糖ときたら紅茶に入れる分しかない。
だから、おれたちゃ少しずつ消えていくんだ。老兵は死なず、ただ消え去るのみ。
二等兵様は毎日ビールが飲める、伍長様は自分の記章が大好きだ。軍曹様は訓練が大好きだ、きっと奴らはいつまでもそうなんだろう。だから俺たちはいつも訓練、訓練。消え去ってしまうまで。—ゴスペル曲「Kind Thoughts Can Never Die」の替え歌
というものである。
議場から出て市内をパレードすると、ワシントン建設以来の50万人の市民が集まり、歓声と拍手を送った。翌日にはニューヨークのマンハッタンをパレードし、アイゼンハワー凱旋の4倍、約700万人が集まってマッカーサーを祝福した。その日ビルから降り注いだ紙吹雪やテープは、清掃局の報告によれば2,859トンにもなった。また、1942年にマッカーサーがコレヒドールで孤軍奮闘し国民的人気を博していた時に、コーンパイプやマッカーサーを模したジョッキなどのキャラクターグッズで儲けた業者が、また大量のマッカーサー・グッズを販売したが、飛ぶように売れた。その中にはマッカーサーの演説にも登場した軍歌「老兵は死なず、ただ消え去るのみ」のレコードもあったが、5種類もの音源で販売された。中には1948年の大統領候補となって落選した際に売れ残っていた在庫をさばいた業者もいたという。住居としていたマンハッタンの高級ホテル「ウォルドルフ＝アストリア」のスイートルームには15万通の手紙と2万通の電報と毎日3,000件の電話が殺到し、家族にも各界から膨大な数のプレゼントが送られてくるほど、マッカーサーの国民的人気は頂点に達した。
5月3日から、上院の外交委員会と軍事委員会の合同聴聞会に出席した。議題は「マッカーサーの解任」と「極東の軍事情勢」についてであるが、マッカーサー解任が正当であるとするトルーマンら民主党に対し、その決定を非とし政権への攻撃に繋げたい共和党の政治ショーとの意味合いも強かった。しかし、この公聴会に先立つ4月21日に、トルーマン政権側のリークによりニューヨーク・タイムズ紙に、トルーマンとマッカーサーによる前年10月15日に行われたウェーク島会談の速記録が記事として掲載された。これまでマッカーサーは「中国の参戦はないと自分は言っていない」と嘘の主張を行っており、この速記録によりこれまでの主張を覆されたマッカーサーは「中傷だ」と激怒し必死に否定したが、この記事は事実であり、この記事を書いたニューヨーク・タイムズの記者トニー・リヴィエロは1952年にピューリッツァー賞を受賞している。この記事により、マッカーサーの国民的人気を背景にした勢いは削がれていた。
公聴会が始まると、マッカーサーは「ソ連は朝鮮戦争に深く関与していない」「中共が朝鮮半島から追い出されるくらいの敗北はソ連に大した影響は与えない」「極東地域のソ連軍にアメリカ軍と戦うだけの実力はなく、核兵器も劣っている、従ってソ連と戦うのなら今の方がよい、時間と共にアメリカの優位性は失われていく」など、自身のソ連への評価と情勢判断を雄弁に証言したが、統合参謀本部と議員にはソ連がたとえマッカーサーの分析どおりであったとしても超大国ソ連を刺激する覚悟はなく、マッカーサーの大胆な提案が現実離れしているという考えが大勢を占めていた。ブラッドレーはマッカーサーの提案を「我々を誤った場所で、誤った時期に、誤った敵との誤った戦争に巻き込むことになったであろう」と切り捨てている。また、マッカーサーのソ連への過小評価を聞き、大戦前に日本を過小評価して敗北したマッカーサーの前の過ちを思い出す議員も多かった。しかし、雄弁に公聴会をリードしてきたマッカーサーも、民主党のブライアン・マクマーン上院議員からの、ニューヨーク・タイムズの記事に書かれたとおり「あなたは中国は参戦しないと確信していたのではなかったのか？」との質問を受けると、これまでのように否定することもできず「私は中国の参戦はないと思っていた」と認めざるを得なくなった。この白状によりマッカーサーの立場は弱くなっていき、マクマーンがたたみかけるように「将軍はアメリカと西側連合軍が西ヨーロッパでソ連軍の攻撃に耐えることができるとお思いか？」と質問すると、マッカーサーは「私の責任地域（極東）以外のことに巻き込まないでほしい。グローバルな防衛に関する見解はここで証言すべきことではない」と答えたが、リンドン・B・ジョンソン上院議員からのその責任地域の「中国軍が鴨緑江以北に追いやられた場合、中国軍は再度国境線を突破し朝鮮半島に攻め込んではこないのか？」という質問に対しては、まともな返答を行うことができなかった。それまで専門家を自認し自説を雄弁に語っていた強気な姿勢は完全に失われ、政権側の民主党の容赦ない質問に一方的な守勢となっていった。
マッカーサーへの質疑は3日間にわたり、トルーマン政権はマッカーサーに対し勝利を収めたが、これでトルーマンが責任追及から逃れられたわけではなく、鴨緑江流域での敗北はマッカーサーと同様にトルーマン政権をも破壊し、この後民主党は政権を失うこととなる。しかし、マッカーサー解任当時は「これほど不人気な人物がこれほど人気がある人物を解任したのははじめてだ」とタイム誌に書かれるほどの不人気さで、大統領再選を断念したトルーマンも、文民統制の基本理念を守り、敢然とマッカーサーに立ち向かったことが次第に評価されていき、在職時の不当な低評価が覆され、今日ではアメリカ国民から歴代大統領の中で立派な大統領の1人とみなされるようになっている。
この公聴会の期間中、出席者はマッカーサーの提案で昼休みも取らず、サンドイッチとコーヒーを会場に運ばせて昼食とし、休みなく質疑を続けた。特にマッカーサーは、質疑中には一度としてトイレにすら行かず、とある議員から「元帥は71歳なのに大学生のような膀胱を持っている」と変な感心をされている。この3日間にわたる質疑中に、今日でもよく日本で引用される「中国に対しての海空封鎖戦略」や「日本人は12歳」証言もなされている（#マッカーサーのアメリカ議会証言録を参照）。
米議会証言中、マッカーサーは、毎日ニューヨークから車と飛行機を乗り継いで2時間かけてワシントンに通ったとされる。
この聴聞会の後は軍人として活動することはなく、事実上退役したが、アメリカ軍において元帥には引退の制度がないため、軍籍そのものは生涯維持された。

### 大統領選挙への意欲

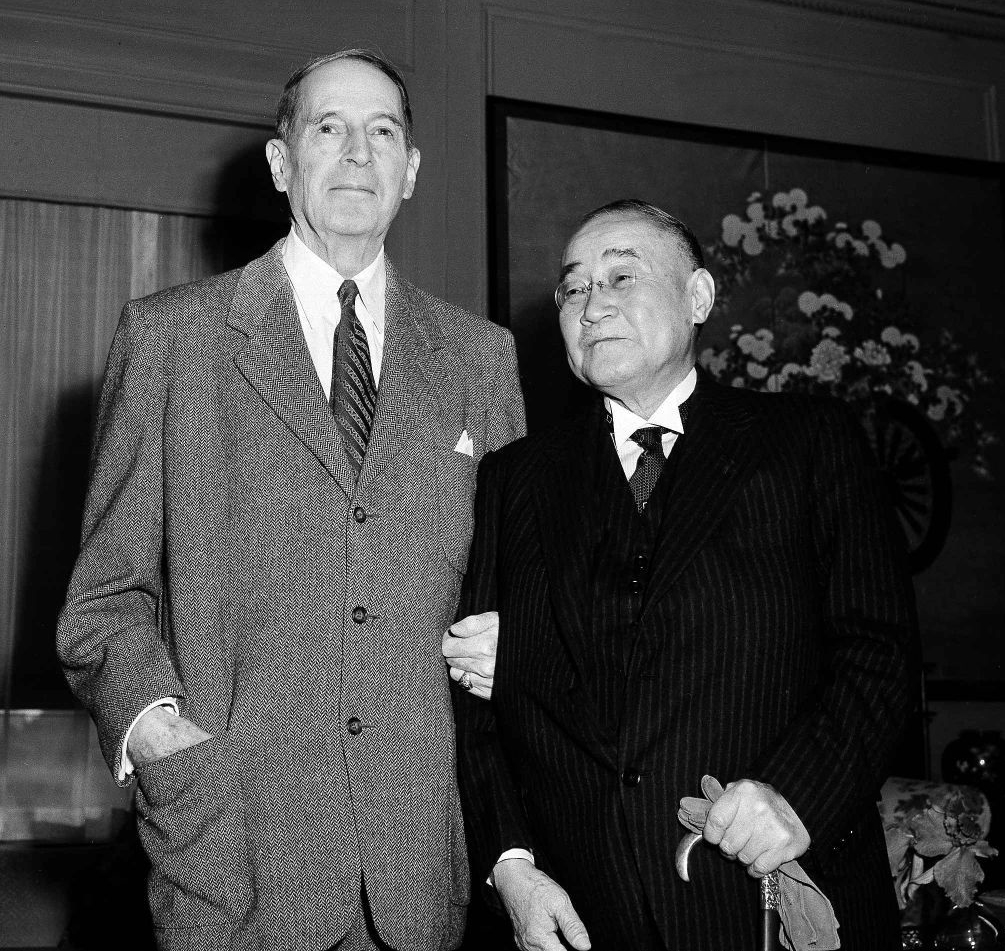
1954年、外遊中にウォルドルフ＝アストリアのマッカーサーを表敬訪問した吉田茂

マッカーサーはその後、全国遊説の旅に出発した。テキサス州を皮切りに11州を廻ったが、行く先々で熱狂的な歓迎を受けた。マッカーサーは各地の演説で1952年の大統領選を見据えて、上院聴聞会では抑えていたトルーマンへの個人攻撃や高い連邦税の批判など、舌鋒鋭い政治的発言を繰り返した。しかし、後述する1951年5月3日から3日間行われた軍事外交共同委員会において第二次世界大戦での日本の行動を"自衛"と解釈できるような証言をしたこともあり、時が経つにつれ次第に聴衆や共和党からの支持を失っていった。
1951年9月にサンフランシスコで日本国との平和条約が締結されたが、その式場にマッカーサーは招かれなかった。トルーマン政権はマッカーサーにとことん冷淡であり、フランクリン・ルーズヴェルトの元大統領顧問バーナード・バルークなどはトルーマン政権にマッカーサーにも式典への招待状を送るようにと強く進言していたが、ディーン・アチソン国務長官はそれを断っている。首席全権であった吉田茂が、マッカーサーと面談し平和条約についての感謝を表したいと国務省に打診したが、国務省よりは「望ましくない」と拒否されるほどの徹底ぶりであった。その頃、マッカーサーは全国遊説の旅の途中であったが、サンフランシスコに招待されなかったことについて聞かれると「おそらく誰かが忘れたのであろう」と素っ気なく答えている。
その後も相変わらずマッカーサーの政権批判は続いたが、英雄マッカーサーの凱旋を当初熱狂的に歓迎していた全米の市民も、1952年に入る頃には熱気も冷め始めており、ジャクソンで行われた演説は反対の叫び声などで25回も演説が中断した、と『ニューヨーク・タイムズ』紙で報じられた。マッカーサーに対する共和党内の支持は広がらなかったが、大統領の座に並々ならぬ執着を見せ、同じく劣勢であった候補者ロバート・タフトと選挙協力の密約を行うなど最後の挽回を試み、7月のシカゴであった共和党大会の基調演説のチャンスを与えられたが、その演説は饒舌で演説上手なマッカーサーのものとは思えない酷いもので、演説に集中できない聴衆が途中から私語を交わし始め、最後は演説が聞き取れないほどまでになった。マッカーサーも敗北を悟るとひどく落胆したものの、即座にニューヨークに戻り、結局共和党の大統領候補には元部下のアイゼンハワーが選出された。
大統領候補となったアイゼンハワーとマッカーサーは、共和党大会後の11月に6年ぶりに再会した。かつての上司の顔を立てる意味であったのか、アイゼンハワーからの会談の申し出であったが、マッカーサーはアイゼンハワーに自らが作成した14か条の覚書を手渡した。その内容は、ヨシフ・スターリンと首脳会談を開き、「東西ドイツ及び南北朝鮮の統一」「アメリカとソ連の憲法に交戦権否定の条項を追加」などを提案し、スターリンが尻込みするようであれば北朝鮮で核兵器を使用せよ、などという、大胆だという以外は何の価値もない提案であった。その後、アイゼンハワーは大統領本選にも勝利して第34代大統領に就任したが、アイゼンハワーらホワイトハウスもペンタゴンもマッカーサーに意見を求めるようなことはなかった。

### 晩年
マッカーサーはホテルウォルドルフ＝アストリアに永住することにした。ホテル側も通常は1日133ドルするスイートルームを月額450ドルで提供している。そのスイートルームには巨大な屏風を始めとして、日本統治時に贈られた物品が大量に飾られていたが、中にはマニラホテルで日本軍に一時奪われた、父アーサーが明治天皇から送られた銀の菊花紋章入りの花瓶も飾られてあった。マッカーサーは、アメリカ陸軍元帥として終生に渡って年俸19,541ドルを受け取っていた他、移動の際は鉄道会社が大統領待遇並みの特別列車を準備し、地方に遊説に行けばその土地の最高級ホテルがスイートルームを何部屋も準備しているなど、優雅な生活ぶりであった。
1952年にマッカーサーはレミントンランド社（タイプライター及びコンピュータメーカー）の会長に迎えられた。その後、レミントンランドはスペリー社に買収されたが、マッカーサーはスペリー社の社長に迎えられた（その後ユニシスとハネウェルになる）。スペリ―社の主要取引先はペンタゴンであり、マッカーサー招聘は天下りの意味合いも強く、年俸は10万ドルと高額ながら日常業務には何の役割も持たされず、週に3 -4日、4時間程度出社し国際情勢について助言するだけの仕事であった。その為時間に余裕があったが、関心ごとは野球やボクシングなどのスポーツ観戦に限られていた。
1955年のミズーリ号での降伏式典と同じ日に、日本から外相の重光葵がマッカーサーを訪ねた。マッカーサーは感傷的に日本占領時代を回想し、昭和天皇との初会談の様子を話し、極東国際軍事裁判は失敗であったと悔やんでいる。1960年には勲一等旭日桐花大綬章が贈られ「最近まで戦争状態にあった偉大な国が、かつての敵司令官にこのような栄誉を与えた例は、私の知る限り歴史上他に例がない」と大げさに喜んでみせた。
1961年にはフィリピン政府が独立15年式典の国賓としてマッカーサーを招待した。すっかり過去の人となり余生を過ごしていたマッカーサーにとって、自らがセンチメンタルジャーニーと名付けたように感傷旅行となった。フィリピン政府はマッカーサーをたたえて国民祝祭日を宣し、お祝いの行事が1週間続いた。すっかり涙もろくなっていたマッカーサーは、フィリピン陸軍の中隊点呼にマッカーサーの名前が残っていることを知って目元に涙を浮かべた。再建されたマニラホテルでの昼食会では、誰ともなしに『 レット・ミー・コール・ユー・スウィート・ハート』の大合唱となったが、それを聞いたマッカーサーは感激のあまり、普段は家族の前でしかやらないジーンとの抱擁を公衆の面前で行った。その後、マッカーサーはマニラ中央にあるルネタ公園で多数の観衆の前で演説を行ったが、耐えがたい気持ちで別れの言葉を告げた。「歳月の重荷に耐えかねて、わたしはもう二度と、あの誓いは果たせそうにありません。『I shall return』あの誓いを」実際にこれが最後のフィリピン訪問となった。
トルーマン、アイゼンハワー両政権はマッカーサーに対し冷淡な態度に終始したが、第35代大統領ジョン・F・ケネディもマッカーサーに好意を抱いておらず、むしろ尊大で過大評価された存在との認識であった。太平洋戦争時、ケネディはマッカーサーが率いた連合軍南西太平洋方面軍に所属した魚雷艇PT109の艇長で、マッカーサーの配下であった。ケネディはかつての上官マッカーサーと1961年4月にニューヨークで会談したが、その席でケネディのマッカーサーに対する見方が大きく変わり、1961年7月にはエアフォースワンを派してマッカーサーをホワイトハウスの昼食会に招待している。その席でケネディとマッカーサーは意気投合し、昼食が終わった後、3時間も話し込んでいる。特に泥沼化しつつあったベトナム情勢での意見交換の中で、マッカーサーはロバート・マクナマラ国防長官らケネディ側近が主張しているドミノ理論をせせら笑い「アジア大陸にアメリカの地上軍を投入しようと考える者は頭の検査でもしてもらった方がいい」と自分が朝鮮半島で失敗した苦い経験を活かした忠告を行ったが、その的を射た忠告は顧みられることはなく、ケネディは「軍事顧問団」と名付けられた正規軍の派遣を増強するなどベトナム戦争への介入を進め、さらにケネディの暗殺後、後任のリンドン・B・ジョンソン大統領はそのままベトナムの泥沼にはまり込んでいった。

### 死去

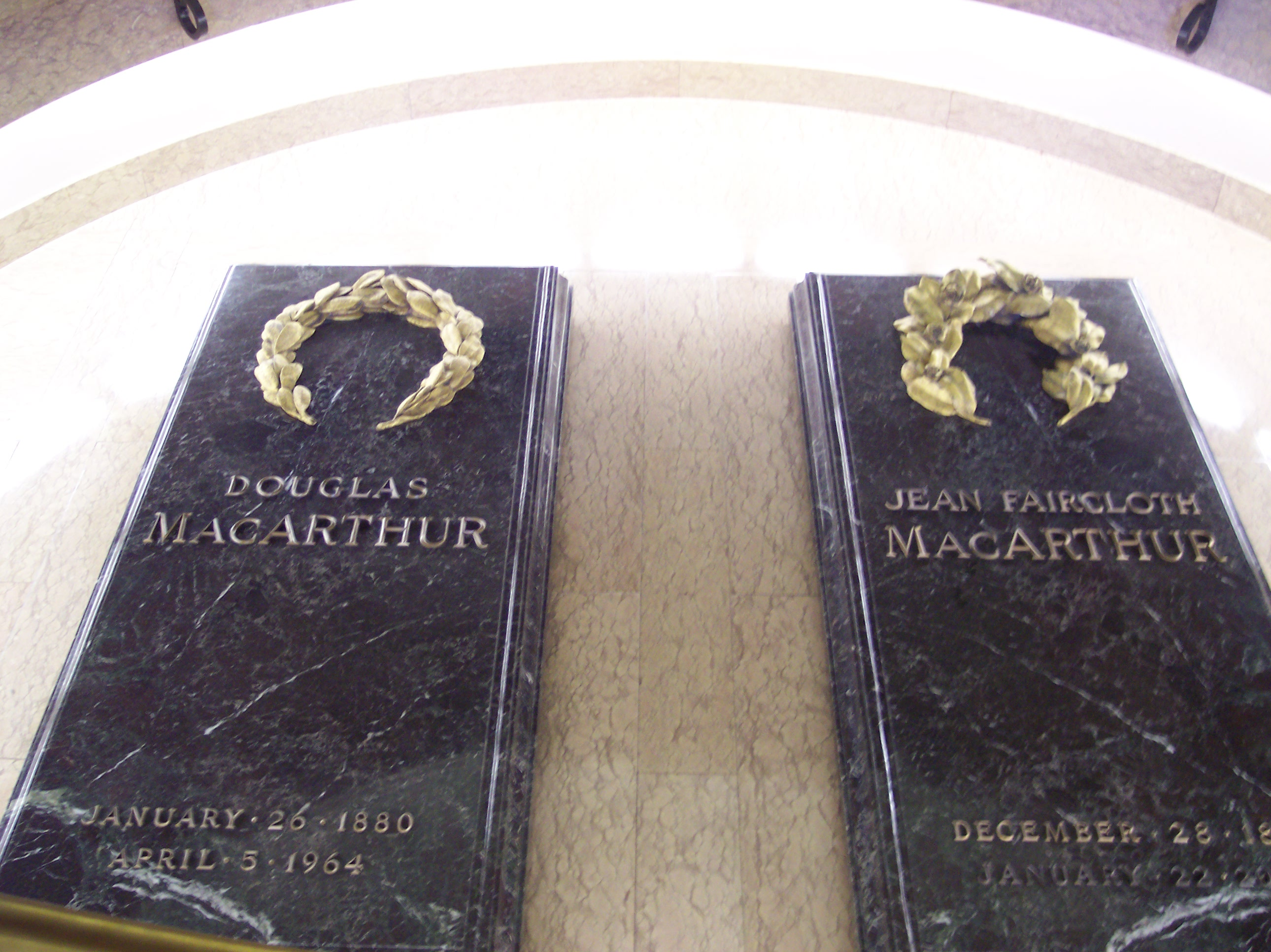
マッカーサー記念館内のマッカーサーと妻ジーンの墓。ジーンは享年101という長寿であった。

1962年にアメリカ上下両院は、マッカーサーに対する「議会およびアメリカ国民の感謝の意」の特別決議案を採択した。ケネディはアメリカ合衆国財務省に命じてマッカーサーに贈る特別の金メダルを作らせた。83歳の誕生日を迎える前にケネディはマッカーサーに最後の公務を依頼した。1964年に開催予定の東京オリンピックのアメリカ選手団内で、全米陸上競技連盟（USATF）と全米大学体育協会（NCAA）が一部選手の出場資格問題を巡って激しく対立しており、1928年のアムステルダムオリンピックアメリカ選手団団長の際、同様な紛争を仲裁した経験を持つマッカーサーに、USATFとNCAAの仲裁を依頼したのだった。マッカーサーはケネディの依頼を快諾し、ほどなく問題は解決した。しかし、自らが指揮した日本復興の象徴的なイベントとなった東京オリンピックをマッカーサーが見ることはなかった。
1962年5月、マッカーサーは、自らの華々しい軍歴の最初の地となり、かつて自分が校長を務めたウェストポイント陸軍士官学校から、同校で最高の賞となるシルバヌスセイヤー賞を受け、士官学校生徒を前に人生最後の閲兵と演説を行った。
1964年3月6日に、老衰による肝臓・腎臓の機能不全でワシントンD.C.のウォルターリード陸軍病院に入院した。3月29日の手術は腸を2.4mも切り取るなど大がかりなもので、術後そのまま危篤となり、3月30日には腎機能がほとんど停止して3度目の手術を受けた。マッカーサーは危篤状態にもかかわらず、医師、看護婦、付き添い妻に昔話をして笑わせた。入院前、ジーンに「私は今まで何度となくあの死というならず者と対面してきた。だが、今度はついに奴も私をつかまえたようだ。しかし、わたしは頑張るからな」と宣言したとおり4週間に渡って死と戦ったが、4月3日に意識不明となり、4月5日午後2時39分に死去した。84歳没。
翌日、遺体はニューヨークのユニバーサルフュネラル教会へ移送されて告別式を行った後、4月8日にワシントンD.C.に戻されて連邦議会議事堂に安置された。そして翌4月9日にバージニア州ノーフォークまで運ばれ、4月11日に聖ポール教会で大統領リンドン・ジョンソンほか数千人が参列して国葬が執り行われた。日本からは代表として吉田茂が出席した。ジョンソンは、全世界のアメリカ軍基地に19発の弔砲を撃つように命じた。

## マッカーサーの日本占領統治手法

### 昭和天皇との会談

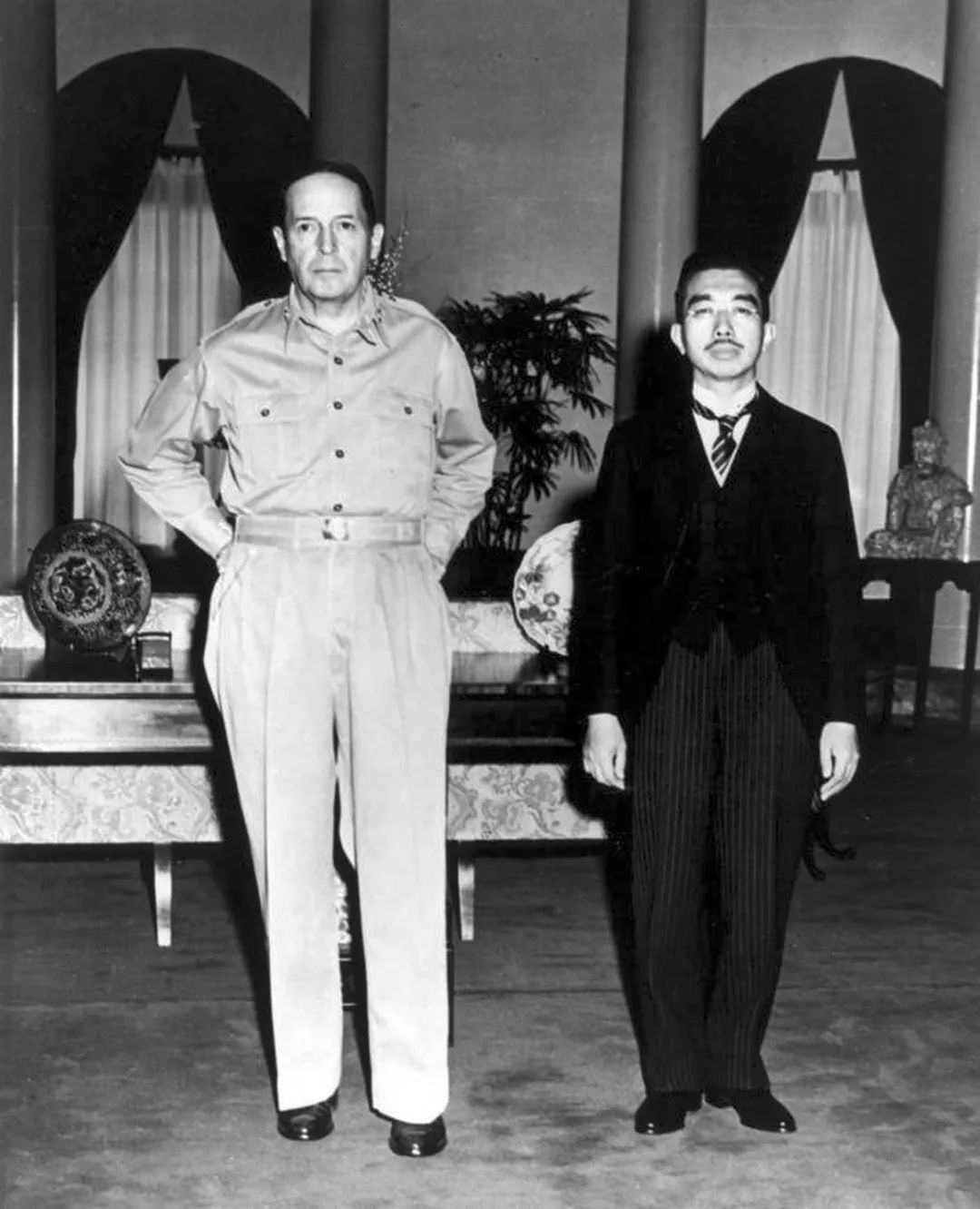
アメリカ大使館での昭和天皇（1945年9月27日フェレイス撮影3枚中の1枚）

昭和天皇とマッカーサーの会談については、様々な関係者から内容が伝えられている。当事者である昭和天皇は「男の約束」として終生語らなかったが、一方のマッカーサーは多くの関係者に話し、1964年に執筆した『回顧録』でも披露している。それによると昭和天皇は「私は、国民が戦争遂行にあたって、政治、軍事両面で行ったすべての決定と行動に対する全責任を負うものとして、私自身を、あなたの代表する諸国の採決に委ねるため、おたずねした」と発言したとあり、それを聞いたマッカーサーは、天皇が自らに帰すべきではない責任をも引き受けようとする勇気と誠実な態度に「骨の髄まで」感動し、「日本の最上の紳士」であると敬服した。マッカーサーは玄関まで出ないつもりだったが、会談が終わったときには天皇を車まで見送り、慌てて戻ったといわれる。
しかし、マッカーサーの『回顧録』は多くの「誇張」「思い違い」「事実と全く逆」があり、自己弁明と自慢と自惚れに溢れており、史料的な価値は低いものとの指摘もあり、この昭和天皇とのやり取りについても、非喫煙者であった昭和天皇にマッカーサーがアメリカ製のタバコを奨め、昭和天皇が震えた手でタバコを吸ったと言っているなど事実として疑わしい記述もある。
マッカーサーから会談の内容を聞いた関係者はかなりの数に上るが、その内容が各人によってかなり異なっている。
一番身近な関係者は妻のジーン・マッカーサーで、マッカーサー記念館事務局が1984年に41回にもわたってジーンに初のロングインタビューを行っているが、ジーンはこの日の様子を、日本人の使用人が天皇と顔を合わせないよう1か所に閉じ込めておけという指示がマッカーサーからあったことや、昭和天皇は丁寧で礼儀正しい人物と聞いており、最初に出会った人物に深くお辞儀をすると予想されるため、ドアを開けて天皇を迎えるのはフィリピン人のボーイではなく、マッカーサーの副官のボナー・フェラーズ准将と通訳のフォービアン・バワーズ少佐にしようという打ち合わせをしたことなど鮮明に記憶しており、証言の信頼性が高いと思われる。ジーンと側近軍医ロジャー・O・エグバーグは会見の場所となったサロンに続く応接間のカーテンの裏から、この会見をのぞき見していたが、距離が遠くて話はほとんど聞こえなかった。しかし終始和やかな雰囲気で会談は進められていたのを確認している。天皇が帰った後、ジーンはマッカーサーから天皇の発言の内容を聞かされたが、『回顧録』とほぼ同じ内容であったという。また、ジーンと会いたいと皇后が希望していたとのことであったが、ジーンにその気はなく、結局実現しなかった。
マッカーサーと昭和天皇を一緒に出迎えた（会談には同席していない）マッカーサーの専属通訳で「歌舞伎を救った男」として有名なフォービアン・バワーズ少佐も、マッカーサーから聞いた話として「巣鴨刑務所にいる人にかわり、私の命を奪ってください。彼等の戦争中の行為は私の名においてなされた。責任は私にある。彼らを罰しないでほしい。私を罰してください」と昭和天皇が語ったと証言している。
極東国際軍事裁判の首席検事ジョセフ・キーナンは田中隆吉元少将に「マッカーサー元帥に面会した際、元帥はこう言った。自分は昨年9月末に日本の天皇に面会した。天皇はこの戦争は私の命令で行ったものであるから、戦犯者はみな釈放して、私だけ処罰してもらいたいと言った。もし天皇を裁判に付せば、裁判の法廷で天皇はそのように主張するであろう。そうなれば、この裁判は成立しなくなるから、日本の天皇は裁判に出廷させてはならぬ。私は元帥の言もあり、日本にきてからあらゆる方法で天皇のことを調査したが、天皇は平和主義者であることが明らかとなった。……私としては、天皇を無罪にしたい。貴君もそのように努力してほしい」と言ったとされる。
1955年8月に渡米した当時の外務大臣重光葵はアメリカでマッカーサーと会談したが、その席でのマッカーサーの発言として、「陛下はまず戦争責在の開題を自ら持ち出され、次のようにおっしゃいました。これには実にびっくりさせられました。すなわち「私は日本の戦争遂行に伴ういかなることにも、また事件にも全責任をとります。また私は日本の名においてなされたすべての軍事指揮官、軍人および政治家の行為に対しても直接に責任を負います。自分自身の運命について、貴下の判断が如何様のものであろうとも、それは自分にとって問題でない。構わずに総ての事を進めていただきたい」これが陛下のお言葉でした。私はこれを聞いて興奮の余り、陛下にキスしようとした位です。もし国の罪をあがのうことが出来れば進んで証言台に上ることを申し出るという、この日本の元首に対する占領軍の司令官としての私の尊敬の念は、その後ますます高まるばかりでした」という話があったと語っている。重光は渡米前に那須御用邸で昭和天皇に拝謁したが、その際に昭和天皇は「もし、マッカーサー元帥と会合の機もあらば、自分は米国人との友情を忘れた事はない。米国との友好関係は終始重んずるところである。特に元帥の友情を常に感謝してその健康を祈っている」と伝えてほしいと重光に依頼している。マッカーサーは昭和天皇からの伝言を聞くと「私は日本天皇の御伝言を他のなによりも喜ぶものである。私は陛下に御出会いして以来戦後の日本の幸福に最も貢献した人は天皇陛下なりと断言するに憚らないのである。それにもかかわらず陛下のなされたことは未だかつて十分に世に知られて居らぬ。十年前平和再来以来欧州のことが常に書き立てられて陛下の平和貢献の仕事が十分了解されていないうらみがある。その時代の歴史が正当に書かれる場合には天皇陛下こそ新日本の産みの親であるといって崇められることになると信じます」と述べている。
以上、内容は証言ごとに異なるが“昭和天皇が全責任を負う”とした基本的な部分はマッカーサーの『回顧録』に沿った証言が多い。しかし中には、マッカーサーの政治顧問ジョージ・アチソンがマッカーサーから聞いた話として「裕仁がマッカーサーを訪問したとき、天皇はマッカーサーが待っていた大使邸の応接室に入ると最敬礼した。握手を交しあったあと、天皇は『私は合衆国政府が日本の宣戦布告を受け取る前に真珠湾を攻撃するつもりはなかったが、東条が私をだましたのだ。しかし私は責在を免れるためにこんなことをいうのではない。私は日本国民の指導者であり、国民の行動に責在がある』と言った」と東條英機にも責任があるとも取れる発言をしたとの証言もある。この証言は、『ニューヨーク・タイムズ』が昭和天皇・マッカーサー会談の2日前に、単独インタビューを天皇に行い、その際に記者が「宣戦の詔書が真珠湾の攻撃を開始するために東條大将が使用した如く使用されるというのは、陛下のご意思でありましたか？」と質問したのに対し、天皇が「宣戦の詔書を東條大将が使用した如くに（奇襲攻撃のため）使用する意思はなかった」と答えたため、新聞紙上に「ヒロヒト、真珠湾奇襲の責任をトージョーにおしつける」という大見出しが躍ることとなった事実と符合しており、この際の昭和天皇の発言をもって、天皇はマッカーサーとの会見でも東條に責任を押し付けるような発言をしたと主張する研究者もいる。
一方で日本側は、昭和天皇の他に通訳として外務省の奥村勝蔵が同席した。その奥村が会談の内容を会談後にまとめ、外務省と宮内庁が保管していた『御会見録』が2002年に情報公開されたが、その中にはマッカーサーの『回顧録』にあるような昭和天皇の全責任発言はなく、戦争責任に関する発言としては「此ノ戦争ニ付テハ、自分トシテハ極力之ヲ避ケ度イ考デアリマシタガ戦争トナルノ結果ヲ見マシタコトハ自分ノ最モ遺憾トスル所デアリマス」「私モ日本国民モ敗戦ノ現実ヲ十分認識シテ居ルコトハ申ス迄モアリマセン。今後ハ平和ノ基礎ノ上二新日本ヲ建設スル為、私トシテモ出来ル限リ、力ヲ尽シタイト思ヒマス」とかなりトーンダウンしている。これは、作家・児島襄が1975年に取材先非公表ですっぱ抜いたスクープとほぼ同じ内容であったが、奥村の後を継いで天皇の通訳を務めた外務省の松井明が、天皇とマッカーサー、リッジウェイとの会見の詳細を記述した『松井文書』 によれば、松井が「天皇が一切の責任を負われるという発言については、事の重大さを顧慮し自分の判断で記録から削除した」と奥村から直接聞いたと記述している。
また、この会見に同行した（会見の場に同席はしていない）侍従長・藤田尚徳の著書『侍従長の回想』によれば、「外務省でまとめた会見の模様」が便箋5枚にまとめられてきたが、そのまとめによると昭和天皇の発言は「敗戦に至った戦争の、色々な責任が追及されているが、責任は全て私にある。文武百官は、私の任命するところだから、彼らに責任はない。私の一身はどうなろうと構わない。私は貴方にお委せする。この上は、どうか国民が生活に困らぬよう、連合国の援助をお願いしたい」であったという。この便箋は昭和天皇の御覧に供したが、そのまま藤田の手元には返ってこなかったとのことであった。ただし、この記述は外務省公開の「御会見録」の内容とは一致しないため、違う資料を引用した可能性も指摘されている。
いずれにしても、昭和天皇との第1回会談の後に、マッカーサーの天皇への敬愛の情は深まったようで、通訳の奥村勝蔵によれば第1回会談の際には天皇を「You」と呼び、奥村に通訳を求める時も「Tell The Emperor（天皇に告げよ）」と高圧的だったが、その後は天皇を呼ぶときは「Your Majesty（陛下）」と尊厳を込めて呼ぶようになったと証言している。
そしてマッカーサーは、1946年1月25日に米陸軍省宛てに天皇に関する長文の極秘電文を打ったが、その内容は「天皇を戦犯として告発すれば、日本国民の間に想像もつかないほどの動揺が引き起こされるであろう。その結果もたらされる混乱を鎮めるのは不可能である」「天皇を葬れば日本国家は分解する」「政府の諸機構は崩壊し、文化活動は停止し、混沌無秩序はさらに悪化し、山岳地帯や地方でゲリラ戦が発生する」「私の考えるところ、近代的な民主主義を導入するといった希望はことごとく消え去り、引き裂かれた国民の中から共産主義路線に沿った強固な政府が生まれるであろう」「これらの事態が勃発した場合、100万人の軍隊が半永久的に駐留し続けなければならない」とワシントンを脅す内容で、アメリカ政府内での天皇の戦犯問題は、この電文により不問との方針で大方の合意が形成された。救われたのは昭和天皇ばかりでなく、天皇なしでは平穏無事な占領統治は不可能だったマッカーサーも救われたことになり、この会談の意義は極めて大きかったといえる。
マッカーサーが天皇の権威を日本統治に利用したように、日本側も昭和天皇の身の安全の保障と、民主主義国家日本の象徴（英語 symbol の訳語である）としての天皇制の存続のためにマッカーサーや進駐軍を利用すべく懐柔した。日本政府や皇室は、アメリカ人の貴族的な華麗と虚飾を好む性質を見抜くと、マッカーサーや進駐軍の最上層部に宮中の優雅な行事への招待状を定期的に送った。その行事とは皇居での花見、蛍狩り、竹の子狩り、伝統的な武道の御前試合などであったが、特にアメリカ人を喜ばせたのは皇居で行われる鴨猟であった。皇室の鴨猟はアメリカ人たちがする銃猟ではなく、絹糸で作られた叉手網（さであみ）と呼ばれる手持ちの網で飛び立つ鴨を捕らえるという猟の手法であり、宮廷らしい優雅さが、連合軍の高官や政府要人たちに好まれた。マッカーサー本人は参加しなかったが、妻のジーンや子供アーサー・マッカーサー4世は喜々として参加した。また、多くのGHQの高官の他、東京裁判の関係者ウィリアム・ウェブ裁判長やジョセフ・キーナン首席検事なども喜んで参加し、日本での忘れがたい思い出となった。そして宮中の行事に参加したアメリカ人らには皇室の菊の紋章つきの引き出物も贈られた。GHQやアメリカのマスコミが日本の「アメリカ化」を得意となって誇っている間に、皇室を中心とする日本人は静かで巧みにアメリカ人を日本化して目的を達しようとしていたのである。そして昭和天皇の身の安全と天皇制の存続をはかるというアメリカと日本の共同作業は最終的に功を奏することとなった。

### マ元帥人気
占領当時、マッカーサーは多くの日本国民より「マ元帥」(新聞記事、特に見出しではスペースの節約のためにこうした頭文字による略称を採る場合があり、それが読者の口語にも移植したものと考えられる)と慕われ、絶大な人気を得ていた。GHQ総司令部本部が置かれた第一生命館の前は、マッカーサーを見る為に集まった多くの群衆で賑わっていた。敗戦によりそれまでの価値観を全て否定された日本人にとって、マッカーサーは征服者ではなく、新しい強力な指導者に見えたのがその人気の要因であるとの指摘や、「戦いを交えた敵が膝を屈して和を乞うた後は、敗者に対して慈愛を持つ」というアメリカ軍の伝統に基づく戦後の食糧支援などで、日本国民の保護者としての一面が日本人の心をとらえた、という指摘があるが、自然発生的な人気ではなく、自分の人気を神経質に気にするマッカーサーの為に、GHQの民間情報教育局（CIE）が仕向けたという指摘もある。
マッカーサーとGHQは戦時中の日本軍捕虜の尋問などで、日本人の扱いを理解しており、公然の組織として日本のマスコミ等を管理・監督していたCIEと、日本国民には秘匿された組織であった民間検閲支隊（CCD）を巧みに利用し、硬軟自在に日本人の思想改造・行動操作を行ったが、もっとも重要視されたのがマッカーサーに関する情報操作であった。CIEが特に神経をとがらせていたのは、マッカーサーの日本国民に対するイメージ戦略であり、マッカーサーの存在を光り輝くものとして日本人に植え付けようと腐心していた。例えばマッカーサーは老齢でもあり前髪の薄さをかなり気にしていたため、帽子をかぶっていない写真は「威厳を欠く」として新聞への掲載を許さなかった。また、執務室では老眼鏡が必要であったが、眼鏡をかけた姿の撮影はご法度であった。
写真撮影のアングルに対しては異常に細かい注文がつき、撮影はできればマッカーサー自身が、その風貌に自信がある顔、姿の右側からの撮影が要求され、アメリカ軍機関紙・星条旗新聞のカメラマンはひざまずいて、下からあおって撮影するように指示されていた。
日本人によるGHQ幹部への贈答は日常茶飯事であったが、マッカーサーに対する贈答についての報道は「イメージを損ねる」として検閲の対象になることもあった。例えば、「埼玉県在住の画家が、同県選出の山口代議士と一緒にGHQを訪れ、マッカーサーに自分の作品を贈答した」という記事は検閲で公表禁止とされている。
マッカーサーへの非難・攻撃の記事はご法度で、時事通信社が「マッカーサー元帥を神の如く崇め立てるのは日本の民主主義のためにならない」という社説を載せようとしたところ、いったん検閲を通過したものの、参謀第2部（G2）部長のチャールズ・ウィロビーの目に止まり、既に50,000部印刷し貨車に積まれていた同紙を焼却するように命じている。
一方で賛美の報道は奨励されていた。ある日、第一生命館前で日本の女性がマッカーサーの前で平伏した際に、マッカーサーはその女性に手を差し伸べて立ち上がらせて、塵を払ってやった後に「そういうことはしないように」と女性に言って聞かせ、女性が感激したといった出来事や、同じく第一生命館で、マッカーサーがエレベーターに乗った際に、先に乗っていた日本人の大工が遠慮して、お辞儀をしながらエレベーターを降りようとしたのをマッカーサーが止め、そのまま一緒に乗ることを許したことがあったが、後にその大工から「あれから一週間というもの、あなた様の礼節溢れるご厚意について頭を巡らしておりました。日本の軍人でしたら決して同じことはしなかったと思います」という感謝の手紙を受け取ったなど些細な出来事が、マッカーサー主導で大々的に報道されることがあった。特に大工の感謝状の報道については、当時の日本でマッカーサーの目論見どおり、広く知れ渡られることとなり、芝居化されたり、とある画家が『エレベーターでの対面』という絵画を描き、その複製が日本の家庭で飾られたりした。
しかし賛美一色ではアメリカ本国や特派員から反発を受け、ゆくゆくは日本人からの人気を失いかねないと認識していたマッカーサーは、過度の賛美についても規制を行っている。日本の現場の記者らは、その微妙なバランス取りに悩まされる事となった。そのうちに日本のマスコミは、腫れ物に触らずという姿勢からか自主規制により、マッカーサーに関する報道はGHQの公式発表か、CIEの先導で作られた外国特派員協会に所属する外国のメディアの記者の配信した好意的な記事の翻訳に限ったため、マッカーサーのイメージ戦略に手を貸す形となり、日本国民のマッカーサー熱を大いに扇動する結果を招いた。
GHQはマッカーサーの意向により、マッカーサーの神話の構築に様々な策を弄しており、その結果として多くの日本国民に、マッカーサーは天皇以上のカリスマ性を持った「碧い目の大君」と印象付けられた。その印象構築の手助けとなったのは、昭和天皇とマッカーサー初会談時に撮影された、正装で直立不動の昭和天皇に対し、開襟の軍服で腰に手を当て悠然としているマッカーサーの写真であった。

### マッカーサーへの50万通の手紙
マッカーサーのところに送られてくる日本の団体・個人から寄せられた手紙は全て英訳されて、重要なものはマッカーサーの目に通され、その一部が保存されていた。
その手紙の一部の内容が袖井林二郎の調査により明らかにされた。ただし手紙の総数については、連合軍翻訳通信班（ATIS）の資料（ダグラス・マッカーサー記念館所蔵）で1946年5月 -1950年12月までに受け取った手紙が411,816通との記載があり、袖井は終戦から1946年4月までに受け取った手紙を10万通と推定して合計50万通としているが、CIEの集計によれば、終戦から1946年5月末までに寄せられた手紙は4,600通に過ぎず、合計しても50万通には及ばない。また手紙の宛先についても、マッカーサー個人宛だけではなく、GHQの各部局を宛先とした陳情・請願・告発・声明の他に、地方軍政を司った地方軍政部 を宛先とした手紙も相当数に上っている。
マッカーサーやGHQ当局への日本人の投書のきっかけは、1945年8月の終戦直後に東久邇宮稔彦王総理大臣が国民に向けて「私は国民諸君から直接手紙を戴きたい、嬉しいこと、悲しいこと、不平でも不満でも何でも宜しい。私事でも結構だし公の問題でもよい…一般の国民の皆様からも直接意見を聞いて政治をやっていく上の参考としたい」と新聞記事を使って投書を呼び掛けたことにあった。その呼び掛けにより、東久邇宮内閣への投書と並行して、マッカーサーやGHQにも日本人からの手紙が届くようになった。しかし、当初はマッカーサーやGHQに届く手紙の数は少なく、1945年末までは800通足らずに過ぎなかった。しかし、11月頃には東久邇宮内閣に対する投書が激増し、ピーク時で一日1,371通もの大量の手紙が届くようになると、マッカーサーとGHQへの手紙も増え始め、東久邇宮内閣が早々に倒れると、日本政府に殺到していた手紙がマッカーサーやGHQに送られるようになった。マッカーサーやGHQに手紙が大量に届くような流れを作ったのは東久邇宮稔彦王であるが、日本国民はマッカーサーやGHQの意向で早々と倒れる日本の内閣よりも、日本の実質的な支配者であったマッカーサーやGHQを頼りとすることとなったのである。
マッカーサーやGHQへの投書の内容は多岐に渡るが、未だ投書が少なかった1945年10月の投書の内容について、東京発UP電が報じている。報道によれば「マ元帥への投書、戦争犯罪人処罰、配給制度改訂等、1か月余りに300通」その内「日本語で書かれたものは100通」であり、「反軍国主義28通」「連合軍の占領並びにマ元帥への賛意25通」から「節酒と禁酒の熱望2通」まで、内容はおおまかに21通りに分れていた。中でもGHQがもっとも関心を寄せた投書が天皇に関する投書であり、『ヒロヒト天皇に関する日本人の投書』という資料名を付され、極東国際軍事裁判の国際検察局（IPS）の重要資料として管理・保管されており、1975年まで秘密文書扱いであった。昭和天皇が人間宣言を行った以降は、日本国民の間で天皇制に対する関心が高まり、1945年11月から1946年1月までのGHQへの投書1,488通の内で、もっとも多い22.6%にあたる337通が天皇制に関するものであった。投書を分析したCIEによれば、天皇制存続と廃止・否定の意見はほぼ二分されていた、ということであったが、CIEは「このような論争の激しい主題については、体制を変革しようとしている方（天皇制廃止主張派）が体制を受け入れる方（存続派）より盛んに主張する傾向がある」と冷静に分析しており、1946年2月に天皇制の是非について世論調査をしたところ、支持91% 反対9%で世論は圧倒的に天皇制存続が強かった。手紙も存続派の方が長文で熱烈なものが多く、中には「アメリカという国の勝手気儘さに歯を喰いしばって堪えていたが、もう我慢ができない」や「陛下にもし指一本でもさしてみるがいい、私はどんな危険をおかしてもマッカーサーを刺殺する」という過激なものもあった。
天皇制が日本国憲法公布により一段落すると、もっとも多い手紙は嘆願となり、当時の時代相をあらわした種々の嘆願がなされた。その内容は「英語を学びたい娘に就職を斡旋してほしい」「村内のもめごとを解決してほしい」「アンゴラウサギの飼育に支援を」「国民体位の維持向上のため日本国民に糸引納豆の摂取奨励を」などと内容は数えきれないほど多岐に渡ったが、1946年後半から復員が本格化すると、その関連の要望・嘆願が激増した。1947年以降は復員関連の要望・嘆願の手紙が全体の90%にも達している。特にソ連によるシベリア抑留については、この頃より引き揚げ促進の為に全国にいくつもの団体が組織され、団体が抑留者の家族に対して「親よ、妻よ、兄弟よ、起ち上がりましょう。日本政府は当てになりません。占領軍総司令官マッカーサー元帥の人類愛に縋り、援助を要請する他はありません。」などと組織的にマッカーサーに対して投書を行うよう指示しており、特に児童から大量の投書が行われている。このような動きは満州や朝鮮半島に取り残された元居留民の家族でも行われており、福岡共同公文書館には大分県の国民学校の生徒からマッカーサーに送られた「北鮮や満州のお父さんやお母さんや妹や皆な1日でも早く早く内地へかへして下さいたのみます」という投書が展示されている。
また、外地で進行していたBC級戦犯裁判の被告や受刑者の家族による助命・刑の軽減嘆願や、消息の調査要請などの投書も多く寄せられている。
従って、一部で事実誤認があるように、GHQに一日に何百通と届く手紙はマッカーサー個人へのファンレターだけではなく、占領軍の組織全体に送られた日本人の切実な陳情・請願・告発・声明が圧倒的だったが、ルシアス・D・クレイが統治した西ドイツでは限定的にしか見られなかった現象であり、マッカーサーの強烈な個性により、日本人に、マッカーサーならどんな嘆願でも聞き入れてくれるだろうと思わせる磁力のようなものがあったという指摘もある。マッカーサー個人宛てに送られていた手紙には、「マッカーサー元帥の銅像をつくりたい」「あなたの子供をうみたい（ただし原書は存在せず）」「世界中の主様であらせられますマッカーサー元帥様」「吾等の偉大なる解放者マッカーサー元帥閣下」と当時のマッカーサーへの熱烈な人気や厚い信頼をうかがわせるものもあり、他の多くの権力者と同様に、自分への賛美・賞賛を好んだマッカーサーは、そのような手紙を中心に、気に入った自分宛ての手紙3,500通をファイルし終生手もとに置いており、死後はマッカーサー記念館で保存されているが、前述のとおり、そのような手紙は全体としては少数であった。マッカーサーは送られてきた手紙をただ読むのではなく、内容を分析し、世論や民主化の進行度を測る手段の一つとして重要視し占領政策を進めていくうえでうまく活用している。

### マッカーサー人気の終焉

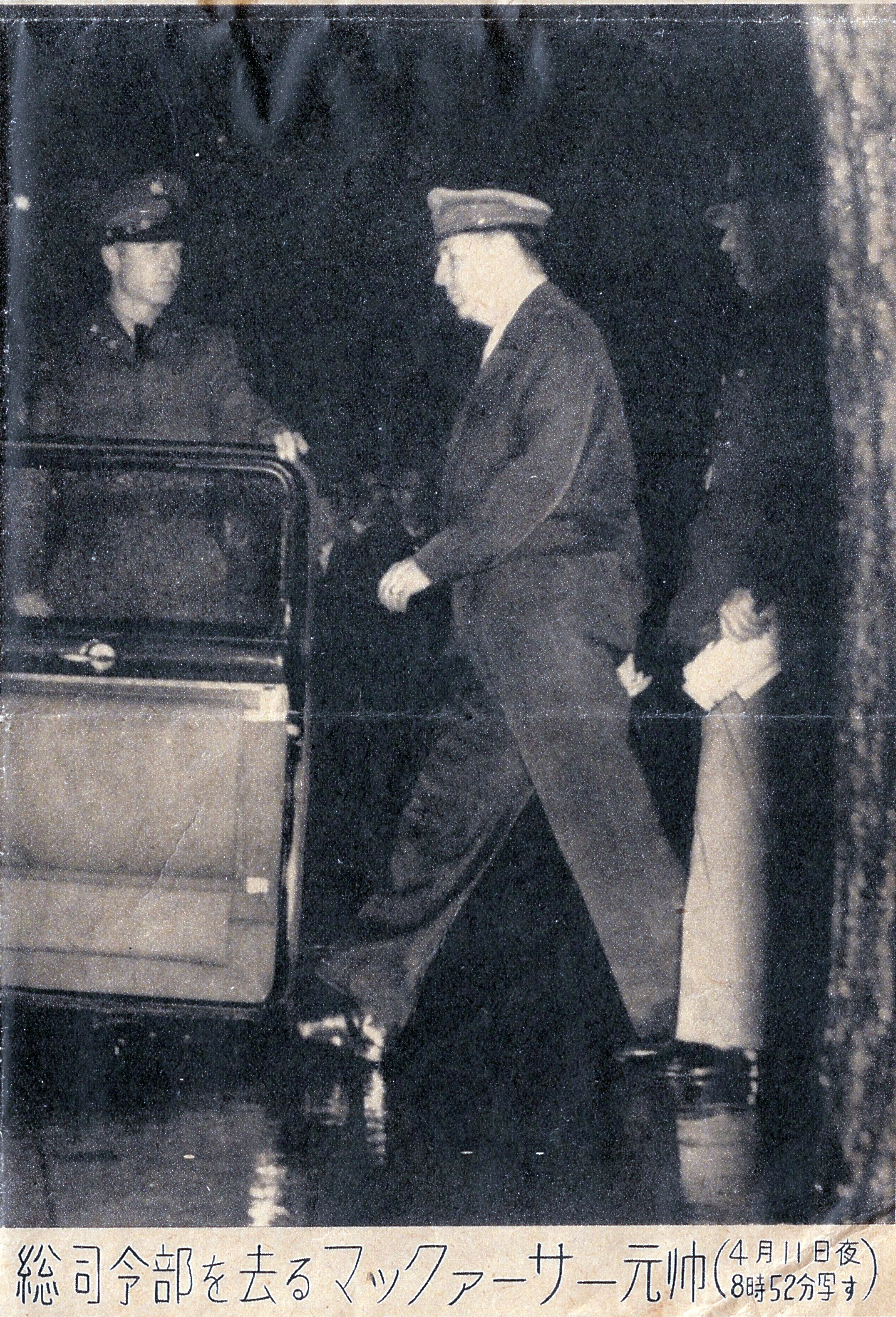
1951年4月11日、総司令官を更迭されて総司令部本部を後にするマッカーサー

検閲の中枢を担ったCCDが1949年10月に廃止され、マッカーサーが更迭されて帰国する頃は既にGHQの検閲は有名無実化しており、マッカーサーに対しても冷静な報道を行う報道機関も出ていた。たとえば『北海道新聞』などは、マッカーサー離日の数日後に「神格化はやめよう」というコラムを掲載し「宗教の自由がある以上、いかなる神の氏子になるのも勝手だが、日本の民主化にとって大事な事は国民一人一人が自分自身の心の中に自立の『神』を育てることであろう」と宗教を例にして、暗にマッカーサーの盲目崇拝への批判を行っていた。しかし、依然として多くのマスコミが自主規制によりマッカーサーへの表立った批判は避けており、同じマッカーサー離日時には「受持の先生に替られた女学生のように、マ元帥に名残を惜しむことであった。さすが苦労人のダレス大使は帰京の日「今日は日本はマ元帥の思いでいっぱいだろうから私は何も言わぬ」と察しのよいことを言った」 や「ああマッカーサー元帥、日本を混迷と飢餓からすくい上げてくれた元帥、元帥！ その窓から、あおい麦が風にそよいでいるのをご覧になりましたか。今年もみのりは豊かでしょう。それはみな元帥の五年八ヶ月のにわたる努力の賜であり、同時に日本国民の感謝のしるしでもあるのです。元帥！どうか、おからだをお大事に」 などと別れを大げさに惜しむ報道をおこなう報道機関も多かった。
帰国したマッカーサーが、1951年5月3日から開催された上院の外交委員会と軍事委員会の合同聴聞会で「#日本人は12歳」証言を行ったことが日本に伝わると、この証言が日本人、特にマスコミに与えた衝撃は大きく、『朝日新聞』は5月16日付の新聞1面に大きく【マ元帥の日本観】という特集記事を掲載し「文化程度は“少年”」と日本人に対し否定的な部分を強調して報じた。さらに社説で「マ元帥は米議会の証言で「日本人は勝者にへつらい、敗者を見下げる傾向がある」とか「日本人は現代文明の標準からみてまだ12歳の少年である」などと言っている。元帥は日本人に多くの美点長所があることもよく承知しているが、十分に一人前だとも思っていないようだ。日本人へのみやげ物話としてくすぐったい思いをさせるものではなく、心から素直に喜ばれるように、時期と方法をよく考慮する必要があろう」 と一転してマッカーサーに対し苦言を呈するなど、日本のマスコミにおけるマッカーサーへの自主規制も和らぎ、報道方針が変化していくに連れて、日本国民は、征服者であったマッカーサーにすり寄っていたことを恥じて、マッカーサー熱は一気に冷却化することとなった。
そのため、政府が計画していた「終身国賓待遇の贈呈」は先送り「マッカーサー記念館の建設」計画はほぼ白紙撤回となり、三共、日本光学工業（現ニコン）、味の素の3社が「12才ではありません!!」と銘打ち、タカヂアスターゼ、ニッコール、味の素の3製品が国際的に高い評価を受けている旨を宣伝する共同広告を新聞に出す騒ぎになった。

## 家族

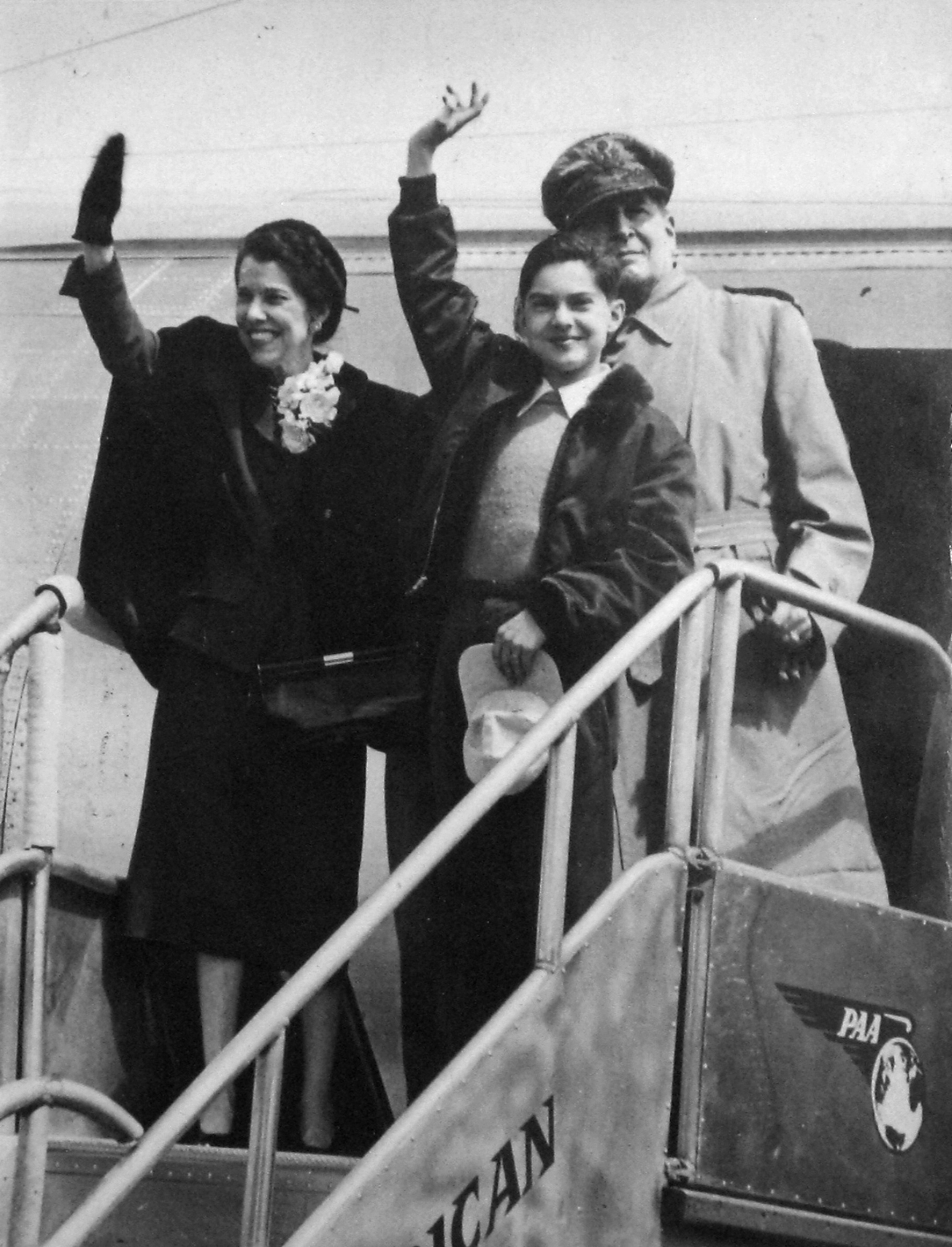
1950年、妻ジーンと息子のアーサー・マッカーサー4世

### 母親
マッカーサーの人格形成に大きな影響を与えたのが母メアリー・ピンクニー・ハーディ（通称ピンキー）であった。マッカーサーは成人になってからもピンキーから強く支配されており、いつまでも母親離れできない特異性から、マッカーサーは生涯にわたってマザーコンプレックスにとらわれていたという指摘もある。マッカーサーは幼少の頃に軍の砦内で生活していたため、マッカーサーが6歳になるまでピンキーが勉強を教えていた。ピンキーはその間、マッカーサーが自分に依存する期間を長引かせるため、髪を長くカールしおさげにさせ、スカートをはかせていた。
その後、父親アーサーがワシントンに転勤したこともあり、マッカーサーは8歳に小学校に入学すると、その後はウェスト・テキサス軍人養成学校に進学し軍人への道を歩んでいく。しかしながらピンキーは依然強い影響を及ぼし続けた。その一例として、マッカーサーが13歳の時に小遣い稼ぎのために新聞売りのアルバイトをしたことが、他のアルバイトの学生らに販売実績でマッカーサーが負けたことを知ったピンキーは、「明日もう一度行って新聞を全部売ってきなさい。売りきるまで帰ってきてはいけません」と厳しく言いつけた。マッカーサーは翌日の夜になってから、服はボロボロであちこちに生傷をつくりながらも母親の言いつけどおり新聞を全部売り切ってから帰宅した。ピンキーはこのような厳しい教育方針により、マッカーサーが生まれ持っていた勝利への強い執念を、さらに育成し磨いていった。マッカーサーはウェスト・テキサス軍人養成学校に入学した頃は普通の成績であったが、ピンキーに磨かれた負けん気で勉強に打ち込みだすと、旺盛な知識欲も刺激され、相乗効果で2年生に進学する頃には優等生となっていた。
ピンキーの教育方針はマッカーサーを優秀な人間に育成した一方で、限りなく自己中心的で自閉的な人間にしていった。マッカーサーは自分の間違いを認めることができない人間となっていき、常に「世間の人間は自分を陥れようとしている」と被害妄想を抱くようになっていた。そのせいでマッカーサーはウェスト・テキサス軍人養成学校から進学したウエスト・ポイントで同級生の中で孤立しており、ウエスト・ポイントの卒業生の結婚式では、卒業生の団結力を反映してクラスメイト達の華やかな社交の場となるのが通例であるが、マッカーサーの結婚式にはたった1名の同級生しか出席しなかった。ピンキーの教育は、マッカーサーに純粋な同志的友情を構築する能力を欠乏させたが、マッカーサー自身も友人を必要とはしなかった。
マッカーサーの私生活にもピンキーは多大な影響を及ぼしていた。ピンキーはマッカーサーの最初の結婚相手ルイーズを気に入らず、婚約したと聞いたときに傷心のあまりに病床についたほどであった。ルイーズが資産家であったため式は豪華なものであったが、ピンキーは招待を断り式には参列しなかった。結婚してからもピンキーとルイーズのそりは合わず、ルイーズは後に離婚に至った原因として「義母（ピンキー）がいろいろ口出しするので、私たちの結婚は破局を迎えることとなった」と話している。
マッカーサーは2度目のフィリピン勤務時に、当時で33歳年下で16歳のイザベルを愛人とし、自分がアメリカ本土に異動となると、イザベルをアメリカに呼び寄せた。ピンキーに知られたくなかったため、ピンキーと同居している自宅に呼び寄せることができずに、ジョージタウン (ワシントンD.C.)にアパートを借りそこで囲わねばならなかった。
ピンキーの目を盗んで密会しないといけないのと、マッカーサーが参謀総長に就任し多忙になったため、次第にマッカーサーとイザベルは疎遠となっていった。マッカーサーはイザベルをフィリピンに帰らせようとフィリピン行きの船のチケットを渡したが、イザベルはフィリピンに帰らずマッカーサーに金を無心してきたため、困ったマッカーサーはイザベルに経済的な自立を促そうと求人情報のチラシを送りつけている。結局、イザベルはマッカーサーと敵対したジャーナリストに協力し、スキャンダルとなって世間やピンキーにイザベルとの関係を知られたくなかったマッカーサーの弱みに付け込み15,000ドルの慰謝料を受け取ることに成功している。イザベルはその後もフィリピンに帰ることはなく、ハリウッドで女優となったが端役だけで大成することもなかった。その後も職を転々として1960年に自殺するという悲劇的な最期をとげている。
マッカーサーが軍事顧問に就任し3回目のフィリピン行きとなったとき、82歳となっていたピンキーが随行した。フィリピンに向かう船中で初めて会ったジーンをピンキーは即座に気に入り、ピンキーのお墨付きとなったジーンとマッカーサーは船中で意気投合し交際を開始、その後ジーンはマッカーサーの2番目の妻となった。ピンキーはその結婚を見ることなく1935年11月にフィリピンに到着した直後に亡くなっている。マッカーサーの落ち込み方は相当なもので、フィリピンでマッカーサーの副官をしていたアイゼンハワーは「将軍の気持ちに何か月もの間、影響を及ぼした」と書き記したほどであった。

### その他
兄のアーサー・マッカーサー3世はアメリカ海軍兵学校に入学し、海軍大佐に昇進したが、1923年に病死した。弟マルコムは1883年に死亡している。兄アーサーの三男であるダグラス・マッカーサー2世は駐日アメリカ合衆国大使となった。
1938年にマニラで妻ジーンとの間に出来た長男がいる。マッカーサー家は代々、家長とその長男がアーサー・マッカーサーを名乗ってきたが、兄アーサー・マッカーサー3世の三男がダグラス・マッカーサー2世になり、三男であるダグラスの長男がアーサー4世になっている。
そのアーサー・マッカーサー4世は、日本在住の時にはマッカーサー元帥の長男として日本のマスメディアで取り上げられることもあった。マッカーサーとジーンは父親らと同様に軍人になることを願ったが、父の功績により無試験で入学できた陸軍士官学校には進まず、コロンビア大学音楽科に進み、ジャズ・ピアニストとなった。マッカーサーはアーサーの選択を容認したが、そのことについて問われると「私は母の期待が大変な負担であった。一番になるということは本当につらいことだよ。私は息子にそんな思いはさせたくなかった」と答えたという。それでもマッカーサーという名前はアーサーにとっては負担でしかなかったのか、マッカーサーの死後は名前と住所を変え、グリニッジ・ヴィレッジに集まるヒッピーの一人になったと言われている。

## マッカーサーのアメリカ議会証言録
総司令官解任後の1951年5月3日から、マッカーサーを証人とした上院の軍事外交共同委員会が開催された。主な議題は「マッカーサーの解任の是非」と「極東の軍事情勢」についてであるが、日本についての質疑も行われている。この証言部分は日本では報道されず噂を聞いていた渡部昇一が小堀圭一郎に頼んで新聞研究所から原文を取り寄せて貰い話し合い、議会演説から約４０年も経ってから日本国内で発表された。

### 日本が戦争に突入した目的は主として安全保障（security）によるもの
質問者より朝鮮戦争における中華人民共和国（赤化中国）に対しての海空封鎖戦略についての意見を問われ、太平洋戦争での経験を交えながら下記のように答えている。
秦郁彦は、小堀桂一郎などの東京裁判批判を行う論客たちがこの発言を「（マッカーサーが太平洋戦争を）自衛戦争として認識していた証拠」として取り上げる論点であると指摘している。小堀はこの個所を「これらの原料の供給を断ち切られたら、一千万から一千二百万の失業者が発生するであらうことを彼ら（日本政府・軍部）は恐れてゐました。したがつて彼らが戦争に飛び込んでいつた動機は、大部分がsecurity（安全保障）の必要に迫られてのことだつたのです」と訳している。マッカーサーが、「絹産業以外には、国有の産物はほとんど何も無い」日本が、「安全保障の必要に迫られてのことだった」と証言した意味には、暗に米国の日本に対する厳しい経済封鎖が巻き起こした施策（戦争）であったという含意が看取できる。一方で、マッカーサーの発言の要旨は中華人民共和国に対しての海空封鎖戦略の有効性についてであり、日本の戦争目的を擁護する意図は含まれていなかったとする意見もある。

### 日本人は12歳
公聴会3日目は5月5日の午前10時35分から始まり、午前12時45分から午後1時20分まで休憩を挟んだ後に、マッカーサーの日本統治についての質疑が行われた。マッカーサーはその質疑の中で、人類の歴史において占領の統治がうまくいったためしがないが、例外としてジュリアス・シーザーの占領と、自らの日本統治があるとし、その成果により一度民主主義を享受した日本がアメリカ側の陣営から出ていくことはないと強調したが、質問者のロング委員よりヴァイマル共和政で民主主義を手にしながらナチズムに走ったドイツを例に挙げ、質問を受けた際の質疑が下記のとおりである。
この発言が多くの日本人には否定的に受け取られ、日本におけるマッカーサー人気冷却化の大きな要因となった（#マッカーサー人気の終焉）。当時の日本人はこの発言により、マッカーサーから愛されていたのではなく、“昨日の敵は今日の友”と友情を持たれていたのでもなく、軽蔑されていたに過ぎなかったことを知ったという指摘がある。
さらにマッカーサーは、同じ日の公聴会の中で「日本人は12歳」発言の前にも「日本人は全ての東洋人と同様に勝者に追従し敗者を最大限に見下げる傾向を持っている。アメリカ人が自信、落ち着き、理性的な自制の態度をもって現れた時、日本人に強い印象を与えた」「それはきわめて孤立し進歩の遅れた国民（日本人）が、アメリカ人なら赤ん坊の時から知っている『自由』を初めて味わい、楽しみ、実行する機会を得たという意味である」などと日本人を幼稚と見下げて、「日本人は12歳」発言より強く日本人を侮辱したと取られかねない発言も行っていた。
また、自分の日本の占領統治をシーザーの偉業と比肩すると自負したり、「（日本でマッカーサーが行った改革は）イギリス国民に自由を齎したマグナ・カルタ、フランス国民に自由と博愛を齎したフランス革命、地方主権の概念を導入した我が国のアメリカ独立戦争、我々が経験した世界の偉大な革命とのみ比べることができる」と証言しており、マッカーサーは証言で、自身が日本で成し遂げたと考えていた業績を弁護していたという解釈もある。
一方で、マッカーサーは「老兵は死なず……」のフレーズで有名な1951年4月19日の上下両院議員を前にした演説では「戦争以来、日本人は近代史に記録された中で最も立派な改革を成し遂げた」や「賞賛に足る意志と、学習意欲と、抜きんでた理解力をもって、日本人は戦争が残した灰の中から、個人の自由と人格の尊厳に向けた大きな建造物を建設した。政治的にも、経済的にも、そして社会的にも、今や日本は地球上にある多くの自由国家と肩を並べており、決して再び世界の信頼を裏切る事はないであろう」と日本を称賛しており、「日本人は12歳」発言は日本人はドイツ人より信頼できることを強調したかっただけでマッカーサーの真意がうまく伝わらなかったという解釈や、マッカーサーと関係が深かった吉田茂のように「元帥の演説の詳細を読んでみると『自由主義や民主主義政治というような点では、日本人はまだ若いけれど』という意味であって『古い独自の文化と優秀な素質とを持っているから、西洋風の文物制度の上でも、日本人の将来の発展は頗る有望である』ということを強調しており、依然として日本人に対する高い評価と期待を変えていないのがその真意である」との好意的な解釈もある。なぜマッカーサーが「12歳」と言って「13歳」でなかったのかは、英語の感覚で言えば12歳は「ティーンエイジャー」ではまだないということである。まだ精神年齢が熟しきっておらず、新しい事柄を受け入れることが可能だと強調しているのである。

### その他
この委員会では、他にも「過去100年に米国が太平洋地域で犯した最大の政治的過ちは共産勢力を中国で増大させたことだ。次の100年で代償を払わなければならないだろう」と述べ、アジアにおける共産勢力の脅威を強調している。
ラッセル・ロングからは「連合国軍総司令部は史上類を見ないほど成功したと指摘されている」と水を向けられたが、「そうした評価を私は受け入れない。勝利した国家が敗戦国を占領するという考え方がよい結果を生み出すことはない。いくつか例外があるだけだ」「交戦終了後は、懲罰的意味合いや、占領国の特定の人物に対する恨みを持ち込むべきではない」と答えている。また、別の上院議員から広島・長崎の原爆被害を問われると、「熟知している。数は両地域で異なるが、虐殺はどちらの地域でも残酷極まるものだった」と答えて、原爆投下の指示を出したトルーマンを暗に批判している。

## マッカーサー記念館

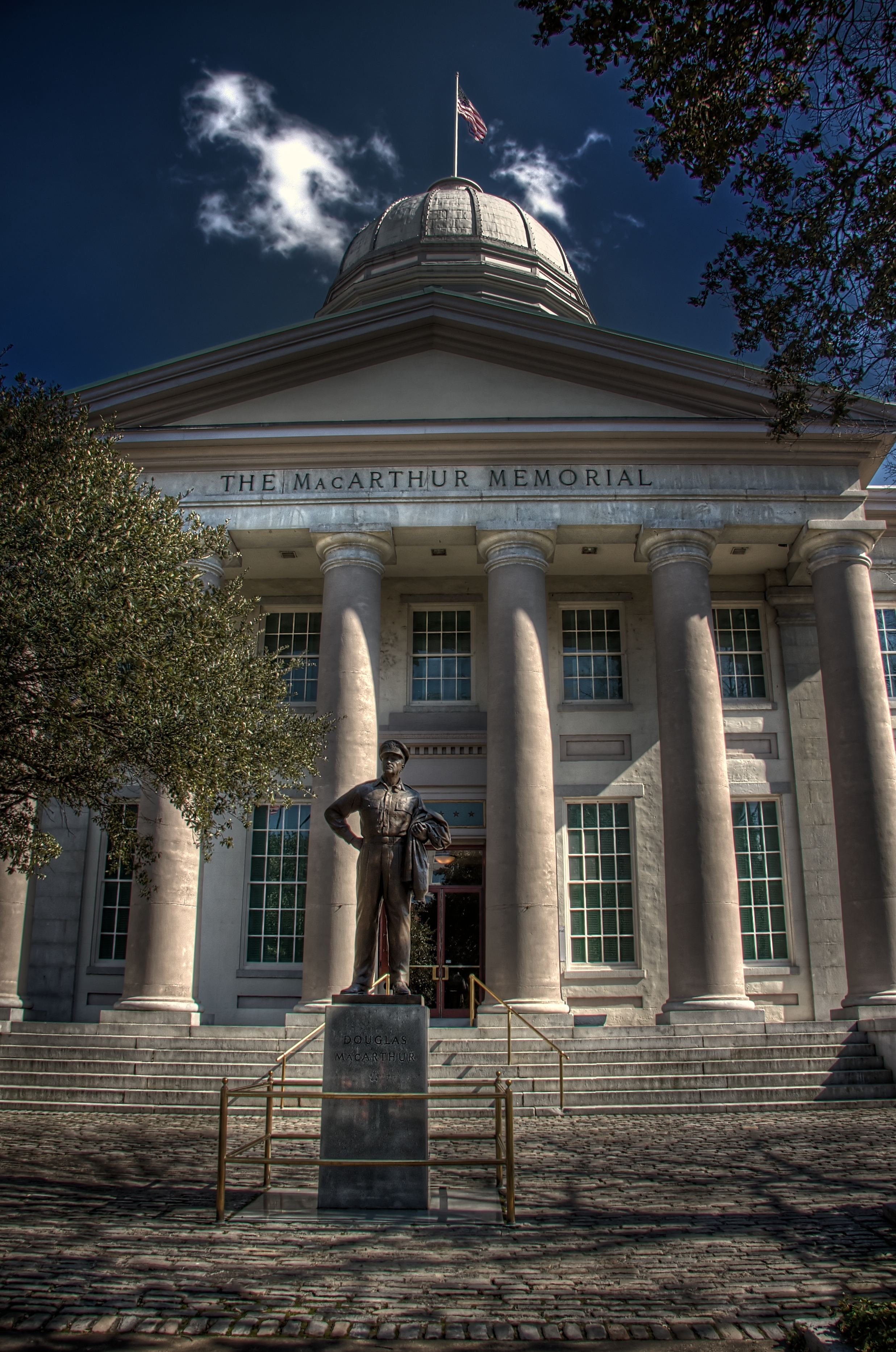
マッカーサー記念館

ノーフォークのノーティカスから東へ約400m行ったところにあるダウンタウンのマッカーサー・スクエアには、19世紀の市庁舎をそのまま記念館としたダグラス・マッカーサー記念館が立地している。館内にはマッカーサー夫妻の墓や、博物館、図書館が設けられている。博物館には軍関連品だけでなく、マッカーサーのトレードマークであったコーンパイプなどの私物も多数展示されている。また、伊万里、九谷、薩摩の磁器や有線七宝など、マッカーサーが、離日にあたって皇室をはじめ各界から贈られた国宝級の持ち帰った日本の逸品も展示されている。建物は「旧ノーフォーク市庁舎」として国家歴史登録財に指定されている。記念館の正面にはマッカーサーの銅像が立っている。
日本でもマッカーサー解任前後に「マッカーサー記念館」を建設する計画が発足した。この建設発起人には秩父宮、田中耕太郎最高裁判所長官、金森徳次郎国立国会図書館館長、野村吉三郎元駐米大使、本田親男毎日新聞社長、長谷部忠朝日新聞社長ら各界の有力者が名を連ねていた。この施設は「マッカーサー神社」と呼称されていることがあるが、この計画は、マッカーサー在任中から「ニュー・ファミリー・センター」という団体が計画していた「青年の家」という青少年の啓蒙施設の建設計画を発展させたものであり、「元帥の功績を永遠に記念するため、威厳と美しさを備えた喜びと教養の殿堂にしたい」という趣旨の下で、記念館、公会堂、プール、運動施設、宿泊施設を整備するものであって、特に宗教色のない計画であった。
その後に当初の14名の発起人に加え、藤山愛一郎日本商工会議所会頭、浅沼稲次郎社会党書記長、安井誠一郎東京都知事らも参加して「マッカーサー会館建設期成会」が発足、まずは総事業費4億5,000万円をかけて三宅坂の参謀本部跡に鉄筋コンクリートの3階建ビルを建てる計画で募金を募ったが、募金開始が「日本人は12歳」発言でマッカーサー熱が急速に冷却化していた1952年2月であり、60万円の宣伝費をかけて集まった募金はわずか84,000円と惨憺たるありさまだった。1年後には募金どころか借金が300万円まで膨らみ、計画は立ち消えになった。他にも東京湾に「マッカーサー灯台」を建設し、降伏調印式の際に戦艦ミズーリが停泊した辺りを永遠に照らす計画や、また「マッカーサー記念館」や「マッカーサー灯台」の計画より前の1949年には浜離宮に自由の女神像と同じ高さのマッカーサーの銅像を建設しようとする「マッカーサー元帥銅像建設会」が発足していた。随筆家高田保にも委員就任の勧誘がなされるなど 広い範囲に声がかけられ（ただし高田は委員就任を見送り）募金も開始されたが、これも他の計画と同じ時期に立ち消えになり、集まった募金の行方がどうなったか不明である。

## 人物評

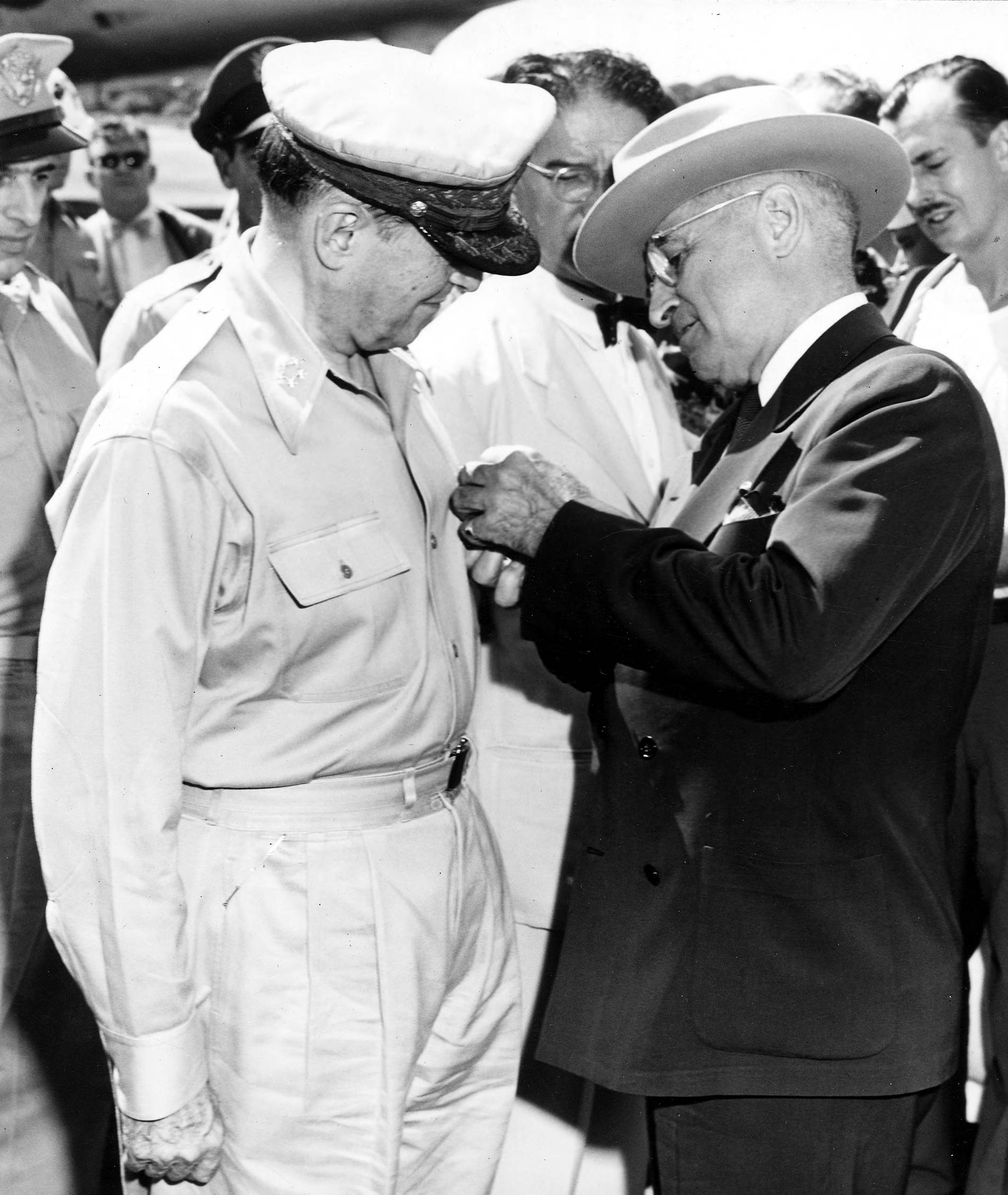
ウェーク島の会談でマッカーサーに勲章を授与するトルーマン

マッカーサーの下で太平洋戦争を戦った第5空軍司令のジョージ・ケニー 中将がマッカーサーについて「ダグラス・マッカーサーを本当に知る者はごくわずかしかいない。彼を知る者、または知っていると思う者は、彼を賛美するか嫌うかのどちらかで中間はあり得ない」と評しているように、評価が分れる人物である。
マッカーサーにとって忠誠心とは部下から一方的に向けられるものとの認識であり、自分が仕えているはずの大統領や軍上層部に対する忠誠心を持つことはなかったため、マッカーサーに対する歴代大統領や軍上層部の人物評は芳しいものではなかった。
ルーズベルトは「マッカーサーは使うべきで信頼すべきではない」「我が国で最も危険な人物2人はヒューイ・ロングとダグラス・マッカーサーだ」 とマッカーサーの能力の高さを評価しながら信用はしてはおらず、万が一に備えてマッカーサーが太平洋戦争開戦前に軍に提出した『日本軍が我が島嶼への空襲能力を欠くため、フィリピンは保持できる』という報告書を手もとに保管していた。また、政治への進出にマッカーサーが強い野心を抱いているのを見抜いて「ダグラス、君は我が国最高の将軍だが、我が国最悪の政治家になると思うよ」 と釘を刺したこともあった。
更迭に至るまで激しくマッカーサーと対立していたトルーマンの評価はもっと辛辣で、就任間もない1945年に未だ直接会ったこともないマッカーサーに対し「あのうぬぼれやを、あのような地位につけておかなかればならないとは。なぜルーズベルトはマッカーサーをみすみす救国のヒーローにしたてあげたのか、私にはわからない…もし我々にマッカーサーのような役者兼ペテン師ではなくウェインライトがいたならば、彼こそが真の将軍、戦う男だった」と否定的な評価をしていた。しかしマッカーサーの圧倒的な実績と人気に、全く気が進まなかったがGHQの最高司令官に任命している。トルーマンのマッカーサーへの評価は悪化する事はあっても改善することはなく、1948年にはマッカーサーを退役させ、西ドイツの軍政司令官ルシアス・D・クレイをGHQ最高司令官の後任にしようと画策したこともあったが、トルーマンの打診をクレイは断り実現はしなかった。
一方で、マッカーサーもトルーマンを最後まで毛嫌いしていた。更迭された直後は「あの小男には私を首にする勇気があった。だから好きだよ」「私の扱い方から見ると、あの男はいいフルバックになれるな」と知り合いに語るなど寛容な態度で余裕も見せていたが、1950年にトルーマンが出版した回顧録で、朝鮮戦争初期の失態はマッカーサーの責任であると非難されているのを知ると激怒して、トルーマンの回顧録に対してライフ誌上で反論を行ない、非公式の場では「いやしいチビの道化師、根っからの嘘つき」と汚い言葉で罵倒していた。
朝鮮戦争において、当初は参謀本部副参謀長としてマッカーサーの独断専行に振り回され、後にマッカーサーの後任として国連軍を率いたリッジウェイはマッカーサーの性格について、「自分がやったのではない行為についても名誉を受けたがったり、明らかな自分の誤りに対しても責任を否認しようという賞賛への渇望」「多くの将兵の前で常にポーズをとりたがる、人目につく立場への執着」「天才に必要な孤独を愛する傾向」「論理的な思考を無視してなにものかに固執する、強情な性質」「無誤謬の信念を抱かせた、自分自身に対する自信」と分析していた。一方で、マッカーサーの問題の核心を明らかにする能力と、目標に向かって迅速・果敢に行動する積極性に対して、他の人はマッカーサーを説き伏せたり、強く反駁することは困難であって、マッカーサーに疑いを抱くものは逆に自分自身を疑わせてしまうほど真に偉大な将帥の一人であったと賞賛もしている。
上司にあたる人物よりの評価が厳しい一方で、部下らからの評価や信頼は高かった。GHQでマッカーサーの下で働いた極東空軍司令のジョージ・E・ストラトメイヤー 中将は「アメリカ史における最も偉大な指導者であり、最も偉大な指揮官であり、もっとも偉大な英雄」と称え、第10軍司令官エドワード・アーモンド中将は「残念ながら時代が違うので、ナポレオン・ボナパルトやハンニバルら有史以来の偉大な将軍らと同列に論ずることはできないが、マッカーサーこそ20世紀でもっとも偉大な軍事的天才である」とライフ誌の取材に答えている。
特にフィリピン時代からマッカーサーに重用されていた『バターン・ギャング』と呼ばれたGHQ幕僚たちのマッカーサーに対する評価と信頼は極めて高く、その内の一人であるウィロビーは、マッカーサーに出した手紙に「あなたに匹敵する人物は誰もいません、結局人々が愛着を覚えるのは偉大な指導者、思想ではなく、人間です。…紳士（ウィロビーのこと）は大公（マッカーサー）に仕えることができます。そのような形で勤めを終えることができれば本望です」と書いたほどであった。
しかし、ウィロビーらのように盲目的に従ってくれているような部下であっても、マッカーサーは部下と手柄を分かち合おうという認識はなく、部下がいくらでも名声を得るのに任せたアイゼンハワーと対照的だった。例えば、マッカーサーの配下で第8軍を指揮したロバート・アイケルバーガー大将が、サタデー・イブニング・ポストなどの雑誌にとりあげられたことがあったが、これがマッカーサーの不興を買い、マッカーサーはアイケルバーガーを呼びつけると「私は明日にでも君を大佐に降格させて帰国させることが出来る。分っているのか？」と叱責したことがあった。叱責を受けたアイケルバーガーは「作戦勝報に自分の名前が目立つぐらいならポケットに生きたガラガラヘビを入れてもらった方がまだましだ」と部下の広報士官に語っている。
マッカーサーの指揮下で上陸作戦の指揮を執ったアメリカ海軍第7水陸両用部隊司令ダニエル・バーベイ少将は、海軍の立場から、そのようなマッカーサーと陸軍の部下将官との関係を冷静に観察しており、「マッカーサーが自分の側近たちと親しい仲間意識をもつことは決してなかった。彼は尊敬されはしたが、部下の共感と理解を得ることは無かったし、愛されもしなかった。彼の態度はあまりにもよそよそしすぎ、その言動はもちろん、服装に至るまで隙が無さ過ぎた」と評している。

### マッカーサーとアイゼンハワー
マッカーサーを最もよく知る者の1人が7年間に渡って副官を勤めたアイゼンハワーであった。アイゼンハワーはマッカーサー参謀総長の副官時代を振り返って、「マッカーサー将軍は下に仕える者として働き甲斐のある人物である。マッカーサーは一度任務を与えてしまうと時間は気にせず、後で質問することもなく、仕事がきちんとなされることだけを求められた」「任務が何であれ、将軍の知識はいつも驚くほど幅広く、概ね正確で、しかも途切れることなく言葉となって出てきた」「将軍の能弁と識見は、他に例のない驚異的な記憶力のたまものであった。演説や文章の草稿は、一度読むと逐語的に繰り返すことができた」と賞賛している。アイゼンハワーは参謀総長副官としての公務面だけでなく、マッカーサーが、元愛人イザベルに和解金として15,000ドルを支払ったときには、同じ副官のトーマス・ジェファーソン・デービス大尉と代理人となってイザベル側と接触するなど、公私両面でマッカーサーを支えている。
しかしアイゼンハワーは、マッカーサーの側近として長年働きながら、「バターン・ギャング」のサザーランドやホイットニーのように、マッカーサーの魅力に絡めとられなかった数少ない例外であり、フィリピンでの副官時代は、「バターン・ギャング」の幕僚らとは異なり、マッカーサーとの議論を厭わなかった。
アイゼンハワーのマッカーサーに対する思いの大きな転換点となったのが、マッカーサーがリテラリー・ダイジェスト という雑誌の記事を鵜呑みにし、1936年アメリカ合衆国大統領選挙でルーズベルトが落選するという推測を広めていたのをアイゼンハワーが止めるように助言したのに対し、マッカーサーは逆にアイゼンハワーを怒鳴りつけたことであった。この日以降、アイゼンハワーはマッカーサーの下で働くのに辟易とした素振りを見せ、健康上の理由で本国への帰還を申し出たが、アイゼンハワーの実務能力を重宝していたマッカーサーは慌てて引き留めを図っている。両者の関係を決定づけたのは、この後に起こった、マッカーサー独断でのフィリピン軍によるマニラ行進計画がケソンの怒りを買ったため、アイゼンハワーら副官に責任転嫁をした事件であり（#フィリピン生活）、アイゼンハワーはこの事件で「決して再び、我々はこれまでと同じ温かい、心からの友人関係にはならなかった」と回想している。
この後、連合国遠征軍最高司令官、アメリカ陸軍参謀総長と順調に経歴を重ねていくアイゼンハワーは、ある婦人にマッカーサーを知っているか？と質問された際に「会ったところじゃないですよ、奥さん。私はワシントンで5年、フィリピンで4年、彼の下で演技を学びました」と総括したとも伝えられている。
ただ、当時のアメリカの一部マスコミが報じていた程は両者間に強い確執はなかったようで、アイゼンハワーは参謀総長在任時に何度もマッカーサーに意見を求める手紙や、参謀総長退任時には、マッカーサーとアイゼンハワーの対立報道を否定する手紙を出すなど、両者は継続して連絡を取り合っていた。しかし、アイゼンハワーが第34代アメリカ合衆国大統領に着任すると、その付き合いは表面的なものとなり、アイゼンハワーがマッカーサーをホワイトハウスに昼食に招いた際には、懸命に助言を行うマッカーサーに耳を貸すことはなかったため、マッカーサーは昼食の席を立った後に、記者団に対して「責任は権力とともにある。私はもはや権力の場にはいないのだ」と不機嫌そうに語っている。

## エピソード

### 日本での生活
- 日本滞在時のマッカーサーの生活は、朝8時に起床、家族と遅い朝食をとって10時に連合国軍最高司令官総司令部のある第一生命館に出勤、14時まで仕事をすると、昼休みのために日本滞在中の住居であったアメリカ大使公邸に帰宅し、昼食の後昼寝、16時に再度出勤し、勤務した後20時ごろ帰宅、夕食の後、妻ジーンや副官とアメリカから取り寄せた映画を観る、というのが日課だった。好きな映画は西部劇であった。マッカーサーはこのスケジュールを土日もなく毎日繰り返し、休みを取らなかった。日本国内の旅行は一切せず、遠出は厚木や羽田に重要な来客を迎えに行くときだけで、国外へも朝鮮戦争が始まるまでは、フィリピンと韓国の独立式典に出席した時だけだった[579]。しかし例外として、ミズーリ艦上での降伏文書調印式を終えた後に鎌倉の鶴岡八幡宮を幕僚とともに参拝したことが、1945年9月18日の『読売報知』で報じられている。マッカーサーにとって40年ぶりの訪問だったといわれる。
- 連合国軍最高司令官総司令部のマッカーサーの執務室にあるデスクは足が4本あるだけのダイニングテーブルみたいなもので、引き出しが全くないものであった。これは第一生命の社長であった石坂泰三の「社長たるべき者は、持ち込まれた会社の問題は即決すべきで、引き出しの中に寝かせるべきでない」という思想から、あえて引き出しがないデスクを使用していたものであったが、その話を聞いたマッカーサーは石坂の思想に大いに共鳴して「最高の意思決定はまさにそうあるべきだ。自分もそのようにするので、このデスクをそのまま使うことにする」と言って、石坂が使用していたデスクを2,000日に及ぶ日本統治の期間内使用し続け、退庁する時にはデスクの上には何も残していかなかった[580]。
- 日本での住居は、ホテルニューグランドとスタンダード・オイル日本支社長邸宅を経て[270]、駐日アメリカ合衆国大使館公邸となったが、来日前は第8軍司令官アイケルバーガーに「私は皇居に住むつもりだ」と興奮して語っていた[581]。大使公邸は1930年に当時の大統領フーヴァーがアメリカの国力を日本に誇示する為、当時の金額で100万ドルの巨費等投じて建築した耐震構造の頑丈な造りであり、空襲でも全壊はしなかったが、爆弾やその破片が屋根を貫通し室内は水浸しになって家具類は全滅していた。修理のために多くの日本人の職人が集められて修繕工事が行われたが、テーブルクロス・カーテンはハワイ、揺り椅子はブリスベンなど世界中から家具や室内装飾を取り寄せ、また宝石をちりばめた煙草入れや銀食器などの高級小物も揃えられた。また長男アーサーの玩具にマッカーサー愛用のコーンパイプを模した銀のパイプや象牙で作った人形なども揃えられた。コレヒドールからの脱出に同行した中国人使用人のアー・チュも引き続き使用人として一緒に来日したほか、マニラ・ホテルでボーイをしていたカルロスも呼び寄せ、日本人召使もクニとキヨという女性を含め数名が雇用されたが、日本人召使はアメリカの紋章が刺繍された茶色の着物をユニホームとして着せられていた。アメリカから実情調査にやってきたホーマー・ファガ―ソン上院議員は、このようなマッカーサーの豪勢な生活ぶりを見て「この素晴らしい宮殿はいったい誰のものかね？」と皮肉を言ったため、GHQのウィリアム・ジョセフ・シーボルド外交局長がフォローしている[556]。
- マッカーサーは財布を持ち歩く習慣がなかったため、買い物は妻のジーンが全て行っていた。ジーンは最高司令官の妻にもかかわらず、自ら銀行口座を開設に行って家計を管理し、PXの長い行列に並んでいた。PXのマネージャーはそんなジーンを見て「日本にいる将軍の夫人の中で、特別待遇をお求めにならないのは貴方だけです」と感心している。マッカーサーが出先で買い物をする必要があったときは、副官が立て替えて、後にジーンが副官に支払っていた[16]。
- マッカーサー一家の“もてなし”を主に行っていたのが、宮内府であったが、なかでも「天皇の料理番」と呼ばれた主厨長秋山徳蔵は「ここまで来れたのはお上（天皇）のおかげ」と少しでも天皇処遇に好影響を与えられるよう、陣頭に立ってマッカーサー一家やGHQ高官らを接待した。マッカーサー記念館には、秋山が作ってマッカーサー公邸に届けた魚料理や鴨料理、長男アーサーに送ったプレゼント（提灯）に対して、マッカーサーが命じてGHQが秋山に送ったお礼状が残されている。昭和天皇からもマッカーサー一家への贈り物として、GHQからのお礼状が残っているものだけで、「マッカーサー夫妻への鮮やかな鉢植えの菊の花」「マッカーサー夫妻及び長男アーサーにクリスマスプレゼントとして贈った見事な木彫り」が贈られている。秋山はフランス語は堪能であったが、英語は不得意であったのにもかかわらず、GHQの高官やその夫人たちに好かれていた。ある夜、頭に真っ赤な口紅をつけて帰ってきたので、家族が驚いていると、秋山は「これは酔っぱらったジーン夫人につけられた」と言ったという。秋山がここまでやった理由について、侍従長の入江相政は「（アメリカは）今でも大嫌いですよ。しかし、日本は降伏したのだから、アメリカさんのご機嫌をとらなければ...陛下のためならどんなことでもしますよ」と秋山が述べたのを聞いている[582]。
- マッカーサーが日本人と会うことはほとんどなく、定期的に会っていたのは昭和天皇と吉田茂ぐらいであった。他は不定期に閣僚や、女性参政権により初当選した35名の女性議員や、水泳の全米選手権出場の古橋広之進ら日本選手団などを招いて会う程度であった[583]。古橋らと面談したマッカーサーは「これ（パスポート）に私がサインすると出られるから、行ってこい。その代わり、負けたらだめだ。負けても卑屈になってはいけない。勝ったからといっておごってはだめだ。行く以上は頑張れ。負けたら、ひょっとして帰りのビザは取り消しになるかもわからない」と冗談を交えながら選手団を励ましている[584]。
- マッカーサーは日本滞在中に2回だけ病気に罹っている。一度目は歯に膿瘍ができ抜歯したときで、もう一度が喉にレンサ球菌が感染したときであるが、マッカーサーは医者嫌いであり、第一次世界大戦以降にまともに身体検査すらしていなかったほどであった。熱が出たため軍医がペニシリンを注射しようとしたところ、マッカーサーは注射を恐れており「針が身体に刺さるなんて信じられない」と言って注射を拒否し、錠剤だけを処方してもらったが、さらに症状は悪化し40度の高熱となったため、仕方なく注射を受けて数日後に回復した[585]。
- 日本滞在中、マッカーサーは秋田犬のウキ、柴犬とテリアの雑種のブラウニー、アメリカン・コッカー・スパニエルのブラッキー、スパニエル系のコーノの4匹の犬を飼っていた。その内でマッカーサーの一番のお気に入りはアメリカン・コッカー・スパニエルのブラッキーであった[586]。また、栃木県在住の医師からカナリアを贈られて飼っていたが、1年後に更迭されて帰国することとなったため、そのカナリアは大使公邸でチーフ・コックをしていた林直一に下げ渡され、林は故郷に連れて帰って飼育した[587]。
- 朝鮮戦争が開始されてからも、朝鮮戦争の指揮を任された総司令官にもかかわらず、朝鮮半島を嫌ったマッカーサーは一度も朝鮮に宿泊することがなかった。言い換えれば指揮や視察で、朝鮮を訪れても常に日帰りで[588]、必ず夜には日本に戻っていた。その為に戦場の様子を十分に把握することができず、中国義勇軍参戦による苦戦の大きな要因となった。
- 連合軍総司令部（GHQ）主催によるパーティーに、招待された佐賀県出身の名陶工酒井田柿右衛門が、佐賀県の瀬頭酒造の「東長」を持参しマッカーサー元帥が飲んだところ気に入られ、その日本酒は連合軍総司令部（GHQ）の指定商品になったとか、洋菓子のヒロタ創業者廣田定一がマッカーサーにバースデーケーキを送り、それに感動したマッカーサーが感謝状を贈ったとか[589]、マッカーサーがアメリカ兵に食べさせたいので海老名市でレタスの栽培を奨励し、日本全国にレタスが普及したなど[590]、日本各地の名産品にマッカーサーと関連付けられたものが多く存在する。

#### 目玉焼き事件

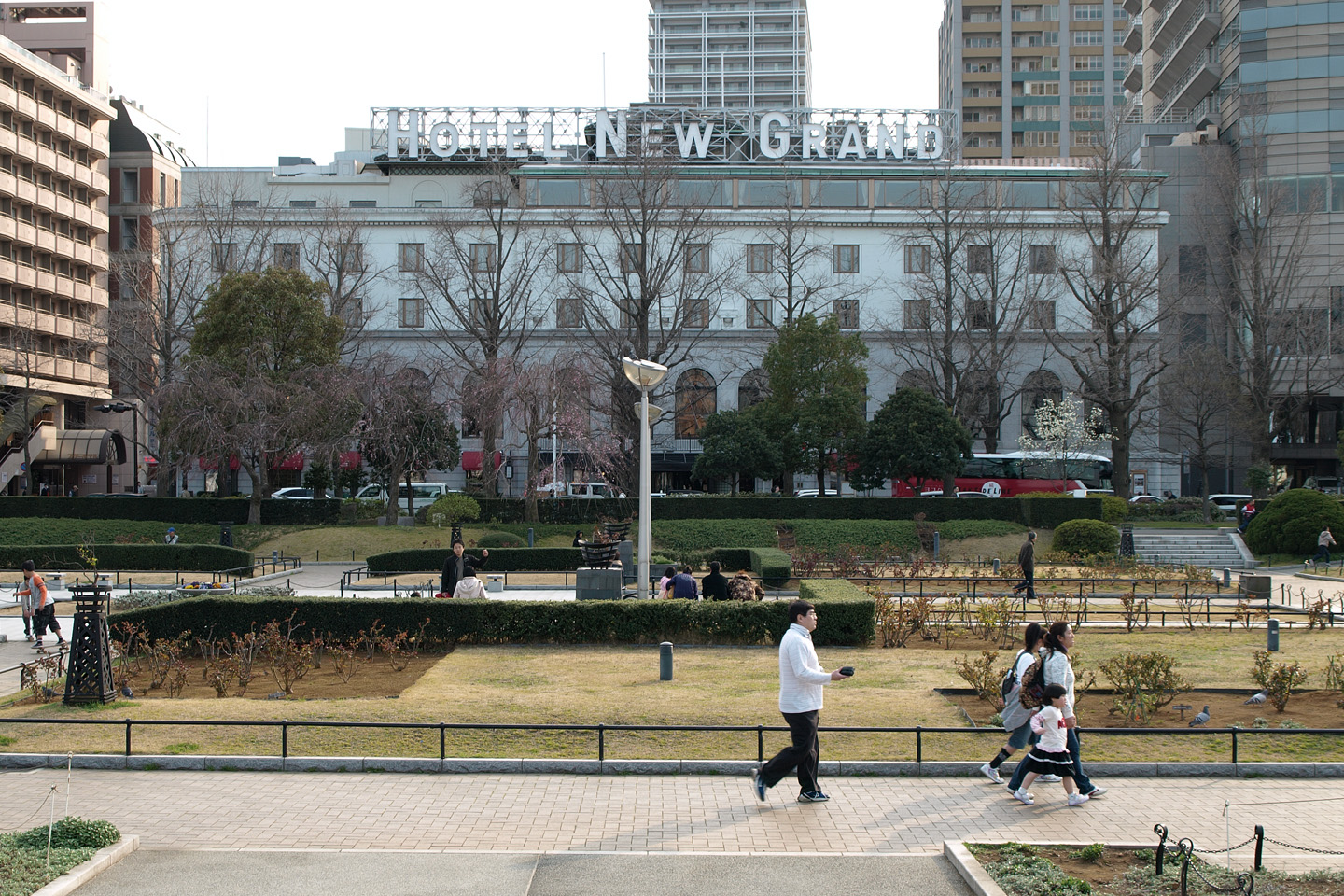
日本進駐当初にマッカーサーが宿泊したホテルニューグランド

- 厚木飛行場に降り立ったマッカーサーは、直接東京には入らず、横浜の「ホテルニューグランド」315号室に宿泊した。翌朝、マッカーサーは朝食に卵料理をオーダーした。アメリカ式の朝食の卵料理は「目玉焼き」にしても「スクランブルエッグ」にしても、一人分で卵2個が通常単位であったが、2時間も経ってようやく食卓に出てきたのは「1つ目玉の目玉焼き」であった。ホテルには生卵のストックはなく、マッカーサーのオーダーを聞いてから慌てて横浜市内を八方手を尽くして探してようやく1個の生卵を確保したというのが真相であった。マッカーサーは「1つ目玉の目玉焼き」を見るなりすべてを察して、軍用食料の現地（日本）調達計画の断念と、これからの占領政策の最重要施策は食料の供給であることを強く認識したという[591]。しかし、このエピソードについてはマッカーサー本人の回顧録、同席した副官のコートニー・ホイットニーや側近軍医ロジャー・O・エグバーグの著書にも記述はなく、ホテルニューグランド側でも会長の野村洋三や、この日マッカーサーを接客したホテル従業員霧生正子らの証言にも出てこないため真実味は薄い[592]。
- マッカーサー一行に最初に出された食事については、ホテルニューグランドに記録は残っておらず、正確なメニューは不明で、それが朝食であったのか昼食であったのかも実ははっきりしていない[593]。当時のホテルニューグランド会長の野村洋三の回想によれば、マッカーサーがニューグランドに着いて最初に出されたのは「遅い昼食」であり、メニューは冷凍のスケソウダラとサバ、どっぷりと酢をかけたキュウリであった。マッカーサーは一口食べると（食べたものは不明）無言になり、後は手をつけなかった[594]。また、野村はマッカーサーらを迎える準備として、自身が理事をしていた横浜訓盲院から卵を10個融通してもらっているが、この卵が食卓に出されたかは不明である[595]。
- マッカーサーらのニューグランドでの初めての食事のウェイトレスをした霧生正子によれば、当時、ホテルに肉は準備できなかったので、出したのはスケソウダラとポテトとスープであり、マッカーサーはスケソウダラを見るなり「これはなんだ？」と聞き、霧生が「スケソウダラです」と答えると、「こんなもの食べられるか」という顔をして手も付けず黙っていた。その後、食後のデザートに出したケーキにも手を付けず、黙って席を立っている[596]。
- マッカーサー本人にはこの日の記憶はなかったようで、自身の回顧録には副官ホイットニーの著書「MacArthur: his rendezvous with history」の記述を引用している。ホイットニーによれば、ホテルニューグランドでの最初の食事は「夕食のサービス」であり、メニューはビーフステーキであった。ホイットニーはマッカーサーの料理に毒が盛られていないか心配し毒見をしたいと申し出たが、マッカーサーは微笑みながら「誰も永遠には生きられないよ」と言って構わず手を付けたという[597]。
- ホイットニーがビーフステーキと思っていたのは、実は鯨肉のステーキであったとの説もある。牛肉は入手困難であったが鯨肉は日本陸海軍が相当量を保存しており、ホテル側も入手が容易であったという当時の食料事情もあった。鯨肉を食する習慣のないマッカーサーやホイットニーらアメリカ人は、出された肉が鯨のものと判断できずにビーフステーキと誤認していた可能性も指摘されている[593]。
- マッカーサーの側近軍医エグバーグ医師もその食事の席に同席していたが、メニューはスープとバター付きパンと冷凍の副食（食材は不明）だったと著書に記述している[598]。

#### マッカーサー元帥杯スポーツ競技会
- 関西の実業家池田政三がスポーツにより日本の復興に寄与しようと、全国規模でのスポーツ大会の開催を計画した。池田はマッカーサーを敬愛していたことから、大会名を『マッカーサー元帥杯競技』とすることを望み、知人のアメリカ人実業家ウィリアム・メレル・ヴォーリズを通じマッカーサーと面会する機会を得て、自費で作成した大会のカップを持参し競技会開催を直談判した結果、マッカーサーより大会開催とマッカーサーの名前を大会名とすることを許可された[599]。
- 大会の種目は、池田との関係が深かった軟式テニス、硬式テニス、卓球の3種目となった。池田は私財から100万円の資金と、マッカーサーのサイン入りの3つの銀製カップを準備したが、『マッカーサー元帥杯』と冠名があっても、GHQは運営面での支援はせず、1948年8月開催の第一回の西宮大会の運営費24万円の内20万円は池田からの支援、残りは大会収入で賄われた[600]。
- 当時の日本では、GHQにより全体的行進、宗教的行動、国歌斉唱、国旗の掲揚などが禁止されており、京都で開催された第1回国民体育大会の開会式は音楽もなく、選手宣誓と関係者挨拶の質素なものであったが、マ元帥杯は特別に入場行進も許可され、アメリカ軍の軍楽隊による演奏、マッカーサー、総理大臣、文部大臣（いずれも代理）による祝辞等、敗戦間もない当時としては、スポーツ大会らしからぬ絢爛豪華な開会式となった。競技会には男子271名女子120名合計391名が参加し盛大に行われた[601]。優勝者には銀製カップの他にマッカーサーの横顔が刻印されたメダルと賞状も授与された[602]。
- マッカーサーが直接許可した大会であったためか、第2回目の東京大会は特別に皇居内で開催された。これは2016年時点で皇居内で行われた唯一の全国規模のスポーツ大会となる[603]。その後は大会を主導していた日本体育協会の尽力もあり、第6回の長崎大会まで各地方都市で開催され、地方都市でのスポーツ振興に貢献することとなった。しかし、マッカーサーが更迭され、日本人は12歳発言で日本での人気が収束すると、『マッカーサー元帥杯』という大会名を見直そうという動きが始まり、第7回岡山大会では『マッカーサー記念杯全国都市対抗』という大会名に改称、第9回大会の開催地会津若松市からは「マ元帥杯」という名前は困るとの申し出があるに至り[604]、1955年の第9回の会津若松市での大会は『全国市長会長杯』とマッカーサーの名前を一切排した大会名に改称され、『マッカーサー元帥杯』は8年で幕を下ろす事となった。その後もこの大会は形式や名称を変え最後は『全国都市対抗三競技大会』という名称となり、1975年の第30回大会（福岡市）まで継続された[605]。その後、硬式テニスの全国大会のみが、翌1976年から開始された全日本都市対抗テニス大会に引き継がれている[606]。

#### マッカーサーとマシュー・ペリー

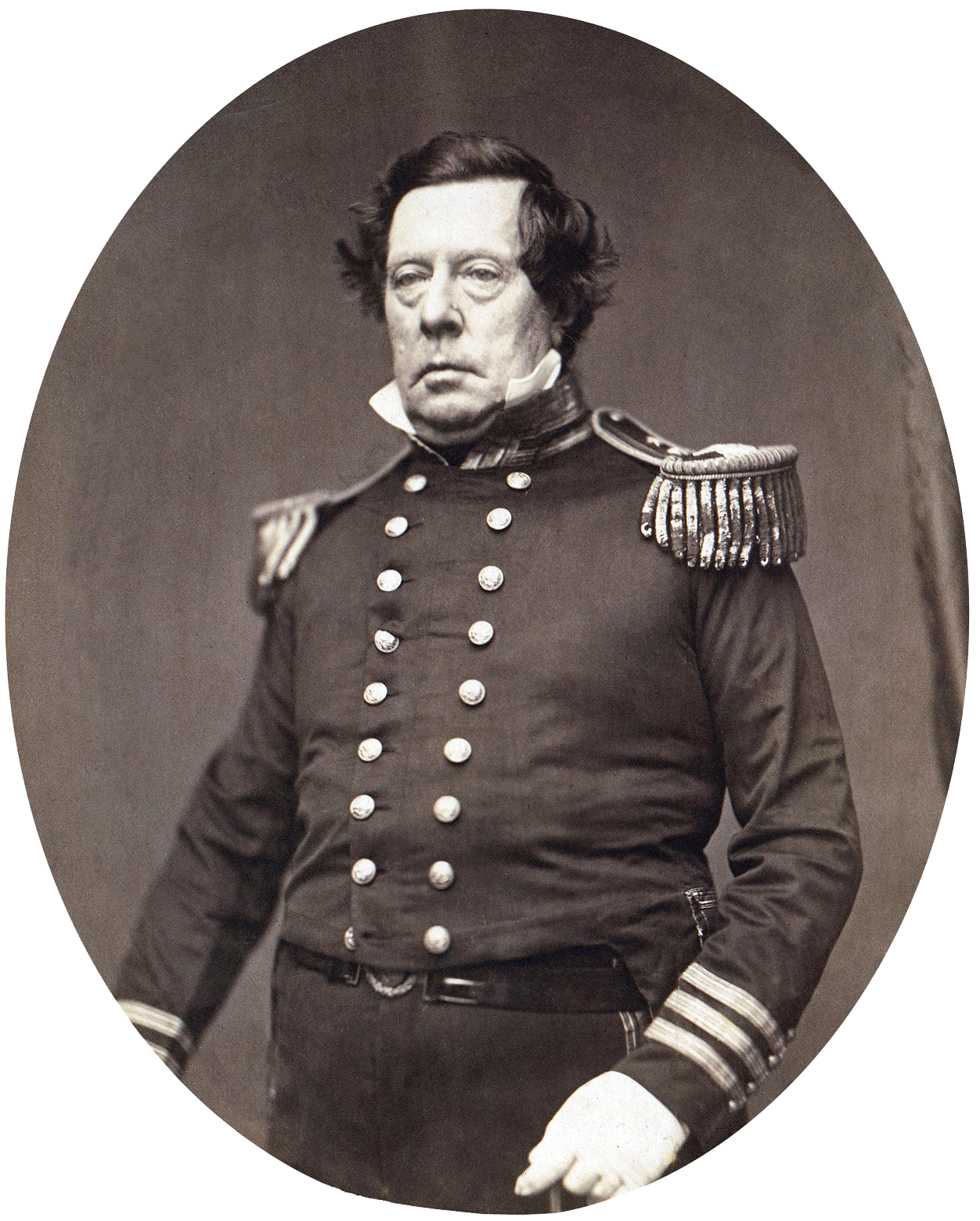
日本を開国させたマシュー・ペリー提督（1794年4月10日 - 1858年3月4日）。

上述のとおり、戦艦ミズーリ艦上での降伏調印式の際にミズーリ艦上には、マシュー・ペリー提督の日本寄港時に旗艦サスケハナに掲揚されていた星条旗が掲げられていた。これは、マッカーサーはペリーの日本開国を意識し、日本人に見せつけるために、当時の実物を配置したとも言われる。
マッカーサーは占領当時、江戸幕府を脅迫し、強制的に開国させた黒船来航をモデルを意識したのではないかと言われている。アメリカ合衆国側からすれば、近代化を教えられ、間接的に明治維新にまで繋がった日本が、その全ての父であるアメリカ合衆国に歯向かい、攻撃したことは、アメリカ合衆国連邦政府も不満があったという。

また降伏の調印を終えたマッカーサーはアメリカ国民向けに演説をおこなった。
この事からマッカーサーは、ペリー来航を一度目の日本占領だとし、1945年は二度目の占領だと認識し、ペリーのように再び日本をアメリカが強制的に開国させるという事を意識したとの主張もある。

### 軍装
マッカーサーのトレードマークはコーンパイプと、服装規則違反のフィリピン軍の制帽であった。
マッカーサーは将官ながら、正装を着用することが少なく、ラフな略装を好んだ。
第一次世界大戦でレインボー師団の参謀長として従軍した際には、ヘルメットを被らずわざと形を崩した軍帽、分厚いタートルネックのセーター、母メアリーが編んだ2mもある長いマフラーを着用し、いつもピカピカに磨いている光沢のあるブーツを履いて、手には乗馬鞭というカジュアルな恰好をしていた。部下のレインボー師団の兵士らもマッカーサーに倣ってラフな服装をしていたため、部隊を視察した派遣軍総司令官のパーシングは「この師団は恥さらしだ、兵士らの規律は不十分でかつ訓練は不適切で、服装は今まで見た中で最低だ」と師団長ではなく、元凶となったマッカーサーを激しく叱責したが、マッカーサーが自分のスタイルを変えることはなかった。しかし、その風変わりな服装が危険を招いたこともあり、前線で指揮の為に地図を広げていたマッカーサーを見たアメリカ軍の他の部隊の兵士らが、普段見慣れない格好をしているマッカーサーをドイツ軍将校と勘違いし、銃を突き付け捕虜としたことがあった。
元帥となっても、重要な会合や、自分より地位が高い者と同席する場合でも略装で臨むことが多かったために、批判されたこともある。著名な天皇との会見写真でも、夏用略装にノーネクタイというラフな格好で臨んだため、「礼を欠いた」、「傲然たる態度」であると多くの日本国民に衝撃を与えた。不敬と考えた内務省は、この写真が掲載された新聞を回収しようと試みたが、GHQによって制止されたため、この写真は内務省による言論統制の終焉も証明することになった。ただし、当時のアメリカ大使館には冷房設備がなかったこともあり、夏の暑さを避けるためにマッカーサーは意図せず略装で迎えたともいわれている。
松本健一は、リチャード・ニクソンの回想 において、マッカーサーの略式軍装は彼の奇行が習慣化したもので、1950年に朝鮮戦争問題で会見したトルーマンは、彼のサングラス、シャツのボタンを外す、金モールぎらぎらの帽子という「19かそこらの中尉と同じ格好」に憤慨したと述べている。また、マッカーサーの服装とスタイルには一種のダンディズムともいえる独特な性向があり、「天皇の前でのスタイルは、いつものものでもはるかにましなものであった」とも指摘している。ニクソンが回想する「サングラス、色褪せた夏軍服、カジュアルな帽子、そしてコーンパイプ」という第二次世界大戦中のマッカーサーのスタイルは、まさに厚木飛行場に降り立った時の彼の姿であった。

### コーンパイプ

トレードマークのコーンパイプをくわえ、フィリピン軍の制帽をかぶったマッカーサー

マッカーサーのトレードマークと言えばコーンパイプであるが、1911年にテキサス州で行われた演習の際の写真で、既に愛用しているのが確認できる。マッカーサーのコーンパイプはコーンパイプメイカー最大手のミズーリ・メシャム社の特注であり、戦時中にもかかわらず、マッカーサーが同社のコーンパイプをくわえた写真が、同社の『ライフ』誌の広告に使用されている。
階級が上がるに従ってコーンパイプも大きくなっていき、タバコ葉を何倍も多く詰められるように深くなっている。現在ではこのような形のコーンパイプを「マッカーサータイプ」と呼ぶ。マッカーサーは自分のパイプを識別するために、横軸の真ん中あたりを軽く焼いて焦げ目をつけて印とした。現在のマッカーサータイプのコーンパイプも、機能には関係ないが、その印がされて販売されている。
しかし、マッカーサーの通訳官ジョージ・キザキ（日系2世、2018年6月没）によれば、マッカーサーは室内ではコーンパイプは一切使わず、ブライヤやメシャムの高級素材のパイプを愛用しており、屋外ではわざと粗野に映るコーンパイプを咥え、軍人としての荒々しさを演出する道具だったと証言している。1948年の『ライフ』誌の報道では、当時マッカーサーが使用していた17本のパイプの内でコーン・パイプはわずか5本であった。
マッカーサー記念館にはマッカーサーが愛用したブライヤパイプとパイプ立てが展示されており、退任後に私人として『ライフ』誌の表紙に登場した際にくゆらせていたのもブライヤパイプであった。

### 日本キリスト教国化
マッカーサーは占領は日本におけるキリスト教宣教の「またとない機会」であるとして、記者発表や個人的書簡を通じて、日本での宣教を奨励した。マッカーサーはキリスト教を広めることが日本の民主化に役立つと考えていた。中でも南部バプテスト連盟ルイ・ニュートンへの書簡が知られている。
マッカーサーはキリスト教聖公会の熱心な信徒であり、キリスト教は「アメリカの家庭の最も高度な教養と徳を反映するもの」であり、「極東においてはまだ弱いキリスト教を強化できれば、何億という文明の遅れた人々が、人間の尊厳、人生の目的という新しい考えを身に付け、強い精神力を持つようになる」と考えていた。そのような考えのマッカーサーにとって、日本占領は「アジアの人々にキリスト教を広めるのに、キリスト生誕以来の、比類ない機会」と映り、アメリカ議会に「日本国民を改宗させ、太平洋の平和のための強力な防波堤にする」と報告している。日本の実質最高権力者が、このように特定の宗教に肩入れするのは、マッカーサー自身が推進してきた信教の自由とも矛盾するという指摘が、キリスト教関係者の方からも寄せられることとなったが、マッカーサーはCIEの宗教課局長を通じ「特定の宗教や信仰が弾圧されているのでない限り、占領軍はキリスト教を広めるあらゆる権利を有する」と返答している。民間情報教育局(CIE)宗教課長ウィリアム・バンスは占領軍の政策がキリスト教偏重になっているような印象を与えないようにと努力した。マッカーサーは当初CIEにはかることなくキリスト教を支援するような発言をすることがあったが、後にそれを表立って行うことは控えるようになった。
マッカーサーは、国家神道が天皇制の宗教的基礎であり、日本国民を呪縛してきたものとして、1945年（昭和20年）12月15日に、神道指令で廃止を命じた。神道を国家から分離（政教分離）し、その政治的役割に終止符を打とうとする意図に基づく指令であった。
マッカーサーはその権力をキリスト教布教に躊躇なく行使し、当時の日本は外国の民間人の入国を厳しく制限していたが、マッカーサーの命令によりキリスト教の宣教師についてはその制限が免除された。その数は1951年にマッカーサーが更迭されるまでに2,500名にもなり、宣教師らはアメリカ軍の軍用機や軍用列車で移動し、米軍宿舎を拠点に布教活動を行うなど便宜が与えられた。また日本での活動を望むポケット聖書連盟のために書いた推薦状の中で、聖書配布の活動を1000万冊規模に増強するよう要望した。（実際には11万冊を配布した。）
1947年にキリスト教徒で日本社会党の片山哲が首相になる（片山内閣）と、「歴史上実に初めて、日本はキリスト教徒で、全生涯を通じて長老派教会の信徒として過ごした指導者によって、指導される」として、同じくキリスト教徒であった中国の蒋介石、フィリピンのマニュエル・ロハスと並ぶ者として片山を支持する声明を出した。しかしマッカーサーの期待も空しく、片山内閣はわずか9か月で瓦解した。
ジョン・ガンサーが伝えるところによると、マッカーサーは「今日の世界でキリスト教を代表する二人の指導的人物こそ、自分と法王だとさえ考え」ていた。米国キリスト教会協議会もマッカーサーに対し「極東の救済のために神は“自らの代わり”として、あなたを差し向けたのだと、我々は信ずる」と賞賛していたが、マッカーサーが、布教の成果を確認する為に、CIEの宗教課に日本のキリスト教徒数の調査を命じたところ、戦前に20万人の信者がいたのに対し、現在は逆に数が減っているということが判明し、その調査結果を聞いた宗教課局長は「総司令はこの報告に満足しないし、怒るだろう」と頭を抱えることになった。マッカーサーらはフィリピンとインドシナ以外のアジア人は、当時、キリスト教にほとんど無関心で、大量に配布された聖書の多くが、読まれることもなく、刻みタバコの巻紙に利用されているのを知らなかった。
局長から調査報告書を突き返された宗教課の将校らは、マッカーサーを満足させるためには0を何個足せばいいかと討議した挙句、何の根拠もない200万人というキリスト教徒数を捏造して報告した。マッカーサーもその数字を鵜呑みにして、1947年2月、陸軍省に「過去の信仰の崩壊によって日本人の生活に生じた精神的真空を満たす手段として…キリスト教を信じるようになった日本人の数はますます増え、既に200万人を超すものと推定されるのである」と報告している。結局、マッカーサーが日本を去った1951年時点でキリスト教徒は、カトリック、プロテスタントで25万7,000人と、戦前の20万人と比較し微増したが、占領下に注がれた膨大な資金と、協会や宣教師の努力を考えると、十分な成果とは言えなかった。「占領軍の宗教」とみなされ、他の宗教に比べて圧倒的に有利な立場にあったにもかかわらず、マッカーサーの理想とした「日本のキリスト教国化」は失敗に終わった。

#### 国際基督教大学
キリスト教の精神に基づき、宗派を越えた大学を作るといった構想がラルフ・ディッフェンドルファー宣教師を中心に進んでおり、1948年に「国際基督教大学 財団」が設立されたが、マッカーサーはこの動きに一方ならぬ関心を示し、同大学の財団における名誉理事長を引き受けると、米国での募金運動に尽力した。ジョン・ロックフェラー2世にも支持を求めたが、その際に「ここに提案されている大学は、キリスト教と教育のユニークな結合からして、日本の将来にとってまことに重要な役割を必ずや果たすことでありましょう」と熱意のこもった手紙を出している。大学設置はマッカーサーが解任されて2年後の1953年であった。

### その他
1946年に特使の立場で、訪日したハーバート・フーヴァーと会談し「フランクリン・ルーズベルトはドイツと戦争を行うために日本を戦争に引きずり込んだ」と述べたことを受け、マッカーサーも「ルーズベルトは1941年に近衛文麿首相が模索した日米首脳会談をおこなって戦争を回避する努力をすべきであった」の旨を述べている。
占領当時のマッカーサーはフリーメイソンのフィリピン・グランドロッジ（Manila Lodge No.1）に所属しており、32位階の地位にあったとされる。
韓国でのマッカーサーの評価は、毀誉褒貶相半ばするものがあり、2005年には仁川市自由公園にあるマッカーサーの銅像撤去を主張する団体と銅像を保護しようとする団体が集会を開き対峙、警官隊ともみ合う事件も起きた。また、2018年にはマッカーサー像に火刑と称して像の周囲で可燃物を燃やす放火事件も発生している。

## マッカーサーを扱った作品
映画
- 『マッカーサー』 MacArthur （1977年 監督：ジョセフ・サージェント マッカーサー役：グレゴリー・ペック）
- 『インチョン!』 Inchon! （1982年 監督：テレンス・ヤング マッカーサー役：ローレンス・オリヴィエ）
- 『小説吉田学校』（1983年 監督：森谷司郎 マッカーサー役：リック・ジェイソン）
- 『太陽』 Солнце（2005年 監督：アレクサンドル・ソクーロフ マッカーサー役：ロバート・ドーソン）
- 『日輪の遺産』 （2010年 監督：佐々部清 マッカーサー役：ジョン・サヴェージ）
- 『終戦のエンペラー』 Emperor （2012年 監督：ピーター・ウェーバー マッカーサー役：トミー・リー・ジョーンズ）
- 『オペレーション・クロマイト』 인천상륙작전 （2016年 監督：イ・ジェハン マッカーサー役：リーアム・ニーソン）
- 『日本独立』（2020年 監督：伊藤俊也 マッカーサー役：アダム・テンプラー）
- 『1950 鋼の第7中隊』长津湖 （2021年 監督：チェン・カイコー マッカーサー役：ジェームズ・フィルバード）

テレビドラマ（一部）
- 『日本の戦後第9集 老兵は死なず マッカーサー解任』（1978年 NHK特集シリーズ マッカーサー役：ドナルド・ノード）
- 『白洲次郎』（2009年 NHK マッカーサー役：TIMOTHY HARRIS）
- 『負けて、勝つ 〜戦後を創った男・吉田茂〜』（2012年 NHK土曜ドラマスペシャル マッカーサー役：デヴィッド・モース）
- 『アメリカに負けなかった男〜バカヤロー総理 吉田茂〜』（2020年 テレビ東京開局55周年特別企画スペシャルドラマ マッカーサー役：チャールズ・グラバー）

宝塚歌劇
- 『黎明の風』 マッカーサー役：大和悠河[645]

演劇
- 『引退屋リリー』（つかこうへい） ヒロインがマッカーサーと美空ひばりの偽物との間にできた隠し子との設定

漫画
- 『どついたれ』（手塚治虫）
- 『天下無双 江田島平八伝』（宮下あきら）
- 『はだしのゲン』（中沢啓治）
- 『Mの首級（しるし） マッカーサー暗殺計画』（リチャード・ウー・池上遼一）
- 『ゴールデンカムイ』（野田サトル）
- 『疾風の勇人』（大和田秀樹）
- 『昭和天皇物語』（能條純一）
- 『週刊マンガ日本史50号 マッカーサー-戦後日本を導いた男-』（本そういち）
- 『めしあげ!! 〜明治陸軍糧食ものがたり』（清澄炯一）
- 『学習まんが 日本の歴史 18 占領された日本』（表紙が荒木飛呂彦によるマッカーサー）

## 階級

### アメリカ合衆国陸軍における階級
|  | 工兵少尉, 連邦常備陸軍(Regular Army), 1903年6月11日      |
|  | 工兵中尉, 連邦常備陸軍, 1904年4月23日                    |
|  | 工兵大尉, 連邦常備陸軍, 1911年2月27日                    |
|  | 工兵少佐, 連邦常備陸軍, 1915年12月11日                   |
|  | 歩兵大佐, 合衆国陸軍(National Army), 1917年8月5日        |
|  | 准将, 合衆国陸軍, 1918年6月26日                          |
|  | 准将, 連邦常備陸軍, 1920年1月20日                        |
|  | 少将, 連邦常備陸軍, 1925年1月17日                        |
|  | 大将, 一時的階級（temporary rank）, 1930年11月21日       |
|  | 少将, 連邦常備陸軍, 1935年10月1日                        |
|  | 大将, 退役者リスト, 1938年1月1日                         |
|  | 少将, 連邦常備陸軍（現役復帰）, 1941年7月26日            |
|  | 中将, 合衆国陸軍(Army of the United States)1941年7月27日 |
|  | 大将, 合衆国陸軍, 1941年12月22日                         |
|  | 元帥, 合衆国陸軍, 1944年12月18日                         |
|  | 元帥, 連邦常備陸軍, 1946年3月23日                        |

### その他の国における階級
- フィリピン元帥（英語版） - 1936年8月24日[646] - 1937年12月31日[646]

## 栄典

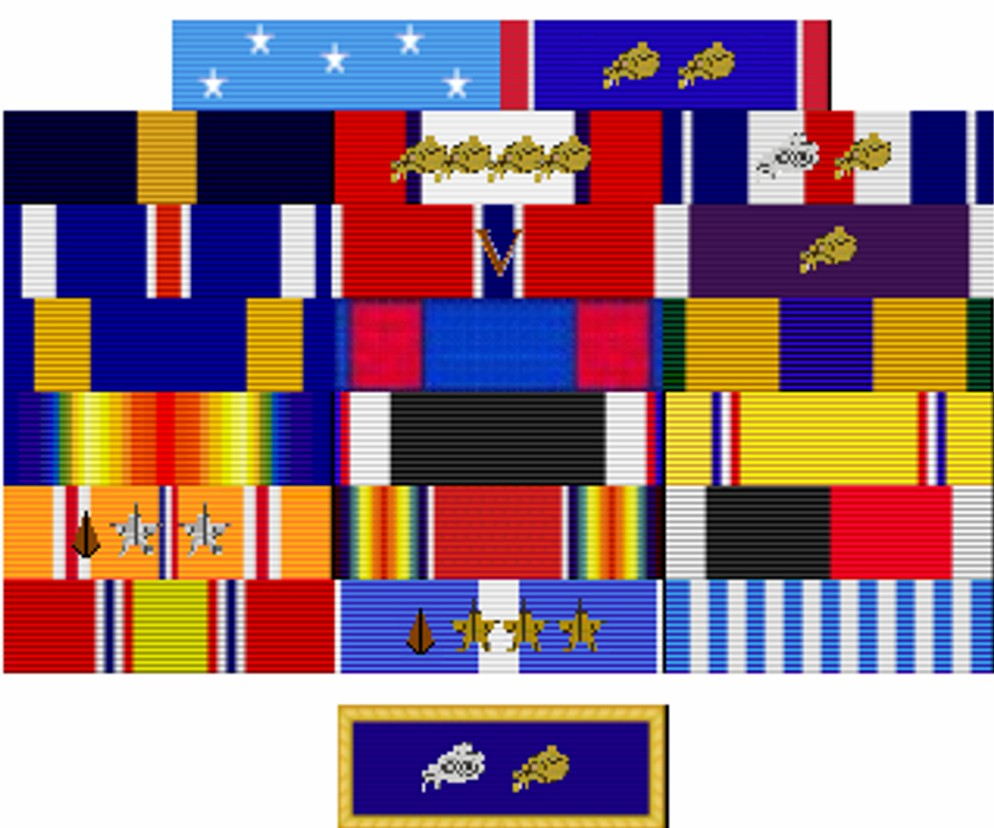
マッカーサーが受けた主なアメリカ軍勲章の略綬.

マッカーサーは国内外で多くの栄典を受けたが、主なものを記載する。マッカーサーはアメリカ国内だけでも100個以上の勲章を受けているが、5つ星の元帥章以外は略綬さえ一切身に付けなかった。栄誉を飾らないのがマッカーサーの流儀であった。

### アメリカ国内
|                                                   | 名誉勲章             |
| Bronze oak leaf cluster · Bronze oak leaf cluster | 殊勲十字賞5回        |
| Silver oak leaf cluster · Bronze oak leaf cluster | シルバースター7回    |
|                                                   | 殊勲飛行十字章       |
| V                                                 | ブロンズスターメダル |
| Bronze oak leaf cluster                           | パープルハート章     |
|                                                   | エア・メダル         |

他多数

### アメリカ国外
- 旭日章（勲一等旭日桐花大綬章ほか）
- バス勲章
- レジオンドヌール勲章
- ポーランド復興勲章
- 武功勲章
- 宝鼎勲章

他多数

## 関連図書
当時の文献
- ダグラス・マッカーサー 「陸海軍省併合及空軍独立論に対する米軍参謀総長の意見」

（『隣邦軍事研究の参考 第四号』）、偕行社編纂部発行、1933年（昭和8年）
- 『吉田茂＝マッカーサー往復書簡集』 袖井林二郎編訳・解説、法政大学出版局、2000年／講談社学術文庫（改訂版）、2012年
- コートニー・ホイットニー 『日本におけるマッカーサー 彼はわれわれに何を残したか』（抄訳） 毎日新聞社外信部訳、毎日新聞社、1957年
- チャールズ・ウィロビー[注釈 19] 『マッカーサー戦記』 大井篤訳、時事通信社（全3巻）、1956年／朝日ソノラマ文庫（全2巻）、1988年
- ジョン・ガンサー 『マッカーサーの謎 日本・朝鮮・極東』 木下秀夫・安保長春訳、時事通信社、1951年
- ラッセル・ブラインズ[注釈 20] 『マッカーサーズ・ジャパン 米人記者が見た日本戦後史のあけぼの』（抄訳） 長谷川幸雄訳、中央公論社、1949年／朝日ソノラマ、1977年
- ウィリアム・シーボルド 『日本占領外交の回想』 野末賢三訳、朝日新聞社、1966年

伝記研究
- ロジャー・エグバーグ 『裸のマッカーサー 側近軍医50年後の証言』 林茂雄・北村哲男共訳、図書出版社、1995年
- 『戦後60年記念 別冊歴史読本18号 日本の決断とマッカーサー』 新人物往来社、2005年
- リチャード・B・フィン『マッカーサーと吉田茂』（上下）、同文書院インターナショナル、1993年／角川文庫（巻末の書誌索引は省略）、1995年
- 半藤一利 『マッカーサーと日本占領』 PHP研究所、のちPHP文庫
- 榊原夏 『マッカーサー元帥と昭和天皇』 集英社新書、2000年、主に写真での案内
- 河原匡喜 『マッカーサーが来た日 8月15日からの20日間』 新人物往来社、1995年／光人社NF文庫、2005年、ISBN 476982470X、写真多数
- 児島襄 『日本占領』（文藝春秋 のち文春文庫）
  - 同 『講和条約』（新潮社 のち中公文庫）、『昭和天皇 戦後』（小学館）
- 三好徹 『興亡と夢 戦火の昭和史 5』（集英社 のち集英社文庫）
- 田中宏巳『消されたマッカーサーの戦い 日本人に刷り込まれた〈太平洋戦争史〉』吉川弘文館、2014年
- 谷光太郎 「ハート アジア艦隊司令官」『米軍提督と太平洋戦争』より 学習研究社、2000年
- 川島高峰 『敗戦 占領軍への50万通の手紙』 読売新聞社 1998年
- 伴野昭人 『マッカーサーへの100通の手紙』 現代書館 2012年
- D. クレイトン.ジェームズ『The Years of MacArthur, Volume 1: 1880-1941』ホートン・ミフリン・ハーコート、1970年

その他
- 本間富士子「悲劇の将軍・本間雅晴と共に」『文藝春秋』昭和39年11月号
- 重光葵 「巣鴨日記」『文藝春秋』昭和27年8月号 - 昭和28年に文藝春秋（正・続）。新版・吉川弘文館、2021年
- デービッド・ハルバースタム 『ザ・フィフティーズ』 峯村利哉訳（ちくま文庫 全3巻、2015年）
- 多賀敏行 『「エコノミック・アニマル」は褒め言葉だった 誤解と誤訳の近現代史』 新潮新書 2004年
- 五百旗頭真 『日米戦争と戦後日本』講談社学術文庫 2005年
- ジョン・ダワー『敗北を抱きしめて』 （上・下）、三浦陽一ほか訳、岩波書店 2001年、改訂版2004年
- ハンソン・ボールドウィン『勝利と敗北 第二次大戦の記録』朝日新聞社、1967年。

以下は英語原本
- オマール・ブラッドレー『A General's Life: An Autobiography』サイモン&シュスター 1983年
- ブルース・カミングス『Origins of the Korean War, Vol. 1: Liberation and the Emergence of Separate Regimes, 1945-1947』プリンストン大学、1981年
- ジーン・エドワード・スミス『Lucius D. Clay: An American Life』ヘンリーホルトコーポレーション、1990年
- ハリー・S・トルーマン『Off the Record: The Private Papers of Harry S. Truman』ロバート・H・フェレル編、ミズーリ大学、1997年
- ペーター・ライオン『アイゼンハワー』ボストン社 1974年
- ディーン・アチソン『Among friends: Personal letters of Dean Acheson』ドッド・ミード社 1980年 ISBN 0396077218